# 국가보안법 사건 목록
이 문서는 대한민국의 국가보안법 사건 목록이다.

## 사건 목록

### 이승만 정부
| 연월일           | 사건번호              | 사건명                                                                         | 주문 | 판사                 | 비고 |
| ---------------- | --------------------- | ------------------------------------------------------------------------------ | --- | -------------------- | --- |
| 1949년 5월 31일  | 서울지법              | 국가보안법위반 이적죄                                                          | 최능진 징역3년 김진섭 징역3년6개월 서세충 무죄 |                      | 혁명의용군 사건 |
| 1949년 11월 2일  | 서울고법              | 국가보안법위반 이적죄                                                          | 최능진 징역5년 김진섭 징역6년 서세충 무죄 |                      | 혁명의용군 사건 |
| 1949년           | 군사재판              | 국가보안법위반 이적죄                                                          | 오동기 징역10년 나머지 징역1년~징역5년 |                      | 혁명의용군 사건에 연루된 군인들 |
| 1949년           | 군사재판              | 국가보안법위반 이적죄 내란죄 살인죄                                            | 사형 |                      | 지리산 빨치산 조경순, 여순 14연대 반란사건을 일으킨 좌익계 군인 김지회의 부인 |
| 1949년           | 군사재판              | 국가보안법위반 국방경비법위반 간첩죄 이적죄 살인죄                             | 사헝 |                      | 여순 14연대 반란사건 주동자 지창수 상사 |
| 1949년           | 군사재판              | 국가보안법위반 간첩죄 이적죄 내란선동 내란예비음모 국방경비법위반 특수공작혐의 | 사형 |                      | 남로당 문화부장 김태준, 지리산 빨치산 유격대들을 대상으로 특수공작을 하다가 적발당함 |
| 1949년 11월      | 광주지법              | 국가보안법위반                                                                 | 징역7년 |                      | 장재성 무단 방북 사건 |
| 1949년           | 서울지법              | 국가보안법위반                                                                 | 김두한 선고유예 |                      | 김두한 국가보안법 위반 구속사건 |
| 1950년 3월 14일  | 서울지법              | 국가보안법위반                                                                 | 이문원(45), 노일환(37) 징역10년 김약수(61), 박윤원(43) 징역8년 김옥주(36), 강욱중(43), 황윤호(38), 김병회(34) 징역6년 오택관(63) 징역4년 이구수(39), 최태규(32), 신성균(46), 서용길(39), 배중혁(31) 징역3년                                                                             | 사광욱               | 국회 프락치 사건 |
| 1950년 5월       | 특별군사재판          | 국가보안법위반 간첩죄 내란예비음모                                             | 김삼룡 사형 이주하 사형 |                      | 남조선노동당 서울지도부 사건 |
| 1950년 6월 15일  | 육군본부 고등군법회의 | 국가보안법위반 간첩죄                                                          | 사형 |                      | 김수임 간첩사건 |
| 1950년 6월       | 서울지법              | 국가보안법위반 간첩죄                                                          | 강중인 징역3년 |                      | 법조프락치 사건 |
| 1950년 6월       | 군사재판              | 국가보안법위반 간첩죄                                                          | 사형 |                      | 국회 프락치 사건을 배후 조종한 성시백, 성시백 간첩 사건 |
| 1950년 10월      | 군사재판              | 국가보안법위반 간첩죄                                                          | 사형 |                      | 한국전쟁 당시 인민군 치하의 서울에 남아서 부역질을 한 가수 계수남 |
| 1958년 2월 25일  | 서울지법              | 국가보안법위반 간첩죄                                                          | 징역3년 |                      | 한국전쟁 당시 인민군 치하의 서울에 남아서 부역질을 한 가수 계수남 |
| 1958년 6월 5일   | 서울고법              | 국가보안법위반 간첩죄                                                          | 징역3년 |                      | 한국전쟁 당시 인민군 치하의 서울에 남아서 부역질을 한 가수 계수남 |
| 1958년 12월 27일 | 대법원                | 국가보안법위반 간첩죄                                                          | 징역3년 |                      | 한국전쟁 당시 인민군 치하의 서울에 남아서 부역질을 한 가수 계수남 |
| 1951년 11월 21일 | 청주지법              | 절도 상습도박 국가보안법위반                                                   | 박남수(28) 징역1년6월 김시한(31) 징역1년8월 |                      | 식산은행 충주지점 숙식실에서 도박을 하다 점심시간에 출납계 탁상에 있는 현금100만원 공모절취 |
| 1951년           | 서울지법              | 국가보안법위반 간첩죄 이적죄                                                   | 선고유예 |                      | 독립운동가 정정화, 한국전쟁 중 서울에 남아서 인민군에게 부역질을 한 혐의와 간첩질을 한 혐의로 수감, 고문과 장기구금으로 인한 증거능력이 없어 선고유예 |
| 1951년           | 서울고등군법회의      | 국가보안법위반 간첩죄                                                          | 김선명 징역15년 선고 |                      | 한국전쟁 중 인민군 유격대에서 남파되어 양민들을 학살한 혐의 |
| 1951년           | 서울고등군법회의      | 국가보안법위반 간첩죄                                                          | 사형 |                      | 간첩부대인 526부대에서 남파되어 간첩질을 저지른 혐의 |
| 1951년           | 군사재판              | 국가보안법위반 이적죄                                                          | 이종환 징역 15년형 선고 |                      | 한국전쟁 중 빨치산 혐의 |
| 1951년           | 군사재판              | 국가보안법위반 이적죄 간첩죄                                                   | 이종환 사형 |                      | 한국전쟁 중 빨치산 혐의 |
| 1951년           | 군사재판              | 국가보안법위반 이적죄                                                          | 징역 15년 |                      | 전쟁포로 이세균 |
| 1951년           | 군사재판              | 국가보안법위반 이적죄                                                          | 징역20년 |                      | 전쟁포로 전진 |
| 1951년           | 군사재판              | 국가보안법위반 비상사태하의특별조치령위반 살인죄 살인예비죄                    | 무기징역 |                      | 한국전쟁 당시 북한에 부역하여 양민들을 학살한 남로당 당원 권오석, 1956년에 패결핵 등으로 인해 형집행정지로 석방되었다가 1961년 잔형 집행을 위해 재수감, 1971년 마산교도소에서 사망                                                                                           |
| 1951년           | 군사재판              | 국가보안법위반 이적죄                                                          | 징역17년 |                      | 지리산 빨치산 윤기남 |
| 1951년 4월       | 부산지방법원          | 국가보안법위반 계엄법위반                                                      | 강계돈 징역2년 |                      | 제주도 유지 사건 |
| 1952년 1월 15일  | 대구고등법원          | 국가보안법위반 계엄법위반                                                      | 무죄 |                      | 제주도 유지 사건 |
| 1951년 10월      | 군사재판              | 국가보안법위반 무단방북                                                        | 선고유예 |                      | 북한을 방문해 종전선언을 주장한 박진목, 하지만 미군과 미국 정보기관들의 도움으로 방북했기 때문에 선고유예 판결이 나옴 |
| 1952년 3월 14일  | 서울지법              | 국가보안법위반 간첩죄                                                          | 무기징역 |                      | 김성구 간첩 사건 |
| 1962년 11월 22일 | 서울형사지법          | 국가보안법위반 간첩죄                                                          | 무죄 | 유태흥               | 김성구 간첩 사건 |
| 1952년 7월 30일  | 군사재판              | 국가보안법위반                                                                 | 박기양(36) 무죄 민영수(52) 징역3년 이옥래(52) 징역3년 한웅길(43) 징역3년 홍원일(44) 무기징역 홍만희 무기징역 정의철(42) 무기징역 | 박승훈               | 김의준 등 7명 공소취소, 국회의원과 국체변혁 음모사건 |
| 1952년           | 군사재판              | 국가보안법위반 이적죄 간첩죄                                                   | 무기징역 |                      | 정치공작대 간첩 김용규 |
| 1952년 9월 15일  | 부산지법              | 국가보안법위반 내란음모 살인미수죄                                             | 김시현(70) 사형 유시태(63) 사형 최양옥(60) 무죄 서상일 징역6년 백남훈 징역3년 노기용 무죄 김성규 징역7년 정용환 벌금20만원 최태현 벌금30만원 유희송 벌금10만원 김익진 무죄 방주혁 무죄                                                                                                  | 김용식               | 이승만 암살 미수 사건 |
| 1953년 4월 8일   | 대구고법              | 국가보안법위반 내란음모 살인미수죄                                             | 김시현 사형 유시태 사형 서상일 징역6월 집행유예1년 백남훈 징역6월 집행유예1년 방주혁 무죄 김성규 무죄 노기용 무죄 김익진 무죄 최태현 무죄 최양옥 무죄 | 김종규               | 이승만 암살 미수 사건 |
| 1954년 1월 31일  | 대법원                | 국가보안법위반 내란음모 살인미수죄                                             | 김시현 사형 유시태 사형 서상일 징역6개월 백남훈 징역6개월 노기용 무죄 최양옥 무죄 김성규 면소 방주혁 면소 최태현 면소 김익진 면소 |                      | 이승만 암살 미수 사건 |
| 1952년           | 군사재판              | 국가보안법위반 계엄법위반                                                      | 정헌주 무죄 이석기 무죄 서범석 무죄 임흥순 무죄 곽상훈 무죄 권중돈 무죄 등 부산정치파동에 관련되어 구속된 12명 국회의원에게 전원 무죄 선고 |                      | 국제공산당 관련 사건, 부산정치파동 |
| 1952년           | 군사재판              | 국가보안법위반 이적죄                                                          | 무기징역 |                      | 지리산 빨치산 김현순 |
| 1952년           | 군사재판              | 국가보안법위반 간첩죄                                                          | 무기징역 |                      | 남파공작원 이경구 |
| 1952년           | 군사재판              | 국가보안법위반 이적죄                                                          | 징역17년 |                      | 남파공작원 이두균 |
| 1952년           | 군사재판              | 국가보안법위반 이적죄                                                          | 징역7년 |                      | 남파공작원 이인모 |
| 1952년           | 군사재판              | 국가보안법위반 이적죄 간첩죄                                                   | 무기징역 |                      | 남파공작원 황용갑 |
| 1952년           | 군사재판              | 국가보안법위반 이적죄                                                          | 사형 |                      | 조선인민유격대 대원으로 활동하면서 양민들을 학살한 석용화 |
| 1952년           | 군사재판              | 국가보안법위반 이적죄 간첩죄                                                   | 징역10년 |                      | 남파공작원 윤희보 |
| 1952년           | 군사재판              | 국가보안법위반 간첩죄                                                          | 류락진 사형 |                      | 간첩 및 빨치산 혐의 |
| 1953년           | 서울지법              | 국가보안법위반 간첩죄                                                          | 징역 5년 |                      | 간첩 및 빨치산 혐의 |
| 1953년           | 서울지법              | 국가보안법위반 간첩죄                                                          | 무기징역 |                      | 남파공작원 방재순 |
| 1953년           | 군법회의              | 국가보안법위반 간첩죄 이적죄                                                   | 안학섭 사형 |                      | 간첩 및 빨치산 혐의 |
| 1953년           | 군사재판              | 국가보안법위반 간첩죄 이적죄                                                   | 사형 |                      | 간첩 및 빨치산 혐의를 받고 있는 김우택 |
| 1953년           | 군사재판              | 국가보안법위반 국방경비법위반                                                  | 무기징역 |                      | 전쟁포로 함세환 |
| 1953년           | 군법회의              | 국가보안법위반 이적죄                                                          | 징역20년 |                      | 전쟁포로 김영만 |
| 1953년           | 대구지법              | 국가보안법위반                                                                 | 무죄 |                      | 대구 매일신문 테러 사건의 최석채 주필 필화 사건 |
| 1955년           | 대구고법              | 국가보안법위반                                                                 | 무죄 |                      | 대구 매일신문 테러 사건의 최석채 주필 필화 사건 |
| 1956년           | 대법원                | 국가보안법위반                                                                 | 무죄 |                      | 대구 매일신문 테러 사건의 최석채 주필 필화 사건 |
| 1953년           | 군법회의              | 국가보안법위반 이적죄                                                          | 징역15년 |                      | 계룡산 일대에서 파르티잔 활동을 벌이던 박문재 |
| 1953년 12월 29일 | 청주지법              | 국가보안법위반                                                                 | 징역7년 |                      | 6.25 당시 망언을 한 자유당 지구당 위원장 신형식 |
| 1954년 6월 15일  | 서울고법              | 국가보안법위반                                                                 | 징역10년 |                      | 6.25 당시 망언을 한 자유당 지구당 위원장 신형식 |
| 1953년           | 광주지법              | 국가보안법위반                                                                 | 남병일 징역5년 김정태 징역12년 박연하 징역12년 김경윤 징역2년 서세원 징역3년 김민곤 징역1년 집행유예3년 |                      | 여수 통비사건 |
| 1953년           | 군법회의              | 국가보안법위반 간첩죄                                                          | 정국은 사형 |                      | 국제 간첩사건, 좌익계 언론인 정국은이 북한 조선노동당의 간첩으로 활동하면서 대한민국 국방부에 출입할 당시에 군사기밀을 빼냈고, 일부 정치인들과 결탁하여 이승만 정부를 전복하려고 한 사건                                                                                     |
| 1954년           | 춘천지법              | 국가보안법위반                                                                 | 함주명(24) 징역2년 집행유예3년 |                      | 남파간첩 혐의 |
| 1954년           | 군법회의              | 국가보안법위반 간첩죄                                                          | 안학섭 사형 |                      | 남파공작원 및 빨치산 혐의를 받고 있는 혐의 |
| 1954년           | 군사재판              | 국가보안법위반 이적죄 살인죄                                                   | 사형 |                      | 조선인민유격대 출신 빨치산 남도부 |
| 1954년           | 대법원                | 국가보안법위반 간첩죄                                                          | 무기징역 |                      | 남파공작원 송상준 |
| 1954년           | 마산지법              | 국가보안법위반 명예훼손                                                        | 무죄 |                      | 대한민국을 썩은 나라라고 한 이영만 후보, 북한을 찬양한 사실이 없으므로 무죄 |
| 1954년           | 부산지법              | 국가보안법위반 이적죄 간첩죄 살인죄                                            | 정찬린 사형 박주현 징역4년 김형수 징역4년 정용훈 징역4년 |                      | 북한군 남침시에 서울지구에서 김용무와 정계 요인 다수를 투옥, 감금 및 학살한 사건 |
| 1954년 2월 16일  | 서울지법              | 국가보안법위반 사기미수 횡령 배임 가중수회                                     | 징역1년6개월 |                      | 진헌식 국가보안법 위반 사건 |
| 1954년 11월 22일 | 서울고법              | 국가보안법위반 사기미수 횡령 배임 가중수회                                     | 무죄 |                      | 진헌식 국가보안법 위반 사건 |
| 1956년 4월 18일  | 대법원                | 국가보안법위반 사기미수 횡령 배임 가중수회                                     | 무죄 |                      | 진헌식 국가보안법 위반 사건 |
| 1954년 5월 6일   | 중앙고등군법회의      | 국가보안법위반 간첩죄 이적죄 국방경비법위반                                    | 사형 |                      | 김성주 간첩사건 |
| 1954년 6월       | 서울지법              | 국가보안법위반                                                                 | 무죄 |                      | 김정제 국가보안법 위반 사건 |
| 1954년 10월 6일  | 서울고법              | 국가보안법위반                                                                 | 무죄 |                      | 김정제 국가보안법 위반 사건 |
| 1954년 10월 20일 | 부산지법              | 국가보안법위반 내란선동                                                        | 무죄 |                      | 안호상 내란선동 사건 |
| 1955년 4월 2일   | 대구고법              | 국가보안법위반 내란선동                                                        | 무죄 |                      | 안호상 내란선동 사건 |
| 1955년 8월       | 대법원                | 국가보안법위반 내란선동                                                        | 무죄 |                      | 안호상 내란선동 사건 |
| 1955년 7월 30일  | 서울지법              | 국가보안법위반                                                                 | 선고유예 | 한만수               | "민주주의와 공산주의는 공존할 수 있다"라는 강의를 한 성균관대 교수 이동화 |
| 1955년           | 대법원                | 국가보안법위반 간첩죄                                                          | 최석기, 박융서, 손윤규 무기징역 |                      | 간첩 및 빨치산 혐의, 1973년~1974년 당시 전향공작 중에 의문사함. |
| 1955년           | 서울지법              | 국가보안법위반 간첩죄                                                          | 무기징역 |                      | 남파공작원 류한욱 |
| 1955년           | 서울지법              | 국가보안법위반 간첩죄                                                          | 징역10년 |                      | 남파공작원 전창기 |
| 1955년           | 군사재판              | 국가보안법위반 간첩죄                                                          | 사형 |                      | 남파공작원 류영철 |
| 1955년           | 대전지법 홍성지원     | 국가보안법위반 간첩미수혐의                                                    | 무기징역 |                      | 남파공작원 허영철 |
| 1955년 2월       | 대구지법              | 국가보안법위반 법령제5호위반                                                   | 징역3년 |                      | 상제교 사건 (2심에서 국가보안법 위반은 무죄가 됨) |
| 1955년 7월 27일  | 서울고법              | 국가보안법위반 법령제5호위반                                                   | 징역10개월 집행유예2년 | 김홍섭               | 상제교 사건 (2심에서 국가보안법 위반은 무죄가 됨) |
| 1956년 7월 8일   | 대법원                | 국가보안법위반 법령제5호위반                                                   | 징역10개월 집행유예2년 |                      | 상제교 사건 (2심에서 국가보안법 위반은 무죄가 됨) |
| 1955년           | 서울지법              | 국가보안법위반 이적죄                                                          | 나재하(70) 선고유예 김병호(47) 선고유예 민영수(55) 선고유예 김재호(53) 선고유예 김익중(57) 선고유예 이범륜(30) 선고유예 유성연(32) 선고유예 김동혁(31) 선고유예 김동훈(28) 선고유예 |                      | 이승만 암살 음모 사건 |
| 1955년           | 서울지법              | 국가보안법위반                                                                 | 검찰이 불기소 처분함 |                      | 조영식 경희대 총장 불온유인물 살포 사건 |
| 1955년           | 서울지법              | 국가보안법위반                                                                 | 선고유예 |                      | 6.25전쟁 때 의용군으로 활약하다가 9.28 서울수복 당시 월북하여 간첩 임무를 띄고 방송국에 잠입한 노정팔 방송국 방송과 편성계장 사건 |
| 1960년 4월 5일   | 대법원                | 국가보안법위반 형법 간첩                                                       | 노동당 가입 무죄, 사형 | 조용순               | 노동당 가입, 5차례 북 간첩 7명을 선박으로 호송 남파한 김용갑 간첩사건 |
| 1956년           | 대법원                | 국가보안법위반 간첩죄 이적죄                                                   | 징역20년 |                      | 남파공작원이 되어 간첩 활동을 한 고광인 |
| 1956년           | 대법원                | 국가보안법위반 간첩죄                                                          | 징역16년 |                      | 남파공작원 금재성 |
| 1956년           | 대법원                | 국가보안법위반 간첩죄                                                          | 사형 |                      | 김정제 간첩사건 |
| 1956년           | 인천지법              | 국가보안법위반                                                                 | 김병윤 선고유예 김길봉 선고유예 |                      | 경인일보 간부가 대남공작원으로부터 금품을 살포받은 사건 |
| 1956년           | 부산지법              | 국가보안법위반                                                                 | 선고유예 |                      | 민주당 수구당위원장 이만우 국가보안법위반 사건 |
| 1956년 7월 16일  | 대구고법              | 국가보안법위반 이적죄 살인죄                                                   | 안대영 무기징역 김종식 무기징역 | 홍남표               | 한국전쟁 당시 빨치산으로 활동하면서 군경 49명을 학살하고 관공서를 습격함. |
| 1957년           | 대법원                | 국가보안법위반 간첩죄                                                          | 무기징역 |                      | 남파공작원 홍문거 |
| 1957년           | 대법원                | 국가보안법위반 간첩죄                                                          | 무기징역 |                      | 남파공작원 김도한 |
| 1957년           | 대법원                | 국가보안법위반 간첩죄                                                          | 무기징역 |                      | 남파공작원 한장호 |
| 1957년           | 대법원                | 국가보안법위반 간첩죄                                                          | 무기징역 |                      | 남파공작원 김명수 |
| 1957년           | 대법원                | 국가보안법위반 간첩죄                                                          | 무기징역 |                      | 남파공작원 김영달 |
| 1957년           | 대법원                | 국가보안법위반 간첩죄                                                          | 징역16년 |                      | 남파공작원 최남규 |
| 1957년           | 군사재판              | 국가보안법위반 간첩죄 이적죄                                                   | 무기징역 |                      | 전쟁포로 강동근 |
| 1957년           | 서울지법              | 국가보안법위반 살인죄                                                          | 징역5년 |                      | 김기조 사건 |
| 1957년           | 서울지법              | 국가보안법위반                                                                 | 무죄 |                      | 김용성 총경 국가보안법위반 사건 |
| 1957년           | 서울지법              | 국가보안법위반                                                                 | 유근일 무죄 박영출 무죄 김동수 무죄 |                      | 문리대 학생 대자보 사건 |
| 1957년 2월 12일  | 대구지법 안동지원     | 국가보안법위반 비상사태하의범죄처벌에관한특별조치령위반                        | 사형 |                      | 이만규 간첩사건 |
| 1957년 3월 22일  | 서울형사지법          | 국가보안법위반 내란죄 살인미수                                                 | 이덕신 사형 최훈 사형 김상붕 사형 김건유 징역2년 박세경 징역1년 김광억 무죄 박병선 무죄 |                      | 장면 부통령 저격 미수 사건 |
| 1957년 7월 5일   | 서울고법              | 국가보안법위반 내란죄 살인미수                                                 | 이덕신 사형 최훈 사형 김상붕 사형 김건유 징역2년 박세경 징역1년 김광억 무죄 박병선 무죄 |                      | 장면 부통령 저격 미수 사건 |
| 1957년 11월 1일  | 대법원                | 국가보안법위반 내란죄 살인미수                                                 | 이덕신 사형 최훈 사형 김상붕 사형 김건유 징역2년 박세경 징역1년 김광억 무죄 박병선 무죄 |                      | 장면 부통령 저격 미수 사건 |
| 1957년 9월 11일  | 군법회의              | 국가보안법위반 간첩죄                                                          | 강화석 사형 백영기 징역10년 |                      | 철도기관 침투 간첩사건 |
| 1957년 10월 5일  | 군법회의              | 국가보안법위반 간첩죄                                                          | 무죄 |                      | 현역 군인 최동관 간첩사건, 경찰고문 끝에 허위자백으로 인한 증거는 성립되지 않음. |
| 1957년 10월 22일 | 군법회의              | 국가보안법위반 간첩죄 국방경비법위반                                           | 사형 |                      | 밀파간첩 하연욱 사건 |
| 1957년 10월 28일 | 서울지법              | 국가보안법위반 간첩죄                                                          | 무기징역 |                      | 이봉식 정계침투 간첩사건 |
| 1957년 11월 15일 | 군법회의              | 국가보안법위반 간첩죄 국방경비법위반                                           | 사형 |                      | 이보경 간첩사건 |
| 1957년 11월 19일 | 서울형사지법          | 국가보안법위반 간첩미수 간첩                                                   | 황익수 무기징역 조영환 징역5년 한득필 징역2년 집행유예4년 |                      | 황익수 간첩사건 |
| 1958년 4월 15일  | 서울고법              | 국가보안법위반 간첩미수 간첩                                                   | 황익수 사형 조영환 징역15년 한득필 징역5년 |                      | 황익수 간첩사건 |
| 1958년 10월 12일 | 대법원                | 국가보안법위반 간첩미수 간첩                                                   | 황익수 사형 조영환 징역15년 한득필 징역5년 |                      | 황익수 간첩사건 |
| 1957년 11월 26일 | 군법회의              | 국가보안법위반 간첩죄 이적죄 국방경비법위반                                    | 사형 |                      | 박상혁 해군침투 장교간첩 사건 |
| 1957년 12월 18일 | 대구지법              | 국가보안법위반 간첩                                                            | 사형 |                      | 달성광산 노동자 이희운 간첩침투사건 |
| 1957년 12월 21일 | 서울지법              | 국가보안법위반 간첩                                                            | 무기징역 |                      | 정계침투 거물급 간첩사건, 총선을 앞두고 여야 이간질 목적으로 국내에 잠입 |
| 1957년 12월 26일 | 부산지법              | 국가보안법위반 간첩죄                                                          | 무기징역 |                      | 부산거점 이항우 간첩사건 |
| 1957년 12월 28일 | 서울지법              | 국가보안법위반 간첩죄                                                          | 박충식 사형 나머지 12명 징역5년~무기징역 |                      | 박충식 거물간첩단 사건 |
| 1957년 12월 30일 | 부산지법              | 국가보안법위반 간첩죄                                                          | 무기징역 |                      | 최만도 간첩사건 |
| 1957년 12월      | 서울지법              | 국가보안법위반 간첩죄 내란예비음모                                             | 김정기(31) 사형 박태일(34) 사형 설동철(22) 무기징역 등 |                      | 남조선노동당 지하공작단 사건 |
| 1957년           | 서울지법              | 국가보안법위반 간첩죄                                                          | 무죄 |                      | 근로인민당 재건 사건 |
| 1958년           | 군법회의              | 국가보안법위반 간첩죄                                                          | 사형 |                      | 김창국 간첩사건 |
| 1958년           | 대구지법              | 국가보안법위반 간첩죄                                                          | 사형 |                      | 최한석 간첩사건 |
| 1958년           | 대법원                | 국가보안법위반 간첩죄                                                          | 사형 |                      | 박정호 간첩사건 |
| 1958년           | 서울지법              | 국가보안법위반 간첩죄                                                          | 사형 |                      | 간첩으로 침투해 법조계와 경찰을 포섭하려 한 윤명의, 윤명의 간첩사건 |
| 1958년           | 군법회의              | 국가보안법위반 간첩죄                                                          | 사형 |                      | 현역 군인 윤만석 간첩사건 |
| 1958년           | 서울지법              | 국가보안법위반 간첩죄                                                          | 사형 |                      | 체신부문 침투 황의환 간첩사건 |
| 1958년           | 대법원                | 국가보안법위반 간첩죄                                                          | 무기징역 |                      | 남파공작원 장호 |
| 1958년           | 대법원                | 국가보안법위반 간첩죄                                                          | 무기징역 |                      | 남파공작원 정순택 |
| 1958년           | 서울고법              | 국가보안법위반 간첩죄                                                          | 무기징역 |                      | 남로당원 출신 남파공작원 왕영안 |
| 1958년           | 군사재판              | 국가보안법위반 간첩죄                                                          | 징역15년 |                      | 남파공작원 신린수 |
| 1958년           | 전주지법              | 국가보안법위반 간첩죄                                                          | 사형 |                      | 조국통일 민주주의 전선 중앙위원회 소속 남파간첩 강흥주 |
| 1958년           | 군사재판              | 국가보안법위반 간첩죄                                                          | 피고1 사형 피고2 무기징역 |                      | 공군 침투 간첩 사건 |
| 1958년           | 서울지법              | 국가보안법위반 간첩죄                                                          | 사형 |                      | 미군기관 잠입해 기밀탐지 한 김병겸, 김병겸 간첩사건 |
| 1958년           | 군사재판              | 국가보안법위반 간첩죄 이적죄                                                   | 사형 |                      | 최순석 대남공작대 간첩사건 |
| 1958년           | 대법원                | 국가보안법위반 간첩죄                                                          | 무기징역 |                      | 남파공작원 박융서 |
| 1958년 2월 1일   | 서울형사지법          | 국가보안법위반 간첩죄                                                          | 김정제 사형 오영근 사형 한영창 무기징역 임주홍 징역15년 | 김재욱               | 김정제 간첩사건 |
| 1958년 6월 18일  | 서울고법              | 국가보안법위반 간첩죄                                                          | 김정제 사형 오영근 사형 한영창 사형 임주홍 징역15년 | 홍재화               | 김정제 간첩사건 |
| 1958년 12월 1일  | 대법원                | 국가보안법위반 간첩죄                                                          | 김정제 사형 오영근 사형 한영창 사형 임주홍 징역15년 |                      | 김정제 간첩사건 |
| 1958년 4월 8일   | 서울형사지법          | 국가보안법위반 간첩죄                                                          | 박정호 사형 김규용 징역15년 김태형 징역15년 오중환 징역15년 김경태 징역15년 이재춘 징역4년 장건상, 김성숙 등 15명 무죄 | 윤학노               | 박정호 간첩사건 |
| 1958년 8월 13일  | 서울고법              | 국가보안법위반 간첩죄                                                          | 박정호 무기징역 김규용 징역8년 김태형 징역8년 오중환 징역3년 김경태 징역5년 이재춘 무죄 장건상, 김성숙 등 15명 공소기각 | 김홍섭               | 박정호 간첩사건 |
| 1958년 12월 17일 | 대법원                | 국가보안법위반 간첩죄                                                          | 박정호 사형 김규용 징역1년 김태형 징역1년 오중환 징역8년 김경태 징역8년 이재춘 징역3년6개월 이철웅 징역3년6개월 정이식 무죄 장건상 무죄 김성숙 무죄 윤방우 무죄 양재소 무죄 김일우 무죄 유병묵 무죄 이원박 무죄 유한종 무죄 문희중 무죄 김문갑 무죄 김재홍 무죄 정해용 무죄 김진기 무죄 |                      | 박정호 간첩사건 |
| 1958년           | 서울형사지법          | 간첩 등 불법무기 소지                                                          | 무죄, 다만 불법무기소지 징역5년 | 유병진, 이병용       | 조봉암 |
| 1958년           | 서울고법              | 간첩 등 불법무기 소지                                                          | 사형 |                      | 조봉암 |
| 1959년 2월 27일  | 대법원4291형상559     | 간첩 등 불법무기 소지                                                          | 사형 |                      | 조봉암 |
| 2011년 1월 20일  | 대법원2008재도11      | 간첩 등 불법무기 소지                                                          | 무죄 | 전원합의체           | 조봉암 |
| 1958년           | 서울형사지법          | 국가보안법위반 간첩죄                                                          | 무기징역 |                      | 남파공작원 유용각 |
| 1959년           | 서울고법              | 국가보안법위반 간첩죄                                                          | 무기징역 |                      | 남파공작원 유용각 |
| 1959년 12월      | 대법원                | 국가보안법위반 간첩죄                                                          | 무기징역 |                      | 남파공작원 유용각 |
| 1958년 2월 21일  | 서울형사지법          | 국가보안법위반 간첩죄                                                          | 사형 | 유병진               | 해군침투 최기남 남파간첩사건, 상고하여 대법원 상고심 대기 중 교도소에서 병사 |
| 1958년 4월 30일  | 서울고법              | 국가보안법위반 간첩죄                                                          | |                      | 해군침투 최기남 남파간첩사건, 상고하여 대법원 상고심 대기 중 교도소에서 병사 |
| 1958년 3월 1일   | 서울지법              | 국가보안법위반 간첩미수                                                        | 징역12년 | 김재욱               | 평화통일 추진을 위해 밀파된 황주모 밀파간첩사건 |
| 1958년 3월 5일   | 서울형사지법          | 국가보안법위반 법령5호위반 간첩죄                                              | 변동건 사형 김찬중 징역7년 정휴일 징역10년 임병순 징역3년 | 윤학노               | 빨치산 간첩단 사건 |
| 1958년 7월 10일  | 서울고법              | 국가보안법위반 법령5호위반 간첩죄                                              | 변동건 사형 김찬중 징역5년 정휴일 징역5년 |                      | 빨치산 간첩단 사건 |
| 1958년 11월 29일 | 대법원                | 국가보안법위반 법령5호위반 간첩죄                                              | 변동건 사형 김찬중 징역5년 정휴일 징역5년 |                      | 빨치산 간첩단 사건 |
| 1958년 2월 15일  | 서울지법              | 국가보안법위반 간첩죄                                                          | 징역3년 | 유병진               | 조련계 간첩 정우갑 |
| 1958년 7월 3일   | 서울지법              | 국가보안법위반                                                                 | 무죄 |                      | 정승한 대환민국 강연 논란 |
| 1958년 4월 9일   | 서울형사지법          | 국가보안법위반                                                                 | 징역2년6개월 |                      | 최두열 국가보안법 위반사건 |
| 1958년 8월 10일  | 서울고법              | 국가보안법위반                                                                 | 공소기각 |                      | 최두열 국가보안법 위반사건 |
| 1958년 12월 20일 | 대법원                | 국가보안법위반                                                                 | 징역5년 |                      | 최두열 국가보안법 위반사건 |
| 1958년 8월 6일   | 서울지법              | 국가보안법위반 간첩죄                                                          | 장정 징역4년 한경호 징역3년 나원실 징역2년 집행유예5년 |                      | 장정 간첩 사건 |
| 1958년 8월 27일  | 서울형사지법          | 국가보안법위반 간첩죄                                                          | 장현수 무기징역 강대희 무기징역 |                      | 장현수 대남 무장간첩단 사건 |
| 1958년 12월 27일 | 서울고법              | 국가보안법위반 간첩죄                                                          | 장현수 사형 강대희 사형 | 김용진               | 장현수 대남 무장간첩단 사건 |
| 1958년 9월 19일  | 대구지법 경주지원     | 국가보안법 위반 간첩죄                                                         | 이중낙 징역10년 이계영 징역2년 집행유예3년 이방식 징역1년 집행유예2년 여태현 징역1년 집행유예2년 김우동 무죄 여호 무죄 | 이중근               | 이중낙 대남공작단 사건 |
| 1959년 1월 12일  | 대구지법              | 국가보안법 위반 간첩죄                                                         | 이중낙 징역10년 이계영 징역2년 집행유예3년 이방식 징역1년 집행유예2년 여태현 징역1년 집행유예2년 김우동 무죄 여호 무죄 |                      | 이중낙 대남공작단 사건 |
| 1959년 6월 12일  | 대법원                | 국가보안법 위반 간첩죄                                                         | 이중낙 무기징역 이계영 무죄 |                      | 이중낙 대남공작단 사건 |
| 1958년 10월 11일 | 서울형사지법          | 국가보안법위반 간첩죄                                                          | 최만복 사형 최종길 무기징역 | 장준택               | 화성 거점 무장간첩 사건 |
| 1959년 2월 5일   | 서울고법              | 국가보안법위반 간첩죄                                                          | 최만복 사형 최종길 무기징역 |                      | 화성 거점 무장간첩 사건 |
| 1958년 10월 19일 | 서울형사지법          | 국가보안법위반 간첩죄                                                          | 무기징역 |                      | 고정길 위장귀순 간첩 사건 |
| 1959년 1월 22일  | 서울고법              | 국가보안법위반 간첩죄                                                          | 사형 | 김용진               | 고정길 위장귀순 간첩 사건 |
| 1958년 10월 25일 | 서울지법              | 국가보안법위반 간첩죄                                                          | 징역5년 |                      | 박경찬 대남간첩 사건 |
| 1959년 1월 22일  | 서울고법              | 국가보안법위반 간첩죄                                                          | 징역10년 | 김용진               | 박경찬 대남간첩 사건 |
| 1958년 11월 27일 | 서울지법              | 국가보안법위반 간첩죄                                                          | 이창선 징역3년 집행유예5년 문태희 징역3년 집행유예5년 | 윤병칠               | 간첩활동 혐의를 인정하지만 HID 등 군수사기관에서 활약한 정상을 참작함. |
| 1958년 11월 29일 | 광주지법              | 국가보안법위반 살인죄                                                          | 사형 | 추진수               | 6.25 전쟁 당시 장성군 북이면에서 소위 인민위원장으로 지내면서 경찰유가족 지금순 외 11명을 살해한 혐의 |
| 1958년 12월 3일  | 서울형사지법          | 국가보안법위반 간첩죄                                                          | 김청송 사형 신현칠 사형 | 장준택               | 김청송 대남간첩 사건 |
| 1959년 3월 11일  | 서울고법              | 국가보안법위반 간첩죄                                                          | 김청송 사형 신현칠 사형 | 홍재화               | 김청송 대남간첩 사건 |
| 1958년 12월 9일  | 서울지법              | 국가보안법위반 간첩죄                                                          | 징역15년 |                      | 조흥묵 남파간첩 사건, 경찰 포섭하려다가 발각됨. |
| 1959년 4월 2일   | 서울고법              | 국가보안법위반 간첩죄                                                          | 무기징역 | 홍재화               | 조흥묵 남파간첩 사건, 경찰 포섭하려다가 발각됨. |
| 1958년 12월 20일 | 서울형사지법          | 국가보안법위반 간첩죄                                                          | 사형 | 윤병칠               | 정계침투 황학현 거물간첩사건 |
| 1959년 6월 18일  | 서울고법              | 국가보안법위반 간첩죄                                                          | 사형 | 김재욱               | 정계침투 황학현 거물간첩사건 |
| 1959년 8월 25일  | 대법원                | 국가보안법위반 간첩죄                                                          | 무기징역 |                      | 정계침투 황학현 거물간첩사건 |
| 1959년           | 대법원                | 국가보안법 위반 간첩죄                                                         | 무기징역 |                      | 남파공작원 윤용기 |
| 1959년           | 대법원                | 국가보안법위반 간첩미수죄                                                      | 징역10년 |                      | 남파공작원 이종 |
| 1959년           | 대법원                | 국가보안법위반 간첩죄                                                          | 무기징역 |                      | 남파공작원 임병호 |
| 1959년           | 서울지법              | 국가보안법위반 간첩죄                                                          | 무기징역 |                      | 남파공작원 황필구 |
| 1959년           | 서울지법              | 국가보안법위반 허위사실유포죄 무고죄                                           | |                      | 심상기 허위 밀고 사건 |
| 1959년 1월 16일  | 서울형사지법          | 국가보안법위반 간첩죄                                                          | 전근영 무기징역 양경옥 징역3년6개월 이승조 징역7년 | 장준택               | 텔레비젼 제작과 침투 대남공작 간첩 사건 |
| 1959년 4월 17일  | 서울고법              | 국가보안법위반 간첩죄                                                          | 전근영 사형 양경옥 공소기각 이승조 공소기각 | 편영완               | 텔레비젼 제작과 침투 대남공작 간첩 사건 |
| 1959년 1월 17일  | 서울형사지법          | 국가보안법위반 간첩죄                                                          | 김원식 무기징역 김경길 징역5년 김동수 징역5년 이상필 징역5년 이영구 징역5년 윤여백 징역2년 이인구 징역3년 집행유예5년 송옥 징역3년 집행유예5년 강호웅 징역3년 집행유예5년 한춘남 무죄                                                                                                   | 김두현               | 불온 삐라 살포사건 |
| 1959년 5월 14일  | 서울고법              | 국가보안법위반 간첩죄                                                          | 김원식 징역10년 그 외 9명 공소기각 | 김재옥               | 불온 삐라 살포사건 |
| 1959년 9월 19일  | 대법원                | 국가보안법위반 간첩죄                                                          | 상고기각 | 김세환               | 불온 삐라 살포사건 |
| 1959년 1월 28일  | 서울지법              | 국가보안법위반 간첩죄                                                          | 현명원 무기징역 현봉하 징역3년 집행유예5년 | 장준택               | 군산 거점 대남간첩 사건 |
| 1959년 3월 5일   | 서울형사지법          | 국가보안법위반 법령제93호위반 공문서위조                                       | 징역8개월 집행유예1년 | 장준택               | 불온서적사건, 국가보안법 위반 혐의 무죄 |
| 1959년 3월 6일   | 서울지법              | 국가보안법위반 간첩죄 간첩방조죄                                               | 김학규 무기징역 김귀동 징역5년 | 임항준               | 대남간첩 남파 방조 사건 |
| 1959년 3월 9일   | 서울형사지법          | 국가보안법위반 간첩죄                                                          | 무기징역 |                      | 강일중 대남공작 간첩사건, 피고인이 적극적인 반성을 하고 있고 적극적인 간첩 활동을 하지 않았기 때문에 대법원에서 감형됨. |
| 1959년 6월 10일  | 서울고법              | 국가보안법위반 간첩죄                                                          | 공소기각 |                      | 강일중 대남공작 간첩사건, 피고인이 적극적인 반성을 하고 있고 적극적인 간첩 활동을 하지 않았기 때문에 대법원에서 감형됨. |
| 1959년 9월 11일  | 대법원                | 국가보안법위반 간첩죄                                                          | 징역3년6개월 |                      | 강일중 대남공작 간첩사건, 피고인이 적극적인 반성을 하고 있고 적극적인 간첩 활동을 하지 않았기 때문에 대법원에서 감형됨. |
| 1959년 3월 17일  | 서울지법              | 국가보안법위반 간첩방조 간첩                                                   | 박창술 무기징역 김영건 징역3년6개월 최정집 징역3년 집행유예5년 |                      | 대남무장간첩 사건 |
| 1959년 3월 20일  | 서울지법              | 국가보안법위반 간첩죄                                                          | 김효순 무기징역 김동휘 징역3년6개월 | 임항준               | 김효순 남매 간첩단, 평화통일 선전 임무 및 군경기밀 탐지하려다가 검거됨. |
| 1959년 4월 18일  | 서울지법              | 국가보안법위반 간첩죄                                                          | 사형 | 임항준               | 자유당 정계침투 간첩 황대연 사건 |
| 1959년 7월 14일  | 서울지법              | 국가보안법위반 간첩죄                                                          | 황장완 무기징역 황두완 징역5년 | 임항준               | 형제 대남간첩 사건 |
| 1959년 7월 16일  | 서울지법              | 국가보안법위반 간첩죄                                                          | 전용덕 사형 김병태 사형 조남흥 사형 김용수 사형 | 정인상               | 덕적도 상륙 남파 간첩단 사건 |
| 1959년 7월 30일  | 서울지법              | 국가보안법위반 간첩죄                                                          | 사형 | 장준택               | 대남간첩 탁상조 사건 |
| 1960년 7월 7일   | 서울지법              | 살인 살인미수 국가보안법위반                                                   | 정완종(36)순경 사형 권희용(29)순경 사형 | 유재희,김호영,전형연 | 4.19 발포자 |
| 1959년 9월 30일  | 대법원                | 국가보안법위반 살인 강도 방화 상해 특수절도 무기불법소지 등                    | 손대수(조선노동당 지구당 북부지도책) 등 3명 사형 남상춘(여) 징역15년 서정학(대구시의원) 면소 |                      | 미군정기 10.1사태 때 달성군 동촌면 인민을 선동하여 동촌경찰서 점거 우익인사 학살 태백산 줄기를 타고 경북 경남 강원도 일대에서 50여명 공비와 함께 양민학살,민가 방화, 식량강탈한 팔공산 공비사건 국가변란기도 한국전쟁때 국군,유엔군 경찰관 기습 사살, 서정학 자진방조죄 폐지 |
| 1958년 7월 15일  | 부산지법              | 국가보안법위반                                                                 | 징역1년 집행유예2년 |                      | 진보당 상임위원 겸 노동부장 임갑수, 경남도당 간사장 겸 조직부장 윤죽경 |
| 1959년 7월 6일   | 대구고법              | 국가보안법위반                                                                 | 무죄 | 이일규               | 진보당 상임위원 겸 노동부장 임갑수, 경남도당 간사장 겸 조직부장 윤죽경 |
| 1960년 2월 23일  | 대법원                | 국가보안법위반                                                                 | 파기환송 |                      | 진보당 상임위원 겸 노동부장 임갑수, 경남도당 간사장 겸 조직부장 윤죽경 |
| 1960년 11월 3일  | 대구고법              | 국가보안법위반                                                                 | 선고유예 | 김영세               | 진보당 상임위원 겸 노동부장 임갑수, 경남도당 간사장 겸 조직부장 윤죽경 |
| 1960년           | 서울지법              | 국가보안법위반                                                                 | 무죄 |                      | 친교 중인 여인을 꾀어 월북기도 한양공대생 김영문 |
| 1950년           | 서울고법              | 국가보안법위반                                                                 | 징역10년 |                      | |
| 1960년 11월 5일  | 대법원                | 국가보안법위반                                                                 | 면소, 징역10월 자격정지5년 | 백한성               | 불법지역 왕래미수와 정보제공만 인정, 이적목적 협의선전선동 면소 |
| 1960년           | 대법원                | 국가보안법위반                                                                 | 무기징역 |                      | 남파공작원 박봉현 |
| 1958년           | 전주지법              | 국가보안법위반 명예훼손                                                        | 징역6월 |                      | 하와이 근성 필화사건 시인 조영암, 이종렬('야화'발행인) "전라도 모 여중 교감이 제자랑 간음했다"만 유죄인정 |
| 1958년           | 광주고법              | 국가보안법위반 명예훼손                                                        | 징역6월 |                      | 하와이 근성 필화사건 시인 조영암, 이종렬('야화'발행인) "전라도 모 여중 교감이 제자랑 간음했다"만 유죄인정 |
| 1960년 11월 15일 | 대법원                | 국가보안법위반 명예훼손                                                        | 징역1년 | 김연수,사광욱        | 형량이 너무 가볍다 |
| 1960년 3월 12일  | 서울형사지법          | 국가보안법위반                                                                 | 최창섭 징역2년 자격정지3년 이팔성 징역1년6개월 자격정지3년 | 장준택               | 국회의원 간첩 무고사건 |
| 1960년 6월 16일  | 서울고법              | 국가보안법위반                                                                 | 유봉순 무죄 최창섭 무죄 이팔성 징역8개월 | 윤병칠               | 국회의원 간첩 무고사건 |

### 박정희 정부
- 1971년 12월 31일 00시 10분경 청와대 뒷문에서 술을 마시고 소란 피운 신민당 심봉섭 의원 국가보안법위반과 특수공무집행방해 혐의로 입건했다.
- 서울지검 공안부 이규명 검사는 1971년 7월 29일 서울지법 항소3부 이범렬, 최공웅 판사에 대해 국가보안법위반 피고인 항소심 심리과정에서 증인심문을 위해 2일간의 제주도 출장때 이범렬 등 3명의 판사 왕복 항공기표 등 9만여원의 비용과 향응을 사건 담당 변호사로부터 받은 이유로 뇌물수수 혐의로 구속영장을 청구하자 서울지법 판사 전원이 항소3부에서 최근 19건 22명, 공안부가 기소한 반공법위반 사건 5건에 대해 무죄선고한 점을 들어 "사법부에 대한 도전이며 사법권이 침해되는 분위기에서 공정한 재판을 할 수 없다"며 사표를 제출했다.

| 연월일             | 사건번호                     | 사건명 | 주문 | 판사 | 비고 |
| ------------------ | ---------------------------- | --- | --- | --- | --- |
| 1958년 5월         | 군사재판                     | 국가보안법위반 | 금고1년 | | 군대에서 불온도서 독서 김근일 출소후 전과사실 숨기고 행정주사보 됐다가 파면, 취소소송에서 공무원징계시효2년도과이유로 승소 |
| 1961년 1월 18일    | 서울형사지법                 | 국가보안법위반 | 오화섭 선고유예 정인철 징역15년 | 장준택 | 연세대 영문학 오화섭 교수가 남파한 처남인 정인철(기밀누설) 불고지 , 만난 것은 사실이나 포섭되지 않았고 공산주의사상 배격 참작 |
| 1961년 3월 30일    | 서울고법                     | 국가보안법위반 | 오화섭 무죄 정인철 징역15년 | 조덕환 | 연세대 영문학 오화섭 교수가 남파한 처남인 정인철(기밀누설) 불고지 , 만난 것은 사실이나 포섭되지 않았고 공산주의사상 배격 참작 |
| 1961년 10월 5일    | 대법원                       | 국가보안법위반 | 오화섭 선고유예 정인철 징역15년 | | 연세대 영문학 오화섭 교수가 남파한 처남인 정인철(기밀누설) 불고지 , 만난 것은 사실이나 포섭되지 않았고 공산주의사상 배격 참작 |
| 1960년             | 서울지법                     | 국가보안법위반 | 우한용(회사원) 무죄 구상(시인) 무죄 편광우(작가) 무죄 원형국(상업) 무죄 임금조(회사원) 무죄 신응수(회사원) 무죄 이광규(전미군종업원) 무죄 | | 1958년 진공관을 구입 일본에 밀수출 이적이 아니라 단순한 돈벌이고 군사기밀도 아니다 |
| 1960년             | 서울고법                     | 국가보안법위반 | 우한용(회사원) 무죄 구상(시인) 무죄 편광우(작가) 무죄 원형국(상업) 무죄 임금조(회사원) 무죄 신응수(회사원) 무죄 이광규(전미군종업원) 무죄 | | 1958년 진공관을 구입 일본에 밀수출 이적이 아니라 단순한 돈벌이고 군사기밀도 아니다 |
| 1961년 4월 29일    | 대법원                       | 국가보안법위반 | 우한용(회사원) 무죄 구상(시인) 무죄 편광우(작가) 무죄 원형국(상업) 무죄 임금조(회사원) 무죄 신응수(회사원) 무죄 이광규(전미군종업원) 무죄 | | 1958년 진공관을 구입 일본에 밀수출 이적이 아니라 단순한 돈벌이고 군사기밀도 아니다 |
| 1961년 5월 17일    | 광주지법                     | 국가보안법위반 | 민리기 징역10년 민홍기 징역8월 집행유예2년 민영기 징역8월 집행유예2년 민장기 징역8월 집행유예2년 민병욱 징역8월 집행유예2년 민정기 무죄 윤영기 무죄 이승현 무죄 김태규 무죄 오금상 징역1년 | 김용근 | 간첩 민리기와 그 일당 불고지죄 |
| 1961년 5월 23일    | 서울지법                     | 간첩 국가보안법위반 | 김달수 사형 김원철 사형 김익도 징역10년 김윤장 징역10년 김덕술 징역2년 | 유재희 | 서해안 집단 간첩사건 남북한 왕래하며 서해안과 남해안 우리측 해안경비초소 위치와 경비상황 등을 탐지하여 전달, 어족의 종류와 수량 및 어획기 등 조사하여 북한에 보고 |
| 1961년 5월 27일    | 광주지법 목포지원            | 국가보안법위반 해상강도치상 해상강도살인 선박교통방해 해상강도 등                                                       | 김사배(35) 사형 정회근(29) 사형 박석운(28) 사형 김경배(35) 사형 손성수(24) 사형 김희복(28) 무기징역 김권식(30) 징역15년 박석근(22) 징역10년 이재문(20) 단기5년 장기7년 김재주(21) 단기5년 정기수(22) 징역7년 배영동(20) 징역7년 박창규(66) 징역4년 정차순(63) 징역4년 박종자(19) 단기2년 장기2년 조운수(19) 단기5년 장기7년 최영일(18) 단기5년 장기7년 정봉수(17) 단기5년 장기7년 이군자(21) 징역2년 이순덕(26) 징역1년 김춘숙(25) 징역2년 장소례(36) 징역1년 | 노익래,김황진 | 경주호 납북 기도 |
| 1961년 8월 28일    | 혁명재판부                   | 특수범죄처벌특례법위반 국가보안법위반                                                                                   | 조용수(사장) 사형 송지영(한국전통 사장) 사형 안신규(감사) 사형 이상두(논설위원) 징역15년 양수정(편집국장) 징역10년 이건호(논설위원) 징역10년 정규근(상무) 징역5년 양실근(호선원) 징역5년 이종률(전 편집국장) 무죄 전승택(총무국장) 무죄 김영달(업무국장) 무죄 조규진(총무국 기획부원) 무죄 장윤근(간첩 이영근의 처) 무죄 | 김홍규,이회창 | 민족일보 사건 |
| 1960년             | 서울지법                     | 국가보안법위반 | 권봉산 무기징역 김문찬 무기징역 | | 수회에 걸쳐 대남간첩을 어선으로 월북 |
| 1961년             | 서울고법                     | 국가보안법위반 | 권봉산 무기징역 김문찬 무기징역 | | 수회에 걸쳐 대남간첩을 어선으로 월북 |
| 1961년 9월 28일    | 대법원                       | 국가보안법위반 | 권봉산 무기징역 김문찬 무기징역 | 조진만,방순원,양회경 | 다만 북노당 가입 공소시효 완성 면소 간첩방조만 인정 |
| 1967년 7월 29일    | 대법원69도825                | 반공법위반 | 유죄 | | 김용섭 외2명이 음주하다가 인민항쟁가 제창 |
| 1970년 8월 31일    | 대법원70도1486               | 반공법위반 | 무죄 | | 철거반원에게 "김일성보다 더한 놈들"이라는 언동 |
| 1978년             | 서울형사지법                 | 반공법위반 | 징역2년 자격정지2년 | | <우상과 이성> <8억인과의 대화>저자 리영희 |
| 1978년 12월 13일   | 대법원78도2243판결           | 반공법위반 | 표을경 징역1년 자격정지1년 집행유예2년 김갑식 징역8월 자격정지1년 집행유예2년 | | 우표 수집상 |
| 1951년 9월 30일    | 혁명재판부                   | 특별법6조위반 형법30조위반 국가보안법위반                                                                               | 유근일 징역15년 이수병 징역15년 심재택 단기5년 장기6년 연현배 단기5년 장기6년 윤식 징역7년 이영일 징역7년 황건 징역7년 김승균 징역7년 여원태 징역7년 | 김홍규 | 민족통일학생연맹 남북학생회담 서신교환, 반공법과 데모규제법 반대, 한미경제협정반대 |
| 1961년 9월         | 군사재판                     | 국가보안법위반 반공법위반                                                                                               | 이인모 징역15년 등 | | 부산 지하당 사건 |
| 1961년 10월 12일   | 대법원                       | 국가보안법위반 | 최창섭 무죄 이팔성 징역8월 | 민복기 | 전민의원, 상고기각 |
| 1962년 8월 1일     | 보통군법회의                 | 국가보안법위반 | 징역5년 | | "남파간첩과 신용이가 접선하여 최고회의 의장 암살 음모를 꾸미는데 이 사실을 노석기가 알고 있다"는 투서에 의해 노석기 방첩대에 구속, 필적감정을 의뢰하자 노석기 필적 인정 |
| 1962년             | 고등군법회의                 | 국가보안법위반 | 징역5년 | | "남파간첩과 신용이가 접선하여 최고회의 의장 암살 음모를 꾸미는데 이 사실을 노석기가 알고 있다"는 투서에 의해 노석기 방첩대에 구속, 필적감정을 의뢰하자 노석기 필적 인정 |
| 1962년             | 대법원                       | 국가보안법위반 | 징역5년 | | "남파간첩과 신용이가 접선하여 최고회의 의장 암살 음모를 꾸미는데 이 사실을 노석기가 알고 있다"는 투서에 의해 노석기 방첩대에 구속, 필적감정을 의뢰하자 노석기 필적 인정 |
| 1965년 6월 16일    | 대법원                       | 국가보안법위반 | 무죄 | 손동욱 | "남파간첩과 신용이가 접선하여 최고회의 의장 암살 음모를 꾸미는데 이 사실을 노석기가 알고 있다"는 투서에 의해 노석기 방첩대에 구속, 필적감정을 의뢰하자 노석기 필적 인정 |
| 1961년 12월 7일    | 혁명재판부                   | 특수범죄처벌법위반 국가보안법위반                                                                                       | <경남경북유족회> 권중악(23) 징역15년 이원식(47한의사) 사형 이삼근(27) 징역15년 이용노(64) 무죄 이복녕(33상업) 무죄 김현구(24학생) 무죄 이효철(24학생) 무죄 노현섭(41) 징역15년 탁복수(48여,농업) 무죄 문대현(55농업) 징역10년 하은수(35) 무죄 이병기(43) 무죄 오음전(45상업) 무죄 <동래장의위원회> 한원석(59부위원장) 무죄 김세룡(53공업) 징역5년 추월량(56동회장) 무죄 송순철(29기자) 징역5년 <마산영세중입회> 김문갑(53제약업) 징역10년 김성립(43기자) 징역5년 김형대(47의사) 무죄 김진정(30) 징역5년 전인봉(53상업) 무죄 <밀양유족회> 김봉철(43세탁업) 무기징역 <창원유족회> 김봉조(66) 무죄 <경산유족회> 최규태(21학생) 무죄 <마산유족회> 한범석(50) 무죄 <대구지구중고교교조> 김장수(36위원장) 무죄 여학룡(41부위원장) 징역3년 집행유예5년 <경남지구중고교교조> 이병주(41국제신보 주필) 징역10년 변노섭(32국제신보 논설위원) 징역10년 <경남사회당> 김용겸(결성준비위원장) 징역12년 송세동(조직위원장) 무죄 김제봉(선전차장) 징역5년 신영갑(조직차장) 무죄 <경북사대당 강대휘(의사) 징역7년 강창덕 징역7년 전능 무죄 권용직 징역3년 집행유예5년 신대영 징역10년 | | 사대당, 교원노조, 유족회 등 12건의 반국가행위 39명 일괄 선고 |
| 1961년 12월 12일   | 서울경기지구군법회의         | 국가보안법위반 | 무죄 | | 음악평론가 박용구 6월9일 구속 |
| 1962년 3월 20일    | 중앙계엄고등군법회의         | 국가보안법위반 특정범죄처벌임시특례법위반                                                                               | 이민규(전 민주당 강경읍 감찰위원) 징역5년 고영찬 징역2년6월 집행유예5년 나광렬 징역2년6월 집행유예5년 최용달 징역2년6월 집행유예5년 | 이재형,김인건,이길주 | 1961년 7월 혁명정부 전복을 김신 공군참모총장에게 쿠데타 일으켰을 때 삐라 공중살포 요청편지 발송한 신흥의열단 쿠데타 음모사건 |
| 1962년 3월 20일    | 중앙계엄고등군법회의         | 국가보안법위반 특정범죄처벌임시특례법위반                                                                               | 조사형 금고5년 | 이재형,김인건,이길주 | 1961년8월 예비역 상사급 수백명 포섭하여 전차부대 동원해 서울 진격하여 정부 주요기관 점령 예비역 상사급 반혁명 사건 |
| 1962년 3월 20일    | 서울경기지구계엄고등군법회의 | 국가보안법위반 | 징역15년 | 주재범 | 남로당원으로 한국전쟁때 서울형무소 탈옥하고 '금강정치학원'에서 밀봉교육받고 1951년 10월 남파 1961년 12월까지 대구시내에서 간철활동 유호균(47) |
| 1962년 4월 4일     | 대법원                       | 국가보안법위반 | 임차종(31) 사형 임태종(45 동아림업 사장) 징역7년 | | 대남간첩 임모씨에 포섭되어 월북간첩교육받고 1960년11월 남파하여 간첩활동한 임차종과 이를 방조한 임태종 |
| 1962년 4월 12일    | 전남북지구계엄고등군법회의   | 국가보안법위반 | 징역10월 | 신언욱,지익표 | 전남 나주 영산포읍에 사는 조한규는 조총련계 간첩으로 공작금 미화 1만불을 가지고 잠입하여 공장을 만들고 지하공작을 한다며 정보과 형사에게 거짓정보를 제공하고 현금1만2천환과 술을 얻어먹은 이헌수(28) |
| 1962년 6월 23일    | 경남지구계엄보통군법회의     | 국가보안법위반 | 정원섭(30) 징역6년 강열주(41) 징역2년 강수남(43) 징역2년 이희수(31) 징역2년 | 신정수 | 진주교원노조 |
| 1962년 9월 27일    | 육군본부보통군법회의         | 특정범죄처벌임시특례법위반 국가보안법위반                                                                               | 안병도(42) 사형 이용환(35) 사형 황운규(33) 무기징역 정명악(44) 징역15년 장면 징역10년 김재우 징역6년 장치상 등 4명 무죄 장경순(23이용환의 처) 징역3년 집행유예5년 장준(24이용환의 처남) 징역3년 집행유예5년 | 양중호,박용채,금기홍 | 구 이주당계의 반혁명음모사건 |
| 1962년 9월 29일    | 계엄보통군법회의             | 특정범죄처벌임시특례법 국가보안법위반                                                                                   | 조중서 사형 김용옥 무기징역 이성렬 무기징역 인순창 무기징역 김인즉 무기징역 김상돈 등 5명 무죄 유화청(전 공화당 창당위원) 등 3명 선고유예 | 이근양,김봉한 | 전 민주당계 반혁명사건 오산 고사포부대를 동원 1961년 크리스마스에 정부 전복후 민정이양 |
| 1962년             | 서울형사지법                 | 국가보안법위반 | 징역20년 | | 1964년 3월 10일 대전교도소 수감중 박병일(29) 내의를 찢어 목을 매 자살 |
| 1962년             | 서울형사지법                 | 국가보안법위반 반공법위반 간첩죄                                                                                        | 무기징역 | | 남파공작원 최하종, 간첩으로 남파되어 국가변란을 꾀한 혐의 |
| 1962년             | 서울형사지법                 | 국가보안법위반 반공법위반 간첩죄                                                                                        | 무기징역 | | 남파공작원 홍명기 |
| 1962년             | 서울형사지법                 | 국가보안법위반 반공법위반 간첩죄                                                                                        | 무기징역 | | 남파공작원 장병락 |
| 1962년             | 서울지구보통군법회의         | 국가보안법위반 반공법위반 간첩죄                                                                                        | 무기징역 | | 남파공작원 최선묵 |
| 1962년 11월 7일    | 서울지구보통군법회의         | 국가보안법위반 반공법위반 집회임시특례법위반                                                                            | 정금암(27) 사형 김낙중(27일병) 무기징역 안문택(25) 징역2년6월 이원조(26) 징역2년6월 김병오(27) 징역3년 | 조문환,김상형,박창래 | 인간에 의한 인간 착취반대하는 마르크스-레닌주의 입각한 비밀조직 구성, 안형엽의 월북 루트를 북괴 지령받기위해 탈출하는 것을 방조, 수회에 걸쳐 면학회라는 이름으로 불법집회 고려대 대학원생 간첩사건 |
| 1962년 11월 7일    | 서울지구계엄보통군법회의     | 국가보안법위반 등 | 징역1년 | 조문환,김상형 | 동아일보 기자 이규행 |
| 1962년 11월 20일   | 보통군법회의                 | 국가보안법위반 반공법위반 간첩죄                                                                                        | 무기징역 | | 남파공작원 최하종 |
| 1962년             | 보통군법회의                 | 국가보안법위반 간첩 | 사형 | | 이진탁(46) |
| 1962년             | 고등군법회의                 | 국가보안법위반 간첩 | 사형 | | 이진탁(46) |
| 1962년 11월 10일   | 대법원                       | 국가보안법위반 간첩 | 사형 | 홍순엽 | 이진탁(46) |
| 1963년             | 보통군법회의                 | 국가보안법위반 반공법위반                                                                                               | 무기징역 | | 홍치원 |
| 1964년             | 고등군법회의                 | 국가보안법위반 반공법위반                                                                                               | 무기징역 | | 홍치원 |
| 1964년 4월 2일     | 대법원                       | 국가보안법위반 반공법위반                                                                                               | 파기환송 | | 1심 판결 법관의 서명날인 누락 |
| 1963년 3월 21일    | 보통군법회의                 | 국가보안법위반 반공법위반                                                                                               | 권대성(34) 사형 | 안도열 | 한국전쟁직후 국방경비법위반으로 징역5년 선고 수감중에 대전교도소 감방 안에서 북한괴뢰정권 만세 제창 등 불온한 행동한 권대성 |
| 1963년 4월 11일    | 경남보통군법회의             | 국가보안법위반 | 황종섭(48) 무기징역 | 곽희석,이규학 | 한국전쟁때 인민군에 가담 대한청년단 선전부장 김여수를 동네뒷산으로 납치하여 사살 |
| 1964년             | 서울형사지법                 | 국가보안법상 무고,사기                                                                                                  | 징역4년 | | 거물급 간첩가족 남하 정보를 수사기관에 알려 보상금과 쌀 1가마 받았는데 허위 |
| 1964년             | 서울형사지법                 | 국가보안법상 무고,사기                                                                                                  | 징역3년 | | 거물급 간첩가족 남하 정보를 수사기관에 알려 보상금과 쌀 1가마 받았는데 허위 |
| 1964년 4월 8일     | 대법원                       | 국가보안법상 무고,사기                                                                                                  | 파기환송 면소 | | 거물급 간첩가족 남하 정보를 수사기관에 알려 보상금과 쌀 1가마 받았는데 허위 |
| 1963년 8월 10일    | 육군본부보통군법회의         | 혁명과업수행방해죄 반국가단체 구성 등                                                                                   | 박림항 사형 이규광 사형 정진 사형 이종태(계획수립책) 미체포 양한섭(정보수집책) 징역10년 김제영(요인제거행동대장) 징역7년 행동대원 5명 무죄 한민석 무죄 | 문형태,박원근,장호강,진창균,이동신 | 박림항계 쿠데타 음모사건 행동대원과 한민석은 불고지죄 적용되었으나 범행 목적의식이 없다 |
| 1963년 12월 4일    | 육군본부고등군법회의         | 혁명과업수행방해죄 반국가단체 구성 등                                                                                   | 박림항 사형 이규광 사형 정진 사형 이종태(계획수립책) 미체포 양한섭(정보수집책) 징역10년 김제영(요인제거행동대장) 징역7년 행동대원 5명 무죄 한민석 무죄 | 김용배,오재옥 | 일부 원심파기:이상영 선고유예, 김명환 김병철 무죄 |
| 1964년             | 서울형사지법                 | 특정범죄처벌임시특례법 국가보안법위반                                                                                   | 박림항(육군중장) 무기징역 이규왕(예비역준장) 무기징역 정진(예비역대령) 무기징역 양한섭(기자) 징역5년 김제영(토건업) 징역5년 | | 박림항계 군투 쿠데타 사건 박림항 등 14명 사대의혹사건 화폐개혁의 실패, 중앙정보부의 월권 등 실정과 혁명공약을 위배하고 있다는 구실로 정권장악 획책 |
| 1964년             | 서울형사지법                 | 특정범죄처벌임시특례법 국가보안법위반                                                                                   | 박림항(육군중장) 무기징역 이규왕(예비역준장) 무기징역 정진(예비역대령) 무기징역 양한섭(기자) 징역5년 김제영(토건업) 징역5년 | | 박림항계 군투 쿠데타 사건 박림항 등 14명 사대의혹사건 화폐개혁의 실패, 중앙정보부의 월권 등 실정과 혁명공약을 위배하고 있다는 구실로 정권장악 획책 |
| 1964년 4월 28일    | 대법원                       | 특정범죄처벌임시특례법 국가보안법위반                                                                                   | 박림항(육군중장) 무기징역 이규왕(예비역준장) 무기징역 정진(예비역대령) 무기징역 양한섭(기자) 징역5년 김제영(토건업) 징역5년 | 의준경 | 박림항계 군투 쿠데타 사건 박림항 등 14명 사대의혹사건 화폐개혁의 실패, 중앙정보부의 월권 등 실정과 혁명공약을 위배하고 있다는 구실로 정권장악 획책 |
| 1964년             | 전주지법                     | 편의제공 등 | 징역3년6월 | | 전주지법 집달리 사무실 임시직원 장병오 5촌숙부 장병도 남파간첩을 집에서 잠을 재워줌 |
| 1964년             | 전주지법                     | 편의제공 등 | 징역3년6월 | | 전주지법 집달리 사무실 임시직원 장병오 5촌숙부 장병도 남파간첩을 집에서 잠을 재워줌 |
| 1964년 12월 15일   | 대법원                       | 편의제공 등 | 무죄 | | 간첩이라는 사실을 알고도 숨긴 증거없음 |
| 1963년 8월 14일    | 공군본부보통군법회의         | 특정범죄처벌임식특례법 국가보안법위반                                                                                   | 이종환(34중령) 사형 권찬식(32중령) 징역15년 서상순(37중령) 징역5년 이승국(37중령) 징역5년 김동흡(32 중령) 징역2년 | 김동흘,권관옥 | 군 일부 쿠데타 음모사건: 진급과 보직에 불만을 품고 육군헌병감 이규광 등과 접선 쿠데타하는데 공군도 가담할 것을 합의음모 |
| 1963년 9월 27일    | 육군본부보통군법회의         | 특정범죄처벌임시특례법 총포화약류단속법 국가보안법위반 내란죄 등                                                        | 김동하(44전 최고회의 외무국장위장) 징역7년 박창암(40전 혁명검찰부장) 징역7년 이종민(42전 최고회의 재경위 자문위원) 징역6년 방원철(43) 징역6년 김녕하(40) 징역6년 박준호(43전 육사생도대장) 징역6년 | 문형태,진창균 | 피고인간 교도소 통방했다는 사실 현장검증 신청 기각, 김동하 중심으로 김포주둔 해병여단과 서울지구헌병대를 동원하여 정부전복 모의 |
| 1963년 11월 19일   | 육군본부보통군법회의         | 국가보안법위반 간첩죄 이적죄                                                                                            | 무기징역 | | 남파공작원 빨치산 정순덕 |
| 1964년             | 보통군법회의                 | 국가보안법위반 | 징역4년 | | 북괴의 거물급 간첩가족 남하했다는 허위정보를 수사기관에 제공 보상금과 쌀1가마니 수령한 강문조 |
| 1964년             | 고등군법회의                 | 국가보안법위반 | 징역3년 | | 북괴의 거물급 간첩가족 남하했다는 허위정보를 수사기관에 제공 보상금과 쌀1가마니 수령한 강문조 |
| 1964년 4월 8일     | 대법원                       | 국가보안법위반 | 면소 | | 북괴의 거물급 간첩가족 남하했다는 허위정보를 수사기관에 제공 보상금과 쌀1가마니 수령한 강문조 |
| 1964년 7월 2일     | 서울형사지법                 | 국가보안법위반 | 이광수 징역2년6월 이동일 징역2년6월 집행유예5년 김치영 징역2년6월 집행유예5년 이성리 징역2년6월 집행유예5년 김상견 징역2년6월 집행유예5년 이경렬 징역2년6월 집행유예5년 송인명 징역2년6월 집행유예5년 | 원종백 | 예비역준장 송인명 등 정부전복을 기도 |
| 1964년 8월 31일    | 서울형사지법                 | 국가보안법위반 반공법위반                                                                                               | 징역1년 자격정지1년 | 양헌 | 경향신문 편집부기자 추영현 경향신문 1964년 5월 11일자 특집 "정 내각에 바란다"라는 제목으로 북괴의 허위선전문구를 써넣은 혐의 |
| 1965년 1월 21일    | 서울형사지법                 | 찬양,고무 등 | 무죄 | 정보성 | 1962년 10월 지인 이경숙에게 "보수정당이 필요없고 미소세력을 축출해야 한다"고 말하고 1963년 2월 같은 내요의 말을 하여 위장 평화통일 공세에 동조한 ㅍ유도회 중앙감찰위원회 성균관 전학 김석원(39) |
| 1965년 1월 27일    | 서울형사지법                 | 찬양,고무 등 | 김정강 징역2년 자격정지3년 김정남 선고유예 | 이석조 | 서울대 문리대 불꽃회 사건 레닌-마르크스주의 집결체를 만들기 위해 서클을 구성 |
| 1965년             | 서울형사지법                 | 국가보안법위반 반공법위반 간첩죄                                                                                        | 무기징역 | | 북한에서 공작원으로 남파되어 간첩질을 한 최수일 |
| 1965년 7월 31일    | 보통군법회의                 | 반국가단체 구성 등 군형법위반                                                                                           | 원충연(대령) 사형 박인도(대령. 2군단 포병사령관) 사형 이인수(대령/육군본부 인사참모부 제도연구실장) 무기징역 김문한(중령,작전참모부 상황실장) 징역15년 자격정지 8년 안중광(대령) 징역8년 자격정지5년 우덕주(대령) 징역5년 자격정지3년 문원석(대령) 선고유예 원갑연(대령) 무죄 홍성철(소령) 무죄 | 황필주,정세진,백문,오재옥,이홍균 | 군내 반정부 음모사건, 원갑연 홍성철은 불고지죄 |
| 1965년 12월 23일   | 고등군법회의                 | 반국가단체 구성 등 군형법위반                                                                                           | 원충연(대령) 사형 박인도(대령. 2군단 포병사령관) 사형 이인수(대령/육군본부 인사참모부 제도연구실장) 징역15년 자격정지8년 김문한(중령,작전참모부 상황실장) 징역15년 자격정지 8년 안중광(대령) 징역8년 자격정지5년 우덕주(대령) 징역5년 자격정지3년 문원석(대령) 무죄 원갑연(대령) 무죄 홍성철(소령) 무죄 | 이존일,김봉한 | 일부 피고인 파기 |
| 1966년 4월 21일    | 대법원                       | 반국가단체 구성 등 군형법위반                                                                                           | 원충연(대령) 사형 박인도(대령. 2군단 포병사령관) 사형 이인수(대령/육군본부 인사참모부 제도연구실장) 징역15년 자격정지8년 김문한(중령,작전참모부 상황실장) 징역15년 자격정지 8년 안중광(대령) 징역8년 자격정지5년 우덕주(대령) 징역5년 자격정지3년 문원석(대령) 무죄 원갑연(대령) 무죄 홍성철(소령) 무죄 | | 상고기각 |
| 1965년 1월 20일    | 서울형사지법                 | 국가보안법위반 등 | 도예종 징역3년 양춘우 징역2년 그외11명 무죄 | 김창규 | 인혁당 사건 도예종이 만들려는 서클에 가입했지만 강령 심의에 불참 |
| 1965년 5월 30일    | 서울고법                     | 국가보안법위반 등 | 도예종(41) 징역1년 양춘우(29) 징역1년 박현채(34서울대 상대 강사) 징역1년 정도영(40합동통신 조사부장) 징역1년 김영광(35회사원) 징역1년 김금수(27운수업) 징역1년 집행유예3년 이재문(32대구매일신문 기자) 징역1년 집행유예3년 임창하(52) 징역1년 집행유예3년 김병태(36) 징역1년 집행유예3년 김경희(28) 징역1년 집행유예3년 전무배(34서울신문사 기자) 징역1년 집행유예3년 박중기(30서울여론사 취재부장) 징역1년 김한덕 징역1년 | 정태원 | '괴뢰집단의 위장적 평화통일방안에 동조하는 것이 북괴에 이익이 된다'는 점을 알면서 중립화 통일론 제시 반국가단체 구성 예삐, 수배중인 도예종 은닉했던 박현채, 정도영, 박중기 등 3명 범죄은닉 법정구속 |
| 1965년 9월 21일    | 대법원                       | 국가보안법위반 등 | 도예종(41) 징역1년 양춘우(29) 징역1년 박현채(34서울대 상대 강사) 징역1년 정도영(40합동통신 조사부장) 징역1년 김영광(35회사원) 징역1년 김금수(27운수업) 징역1년 집행유예3년 이재문(32대구매일신문 기자) 징역1년 집행유예3년 임창하(52) 징역1년 집행유예3년 김병태(36) 징역1년 집행유예3년 김경희(28) 징역1년 집행유예3년 전무배(34서울신문사 기자) 징역1년 집행유예3년 박중기(30서울여론사 취재부장) 징역1년 김한덕 징역1년 | 사광욱 | |
| 1965년 4월 30일    | 서울형사지법                 | 찬양,고무 등 | 징역1년 자격정지1년 집행유예3년 | 이석선 | 1964년 11월호 '세대'지에 기고한 '강력한 통일정부에의 의지'라는 논문을 게재한 전 문화방송 사장 황용주 물의를 일으켰으나 최고의 지식층에 속하고 지도자이기 때문에 논문이 가정이라고 하더라도 공산진영의 기본정책과 가까우며 통일문제연구소에서 정책으로 확정된 것이 아니어서 현단계에서 이해불가                                                                                           |
| 1966년 9월 15일    | 서울형사지법                 | 찬양,고무 등 | 징역1년 자격정지1년 집행유예3년 | 박승호 | 1964년 11월호 '세대'지에 기고한 '강력한 통일정부에의 의지'라는 논문을 게재한 전 문화방송 사장 황용주 물의를 일으켰으나 최고의 지식층에 속하고 지도자이기 때문에 논문이 가정이라고 하더라도 공산진영의 기본정책과 가까우며 통일문제연구소에서 정책으로 확정된 것이 아니어서 현단계에서 이해불가                                                                                           |
| 1965년 10월 2일    | 서울형사지법                 | 국가보안법위반 | 송택봉(62) 사형 유익재(37) 사형 이형백(51) 징역15년 자격정지10년 홍수옥 징역3년 자격정지5년 유병선(68) 징역3년 자격정지5년 집행유예5년 유철재(64) 징역3년 자격정지5년 집행유예5년 김경애 징역2년 자격정지3년 집행유예5년 김정애 징역2년 자격정지3년 집행유예5년 홍은숙 징역2년 자격정지3년 집행유예5년 이영수 징역2년 자격정지3년 집행유예5년 | 김창규 | 언론계 침투 무전 간첩단 사건 |
| 1965년 11월 6일    | 서울형사지법                 | 국가보안법위반 반공법위반 횡령죄 외국환관리법위반                                                                       | 이준구 징역3년 자격정지2년 홍화수(업무부국장) 징역1년6월 자격정지2년 집행유예3년 | 김창규,오병선,박철우 | 전 경향신문사 동경지국장 윤우현이 간첩이라는 것을 알고 향응 베풀었다는 사장 이준구(52), 동경지국장에게 편의제공과 불고지 무죄 |
| 1966년 4월 19일    | 서울고법                     | 국가보안법위반 반공법위반 횡령죄 외국환관리법위반                                                                       | 이준구 무죄, 외국환관리법위반 벌금20만원 선고유예 홍화수(업무부국장) 징역1년6월 자격정지2년 집행유예3년 | 정태원 | 전 경향신문사 동경지국장 윤우현이 간첩이라는 것을 알고 향응 베풀었다는 사장 이준구(52), 동경지국장에게 편의제공과 불고지 무죄 |
| 1966년 1월 26일    | 서울형사지법                 | 국가보안법위반 반공법위반 살인미수                                                                                      | 사형 | 유현석 | 1965년 7월 4일 2명의 간첩이 소형 잠수정 탁 임진강 건너 남파 간첩활동하려다 체포 이창권(35) |
| 1966년 1월 26일    | 서울형사지법                 | 국가보안법위반 반공법위반                                                                                               | 나병구(35) 사형 이준영(45) 사형 탁해섭(32) 무기징역 최수일(25) 무기징역 강담(33) 무기징역 이정준(28) 징역15년 자격정지10년 최흥섭(35) 징역15년 자격정지10년 김찬영(30) 징역15년 자격정지10년 | 유현석 | 1965년 3월 3일 간첩선 타고 삼척군 군덕면 해안가 잠입 |
| 1966년             | 서울형사지법                 | 국가보안법위반 반공법위반                                                                                               | 징역형 | 정태원 | 김충극 단국대 교수 |
| 1966년 10월 15일   | 서울고법                     | 국가보안법위반 반공법위반                                                                                               | 무죄 | 정태원 | 김충극 단국대 교수 |
| 1966년 5월 10일    | 서울형사지법                 | 국가보안법위반 내란음모 폭발물사용음모 등                                                                               | 피고인 10명 전원 무죄 다만 김두한, 박치덕 폭처법위반 적용 벌금3만원 | 김병룡 | 한독당원 일부 내란음모사건 |
| 1965년 7월 3일     | 서울형사지법                 | 찬양,고무 등 | 징역6월 집행유예1년 | 이회창 | '한국의 유엔가입에 대한 아주국가의 동향'이라는 기사를 쓴 조선일보 기자 리영희(38) |
| 1965년 11월 6일    | 서울형사지법                 | 찬양,고무 등 횡령 외국환관리법위반                                                                                      | 이준구(사장) 징역3년 자격정지2년 홍화수(업무부국장) 징역1년 6월 자격정지2년 집행유예3년 | 김창규,오병선,박철우 | 1964년 12월 전 경향신문 체육부장 이형백 만나 북을 찬양발언한 이준구와 동경지사장 윤우현을 동경에 보내진 경향신문10부를 북단체에 전달하는 사실을 알면서도 신문 전달묵인 |
| 1967년             | 육군보통군법회의             | 군사기밀누설 반공법위반 국가보안법위반                                                                                  | 징역5년 | | 1957년 월북하여 군사기밀 넘기고 지령받아 월남하여 자수한 권명수(24)상병 국가보안법 2조에 따라 형법92조~99조 이적행위 적용 |
| 1967년             | 고등군법회의                 | 군사기밀누설 반공법위반 국가보안법위반                                                                                  | 징역5년 | | 1957년 월북하여 군사기밀 넘기고 지령받아 월남하여 자수한 권명수(24)상병 국가보안법 2조에 따라 형법92조~99조 이적행위 적용 |
| 1967년 3월 28일    | 대법원                       | 군사기밀누설 반공법위반 국가보안법위반                                                                                  | 파기환송 | | 국가보안법이 아닌 형법 적용은 "북괴를 국가로 인정하는 행위" |
| 1966년 3월 2일     | 서울형사지법                 | 내란음모 내란선동 폭발물사용등 반공법위반                                                                               | 김중태 징역2년 최혜성 등3명 징역1년 자격정지1년 집행유예2년 이수용 등2명 무죄 | 김용철,오병선,김영진 | 서울대 민주주의비교연구회 한일협정 비준안 무효화를 위해 조직적인 시위 모의, 내란 무죄 |
| 1966년 6월 12일    | 서울고법                     | 내란음모 내란선동 폭발물사용등 반공법위반                                                                               | 무죄 | 백낙민 | 서울대 민주주의비교연구회 한일협정 비준안 무효화를 위해 조직적인 시위 모의, 내란 무죄 |
| 1961년 1월 21일    | 서울형사지법                 | 불고지 편의제공 | 고택수 등7명 | | 일본에서 노동당 지하당 조직책 신순삼 회합 |
| 1966년 6월 13일    | 서울고법                     | 불고지 편의제공 | 무죄 | 정태원 | 수사권이 미치지 않은 지역 |
| 1966년             | 군사법원                     | 내란음모 국가보안법위반                                                                                                 | 김선기 징역5년 자격정지3년 이춘광 무죄 윤하선 무죄 전두열 징역3년 집행유예5년 자격정지3년 유현준 선고유예 최승진 선고유예 김한규 선고유예 | | 쿠데타음모 |
| 1966년 3월 5일     | 서울고법                     | 내란음모 국가보안법위반                                                                                                 | 김선기 징역3년 집행유예5년 이춘광 무죄 윤하선 무죄 전두열 징역2년 집행유예4년 유현준 무죄 최승진 무죄 김한규 무죄 | 정태원 | 가담했으나 적극성 없다 국체전복하거나 국시인 반공 부인한 바가 없어 국가보안법위반 무죄 내란음모만 유죄 |
| 1966년 7월 23일    | 대법원                       | 내란음모 국가보안법위반                                                                                                 | 이춘광, 윤하선 상소기각, 김선기 등 5명 파기환송 | | 원충연의 행위를 알리지 않은 불고지 무죄파기 |
| 1967년 12월 20일   | 서울고법                     | 내란음모 국가보안법위반                                                                                                 | 김선기(농협가내수공업장려관장) 징역3년 자격정지3년 집행유예5년 유현준(배제중동창회간사) 선고유예 김한규(제과업) 선고유예 최승호(제과업) 선고유예 전두열(저술업) 징역3년 집행유예5년 | 김윤행 | |
| 1966년 7월 27일    | 대법원                       | 국가보안법위반 | 허용기 이동춘 이춘봉 허철호 | 피고인에게 불이익한 자백 외에 직접증거없더라도 유죄판결 가능, 1963년 2월 지령받고 잠입하려했다는 자백 무죄했으나 1963년 2월 전후해 잠입했다는 상황증거가 있어 유죄, 허용기 조선노동당 입당 시효완성 면소판결 | |
| 1966년 12월 29일   | 서울형사지법                 | 내란선동 국가보안법위반                                                                                                 | 무죄 | 김영준 | 동아방송 방송부장 최창봉 고재언 뉴스실장 조동화 제작과장 이윤하 편성과장 이종구 앵무새프로스크립터 김영효 앵무새 프로프로듀서 등 6명 |
| 1967년 2월 19일    | 서울형사지법                 | 국가보안법위반 반공법위반 간첩죄                                                                                        | 무기징역 | | 경상남도 진양군에서 간첩 활동을 한 남파공작원 김동기 |
| 1967년 3월 15일    | 서울형사지법                 | 반공법위반 음화제조 | 벌금3만원 | 김정현 | 1965년3월 세계문화자유회의 세미나에서 '은막의 자유'라는 제목의 강연에서 국시가 반공일 수 없고 자유진영의 전초기지라는 입지적 조건 때문에 주장하고 있다는 영화감독 유현승. 영화 '춘몽'에서 박수정에게 알몸 6초동안 화면에 등장 반공법 무죄 |
| 1967년 3월 7일     | 육군보통군법회의             | 적전도주 군기밀누설 국가보안법위반                                                                                      | 사형 | 방경원,이영국 | 1966년 11월 18일 실종된 진장언(26)하사 월북 밀봉교육받고 12월 27일 문산방면으로 남파 |
| 1967년 4월 18일    | 서울형사지법                 | 반공법위반 국가보안법위반                                                                                               | 사형 | 김영준 | 송추 간첩사건 노성집(35) 1965년 7월 18일 지령받고 공작금2만불과 대전차 수류탄 갖고 남파 양주군 장흥면 송추골 잠입,접선 부하2명과 함께 미행하던 경찰과 격투하다 경찰2명 사살하고 체포 |
| 1967년             | 서울고법                     | 반공법위반 국가보안법위반                                                                                               | 사형 | | 송추 간첩사건 노성집(35) 1965년 7월 18일 지령받고 공작금2만불과 대전차 수류탄 갖고 남파 양주군 장흥면 송추골 잠입,접선 부하2명과 함께 미행하던 경찰과 격투하다 경찰2명 사살하고 체포 |
| 1967년 9월 19일    | 대법원                       | 반공법위반 국가보안법위반                                                                                               | 사형 | | 송추 간첩사건 노성집(35) 1965년 7월 18일 지령받고 공작금2만불과 대전차 수류탄 갖고 남파 양주군 장흥면 송추골 잠입,접선 부하2명과 함께 미행하던 경찰과 격투하다 경찰2명 사살하고 체포 |
| 1967년             | 서울형사지법                 | 국가보안법위반 반공법위반                                                                                               | 신인영 무기징역 최호철 징역15년 자격정지15년 김동국 징역12년 자격정지12년 | | 제6대 대통령 선거를 방해할 목적으로 간첩 임무를 띄고 공작원으로 남파된 신인영 |
| 1967년 5월 18일    | 대전지법                     | 반공법위반 | 무죄 | 구용완 | 단막극 '송아지' 집필 김정욱 작가 |
| 1967년 8월 9일     | 전주지법 군산지원            | 국가보안법위반 반공법위반 간첩죄 수산업법위반                                                                           | 징역13년 자격정지13년 | | 송양호 납북어부 간첩사건 |
| 1967년 12월 23일   | 육군보통군법회의             | 국가보안법위반 반공법위반                                                                                               | 무죄 | 김용국,김현철 | 조봉계(27) 병장이 1964년 3월말 서울대 민족주의 비교연구회에 가입, 4대회장으로 주도적 임무 종사한점 인정되나 불법단체라는 증거불충분 |
| 1968년 3월 19일    | 육군고등군법회의             | 국가보안법위반 반공법위반                                                                                               | 무죄 | 김춘택,김기수 | 조봉계(27) 병장이 1964년 3월말 서울대 민족주의 비교연구회에 가입, 4대회장으로 주도적 임무 종사한점 인정되나 불법단체라는 증거불충분 |
| 1968년 9월 6일     | 서울형사지법                 | 국가보안법위반 | 홍순익(41) 사형 최창숙(38) 징역5년 자격정지5년 홍정일(16가명) 징역3년 자격정지3년 집행유예5년 최순구(33) 징역15년 자격정지10년 홍정숙(31) 징역7년 자격정지5년 봉삼성(53) 징역5년 자격정지5년 홍옥순(20) 징역3년6월 자격정지5년 홍정순(46) 징역1년 자격정지3년 고자한(60) 징역1년 자격정지3년 집행유예3년 홍순희(50) 징역1년 자격정지3년 집행유예3년 | 이종진 | 친척인 홍순한(41) 남파했을 때 접선, 국내정보를 제공하고 편의제공 |
| 1967년             | 서울고법                     | 국가보안법위반 | 징역7년 자격정지7년 | | 남파간첩 심모씨로부터 공작 지령을 받고 이를 묵시적으로 수락한 이유로 반국가단체 구성원으로 인정한 심기섭(36 전 괴산수리조합장) 조면형(32) 이들은 남파된 심모를 만나 "3개월내 북이 통일을 하게 되니 남한을 위해 활동하지 말라는 등 6개 항목에 달하는 지령과 미화를 받고 같은해 9월 27일 심모가 평양 도착사실을 북 방송통해 들은 등 혐의                                                   |
| 1967년 6월 20일    | 대법원                       | 국가보안법위반 | 파기환송 | | 채증법칙 위배된 사실인정이나 이 이유를 명시하지 않은 법령위배, 북으로부터 받은 804호 801호라는 구성원 번호는 구체적으로 어떤 반국가단체 구성원을 말하는건지 불명확, 심기섭 자수한점 감경사유 심리미진 |
| 1967년 11월 1일    | 서울형사지법                 | 국가보안법위반 | 무죄 | 정보성 | 북한지역에 살고있다는 이유만으로 반국가단체 구성원 부인된 한창수(49)와 그외 불고지죄 기소 4명, 1.4후퇴때 월남하여 63년8월 64년4월 친지와 일본에 있는 진면근을 통해 고향에 있는 동생들과 서신왕래 |
| 1967년 11월 20일   | 서울형사지법                 | 반공법위반 국가보안법위반 외국환관리법위반                                                                              | 김재화 징역1년6월 자격정지1년6월 박태달 징역8월 집행유예2년 김재화,박태달 공동 추징금3064만원 신진수 무죄,벌금40만원 태영호 무죄,벌금40만원 최성강 무죄, 벌금10만원 | 이한동 | 전 신민당 전국구,전 재일거류민단장 김재화 등 5명 1965년 1월 조총련계 월간지 통일평론 주최 좌담회에서 외세배격 민족자주통일 등 북 주장 동조하는 내용 게재되게 하고 6.8국회의원선거 전국구후보 입후보하면서 조총련 특별금고에서 우회하여 나온 일화 3500만엔을 거류민 모금으로 위장하여 반입하여 신민당에 헌납                                                                              |
| 1969년 12월 18일   | 서울형사지법                 | 반공법위반 국가보안법위반 외국환관리법위반                                                                              | 일부 무죄, 외국환관리법위반 선고유예, 공동 추징금2983만원 | 김기홍 | |
| 1970년 8월 25일    | 대법원                       | 반공법위반 국가보안법위반 외국환관리법위반                                                                              | 일부 무죄, 외국환관리법위반 선고유예, 공동 추징금2983만원 | | |
| 1967년 11월 21일   | 서울형사지법                 | 반공법위반 국가보안법위반                                                                                               | 김대수(경북대 의대교수) 사형 하학술(농업) 무기징역 김풍길(경북대 의대 조교) 징역15년 자격정지15년 박점수(행상) 징역7년 자격정지7년 김용목(교감) 징역2년 자격정지2년 김성근(농업)징역2년 자격정지2년 김진수(행상) 징역2년 집행유예5년 김수원 징역2년 집행유예5년 윤시우(의사) 징역1년 자격정지1년 박종환(인쇄공) 징역1년 자격정지1년 서을모(농업) 징역1년 자격정지1년 남기홍(목공) 징역1년6월 집행유예3년 황의근(농업) 징역1년 집행유예2년 | 김영준 | 김대수의 동생인 간첩 김형수의 지령에 따라 김대수 중심으로 62년부터 6년간 영호남 서해안 일대에 무전 간첩망 조직, 학계에 침투하고 정부전복 시도 |
| 1967년 12월 13일   | 서울형사지법                 | 군사목적수행 반국가단체가입 회합,통신 잠입,탈출 간첩 공갈 외국환관리법위반                                              | 정규명(프랑크푸르트대 이론물리학연구원) 사형 정하용(경희대조교수) 무기징역 조영수(전 한국외대 강사) 사형 임석훈(베를린공대 유기화학 박사과정) 징역10년 자격정지10년 윤이상 무기징역 어준(현대계장 전무) 무기징역 강빈구(서울상대 조교수) 무기징역 천병희(성신여대 사대 강사) 징역15년 자격정지15년 최정길(키센대 경제과3) 징역15년 자격정지15년 이응로(동양화가) 징역5년 자격정지5년 김중환(한일병원 피부과장) 징역5년 자격정지5년 박성욱(서독광부) 징역5년 자격정지5년 이순자(정하용의 처) 징역3년 자격정지3년 김옥희(조영수의 처) 징역3년 자격정지3년 강혜순(정규명의 처) 징역3년 자격정지3년 이수자(윤이상의 처) 징역3년 자격정지3년 김광옥(동양가프로락탐기술과장) 징역3년 자격정지3년 정상구(워싱턴대 학생) 징역3년6월 자격정지3년6월 김성칠(서독광부) 징역3년6월 자격정지3년6월 공광덕(짤즈불그공대 치과학생) 징역3년6월 자격정지3년6월 박인경(이응로의 처) 징역3년 자격정지3년 집행유예5년 주석균(농업문제연구소장) 징역1년 자격정지1년 집행유예3년 천상병 징역1년 자격정지1년 집행유예3년 김종대(하이델베르그대 대통역학부 강사) 징역2년 자격정지2년 집행유예3년 김진택(서독광부) 징역1년 자격정지1년 집행유예2년 최창진(전북대조교수) 징역1년 자격정지1년 집행유예2년 정성배(프랑스내각자료수집소 번역사) 선고유예 이국종 징역1년 자격정지1년 집행유예2년 손영옥(김중환의 처) 형면제 김복순(박성옥의 처) 징역1년 자격정지1년 집행유예2년 황춘성(교동국교 교사 어준의 처) 형면제 어원(전국외기노조오산지부 상무 어준의 형) 징역6월 자격정지1년 집행유예1년 어정희(구인병원 간호원, 어준의 손윗누이) 징역6월 자격정지1년 집행유예1년 권태숙(대신국교 교사, 어준의 형수) 형면제 | 김영준 | 동베를린 거점 대남 공작단 사건 34명, 김옥희 간첩 혐의 공소기각 |
| 1968년             | 서울고법                     | 군사목적수행 반국가단체가입 회합,통신 잠입,탈출 간첩 공갈 외국환관리법위반                                              | 정하용 사형 임석훈 사형 등 | | 동베를린 거점 대남 공작단 사건 34명, 김옥희 간첩 혐의 공소기각 |
| 1968년 7월 30일    | 대법원                       | 군사목적수행 반국가단체가입 회합,통신 잠입,탈출 간첩 공갈 외국환관리법위반                                              | 일부 파기환송 | 김치걸,주운화,사광욱,최윤모 | 정규명,정하용,임석훈,징역10년이상 선고받은 10명, 김성칠 정상구 등 12명에 대해 간첩죄와 잠입죄 적용한 증거없이 중형을 선고하는 양형부당의 위법 파기, 이응로 등 9명은 상고기각 |
| 1968년 12월 5일    | 서울고법                     | 군사목적수행 반국가단체가입 회합,통신 잠입,탈출 간첩 공갈 외국환관리법위반                                              | 정규명 사형 정하용 사형 조영수 무기징역 임석훈 징역15년 자격정지15년 윤이상 징역10년 자격정지10년 어준 징역15년 자격정지15년 강빈구 징역10년 자격정지10년 천병희 징역10년 자격정지10년 최정길 징역10년 자격정지10년 김중환 징역7년 자격정지7년 정상구 징역3년6월 자격정지3년6월 김성칠 징역3년6월 자격정지3년6월 | 송명관,김윤행(대독),홍준작,박정근 | |
| 1969년 3월 31일    | 대법원                       | 군사목적수행 반국가단체가입 회합,통신 잠입,탈출 간첩 공갈 외국환관리법위반                                              | 정규명 등 5명 상고기각 강빈구 등 3명 원심파기 징역10년 자격정지7년 천병희 등 형량유지 | 방순원,유재방 | 천병희가 1966년6월 임석훈 집에서 임석훈과 서신,연락장소를 협의한 사실, 강빈구가 1963년2월21일 공작원 이원찬 지령받고 국내잠입한 사실, 김중환 회합죄 등은 증거없어 무죄 그러나 형량은 유지 |
| 1967년 12월 16일   | 서울형사지법                 | 국가보안법위반 반공법위반 간첩 외국환관리법위반                                                                         | 황성모(41철학부교수) 징역3년 자격정지3년 김중태(27신민당 운영위원) 징역2년 자격정지2년 이종률(27동아일보 사회부 기자, 1대회장) 무죄 현승일(26서울대출판부원,3대회장) 무죄 김도현(22회원) 무죄 박지동(29동아일보 교정부 기자) 무죄 박범진(28조선일보 정치부 기자) 무죄 | 김영준, 김인섭, 정동윤 | 서울대 문리대 민족주의비교연구회 북을 이롭게 할 목적이라는 구체적 증거없어 순수한 학술단체 인정 김중태가 2회 회장이 된 이후 합법선을 넘은 학생데모 등 할 음모만 인정 예비청구 일부 유죄 |
| 1968년 3월 15일    | 서울고법                     | 국가보안법위반 반공법위반 간첩 외국환관리법위반                                                                         | 황성모 징역2년 자격정지2년 김중태 징역2년 자격정지2년 현승일 징역1년6월 자격정지1년6월 김도현 징역1년6월 자격정지1년6월 이종률 무죄 박지동 무죄 박범진 무죄 | 정태원,이경호,이도환 | 4월19일 이종률 보석금2만원 석방 |
| 1968년 7월 30일    | 대법원                       | 국가보안법위반 반공법위반 간첩 외국환관리법위반                                                                         | 황성모,김중태,현승일,김도현 파기환송 이종률,박지동,박범진 상고기각 | 손동욱,나항윤 | 불법단체 조직을 음모하였다는 것은 공소장에 없는 사실이어서 위법 |
| 1969년             | 서울고법                     | 국가보안법위반 반공법위반 간첩 외국환관리법위반                                                                         | 황성모 징역2년 자격정지2년 김중태 징역2년 자격정지2년 현승일 징역1년6월 자격정지1년6월 김도현 무죄 | | |
| 1969년 3월 18일    | 대법원                       | 국가보안법위반 반공법위반 간첩 외국환관리법위반                                                                         | 황성모 징역2년 자격정지2년 김중태 징역2년 자격정지2년 현승일 징역1년6월 자격정지1년6월 김도현 무죄 | | |
| 1968년 2월 29일    | 춘천지법                     | 국가보안법위반 반공법위반                                                                                               | 윤차석(32) 사형 윤삼석(42) 징역15년 자격정지10년 윤석호 징역3년6월 윤문석 징역3년6월 박병집(윤삼석의 처) 징역 집행유예2년 채산옥(윤차석의 처) 징역3년6월 이순부(달러상인) 징역10월 집행유예2년 이희정(달러상인) 징역10월 집행유예2년 | 한만춘 | 1967년 8월 2차례 북을 왕래하며 노동당 간부 윤오석과 접선 지령받고 암약한 윤차석 |
| 1968년 4월 10일    | 춘천지법 속초지원            | 반공법 국가보안법위반 수산업법위반 등                                                                                   | 양승광(45) 등 4명 징역8월 김갑석(38) 등 7명 징역8월 집행유예2년 장득칠 등14명 징역6월 고광영 등23명 징역6월 집행유예2년 | 임규오 | 납북어부 군사기밀 누설행위 등 무죄, 수산업법만 유죄인정 |
| 1968년 4월 20일    | 대전지법 천안지원            | 반공법위반 국가보안법위반 간첩죄                                                                                        | 무기징역 | | 남파공작원 홍경선 |
| 1968년 4월 27일    | 서울형사지법                 | 반공법 국가보안법위반                                                                                                   | 김배영(55노동당 연락책) 사형 윤수갑(45남파간첩) 무기징역 이수암(회사원) 징역5년 자격정지5년 강무갑 징역3년 자격정지3년 집행유예5년 김복수 징역1년 자격정지1년 집행유예2년 | 조성기 | 노동당 중앙당 연락부 소속 대남 무장간첩 김배영(전 인민혁명당 창당위원) 자금조달위해 1962년 일본 밀항하여 조총련계와 접선 월북 간첩교육받고 남파 혁신세력 규합, 윤수갑을 월북하게 하여 간첩교육받고 남파, 나머지 3명은 편의제공 |
| 1968년 8월 27일    | 서울고법                     | 반공법 국가보안법위반                                                                                                   | 김배영(55노동당 연락책) 사형 윤수갑(45남파간첩) 무기징역 이수암(회사원) 징역5년 자격정지5년 강무갑 징역3년 자격정지3년 집행유예5년 김복수 징역1년 자격정지1년 집행유예2년 | 김윤행 | 노동당 중앙당 연락부 소속 대남 무장간첩 김배영(전 인민혁명당 창당위원) 자금조달위해 1962년 일본 밀항하여 조총련계와 접선 월북 간첩교육받고 남파 혁신세력 규합, 윤수갑을 월북하게 하여 간첩교육받고 남파, 나머지 3명은 편의제공 |
| 1968년 5월 22일    | 전주지법                     | 반공법 국가보안법위반                                                                                                   | 사형 | 김태현 | 북의 지령받고 보트로 남파하여 부안에 상륙, 정읍 비봉산에서 경찰과 교전한 임병욱 |
| 1968년 7월 20일    | 서울형사지법                 | 반공법 국가보안법위반                                                                                                   | <구속기소> 김연규(35) 징역3년6월 김주진(63제분업) 징역2년 집행유예5년 김종순(55) 징역1년 집행유예5년 김철진(40) 징역1년 집행유예5년 이분기(25) 징역1년 집행유예5년 김동진(57) 징역1년 집행유예5년 김인숙(20종합신문사원) 징역1년 집행유예5년 채홍주(59) 징역1년 집행유예5년 이성우(53) 징역1년 집행유예5년 김청웅(26) 징역1년 집행유예5년 김연숙(19) 징역6월 집행유예3년 이수웅(23) 징역6월 집행유예3년 이현기(22) 징역6월 집행유예3년 채상식(27동아제약사원) 징역6월 집행유예3년 김남진(45조흥은행 보문지점차장) 무죄 <불구속기소> 김분옥(36) 징역1년 집행유예5년 김약진(61) 징역1년 집행유예5년 채묘현(50) 징역1년 집행유예5년 김기찬(61) 징역6월 집행유예3년 변옥수(42) 징역6월 집행유예3년 양재응(34) 징역6월 집행유예1년 김경자(28) 징역6월 집행유예3년 채희자(22) 징역6월 집행유예3년 김승순(50) 징역6월 집행유예3년 김순기(31) 징역6월 집행유예3년 이찬기(20) 징역1년 집행유예3년 변종구(69) 무죄 | 조성기 | 1965년11월 남파 서울도염동에 이발소 개업 친지 10여가구 포섭 노동당 지하당 조직 군사기밀등 탐지모의 자수했다고 하나 자수한 동기가 모호하여 실형, 징역10년이상 선고 김주진 등 5명 석방 제한 |
| 1968년 8월 24일    | 서울형사지법                 | 반공법 국가보안법위반                                                                                                   | 김기수(21) 징역7년 김학(27) 징역3년 김리부(25교사) 징역3년 이반호(55서적상) 징역3년 집행유예5년 | 유태흥 | 서울사범대학 독서회 사건 |
| 1968년 10월 30일   | 서울형사지법                 | 반공법위반 국가보안법위반                                                                                               | 사형 | 유태흥 | 1947년 남로당 폭력행동대K대원으로 암약하다 한국전쟁 때 월북 조선지질탐사관리국 부부장 재임, 1967년 11월 등 4차례 남파 지하당 조직 획책하고 남한 사정 등을 무전으로 보고한 서병호(일명 서상만) |
| 1968년 12월 21일   | 서울형사지법                 | 반공법위반 국가보안법위반 간첩죄 내란예비음모                                                                           | 권재혁 등2명 사형 이형낙 등2명 무기징역 노연훈 등2명 징역15년 자격정지15년 김봉규 징역10년 자격정지10년 김병권 징역7년 자격정지7년 조현창 등3명 징역5년 자격정지5년 오시황 징역3년6월 자격정지3년6월 | 김기홍,황진호 | 남조선해방전략당 |
| 1969년 5월 27일    | 서울고법69노133              | 반공법위반 국가보안법위반 간첩죄 내란예비음모                                                                           | 권재혁 사형 이일재 무기징역 이강복 등4명 징역10년 자격정지10년 김봉규 징역7년 자격정지7년 김병권 징역5년 자격정지5년 조현창 징역3년 자격정지3년 김병권 징역5년 자격정지5년 오시황 등4명 징역3년 자격정지3년 집행유예5년 | 노병준 | 남조선해방전략당 |
| 1969년 9월 23일    | 대법원                       | 반공법위반 국가보안법위반 간첩죄 내란예비음모                                                                           | 권재혁 사형 이일재 무기징역 이강복 등4명 징역10년 자격정지10년 김봉규 징역7년 자격정지7년 김병권 징역5년 자격정지5년 조현창 징역3년 자격정지3년 김병권 징역5년 자격정지5년 오시황 등4명 징역3년 자격정지3년 집행유예5년 | | 남조선해방전략당 |
| 2011년 1월 14일    | 서울고법2009재노76           | 반공법위반 국가보안법위반 간첩죄 내란예비음모                                                                           | 무죄 | | 남조선해방전략당 |
| 2014년 5월 16일    | 대법원2011도1434             | 반공법위반 국가보안법위반 간첩죄 내란예비음모                                                                           | 무죄 | | 남조선해방전략당 |
| 1968년 12월 27일   | 서울형사지법                 | 국가보안법위반 반공법위반 간첩죄                                                                                        | 정태묵(45삼창산업 전무) 사형 최영도(46전 임자면장) 사형 윤상수(50중학교 교사) 사형 박신규(42국민학교장) 무기징역 김홍구(48삼창산업 사장) 징역15년 자격정지15년 김학춘(33전 대중당 조직부원) 징역7년 자격정지7년 정태상(42농업) 징역7년 자격정지7년 최수남(26농업) 징역5년 자격정지5년 최병복(29농업) 징역5년 자격정지5년 정태인(35어업) 징역2년 자격정지2년 최용모(36농업) 징역1년6월 자격정지1년6월 김인태(35전 대중당 대변인) 징역1년 자격정지1년 집행유예2년 강지원(43불구속) 징역1년6월 자격정지1년6월 집행유예 집행유예3년 최병대(55농업) 징역1년 자격정지1년 집행유예2년 오종득(54농업) 징역1년 자격정지1년 이팔만(51불구속 농업) 징역1년 자격정지1년 | 조성기 | 임자도 거점 간첩단 사건 |
| 1969년 4월 30일    | 서울고법                     | 국가보안법위반 반공법위반 간첩죄                                                                                        | 정태묵 사형 윤상수 사형 박신규 징역10년 자격정지10년 김홍구 징역7년 자격정지7년 김학춘 징역5년 자격정지5년 정태상 징역4년 자격정지4년 최수남 징역4년 자격정지4년 최병복 징역3년 자격정지3년 김인태 징역1년 자격정지1년 집행유예2년 최병대 징역1년 자격정지1년 집행유예2년 오종득 징역1년 자격정지1년 집행유예2년최용모 징역1년6월 자격정지1년6월 이팔만 징역1년 자격정지1년 집행유예2년 강지원 징역1년6월 자격정지1년6월 정태인(35어업) 징역2년 자격정지2년 집행유예4년 | 윤운영 | 임자도 거점 간첩단 사건 |
| 1969년 8월 26일    | 대법원                       | 국가보안법위반 반공법위반 간첩죄                                                                                        | 정태묵 사형 윤상수 사형 박신규 징역10년 자격정지10년 김홍구 징역7년 자격정지7년 김학춘 징역5년 자격정지5년 정태상 징역4년 자격정지4년 최수남 징역4년 자격정지4년 최병복 징역3년 자격정지3년 김인태 징역1년 자격정지1년 집행유예2년 최병대 징역1년 자격정지1년 집행유예2년 오종득 징역1년 자격정지1년 집행유예2년최용모 징역1년6월 자격정지1년6월 이팔만 징역1년 자격정지1년 집행유예2년 강지원 징역1년6월 자격정지1년6월 정태인(35어업) 징역2년 자격정지2년 집행유예4년 | | 임자도 거점 간첩단 사건 |
| 1969년 1월 11일    | 서울형사지법                 | 국가보안법위반 반공법위반                                                                                               | 징역5년 자격정지5년 | 이상원 | 통일혁명당 사건에 관련된 전 청맥 지사장 김진환(38) 1964년6월부터 3년간 70여회 통혁당 주범 김종태 만나 북 자금 250만원받아 청맥지 44000여권 발간, 구속기간 1월13일 이유로 먼저 선고 |
| 1969년 4월 17일    | 춘천지법 속초지원            | 국가보안법위반 반공법위반 수산업법위반                                                                                  | 박영준(산영호 선장) 등8명 징역10월 자격정지1년 한세갑(사덕호 기관장) 등46명 징역10월 집행유예2년 | 방희목 | 납북어부54명, 찬양고무와 금품수수는 강압행위 인정 무죄 |
| 1969년 5월 6일     | 대구지법                     | 국가보안법위반 반공법위반                                                                                               | 징역15년 | 강승무 | 1967년 4월 25일 월북하여 "조총련계 인사가 한국에 합법적으로 입국할 수 있는 토대와 근거를 만들라"는 등 6개 항목 지령받고 잠입 1968년12월 체포된 허화남(25) |
| 1969년 5월 10일    | 서울형사지법                 | 반국가단체 구성 등 군사목적수행 국가기밀수집,탐지누설 찬양,고무 등 잠입,탈출 간첩 공문서위조와 행사 외국환관리법위반 등 | 이수근(45전 조선중앙통신 부사장) 사형 배경옥(29이수근의 이질) 사형 김세준(23이수근 생질이자 비서) 징역6년 자격정지6년 배인향(배경옥 여동생) 징역3년 자격정지3년 집행유예5년 성락영(여권 브로커) 징역4년 자격정지5년 박창록(여권 브로커) 징역3년 자격정지5년 안남규(진양출판사 대표) 징역1년6월 집행유예3년 벌금50만원 | 이상원,정상학,진성규 | 1967년3월20일 판문점을 통해 탈출 남한에서 북과 연락, 69년1월27일 캄보디아로 탈출하려다 사이곤에서 체포된 이수근 1. 남한의 국력측정과 북한 실정 오도 2. 결정적 시기까지 고위층 인사접근 동조세력 구축 등 공작 3. 국가기밀수집탐지 항소포기 사형확정(1969년7월3일 김병하 검사 집행지휘) |
| 1969년 10월 7일    | 서울고법                     | 반국가단체 구성 등 군사목적수행 국가기밀수집,탐지누설 찬양,고무 등 잠입,탈출 간첩 공문서위조와 행사 외국환관리법위반 등 | 배경옥 무기징역 김세준 징역5년 자격정지5년 성락영(여권 브로커) 징역2년 박창록(여권 브로커) 징역1년6월 | 윤운영 | 이수근을 만나기 전에는 공산주의자가 아니었고 이수근의 조카라는 특수한 신분관계에 이용 당해 이수근이 사형된 현재 같은 형은 형평에 어긋나 |
| 1969년 12월 23일   | 대법원                       | 반국가단체 구성 등 군사목적수행 국가기밀수집,탐지누설 찬양,고무 등 잠입,탈출 간첩 공문서위조와 행사 외국환관리법위반 등 | 배경옥 무기징역 김세준 징역5년 자격정지5년 성락영(여권 브로커) 징역2년 박창록(여권 브로커) 징역1년6월 | | 이수근을 만나기 전에는 공산주의자가 아니었고 이수근의 조카라는 특수한 신분관계에 이용 당해 이수근이 사형된 현재 같은 형은 형평에 어긋나 |
| 1969년 6월 10일    | 춘천지법 강릉지원            | 국가보안법위반 반공법위반                                                                                               | 정훈모(28) 징역5년 정운모(21) 징역5년 자격정지5년 정모씨(18) 단기3년6월 장기5년 김창두(48) 징역5년 김진욱(31) 징역3 자격정지3년 민경종(36) 징역3년 자격정지3년 김규화(42) 징역5년 최중달(25) 징역2년 자격정지2년 남용벽(27) 징역1년 집행유예3년 김영기(30) 징역1년 집행유예3년 이경자(33) 징역1년 집행유예3년 | 김동수 | 1968년 11월말 [[울진·삼척 무장 공비 침투 사건] 당시 편의제공, 허위신고 |
| 1969년 10월 20일   | 춘천지법                     | 국가보안법위반 반공법위반                                                                                               | 정훈모(28) 징역5년 정운모(21) 징역5년 자격정지5년 정모씨(18) 단기3년6월 장기5년 김창두(48) 징역5년 김진욱(31) 징역3 자격정지3년 민경종(36) 징역3년 자격정지3년 김규화(42) 징역5년 최중달(25) 징역2년 자격정지2년 남용벽(27) 징역1년 집행유예3년 김영기(30) 징역1년 집행유예3년 이경자(33) 징역1년 집행유예3년 | | 1968년 11월말 [[울진·삼척 무장 공비 침투 사건] 당시 편의제공, 허위신고 |
| 1970년 2월 11일    | 대법원                       | 국가보안법위반 반공법위반                                                                                               | 3명 무죄 나머지 8명 원심확정 | | 1968년 11월말 [[울진·삼척 무장 공비 침투 사건] 당시 편의제공, 허위신고 |
| 1961년             | 보통군법회의                 | 간첩죄 | 무기징역 | | 윤모씨 |
| 1962년 8월 23일    | 고등군법회의                 | 간첩죄 | 무죄 | | 치안국 특수정보과 이종렬 경위의 공작원으로 치안국과 미군 첩보부대 합동공작에 종사 |
| 1962년 8월 24일    | 보통군법회의                 | 국가보안법위반 반공법위반                                                                                               | 박흥복(대성호 선장) 징역15년 윤명용(기관사) 징역10년 | | 간첩혐의 무기징역 윤모씨 10만원받고 승선 |
| 1969년 6월 28일    | 고등군법회의                 | 국가보안법위반 반공법위반                                                                                               | 재심개시 | 윤의준 | 교도소에서 항소장 제출했으나 중간에 분실 상소못한점 인정 |
| 1969년 9월 8일     | 춘천지법 강릉지원            | 국가보안법위반 반공법위반 간첩죄                                                                                        | 김호섭 사형 이태만 사형 김학건 사형 고정길 무기징역 백학래 무기징역 이동근 무기징역 나머지 9명 징역 5~20년 선고 | | 동해안 고정간첩단 사건 |
| 1969년 10월 18일   | 춘천지법                     | 국가보안법위반 반공법위반 간첩죄                                                                                        | 무기징역 | | 남파공작원 김익진 |
| 1969년 10월 22일   | 서울형사지법                 | 국가보안법위반 반공법위반 간첩죄                                                                                        | 무기징역 | | 남파공작원 김창원 |
| 1969년 11월 3일    | 서울형사지법                 | 국가보안법위반 반공법위반 간첩                                                                                          | 박노수(36) 사형 김규남(40전 공화당 의원) 사형 임문준(30사진업) 사형, 추징금17만원 김희병(48여관업) 무기징역 김신근(27K대학원생) 징역7년 자격정지7년 김판수(27회사원) 징역7년 자격정지7년 전명희(28 박노수의 처) 징역7년 자격정지7년 김만조(40S여대강사) 징역3년 자격정지3년 집행유예5년 최종수(34선원) 징역5년 자격정지5년 추징금12만6천원 한유범(22농업) 징역3년 자격정지3년 정학용(35양계업) 징역3년 자격정지3년 강창근(36노동) 징역3년 자격정지3년 송갑렬(41여) 징역2년 자격정지2년 집행유예4년 허두복(39회사원) 징역3년 자격정지3년 추징금685000원 이만근(30선원) 징역3년 자격정지3년 추징금2만원 조관팔(60회사원) 징역4년 자격정지4년 국중광(25S대학문리대생) 징역3년 자격정지3년 집행유예5년 김선이(59불구속 무직 여)징역1년 자격정지1년 집행유예3년 | 전상석 | 유럽 간첩단 사건 |
| 1970년 3월 4일     | 서울고법                     | 국가보안법위반 반공법위반 간첩                                                                                          | 박노수 사형 김규남 사형 임문준 무기징역 김희병 무죄 그외 징역1년~집행유예2년 | 전병덕 | 유럽 간첩단 사건 |
| 1972년 6월 27일    | 대법원                       | 국가보안법위반 반공법위반 간첩                                                                                          | 김규남 재심 재항고 기각 | | |
| 1970년             | 서울형사지법                 | 국가보안법위반 반공법위반                                                                                               | 방준상(철광업) 등 22명 무기징역에서 징역2년 집행유예5년 | | 친목계 가장 국가변란 도모 |
| 1970년 3월 27일    | 서울형사지법                 | 국가보안법위반 반공법위반                                                                                               | 무죄 | 전병덕 | 피고인 자백 일관성 없고 버스에서 적기가 제창이 신뢰불가, 경찰압력에 의한 허위진술 일관 |
| 1970년 3월 10일    | 서울형사지법                 | 국가보안법위반 반공법위반 간첩죄                                                                                        | 한영식(42) 사형 한춘식(40사촌동생) 징역15년 자격정지15년 윤학선(58여 한영식의 친척) 징역4년 자격정지4년 한은숙(38여 윤학선의 딸) 한원식(27한은숙의 사촌) 등3명 징역1년 자격정지1년 | 이상원 | 통일혁명당재건과 3선개헌반대 학생데모 선동위해 남파 노동당 연락부 한영식 |
| 1970년 4월 7일     | 서울형사지법                 | 반공법위반 | 선고유예 | 유태흥 | 남정현 <분지> |
| 1966년 12월 27일   | 서울형사지법                 | 반공법위반 | 징역2년 자격정지2년 | 신남식 | 월남파병반대, 언론인 체육인 등 남북교류와 김일성 면담 주장한서민호 |
| 1970년 10월 17일   | 서울민사지법                 | 반공법위반 | 무죄 | 유태흥 | 위법성 조각 정당방위 |
| 1970년 11월 26일   | 서울형사지법                 | 찬양,고무 등 | 무죄 | 이건호 | 재일교포 신모씨를 통해 북한의 함경도 거주 가족과 안부편지 교류한 정정금(59) 학교법인 이사장 회합통신으로 기소했다가 대법원에서 무죄판결되자 다시 찬양,고무로 변경하여 기소 |
| 1971년 1월 15일    | 서울형사지법                 | 찬양,고무 등 | 징역8월 자격정지1년 집행유예2년 | 정상학 | 재일교포를 통해 북의 가족과 서신연락 최덕환(65) 남북서신교류는 대남공작을 위해 내세우는 평화통일론에 동조하는 것 |
| 1971년 2월 16일    | 서울형사지법                 | 찬양,고무 등 | 무죄 | 김공식 | 술집에서 현정권을 비방하고 북을 찬양 이신범 |
| 1972년 3월 31일    | 서울형사지법                 | 찬양,고무 등 | 무죄 | 차상근 | 술집에서 현정권을 비방하고 북을 찬양 이신범 |
| 1971년 7월 16일    | 서울형사지법                 | 반공법위반 | 무죄 | 목요상 | 다리 필화사건 |
| 1973년             | 서울고법                     | 반공법위반 | 무죄 | | 다리 필화사건 |
| 1974년 5월 28일    | 대법원                       | 반공법위반 | 무죄 | | 다리 필화사건 |
| 1971년 12월 8일    | 서울형사지법                 | 반공법위반 | 징역1년 자격정지1년 집행유예2년 | 노승두 | 8월 14일 기자회견에서 '내외사태 발전에 관한 우리의 견지와 태도'라는 유인물 배포하고 "북한을 사실상의 정권으로 인정해야 한다"는 발언한 김철(46)통일사회당 위원장 1980년2월29일 특별복권 |
| 1972년 10월 5일    | 서울형사지법                 | 반공법위반 | 징역1년 자격정지1년 집행유예2년 | 홍준작 | 8월 14일 기자회견에서 '내외사태 발전에 관한 우리의 견지와 태도'라는 유인물 배포하고 "북한을 사실상의 정권으로 인정해야 한다"는 발언한 김철(46)통일사회당 위원장 1980년2월29일 특별복권 |
| 1973년 6월 14일    | 대법원                       | 반공법위반 | 징역1년 자격정지1년 집행유예2년 | | 8월 14일 기자회견에서 '내외사태 발전에 관한 우리의 견지와 태도'라는 유인물 배포하고 "북한을 사실상의 정권으로 인정해야 한다"는 발언한 김철(46)통일사회당 위원장 1980년2월29일 특별복권 |
| 1971년 12월 22일   | 서울형사지법                 | 찬양,고무 등 | 무죄 | 김인중 | 1964년10월 동경 올림픽 관람차 일본에 가싸가 평양의전 선배인 인본인을 만나 이북의 가족 안부를 부탁하고 1966년 10월 일본인이 방한하여 조총련계를 통해 입수한 아들,딸로부터 온 편지 전달 김지후(52) |
| 1972년 4월 7일     | 서울형사지법 의정부지원      | 찬양,고무 등 | 징역1년 자격정지1년 | 최재형 | 2월6일 의정부 동방예식장에서 신민당 시국강연회에서 정부비방하는 연설한 경기 제7지구당위원장 정재인(35) |
| 1972년 6월 30일    | 서울형사지법                 | 찬양,고무 등 | 징역1년 자격정지1년 | 차상근 | 2월6일 의정부 동방예식장에서 신민당 시국강연회에서 정부비방하는 연설한 경기 제7지구당위원장 정재인(35) |
| 1972년 10월 2일    | 대법원                       | 찬양,고무 등 | 파기환송 | 홍남표 | 우리 정부를 북한이 비난하고있다는 사실을 알면서 그와 비슷한 내용의 현정부 결점을 발설했을 경우 이 사실만으로 북한활동에 동조, 이롭게 했다고 단정할 수 없다 |
| 1972년 4월 17일    | 서울형사지법                 | 찬양,고무 등 | 징역1년 자격정지1년 집행유예2년 | 남윤호 | 1967년4월 대중당 당수로서 "국민의 큰 부담이 되고 있는 막대한 국방비를 감소시키기 위해 남북한 인구비례에 따라 감군을 시킬 수 밖에 없다"고 하면서 북을 하나의 국가로 인정하느냐는 기자의 질문에 "정치는 현실이다 판문점 국제올림픽 등에 대해 북한대표를 파견하는 현실로 보아 현시점상 인정할 수 밖에 없지 않느냐"고 답변한 통일연구협회장 서민호                                           |
| 1973년 10월 30일   | 서울형사지법                 | 찬양,고무 등 | 무죄 | 채명묵 | 국제법상 국가로 인정했다는 것이 아니고 현실적으로 북한을 상대로 해서 통일을 해보자는 의도로 인정 |
| 1972년             | 서울형사지법                 | 찬양,고무 등 | 징역1년6월 자격정지2년 | | 2월 15일에 절도피의자로 서부경찰서 유치장에 수감됐을 때 북한군대 찬양한 반공포로 석방된 최기태(42) |
| 1972년 7월 6일     | 서울형사지법                 | 찬양,고무 등 | 징역1년6월 자격정지2년 | 이경호 | 2월 15일에 절도피의자로 서부경찰서 유치장에 수감됐을 때 북한군대 찬양한 반공포로 석방된 최기태(42) |
| 1972년 9월 27일    | 서울형사지법                 | 찬양,고무 등 공갈죄 | 반공법 무죄 징역8월 집행유예1년 | 김형기 | 3월 29일자에 '대형 전차 잘라 고철로' 제하의 기사를 허위보도한 동아일보 의정부 주재기자 장봉진(40) 송고시간이 급박했고 오보된 기사의 정정을 위해 노력한점이 이적성 부인 |
| 1972년 12월 20일   | 서울형사지법                 | 찬양,고무 등 | 선고유예 | 이영모 | 오적 필화사건 사상계발행인 부완책(50) 전 민주전선 편집인, 김용성(49) 편집위원, 손관항(38) |
| 1974년 6월 13일    | 서울형사지법                 | 찬양,고무 등 | 선고유예 | 황선당 | 오적 필화사건 사상계발행인 부완책(50) 전 민주전선 편집인, 김용성(49) 편집위원, 손관항(38) |
| 1973년 2월 3일     | 서울형사지법                 | 찬양,고무 등 | 징역1년6월 자격정지1년6월 | 박학송 | 1971년 8월부터 12월까지 북한의 불온 삐라4장을 보관하고 12월 잡지 '통일연구' 창간호에 "대한민국은 38선 이남에서만 합법정부","유엔 동시가입 찬성" 등의 논문 게재한 전 동국대 교수 김준희(48) |
| 1973년 6월 29일    | 서울형사지법                 | 일반이적 뇌물수수 공갈                                                                                                  | 김한수(38 전 신민당 의원)징역3년 추징금10만원 이종남(53) 징역2년6월 추징금350만원 | 황선당 | 김한수 공갈 무죄 |
| 1973년 11월 6일    | 서울고법                     | 일반이적 뇌물수수 공갈                                                                                                  | 김한수(38 전 신민당 의원)징역3년 추징금10만원 이종남(53) 징역2년6월 추징금350만원 | 정기승 | 김한수 공갈 무죄 |
| 1973년 11월 19일   | 서울형사지법                 | 반공법위반 간첩방조 | 징역10년 자격정지10년 간첩방조 증거불충분 | 권종근 | 기간산업 침투 간첩단 1967년초 한국화약 동경 출장소 차장으로 재직때 재일 북한공작지도원 최정렬에게 포섭돼 운영실태와 한국의 방위산업에 관한 정보 전달 전 한국화약 상무이사 강태중(43) |
| 1971년             | 서울형사지법                 | 반공법위반 | 징역10월 자격정지1년 | | 4월4일 수원시 분식센터에서 친구와 식사도중 예비군과 경찰관 각1명씩이 예비군 훈련통지서를 전달하는 것을 보고 "예비군 훈련이 지긋지긋하다 훈련을 안받았으면 좋겠다"는 불평한 박종득(25) |
| 1973년 12월 11일   | 대법원                       | 반공법위반 | 파기환송 | | 평소의 불평이 과격한 표현으로 드러난 것일뿐 |
| 1973년 12월 14일   | 대구지법                     | 찬양,고무 등 | 무죄 | 김광일 | 10월6일밤 자기 집에서 북한방송을 듣고 이를 녹음해 유인물을 만들어 영남대 교내 13곳에 살포 박준성(19) |
| 1974년 1월 19일    | 서울형사지법                 | 찬양,고무 등 | 무죄 | 박준서 | 1969년 국립도서관에서 모택동의 <모순론> 등을 읽고 복사해서 친구에게 전달 신금호(30) 학생신분으로 학문연구의 범위를 벗어나 이적성 증거불충분 |
| 1973년             | 서울형사지법                 | 반공법위반 뇌물수수 특가법뇌물                                                                                          | 김상현 징역3년 추징금400만원 조윤형 징역3년 추징금200만원 조연하 징역2년6월 추징금120만원 김한수 징역3년 추징금10만원 | | |
| 1973년             | 서울고법                     | 반공법위반 뇌물수수 특가법뇌물                                                                                          | 김상현 징역3년 추징금400만원 조윤형 징역3년 추징금200만원 조연하 징역2년6월 추징금120만원 김한수 징역3년 추징금10만원 | | |
| 1974년 2월 12일    | 대법원                       | 반공법위반 뇌물수수 특가법뇌물                                                                                          | 김상현 징역3년 추징금400만원 조윤형 징역3년 추징금200만원 조연하 징역2년6월 추징금120만원 김한수 징역3년 추징금10만원 | | |
| 1974년             | 서울형사지법                 | 찬양,고무 등 | 징역1년 자격정지1년 | | '공산당 선언','모순론'.'중국혁명과 중국공산당' 등을 베껴쓴 노트를 빌려 베끼고 다른 사람에게 빌려준 손학규 |
| 1974년 2월 23일    | 서울형사지법                 | 찬양,고무 등 | 무죄 | 유상호 | 정치학도로서 책을 공부하고 빌려준 사실로는 인정할 수 없다. |
| 1970년 5월 25일    | 대구지법                     | 국가보안법위반 반공법위반 간첩죄                                                                                        | 사형 | 김호영 | 전 노동당 소속 대남간첩 송병록(41), 박재원(38) 1950년 입북 노동당 입당 밀봉교육받고 59년2월21일 간첩선 타고 남파 9월15일까지 부산 대구 등지에서 물가와 대한민국에서 사용하는 각종 신분증명서 등을 수집, 대구시민 정만성에게 생활비 대주는등 포섭하여 같이 월북 목적 무전연락하다 체포 |
| 1970년 6월 9일     | 대구지법                     | 국가보안법위반 등 | 김태구 등 9명 징역5년~벌금5만원 서정복 등 7명 무죄 | 김호영 | 대학강사 김태구(30) 1964년 8월 일본에 밀입국 조총련간부로부터 불온서적 7권 입수, 서울을 거점으로 한일회담반대시위와 민심교란하라는 북 지령받고 암약 |
| 1970년 6월 15일    | 서울형사지법                 | 군사기밀누설 국가보안법위반 반공법위반 공무상비밀누설 직무유기                                                          | 전제열(기자) 무죄 김광순(사회부장대우) 무죄 이주호(편집부장) 무죄 이호정(국회 행정주사) 징역6월 집행유예1년 김경수(국방부예산과행정주사) 선고유예 | 전상석,유태현,변재승 | 국방장관이 국회공개회의석상에서 제안설명 등으로 공표한 내용 동양통신 기자 전제열이 중학교 선배인 국회 국방위원회 행정주사 이호정으로부터 2급비밀문서인 1968년도 제1회 국방부 추가갱정요구예산 개요서와 3급비밀문서인 1968년도 제1회 국방부 추가갱정예산 제안설명서 1부씩 교부받아 3급문서 토대로 "전면전 대비 전투태세완비3개년계획수행 확정" 기사 게재                                  |
| 1971년 10월 18일   | 서울고법                     | 군사기밀누설 국가보안법위반 반공법위반 공무상비밀누설 직무유기                                                          | 전제열(기자) 무죄 김광순(사회부장대우) 무죄 이주호(편집부장) 무죄 이호정(국회 행정주사) 징역6월 집행유예1년 김경수(국방부예산과행정주사) 선고유예 | 한만춘 | 국방장관이 국회공개회의석상에서 제안설명 등으로 공표한 내용 동양통신 기자 전제열이 중학교 선배인 국회 국방위원회 행정주사 이호정으로부터 2급비밀문서인 1968년도 제1회 국방부 추가갱정요구예산 개요서와 3급비밀문서인 1968년도 제1회 국방부 추가갱정예산 제안설명서 1부씩 교부받아 3급문서 토대로 "전면전 대비 전투태세완비3개년계획수행 확정" 기사 게재                                  |
| 1970년 6월 23일    | 서울형사지법                 | 국가보안법위반 반공법위반 간첩죄미수                                                                                    | 사형 | 양헌 | 1969년6월 남파 서울시 효창동 담배가게에서 담배 사다가 거동이 수상한 것을 느낀 주인 권영호 신고로 체포 김창환(36 전 조선석탄공업성 상급지도원) 오형식(37 전 원산농대 화학강좌교원) |
| 1970년 7월 14일    | 춘천지법 강릉지원            | 국가보안법위반 반공법위반 간첩죄미수                                                                                    | 김흥태 등 30명 징역7년~징역1년 | 김동수 | 간첩 김흥도의 친척으로 김흥태 등 7명 1969년11월과 1970년4월 두 차례 숨겨주고 간첩방조, 김금옥 등 6명 불고지죄 |
| 1970년 8월 18일    | 대법원                       | 국가보안법위반 반공법위반 간첩죄                                                                                        | 파기환송 | | 1,2심 무기징역 김인석, 1969년8월7일 남파하여 부산 영도구 동삼동 등에서 예삐군에 의해 검거되었다고 되어 있으나 상황상 검거가 아닌 자수 |
| 1971년 9월 28일    | 대법원                       | 국가보안법위반 반공법위반 간첩죄                                                                                        | 파기환송 | 양회경, 민문기 | 고광문,고광연이 북한에 거주하는 가족과 단순한 안부를 묻는 서신, 사진 교환은 위법 아니다 |
| 1971년 10월 29일   | 서울형사지법                 | 국가보안법위반 반공법위반 간첩미수 살인 강도 등                                                                         | 사형 | 정기승 | 박원식 |
| 1972년 2월 1일     | 서울고법                     | 국가보안법위반 반공법위반 간첩미수 살인 강도 등                                                                         | 사형 | 윤운영 | 박원식 |
| 1969년 1월 25일    | 서울형사지법                 | 국가보안법위반 반공법위반 간첩 간첩미수 내란예비음모 외국환관리법위반                                                   | 김종태 사형, 추징금1972만원 김질낙(34청맥지 주간) 사형 이문규(32학사주점 대표) 사형 이관학(35무장간첩선 중위) 사형 김승환(32무장간첩선 소위) 사형 이재학(34대한교육보험 홍보과장) 무기징역 오병철(31중학교교사) 무기징역 신광현(43상업) 무기징역,추징금1만원 정종소(41화장품수금원) 무기징역,추징금8만원 윤상환(31동남상역 상무) 징역15년 자격정지15년 박성준(28서울상대4) 징역15년 자격정지15년 등 21명 징역15년~징역2년 자격정지15년~자격정지2년 이근식,장철수,김국주 집행유예3년~5년 | 이상원 | 통일혁명당 허정길 향진회에 침투하여 사회주의 서클 조직할 목적으로 교양교육 수립 북을 이롭게 했다는점 증거불충분 무죄이지만 나머지 유죄 |
| 1969년 5월 26일    | 서울고법                     | 국가보안법위반 반공법위반 간첩 간첩미수 내란예비음모 외국환관리법위반                                                   | 김질낙 사형 이문규 사형 이관학 사형 김승환 사형 이재학 무기징역 오병철 무기징역 신광현 무기징역 정종소 무기징역 윤상환 징역5년 자격정지5년 박성준 징역5년 자격정지5년 등 21명 징역15년~징역2년 자격정지15년~자격정지2년 이근식,장철수,김국주 등 5명 집행유예3년~5년 | 윤운영 | 원심파기 |
| 1969년 9월 23일    | 대법원                       | 국가보안법위반 반공법위반 간첩 간첩미수 내란예비음모 외국환관리법위반                                                   | 사형,무기징역 상소기각 박성준 등13명 징역15~선고유예 | | |
| 1969년 1월 27일    | 육군보통군법회의             | 국가보안법위반 반공법위반 내란예비음모 등                                                                               | 신영복 사형 이영윤(공군 정훈감실) 징역5년 자격정지5년 송준철(진해보급창) 징역5년 자격정지5년 신남휴(진해포항병원) 징역4년 자격정지4년 | 윤의준 | 신영복 육군중위, 전 육사교관 |
| 1969년 7월 5일     | 서울형사지법                 | 국가보안법위반 반공법위반 외국환관리법위반 등                                                                           | 무죄 일부 유죄 징역1년 | 이상원 | 1958년 일본 대판생야구에서 재일한국인불교회 조직, 65년 조총련 산하 조선인불교연맹 탈퇴한 김법산으로부터 6만원받고 유종목(불교연맹 고문)의 부탁으로 60년12월 귀국했을 때 최고회의 법령집 3권 소포발생하고 국내드나들며 간첩활동하여 박종연 검사가 사형구형한 정경호 외국환관리법위반만 인정                                                                                               |
| 1969년 8월 1일     | 춘천지법                     | 국가보안법위반 반공법위반 수산업법위반                                                                                  | 2회이상납북 징역1년 자격정지1년 선장 징역10월 자격정지10월 그외 징역10월 자격정지10월 집행유예2년 | 차상근 | 1969년말 속초항 떠나 어로저직선 넘어 납북 최상철(35) 등 74명 항소심 |
| 1969년 12월 12일   | 서울지법 수원지원            | 국가보안법위반 간첩죄                                                                                                   | 방주식(45) 징역10년 자격정지10년 박원배(28어부) 징역3년 자격정지3년 집행유예5년 | 전형연 | 납북어부로 가장하여 월북 간첩교육받고 잠입, 박원배를 포섭하여 월북시도 |
| 1970년 2월 10일    | 서울형사지법                 | 반공법위반 국가보안법위반                                                                                               | 징역20년 자격정지15년 | 이상원 | 1952년 노동당에 입당, 간첩교육받고 1968년12월 남파 학교동창인 김모씨등을 포섭하여 지하당 조직시도 무장간첩 김관희(45) |
| 1970년 7월 14일    | 춘천지법 강릉지원            | 반공법위반 국가보안법위반                                                                                               | 징역7년~ 징역1년 | 김동수 | 간첩 김홍도 은닉한 김흥태 등 7명 국가보안법 간첩방조, 김금옥 등 6명 불고지죄 |
| 1971년 1월 8일     | 서울형사지법                 | 간첩죄 반공법위반 국가보안법위반                                                                                        | 신병호(46상업) 사형 강일호(51선원) 사형 윤두수(49봉재업) 사형 김윤희(37) 사형 이상규(44상업) 사형 정익택(41) 사형 강봉옥(47봉재공) 무기징역 고만순(48) 무기징역 강양화(44봉제공) 징역15년 강천중(42상업) 징역10년 김길주(48상업) 징역5년 강덕화(43) 징역5년 강창규(61농업) 징역3년6월 최기동(53) 징역3년6월 | 양헌 | 일본거점, 공작금4만3천불을 받아 어선4척 구입, 일본 대판과 동경 경유 평양을 왕래하며 간첩활동 |
| 1971년             | 서울고법                     | 반공법위반 국가보안법위반 등                                                                                            | 나광환(35) 징역3년2월 자격정지3년6월 나부환(30) 징역3년2월 자격정지3년6월 | | 한국전쟁때 월북했다 남파한 맏형 나명환과 접선, 간첩방조 |
| 1971년 2월 25일    | 대법원                       | 반공법위반 국가보안법위반 등                                                                                            | 파기환송 | | 직무에 관계없이 알게 된 기밀누설은 간첩죄 기밀누설죄가 아닌 일반이적죄 적용해야 |
| 1971년             | 대구지법                     | 국가보안법위반 등 | 징역7년 자격정지7년 | | 1969년6월 재일조총련 지바껭 지부간부인 큰아버지 정기화의 부탁을 받고 정연석이 살고있는 청암면장, 하동군수, 경찰서장 등 성명 본적 주소 등 인적사항 알려준 혐의 |
| 1971년             | 대구고법                     | 국가보안법위반 등 | 무죄 | | |
| 1971년 4월 6일     | 대법원                       | 국가보안법위반 등 | 파기환송 | | 국가보안법3조1항 국가기밀 = 북에 비밀로 하는 것이 우리한테 이익이 되는 정보 |
| 1971년 3월 12일    | 전주지법 정읍지원            | 반공법위반 수산업법위반                                                                                                 | 정몽치 등2명 징역1년6월 자격정지1년 집행유예3년 박헌태 징역1년 자격정지1년 집행유예2년 | 강신영 | 태영호 납북 사건 |
| 1971년 11월 28일   | 전주지법 정읍지원            | 반공법위반 수산업법위반                                                                                                 | 박상용 징역1년 자격정지1년 집행유예2년 | 김용구 | 태영호 납북 사건 |
| 1973년 10월 31일   | 전주지법 정읍지원            | 반공법위반 수산업법위반                                                                                                 | 이종섭 징역1년 자격정지1년 집행유예2년 | 심일동 | 태영호 납북 사건 |
| 1975년 4월 24일    | 전주지법 정읍지원            | 반공법위반 수산업법위반                                                                                                 | 박종옥 징역1년 자격정지1년 집행유예2년 | 오탄 | 태영호 납북 사건 |
| 1971년 7월 6일     | 춘천지법 강릉지원            | 반공법위반 국가보안법위반                                                                                               | 황병도(21) 징역7년 자격정지7년 정광석(22) 징역4년 자격정지4년 정재식(19) 단기5년장기10년 자격정지7년 최기호(24) 징역2년 자격정지2년 김광철(21) 징역2년 자격정지2년 최병수(22) 징역2년 자격정지2년 집행유예4년 김정철(22) 징역2년 자격정지2년 집행유예4년 김영복(21) 징역2년 자격정지2년 집행유예4년 | 김동수 | KAL기 납북미수, 최가호 김광철 납북귀환어부로 김상태에게 사제폭탄제조법 가르쳐줘 납북동기유발 유죄, 찬양고무 무죄 |
| 1971년             | 서울형사지법                 | 국가보안법위반 등 | 징역3년 자격정지3년 | | 제주도 금령중학교 교장으로 있던 1967년5월 금령출신 재일교포 김동인 한태형 등이 보낸 일화 90만원을 당사자가 조총련계 간부라는 것을 알면서 교장 관사 신축에 쓴 이방택 |
| 1971년 7월 29일    | 서울형사지법                 | 국가보안법위반 등 | 징역1년6월 자격정지1년6월 | 이범렬,김연호,최공웅 | 혐의사실 인정하지만 돈을 사용으로 소비한 것이 아니고 다년간 교육계에 헌신한점 감안 양형부당 인정 |
| 1971년 10월 22일   | 서울형사지법                 | 국가보안법위반 반공법위반 간첩방조죄                                                                                    | 서승(26) 사형 정시일(32하숙업) 사형 서준식 징역15년 자격정지15년 강석만 징역8년 자격정지8년 김장호(이발사) 징역5년 자격정지5년 주영길(23서울대 인구문제연구소원) 징역1년 자격정지1년 집행유예3년 김을석(회사원) 무죄 김만원(선원) 징역1년6월 자격정지1년6월 이정순 징역2년 자격정지2년 집행유예4년 곽일순 징역1년 자격정지1년 집행유예3년 박기양(칠기업) 징역1년 자격정지1년 집행유예3년 이성무(서울대 재외국민연구소강사) 무죄 박수길(한국 개미회 회장) 징역1년 자격정지1년 집행유예3년 정봉기(공의) 징역2년 자격정지2년 집행유예4년 이병화(목재소 직원) 무죄 한상진 무죄 부태삼 무죄 | 이석조,진성규,변재승 | 재일교포 유학생 학원 거점 간첩단 사건 서준식(22)은 노동당에 입당한 사실 증거불충분, 고의성 없어 이점만 무죄, 이성무 등 5명 서승이 조총련계 분자로 밀파된 사실 모르고 국내외 정세 토론했을뿐 인정 |
| 1972년             | 서울고법                     | 국가보안법위반 반공법위반 간첩방조죄                                                                                    | 김을석 무죄 한상진 무죄 | | |
| 1972년 6월 13일    | 대법원                       | 국가보안법위반 반공법위반 간첩방조죄                                                                                    | 김을석 무죄 한상진 무죄 | | |
| 1972년 2월 25일    | 대전지법                     | 국가보안법위반 반공법위반 간첩미수죄 등                                                                                 | 사형 | 박우동 | 1971년7월12일 밀봉교육받고 남파 정치경제문화계의 사회저명인사 동태 파악보고 지령받고 남파 백귀남(40) |
| 1972년 3월 9일     | 제주지법                     | 국가보안법위반 반공법위반                                                                                               | 한종일 징역10년 자격정지10년 그외7명 징역4년 자격정지4년 | 이영수 | 전남 진도군 추자도 납북어부 간첩사건 |
| 1972년 5월 10일    | 서울형사지법                 | 국가보안법위반 | 징역15년 자격정지15년 | 정기승 | 1970년 2차례 북을 다녀와 대통령선거에서 향군폐지 등 지령에 따라 지지하는 활동한 전 국민대 강사 구말모(35) |
| 1972년 9월 19일    | 서울고법                     | 국가보안법위반 | 징역15년 자격정지15년 | 윤운영 | 1970년 2차례 북을 다녀와 대통령선거에서 향군폐지 등 지령에 따라 지지하는 활동한 전 국민대 강사 구말모(35) |
| 1972년 5월 10일    | 서울형사지법                 | 내란음모 폭발물사용음모 병역법위반 국가보안법위반                                                                       | 이신범('자유의 종'발행인) 징역4년 장기표 징역4년 조영래 징역3년 심재권 징역3년 | 정기승 | 서울대생 내란음모사건 혁명후정부를 전복하고 혁명위원회를 구성한다 했으나 혁명위는 그 구성자체가 변란목적이 아닌 거사후의 수습기관이기에 국가보안법 반국가단체구성은 무죄 |
| 1972년 9월 11일    | 서울고법                     | 내란음모 폭발물사용음모 병역법위반 국가보안법위반                                                                       | 장기표 징역1년6월 집행유예3년 심재권 징역1년6월 집행유예3년 이신범 징역2년 조영래 징역1년6월 | 윤운영, 최규봉, 김인중 | 9월25일 심재권 보석금10만원 자택 주거제한 |
| 1972년 12월 26일   | 대법원                       | 내란음모 폭발물사용음모 병역법위반 국가보안법위반                                                                       | 장기표 징역1년6월 집행유예3년 심재권 징역1년6월 집행유예3년 이신범 징역2년 조영래 징역1년6월 | | 장기표 송달불능으로 연기 |
| 1972년             | 서울형사지법                 | 회합,통신 등 | 징역7년 자격정지7년 | | 조총련 간부 이동준과 회합한 민영락(48) |
| 1972년 5월 18일    | 서울고법                     | 회합,통신 등 | 무죄 | 문영극 | 모르고 서신연락했고 간첩활동 증거불충분 |
| 1972년 7월 12일    | 전주지법                     | 국가보안법위반 반공법위반                                                                                               | 징역7년 자격정지7년 | 권종근 | 1958년5월19일 연평도 북방28km해상에서 어로작업중 납북, 북한찬양했고 1960년5월19일 어로저지선과 군사분계선 넘어 납북 세뇌교육받고 귀환하여 군산일대에서 군사기밀 등 각종 비밀을 탐지하고 어부들을 월북하게 하기 위해 공작 이강주(36) |
| 1972년 7월 15일    | 서울형사지법                 | 국가보안법위반 반공법위반 간첩죄                                                                                        | 권양섭 등3명 사형 이학돌(45) 김학기(25) 무기징역 김현구(34) 등 24명 징역15년 자격정지10년~징역1년 자격정지1년 박찬경 등7명 집행유예2년~3년 | 박충순 | 김일성에게 선물을 보내려고 시도한 거제도,부산 등지 거점 대규모 간첩사건 권양섭(55) 최병칠(58) 이대식(35) |
| 1973년 7월 16일    | 서울형사지법                 | 간첩미수 국가보안법위반 등                                                                                              | 고성화(57선원) 무기징역 고성수(48영도도서관장,고성화의 부) 징역4년 자격정지4년 김숙양(57고성화의 처) 징역3년 자격정지3년 오성주(50) 징역3년 자격정지3년 집행유예5년 | 권종근 | 북제주도 우도 침투 무장 간첩단 사건 |
| 1973년 7월 23일    | 제주지법                     | 간첩방조 국가보안법위반 반공법위반                                                                                      | 강순여(59 김승환의 처) 무기징역 김동현(32김승환의 아들) 징역2년 자격정지2년 한여란(34김동현의 처) 징역2년 자격정지2년 집행유예4년 한문호(26한여란의 남동생) 징역1년 자격정지1년 집행유예2년 김은희(22김승환의 양딸) 징역2년 자격정지2년 | 이재인 | 북제주도 우도 침투 무장 간첩단 사건 |
| 1973년 7월 24일    | 서울형사지법                 | 간첩죄 국가보안법위반 반공법위반                                                                                        | 무기징역 | 김형기 | 일본 거점 귀화 일본인 북한간첩 사와모도 산지(한국명 한삼차62) 1964년7월 북한 공작원에게 포섭되어 2차례 평양에서 밀봉교육받고 합작투자를 가장, 국내 경제계 군부 등에 침투 시도, 사형이 마땅하나 범죄사실 자백한점 정상참작 |
| 1973년             | 광주지법                     | 수산업법위반 국가보안법위반 반공법위반                                                                                  | 신평옥(34 동림호 선장) 징역1년6월 자격정지3년 | | 1972년5월10일 서해 어로 저지선 부근에서 고기잡이하다 납북, 공산주의교육받고 군사시설 등의 정보제공한후 귀환 |
| 1973년             | 광주고법                     | 수산업법위반 국가보안법위반 반공법위반                                                                                  | 신평옥(34 동림호 선장) 징역1년6월 자격정지3년 | | 협박에 의한 강요라는 이유로 간첩, 찬양고무, 기밀제공에 따른 북을 이롭게 한 점 등 무죄 반공법 탈출죄만 인정 |
| 1973년 9월 12일    | 대법원                       | 파기환송 | 신평옥(34 동림호 선장) 징역1년6월 자격정지3년 | 한환진 | 어로저지선 부근에서 조업하면 나포 미필적 예측 가능 간첩죄 적용 |
| 2023년 9월 7일     | 광주고법                     | 재심(신평옥) | 무죄 | 박혜선 | 불법구금 상태로 조사. 피고인이 범죄를 저질렀다는 증거가 없어. |
| 1973년             | 서울형사지법                 | 국가보안법위반 반공법위반                                                                                               | 사형 등 | | 재일교포 최철교 간첩 사건 |
| 1973년             | 서울고법                     | 국가보안법위반 반공법위반                                                                                               | 사형 등 | | 재일교포 최철교 간첩 사건 |
| 1974년             | 대법원                       | 국가보안법위반 반공법위반                                                                                               | 사형 등 | | 재일교포 최철교 간첩 사건 |
| 1973년 9월 25일    | 광주지법                     | 국가보안법위반 반공법위반                                                                                               | 이강(25법대2) 징역3년 자격정지3년 박석무(30석산고 교사) 징역2년 자격정지2년 김남주(25졸업) 징역2년 자격정지2년 김정길(21상대2) 징역1년6월 집행유예3년 이정호(22문리대2) 징역1년6월 집행유예3년 김용래(21법대2) 징역1년 자격정지1년 이평의(27상대4) 징역1년 집행유예2년 윤영훈(20사대2) 징역1년 자격정지1년 이모군(18고교재수) 징역1년 자격정지1년 이정(22여) 징역1년 집행유예2년 자격정지1년 이계석(24서울문리대2) 징역6월 집행유예1년 강희순(22여 문리대 졸업) 징역6월 집행유예1년 자격정지1년 이경순(21여) 징역6월 집행유예1년 자격정지1년 이재은(22여) 선고유예 김모군(18) 형면제 | 정태규 | 전남대 선후배 사이의 이강, 박석무, 김남주가 1972년 연말부터 '고발','함성' 등 불온 삐라 만들고 나머지가 이를 알고도 방조한 전남대 불온 삐라 살포사건 |
| 1973년 12월 27일   | 광주고법                     | 국가보안법위반 반공법위반                                                                                               | 박석무 무죄 이강 징역2년 집행유예3년 김남주 징역2년 집행유예3년 김정길 징역1년6월 집행유예3년 이정호 징역1년6월 집행유예3년 이평의 징역1년 집행유예2년 이정 징역1년 집행유예2년 자격정지1년 이계석 징역6월 집행유예1년 강희순 징역6월 집행유예1년 자격정지1년 이경순 징역6월 집행유예1년 자격정지1년 강희순 등4명 벌금5000원 | 김재주 | 거의 대학재학중이거나 갓 졸업한 젊은이들이고 교내 살포한 행위가 공산계열의 책동이 아니라는점 입증 반공법 적용배제 국가보안법만 적용,원심 형면제받은 김모군 검사가 항소취소 |
| 1973년 11월 1일    | 서울형사지법                 | 간첩죄 국가보안법위반 내란음모 내란선동 등                                                                              | 김낙중(39전 고려대 노동문제연구소 사무국장) 징역7년 자격정지7년 함상근(22법학3) 징역5년 자격정지5년 정발기(23경제3) 징역2년6월 자격정지2년6월 최기영(20금속3) 징역2년6월 자격정지2년6월 박영환(20철학3) 징역2년6월 자격정지2년6월 정진영(24사회3) 징역2년6월 자격정지2년6월 윤경로(21사학3) 징역2년6월 자격정지2년6월 박세희(21법학4) 징역2년6월 자격정지2년6월 강태희(20동국대 정외과2) 징역1년 자격정지1년 집행유예3년 노중선(33고려대 노동문제연구소 간사) 징역5년 자격정지5년 손정박(31상업) 징역5년 자격정지5년 | 권종근 | 고려대 학원 침투 간첩단 사건 북한에서 간첩교육받고 남파한 김낙중이 고려대 내에 반국가단체 조직토록 학생들에게 지시하는 등 간첩활동 그외 NH회원 10명 고려대 학생 서클 한맥회 회원들로 위수령 발동후 해체되자 NH회(민족주의와 인도주의)라는 서클을 조직 '민우'지를 1973년3월초 학내에 배포                                                                                                 |
| 1973년 11월 16일   | 서울형사지법                 | 국가보안법위반 간첩죄                                                                                                   | 징역7년 자격정지7년 | 윤영철 | 전 서울대 공대 조교수 박선정(40) 일본 동북대학 조교수로 있던 1967년8월 재일 북한 지도원 임신순에게 포섭돼 노동당 입당 간첩교육받고 1967년말 잠입 서울공대에 침투 지하당 조직, 데모, 불온삐라 등 살포를 선동, 산업시설 견학 핑계로 조선공사, 충주비료, 영월발전소.판문점 등의 산업시설을 촬영하고 1968년3월 서울공대 강사 취임해 교육계 공업계의 정보수집 임갑순에게 보고하는 등 간첩활동 |
| 1974년             | 서울고법                     | 국가보안법위반 간첩죄                                                                                                   | 징역7년 자격정지7년 | | 전 서울대 공대 조교수 박선정(40) 일본 동북대학 조교수로 있던 1967년8월 재일 북한 지도원 임신순에게 포섭돼 노동당 입당 간첩교육받고 1967년말 잠입 서울공대에 침투 지하당 조직, 데모, 불온삐라 등 살포를 선동, 산업시설 견학 핑계로 조선공사, 충주비료, 영월발전소.판문점 등의 산업시설을 촬영하고 1968년3월 서울공대 강사 취임해 교육계 공업계의 정보수집 임갑순에게 보고하는 등 간첩활동 |
| 1974년 7월 26일    | 대법원                       | 국가보안법위반 간첩죄                                                                                                   | 파기환송 | 민복기,임항준 | |
| 1973년 11월 19일   | 서울형사지법                 | 내란음모 국가보안법위반 반공법위반                                                                                      | 제철(21경영4) 징역1년6월 자격정지1년6월 최영주(24국문4) 징역1년 자격정지1년 박원복(24정외3) 징역1년 집행유예2년 유경식(20법학3) 징역10월 집행유예2년 김용경(20법학3) 징역10월 집행유예2년 유영래(26정외4) 징역1년 집행유예2년 이강린(21산업3) 징역10월 집행유예2년 | 권종근 | 1972년9월 고려대 학내 서클 '검은 10월단' 만들어 '야생화[라는 유인물 배포하며 정부전복과 사회주의국가건설을 기도 |
| 1974년             | 서울고법                     | 내란음모 국가보안법위반 반공법위반                                                                                      | 최영주 징역10월 자격정지10월 집행유예2년 자격정지1년 유경식 징역6월 자격정지6월 집행유예1년 김용경 징역6월 자격정지6월 집행유예1년 유영래 징역10월 자격정지10월 집행유예2년 이강린 징역6월 자격정지6월 집행유예1년 | | 1972년9월 고려대 학내 서클 '검은 10월단' 만들어 '야생화[라는 유인물 배포하며 정부전복과 사회주의국가건설을 기도 |
| 1974년 11월 12일   | 대법원                       | 내란음모 국가보안법위반 반공법위반                                                                                      | 최영주 징역10월 자격정지10월 집행유예2년 자격정지1년 유경식 징역6월 자격정지6월 집행유예1년 김용경 징역6월 자격정지6월 집행유예1년 유영래 징역10월 자격정지10월 집행유예2년 이강린 징역6월 자격정지6월 집행유예1년 | | 1972년9월 고려대 학내 서클 '검은 10월단' 만들어 '야생화[라는 유인물 배포하며 정부전복과 사회주의국가건설을 기도 |
| 1973년 11월 26일   | 서울형사지법                 | 국가보안법위반 간첩죄                                                                                                   | 무기징역 | 윤영철 | 나쓰야(한국명 전주진57) 1943년 일본으로 귀화, 싱가포르 주재 북한공작책 김영덕(53)에게 포섭돼 평양에서 간첩교육받고 1971년8월22일 서울에 침투 포섭 대상자들과 만나 국내 보세가공업체 설립관계정보를 수집하고 그들의 사상동향 탐지해 1972년12월하순 평양에서 북한공작지도원들과 만나 결과를 보고, 마카오 경유하여 중공 광동성 체류하며 국내에서의 지령내용 결과 보고                       |
| 1973년 12월 11일   | 서울형사지법                 | 잠입탈출 기밀누설 등 | 징역8년 자격정지8년 | 김형기 | 1959년 조총련 산하 조선인 과학자협회에 가입, 일본대 동경대 교수 재직중 협회간부 양갑순에게 포섭되어 1971년부터 1973년 5월까지 포항제철 기술담당이사로 근무한 김철우 입북하여 포철의 규모와 장비, 생산능력 등을 보고 귀환 16회 일본 왕래하며 중공업분야 정보를 전달 |
| 1974년             | 서울고법                     | 잠입탈출 기밀누설 등 | 징역8년 자격정지8년 | | 1959년 조총련 산하 조선인 과학자협회에 가입, 일본대 동경대 교수 재직중 협회간부 양갑순에게 포섭되어 1971년부터 1973년 5월까지 포항제철 기술담당이사로 근무한 김철우 입북하여 포철의 규모와 장비, 생산능력 등을 보고 귀환 16회 일본 왕래하며 중공업분야 정보를 전달 |
| 1974년 9월         | 대법원                       | 잠입탈출 기밀누설 등 | 파기환송 | | 국가기밀을 탐지,수집했고 누설한 것을 경합범이라고 한 것은 위법 |
| 1974년 12월 9일    | 서울고법                     | 잠입탈출 기밀누설 등 | 징역10년 자격정지10년 | 신정철 | |
| 1975년 3월 25일    | 대법원                       | 잠입탈출 기밀누설 등 | 징역10년 자격정지10년 | | |
| 1973년 12월 27일   | 서울형사지법                 | 국가보안법위반 반공법위반                                                                                               | 간첩죄 무죄 징역3년6월 자격정지3년6월 | 권종근 | 전 일본 북해도 대학 조교수 김철우(44) 1970년9월 재일 공작지도원 기다무라에게 포섭되어 1972년3월 입북, 간첩교육받고 잠입, 광공업분야 정보수집 보고 삿포로 민단장 김철 등 포섭 시도 |
| 1974년 5월 2일     | 서울고법                     | 국가보안법위반 반공법위반                                                                                               | 일부 무죄 징역3년 자격정지3년 | | 1971년5월15일 일본에서 조선로동당과 연락을 위해 약정된 통신조작법에 의해 평양 제2방송을 청취했다는 점은 일본에서 출생한 성장환경으로 한국어방송 해득 곤란한점 |
| 1974년 3월 22일    | 서울형사지법                 | 국가보안법위반 반공법위반 등                                                                                            | 징역7년 자격정지7년 | 윤영철 | 전 경제기획원 서기관 김장현(39) 1963년4월 국제농업식량기구 및 덴마크 사회과학연구소 주관 농업경제발전세미나 참석차 출국하여 헤이그에 있는 파크호텔 3층에 투숙하며 대남공작단 화란책 이재원과 접선 로동신문을 받아 탐독하고 그해 7월 이재원으로부터 영국 여행경비 150길트 수수, 이재원의 안내로 동베를린 주재 북한대사관에 들어가 영화2편 보고 지령으로 대사관에서 탈출하는 등 간첩활동   |
| 1974년 6월 28일    | 서울형사지법                 | 반공법위반 국가보안법위반                                                                                               | 이호철(문인) 징역1년6월 자격정지2년 장병희(국민대 강사) 징역1년 자격정지1년 임헌영(중앙대 강사) 징역1년 자격정지1년 집행유예3년 김우종(경희대 교수) 징역1년 자격정지1년 집행유예2년 정을병(작가) 무죄 | 김성만 | 북한 공작원 김기심과 수회 회합하며 김기심이 운영하는 <한양>에 한국사회 비방하는 글 게재하고 금품수수 |
| 1974년 10월 31일   | 서울형사지법                 | 반공법위반 국가보안법위반                                                                                               | 이호철 징역1년6월 자격정지2년 집행유예3년 장병희 징역1년 자격정지1년 집행유예2년 임헌영 징역1년 자격정지1년 집행유예2년 김우종 징역1년 자격정지1년 집행유예2년 정을병 무죄 | 배석,황우여,송기홍 | 양형부당 인정 |
| 1976년 7월 27일    | 대법원                       | 반공법위반 국가보안법위반                                                                                               | 이호철 징역1년6월 자격정지2년 집행유예3년 장병희 징역1년 자격정지1년 집행유예2년 임헌영 징역1년 자격정지1년 집행유예2년 김우종 징역1년 자격정지1년 집행유예2년 정을병 무죄 | | |
| 1974년 7월 16일    | 대법원                       | 찬양,고무 등 | 파기환송 | | 1971년 4월 군산시 장미동 투가리주점과 1973년5월 군산역 대화물취급소에서 같이있던 노동자들에게 정부시책 비난하고 북을 찬양한 발언한 김덕성 무죄파기 |
| 1974년 2월 1일     | 비상보통군법회의             | 반공법위반 긴급조치1호위반                                                                                              | 장준하 징역15년 자격정지15년 김진홍 징역15년 자격정지15년 이해학 징역15년 자격정지15년 이규상 징역15년 자격정지15년 김경락 징역15년 자격정지15년 백기완 징역15년 자격정지15년 인명진 징역12년 자격정지12년 박윤수 징역12년 자격정지12년 고영하 징역10년 자격정지10년 황규현 징역10년 자격정지10년 이상철 징역7년 자격정지7년 김석경 징역7년 자격정지7년 서절규 징역5년 자격정지5년 김향 징역5년 자격정지5년 등 | 박희동 | 긴급조치 1호 위반 사건 |
| 1974년 3월 2일     | 비상고등군법회의             | 반공법위반 긴급조치1호위반                                                                                              | 장준하 징역15년 자격정지15년 김진홍 징역15년 자격정지15년 이해학 징역15년 자격정지15년 이규상 징역15년 자격정지15년 김경락 징역15년 자격정지15년 백기완 징역12년 자격정지12년 인명진 징역10년 자격정지10년 박윤수 징역10년 자격정지10년 고영하 징역7년 자격정지7년 황규천 징역7년 자격정지7년 이상철 징역5년 자격정지5년 문병수 징역5년 자격정지5년 김석경 징역5년 자격정지5년 서절규 징역3년 자격정지3년 집행유예5년 김향 징역3년 자격정지3년 집행유예5년 등 | 이세호 | 긴급조치 1호 위반 사건 |
| 1974년 8월 20일    | 대법원                       | 반공법위반 긴급조치1호위반                                                                                              | 장준하 징역15년 자격정지15년 김진홍 징역15년 자격정지15년 이해학 징역15년 자격정지15년 이규상 징역15년 자격정지15년 김경락 징역15년 자격정지15년 백기완 징역12년 자격정지12년 인명진 징역10년 자격정지10년 박윤수 징역10년 자격정지10년 고영하 징역7년 자격정지7년 황규천 징역7년 자격정지7년 이상철 징역5년 자격정지5년 문병수 징역5년 자격정지5년 김석경 징역5년 자격정지5년 서절규 징역3년 자격정지3년 집행유예5년 김향 징역3년 자격정지3년 집행유예5년 등 | | 긴급조치 1호 위반 사건 |
| 1974년 3월 29일    | 비상보통군법회의             | 반공법위반 긴급조치1호위반 내란예비음모                                                                                 | 권호경 징역15년 자격정지15년 김동완 징역15년 자격정지15년 박양희 징역10년 자격정지10년 박상희 징역5년 자격정지5년 김용상 징역3년 자격정지3년 박주환 징역3년 자격정지3년 이미경 징역3년 자격정지3년 집행유예5년 김애자 징역3년 자격정지3년 집행유예5년 차옥숭 징역3년 자격정지3년 집행유예5년 | 박희동 | 종교계,학생계 긴급조치 위반 및 내란예비음모 사건 |
| 1974년 4월 29일    | 비상고등군법회의             | 반공법위반 긴급조치1호위반 내란예비음모                                                                                 | 권호경 징역17년 자격정지15년 김동완 징역15년 자격정지15년 박양희 징역12년 자격정지12년 박상희 징역7년 자격정지7년 김용상 징역3년 자격정지3년 박주환 징역3년 자격정지3년 이미경 징역3년 자격정지3년 김애자 징역3년 자격정지3년 차옥숭 징역3년 자격정지3년 | 이세호 | 종교계,학생계 긴급조치 위반 및 내란예비음모 사건 |
| 1974년 7월 29일    | 대법원                       | 반공법위반 긴급조치1호위반 내란예비음모                                                                                 | 권호경 징역17년 자격정지15년 김동완 징역15년 자격정지15년 박양희 징역12년 자격정지12년 박상희 징역7년 자격정지7년 김용상 징역3년 자격정지3년 박주환 징역3년 자격정지3년 이미경 징역3년 자격정지3년 김애자 징역3년 자격정지3년 차옥숭 징역3년 자격정지3년 | 이병호 | 종교계,학생계 긴급조치 위반 및 내란예비음모 사건 |
| 1974년 7월 24일    | 서울형사지법                 | 간첩 반공법위반 국가보안법위반 등                                                                                       | 전영관(전북대교수) 등5명 사형 김영권(농업) 등3명 무기징역 손두익(선장) 징역15년 자격정지15년 구자현(상업)등2명 징역12년 자격정지12년 김용희(무직) 등4명 징역10년 자격정지10년 전원술(고교 교사) 등3명 징역7년 자격정지7년 이지영(농업) 등2명 징역5년 자격정지5년 전석봉(의사) 등2명 징역3년 자격정지3년 이태영(동국대 교수) 징역2년 자격정지2년 정의출(어업) 등2명 징역1년6월 자격정지1년6월 한명국(목사) 등2명 징역1년 자격정지1년 한학수(제재업) 등5명 징역1년 자격정지1년 집행유예3년 | 김형기, 박재승, 김상철 | 울릉도 간첩단 사건 |
| 1974년 12월 9일    | 서울고법                     | 간첩 반공법위반 국가보안법위반 등                                                                                       | 전영관(전북대교수) 등5명 사형 김영권(농업) 등3명 무기징역 손두익(선장) 징역15년 자격정지15년 구자현(상업)등2명 징역12년 자격정지12년 김용희(무직) 등4명 징역10년 자격정지10년 전원술(고교 교사) 등3명 징역7년 자격정지7년 이지영(농업) 등2명 징역5년 자격정지5년 전석봉(의사) 등2명 징역3년 자격정지3년 이태영(동국대 교수) 징역2년 자격정지2년 정의출(어업) 등2명 징역1년6월 자격정지1년6월 한명국(목사) 등2명 징역1년 자격정지1년 한학수(제재업) 등5명 징역1년 자격정지1년 집행유예3년 | 이경호 | 울릉도 간첩단 사건 |
| 1975년 4월 8일     | 대법원                       | 간첩 반공법위반 국가보안법위반 등                                                                                       | 전영관(전북대교수) 등5명 사형 김영권(농업) 등3명 무기징역 손두익(선장) 징역15년 자격정지15년 구자현(상업)등2명 징역12년 자격정지12년 김용희(무직) 등4명 징역10년 자격정지10년 전원술(고교 교사) 등3명 징역7년 자격정지7년 이지영(농업) 등2명 징역5년 자격정지5년 전석봉(의사) 등2명 징역3년 자격정지3년 이태영(동국대 교수) 징역2년 자격정지2년 정의출(어업) 등2명 징역1년6월 자격정지1년6월 한명국(목사) 등2명 징역1년 자격정지1년 한학수(제재업) 등5명 징역1년 자격정지1년 집행유예3년 | | 울릉도 간첩단 사건 |
| 1974년 7월 11일    | 비상보통군법회의             | 국가보안법위반 반공법위반 긴급조치1,4호위반 내란예비음모 내란선동 뇌물공여 등                                           | 서도원 등 7명 사형 김한덕 등 8명 무기징역 황현승 등 6명 징역20년 자격정지15년 등 | 박현식 | 민청학련 사건 |
| 1974년             | 비상고등군법회의             | 국가보안법위반 반공법위반 긴급조치1,4호위반 내란예비음모 내란선동 뇌물공여 등                                           | 서도원 등 8명 사형 김한덕 등 7명 무기징역 황현승 등 6명 징역20년 자격정지15년 등 | | |
| 1975년 4월 8일     | 대법원                       | 국가보안법위반 반공법위반 긴급조치1,4호위반 내란예비음모 내란선동 뇌물공여 등                                           | 2명 파기환송 | 민복기 | 국가변란할 목적이 없는 연세대생 김영준, 송무호 국가보안법 적용 위법 파기환송 그외36명 상고기각 |
| 1974년             | 서울고법                     | 국가보안법위반 반공법위반                                                                                               | 징역7년 자격정지7년 | | 전 일본통신사 편집기자 강호진(37) |
| 1974년 7월 30일    | 대법원                       | 국가보안법위반 반공법위반                                                                                               | 파기환송 | 김영세,주재개 | 형법 간첩죄 범한 자가 국가기밀 탐지하거나 누설하더라도 하나의 죄를 범한 것이지 경합범이 아닌 단일죄 원심이 2가지 죄로 본 것은 위법 |
| 1974년 8월 8일     | 비상보통군법회의             | 반공법위반 긴급조치위반                                                                                                 | 박옥봉(48) 징역15년 자격정지15년 추영현(44) 징역15년 자격정지15년 박석률(25) 징역10년 이우회(20) 징역10년 이종원(20) 징역10년 박재필(47) 징역10년 자격정지10년 박규신(44) 징역10년 자격정지10년 임성균(20) 징역8년 권오성(21) 징역8년 이상익(20) 징역7년 심기화(20) 징역7년 전영천(21) 징역7년 박진(24) 징역7년 박호용(21) 징역7년 김윤(21) 징역7년 박준엽(21) 징역7년 오종상(33) 징역7년 안상용(20) 징역7년 임상우(21) 징역7년 박세진(18) 장기7년 단기5년 이종수(19) 장기7년 단기5년 권오신(33) 징역5년 주성근(31) 징역5년 성찬성(24) 징역3년 신승원(18) 징역3년 집행유예5년 이건영(18) 징역3년 집행유예5년 | 박희동 | |
| 1974년             | 비상고등군법회의             | 반공법위반 긴급조치위반                                                                                                 | 정호용(58전 경감) 징역15년 자격정지15년 김주묵(57태평양산업상감사) 징역15년 자격정지15년 김인한(48전 중앙정보부 과장) 징역15년 자격정지15년 이영섭(59전 치안국 과장) 징역12년 자격정지12년 김재위(53삼선유화공업 대표) 징역10년 자격정지10년 이기승(24성균관대 행정3) 징역10년 박규신 징역7년 자격정지7년 장승학(명지화학공업회장) 징역5년 자격정지5년 권오신(24) 징역5년 심기화(22한양대 기계과2) 징역3년 집행유예5년 김양수(20 가발공) 장기5년 단기3년 | | |
| 1975년 1월 28일    | 대법원                       | 반공법위반 긴급조치위반                                                                                                 | 박규신 원심파기 심기화 등10명 상고기각 박재필 등2명 선고연기 | 김형기 | 북한방송 청취만으로는 위법 아니다 |
| 1974년 9월 2일     | 서울형사지법                 | 국가보안법위반 반공법위반 간첩죄                                                                                        | 정철우(35간첩) 무기징역 신창길(58간첩) 징역15년 자격정지15년 신창오(45간첩) 징역10년 자격정지10년 채수귀(42간첩) 징역7년 자격정지7년 정기우(39망원) 징역7년 자격정지7년 이경수(51망원) 징역3년6월 자격정지3년6월 정호진(50망원) 징역1년 자격정지1년 집행유예3년 임성순(35망원) 징역1년 자격정지1년 집행유예3년 | 권종근 | 김일성의 적화통일정책에 편승하여 국가변란을 기도한 여 간첩 채수정 간첩단 사건 1971년10월말부터 1974년2월말까지 대전,전주 등지에서 7개의 무전 간첩망 구축, 학생 지식인 노무자 등 선동 정부전복 기도 |
| 1974년 10월 10일   | 서울형사지법                 | 국가보안법위반 반공법위반                                                                                               | 징역13년 자격정지13년 | 권종근 | 1969년4월에 입북 대남공작총책 김중린에게 입당선서한 뒤 공작금 100만엔과 난수표 등을 받고 일본을 경유 서울에 잠입 1971년1월부터 국내외 정당 동향 등을 보고한 일본 기독교 국제대학 사회학과 전임강사 김영작(33) |
| 1974년 10월 16일   | 서울형사지법                 | 국가보안법위반 반공법위반                                                                                               | 사형 | 박충순 | 북 노동당 대남사업총책 김중린의 지령에 따라 1971년10월경부터 1974년2월까지 3차례 남파, 이미 구축된 7개 간첩조직망을 점검하며 암약한 여 간첩 채수정 |
| 1974년 10월 16일   | 서울고법                     | 국가보안법위반 반공법위반                                                                                               | 사형 | | 북 노동당 대남사업총책 김중린의 지령에 따라 1971년10월경부터 1974년2월까지 3차례 남파, 이미 구축된 7개 간첩조직망을 점검하며 암약한 여 간첩 채수정 |
| 1975년 5월 27일    | 대법원                       | 국가보안법위반 반공법위반                                                                                               | 사형 | | 북 노동당 대남사업총책 김중린의 지령에 따라 1971년10월경부터 1974년2월까지 3차례 남파, 이미 구축된 7개 간첩조직망을 점검하며 암약한 여 간첩 채수정 |
| 1974년 11월 4일    | 서울형사지법                 | 국가보안법위반 반공법위반 간첩죄 미수                                                                                   | 간첩 미수는 증거불충분 징역12년 자격정지12년 | 권종근 | 1970년 일본에서 조총련 공작원에게 포섭돼 1973년3월 모국 유학으로 위장하여 반정부 데모 선동하는 등 북의 인민통일전선 형성을 기도한 서울대 교양과정부 학생 김승효(24) |
| 1975년             | 서울고법                     | 국가보안법위반 반공법위반 간첩죄 미수                                                                                   | 간첩 미수는 증거불충분 징역12년 자격정지12년 | | 1970년 일본에서 조총련 공작원에게 포섭돼 1973년3월 모국 유학으로 위장하여 반정부 데모 선동하는 등 북의 인민통일전선 형성을 기도한 서울대 교양과정부 학생 김승효(24) |
| 1975년 9           | 대법원                       | 국가보안법위반 반공법위반 간첩죄 미수                                                                                   | 파기환송 | | 간첩미수죄 인정 |
| 1975년 9월 26일    | 서울고법                     | 국가보안법위반 반공법위반 간첩죄 미수                                                                                   | 징역12년 자격정지12년 | 홍준작 | 간첩미수죄 인정 |
| 1974년 7월 13일    | 비상보통군법회의             | 긴급조치1,4호위반 반공법위반 국가보안법위반 내란예비음모 내란선동 뇌물공여                                              | 이철 사형 유인태 사형 여정남 사형 김병곤 사형 나병식 사형 김영일 사형 이현배 사형 유근일 등 7명 무기징역 강구철 등 12명 징역20년 자격정지15년 구충서 등 6명 징역15년 자격정지15년 | 박희동 | 민청학련 |
| 1974년 10월 19일   | 서울형사지법                 | 내란목적살인 국가보안법위반 반공법위반 특수절도 출입국관리법위반 총포화약등단속법위반 여권법위반                        | 사형 | 권종근, 이공현, 김의열 | 문세광(23) |
| 1974년 11월 20일   | 서울고법                     | 내란목적살인 국가보안법위반 반공법위반 특수절도 출입국관리법위반 총포화약등단속법위반 여권법위반                        | 사형 | 전상석,유성균,고형규 | 문세광(23) |
| 1974년 12월 17일   | 대법원                       | 내란목적살인 국가보안법위반 반공법위반 특수절도 출입국관리법위반 총포화약등단속법위반 여권법위반                        | 사형 | 홍순엽, 임항준 | 문세광(23) |
| 1973년             | 대법원                       | 국가보안법위반 | 징역7년 | | 김낙중 |
| 1974년             | 대법원                       | 국가보안법위반 | 징역5년 | | 노중선, 김낙중 내란음모사건, 지하신문 '민우'지 |
| 1974년 7월 11/13일 | 74비보군형공 제14~18호       | 긴급조치법 위반 국가보안법 위반 반공법 위반                                                                             | 사형 등 | | 인혁당 사건 |
| 2007년 1월 23일    | 서울중앙지법2002재고합6      | 긴급조치법 위반 국가보안법 위반 반공법 위반                                                                             | 무죄 | 이기택,강지현,곽윤경 | 인혁당 사건 |
| 1973년             | 서울지법                     | 회합,통신 금품수수 | 징역3년 | | 일본유학시절 학생운동 동향을 조총련계 친척에 알려주고 13회 76만엔 받은 최상룡 |
| 1973년             | 서울고법                     | 회합,통신 금품수수 | 징역3년 자격정지3년 집행유예5년 | | 일본유학시절 학생운동 동향을 조총련계 친척에 알려주고 13회 76만엔 받은 최상룡 |
| 1974년 4월 1일     | 서울형사지법                 | 국가보안법위반 반공법위반 간첩죄                                                                                        | 진두현(46) 사형 박기태(47) 사형 김태열(47) 사형 박석주(33한국기계 인천공장 기사)등2명 징역10년 자격정지10년 임춘호(59)등5명 징역5년 자격정지5년~징역2년 자격정지2년 이동현(25)등7명 집행유예 | 황석연 | 재일거류민단 동경도 본부단장 진두현(46) 등 일본 거점 간첩단 사건 |
| 1972년 4월 26일    | 서울형사지법                 | 반공법위반 | 징역1년 집행유예2년 | | 1971년9월 연세대 학생서클 한국문제연구회가 발행하는 '내나라'에 '김일성의 정치적 개성'이라는 글을 써 북을 이롭게 한연세대 정법대 강사 전웅(35) |
| 1974년 12월 24일   | 서울형사지법                 | 반공법위반 | 선고유예 | 채명묵 | 1971년9월 연세대 학생서클 한국문제연구회가 발행하는 '내나라'에 '김일성의 정치적 개성'이라는 글을 써 북을 이롭게 한연세대 정법대 강사 전웅(35) |
| 1976년             | 전주지법                     | 반공법위반 | 징역3년 자격정지3년 | | 1975년11월27일 전북대 구내에 변소 벽에 볼펜으로 불안한 42자의 낙서 유오근(24) |
| 1976년             | 전주지법                     | 반공법위반 | 징역1년6월 자격정지1년6월 | | 불온문을 보며 유사하게 쓴 3장과 평소 필적으로 쓴 3장 등 6장 감정의뢰하여 평소 필적이 같지 않으나 유사하게 쓴 것은 동일 필적 |
| 1976년 11월 24일   | 대법원                       | 반공법위반 | 파기환송 | | 필적감정을 할 때는 고유의 필적 감정해야지 필적보면서 유사하게 시필한 것을 감정한 것은 객관성 인정불가 |
| 1975년 9월 1일     | 서울형사지법                 | 국가보안법위반 반공법위반 등                                                                                            | 김달남(31)사형 김재명(25건국대) 징역10년 자격정지10년 김시우(32건국대 부속 중학교사) 징역5년 자격정지5년 박종일(24고려대 정외4) 징역1년 자격정지1년 배종일(32전TBC부산국 기자) 징역1년 자격정지1년 집행유예3년 | 권종근 | 1968년 4월 재일교포 유학생으로 위장 학생,야당 정치인을 포섭하여 통일전선 형성하려고 활동 |
| 1975년 9월 11일    | 서울형사지법                 | 국가보안법위반 반공법위반                                                                                               | 징역1년6개월 자격정지1년6월 | 이영범 | 한승헌이 사형제 폐지를 주장하고 애도한 저작물인 '어느 사형수의 죽음 앞에서-어떤 弔辭'가 김규남에 대한 내용이라는 이유, 변호사 129명 변론 |
| 1975년 12월 18일   | 서울형사지법                 | 국가보안법위반 반공법위반                                                                                               | 징역1년6월 자격정지1년6월 집행유예3년 | 박충순 | 한승헌이 사형제 폐지를 주장하고 애도한 저작물인 '어느 사형수의 죽음 앞에서-어떤 弔辭'가 김규남에 대한 내용이라는 이유, 변호사 129명 변론 |
| 1976년 11월 23일   | 대법원                       | 국가보안법위반 반공법위반                                                                                               | 징역1년6월 자격정지1년6월 집행유예3년 | | 한승헌이 사형제 폐지를 주장하고 애도한 저작물인 '어느 사형수의 죽음 앞에서-어떤 弔辭'가 김규남에 대한 내용이라는 이유, 변호사 129명 변론 |
| 2017년 6월 22일    | 서울중앙지법                 | 국가보안법위반 반공법위반                                                                                               | 무죄 | 이헌숙 | 한승헌이 사형제 폐지를 주장하고 애도한 저작물인 '어느 사형수의 죽음 앞에서-어떤 弔辭'가 김규남에 대한 내용이라는 이유, 변호사 129명 변론 |
| 1975년 9월 24일    | 서울형사지법                 | 국가보안법위반 반공법위반 간첩죄                                                                                        | 이또 겐따로(66이동현태낭) 사형 이정남(36) 징역1년6월 자격정지1년6월 김윤일(32한전사원) 징역1년6월 자격정지1년6월 이상근(57상업) 징역1년6월 자격정지1년6월 장봉선(61) 징역1년6월 자격정지1년6월 이해룡(53상업) 징역1년 자격정지1년 김윤성(29국민은행원) 징역1년 자격정지1년 집행유예2년 안찬영(62삼성사 대표) 징역1년 자격정지1년 집행유예2년 | 박충순 | 귀화 일본인 간첩단 사건 |
| 1975년 8월         | 서울형사지법                 | 반공법위반 긴급조치8호위반                                                                                              | 무기징역 | 권종근 | 김지하 시인, 인혁당 사건을 조작이라고 주장했다가 중앙정보부에 연행당함. |
| 1976년 4월 20일    | 서울형사지법                 | 반공법위반 긴급조치8호위반                                                                                              | 징역7년 추가선고 | 심훈종 | 김지하 시인, 인혁당 사건을 조작이라고 주장했다가 중앙정보부에 연행당함. |
| 1975년 11월        | 광주지법 목포지원            | 국가보안법위반 반공법위반 간첩죄                                                                                        | 김우철 징역10년 자격정지10년 김이철 징역3년6개월 자격정지 징역3년6개월 | | 김우철 김이철 형제 간첩사건 |
| 1976년 1월         | 광주고법                     | 국가보안법위반 반공법위반 간첩죄                                                                                        | 김우철 징역10년 자격정지10년 김이철 징역3년6개월 자격정지 징역3년6개월 | | 김우철 김이철 형제 간첩사건 |
| 1975년             | 서울형사지방법원75고합985    | 국가보안법위반 | 유죄 | 허정훈, 이공현,김의열 | 학원 침투 유학생 간첩단 사건 허경조 |
| 1975년             | 서울고등법원76노1184         | 국가보안법위반 | 유죄 | 한정진,정현식,김종배 | 학원 침투 유학생 간첩단 사건 허경조 |
| 1975년             | 대법원76도3117               | 국가보안법위반 | 파기환송 | 강안희, 이영섭,양병호, 이일규 | 학원 침투 유학생 간첩단 사건 허경조 |
| 1975년             | 서울고등법원77노35           | 국가보안법위반 | 무죄 | 김진우,박보무,김학세 | 학원 침투 유학생 간첩단 사건 허경조 |
| 1975년             | 서울형사지방법원             | 국가보안법 위반 반공법 위반                                                                                             | 백옥광, 강종헌, 오청달, 강종건, 김옥자 등 사형 나도현, 전병생, 김명수 등 무기징역~징역 20년 자격정지 20년 김철현, 김종태, 최연숙, 이원이, 김원중, 장영옥, 김이랑, 김정미 등 징역 5년~징역 15년 자격정지 5년~자격정지 15년 등 | | 학원 침투 유학생 간첩단 사건 |
| 1976년             | 서울고등법원                 | 국가보안법 위반 반공법 위반                                                                                             | 백옥광, 강종헌, 오청달, 강종건, 김옥자 등 사형 나도현, 전병생, 김명수 등 무기징역~징역 20년 자격정지 20년 김철현, 김종태, 최연숙, 이원이, 김원중, 장영옥, 김이랑, 김정미 등 징역 5년~징역 15년 자격정지 5년~자격정지 15년 등 | | 학원 침투 유학생 간첩단 사건 |
| 1976년 12월 11일   | 대법원                       | 국가보안법 위반 반공법 위반                                                                                             | 백옥광, 강종헌, 오청달, 강종건, 김옥자 등 사형 나도현, 전병생, 김명수 등 무기징역~징역 20년 자격정지 20년 김철현, 김종태, 최연숙, 이원이, 김원중, 장영옥, 김이랑, 김정미 등 징역 5년~징역 15년 자격정지 5년~자격정지 15년 등 | | 학원 침투 유학생 간첩단 사건 |
| 1975년             | 서울형사지법                 | 국가보안법위반 반공법위반 간첩죄 미수                                                                                   | 사형 | | 전 새한개발상사 대표 유정식(39) |
| 1975년 11월 4일    | 서울고법                     | 국가보안법위반 반공법위반 간첩죄 미수                                                                                   | 무기징역 | 한정진 | 북한을 왕래하며 간첩 세뇌교육받았지만 귀환해서 간첩활동 벌인 사실 없는 점 참작 |
| 1975년 11월 5일    | 서울형사지법                 | 국가보안법위반 간첩죄 등                                                                                                | 박복순 사형 김득영 사형 조동윤(55금성포장 대표)등6명 무기징역~징역8월 | 박충순 | 독침과 기관단총 휴대하고 남파 정치인, 지식인 근로자 등을 포섭 반정부 통일전선을 형성하고 사회혼란 조성 시도 박복순(50조선노동당 중앙연락원), 김득영(42조선노동당 중앙연락원) |
| 1976년 3월 18일    | 서울고법                     | 국가보안법위반 간첩죄 등                                                                                                | 박복순 사형 김득영 사형 조동윤(55금성포장 대표)등6명 무기징역~징역8월 | 한정진 | 독침과 기관단총 휴대하고 남파 정치인, 지식인 근로자 등을 포섭 반정부 통일전선을 형성하고 사회혼란 조성 시도 박복순(50조선노동당 중앙연락원), 김득영(42조선노동당 중앙연락원) |
| 1975년             | 서울형사지법                 | 반공법위반 | 징역1년6월 자격정지1년6월 | 오성환 | 조총련 산하 조선인상공회 가나가와현 중부지구회장 하문갑(66)으로부터 서울에 있는 그의 아들 3형제의 생활비 22만엔과 안부를 전하는 녹음테이프 전달 부탁받고 귀국해 전달하는 등 3차례에 걸쳐 322만엔을 전해준 일본에서 식품상을 하는 하정대(56) |
| 1975년 11월 19일   | 서울형사지법                 | 반공법위반 | 무죄 | 오성환 | 공산계열의 목적수행과 관련없는 인도적인 편의제공 |
| 1975년             | 춘천지법                     | 반공법위반 | 징역1년6월 자격정지1년6월 | | 남익성(57) |
| 1975년             | 춘천지법                     | 반공법위반 | 징역1년6월 자격정지1년6월 | | 남익성(57) |
| 1976년 10월 13일   | 대법원                       | 반공법위반 | 파기환송 | | 술에 취해 북한을 찬양한 것은 심신 미약상태에 해당 |
| 1975년 12월 6일    | 서울형사지법                 | 반공법위반 긴급조치9호위반                                                                                              | 징역3년 자격정지3년 | | 술에 취한채 북한을 찬양하고 대통령을 모독한 김모씨 |
| 2013년 12월 7일    | 서울중앙지법                 | 반공법위반 긴급조치9호위반                                                                                              | 무죄 | | 술에 취한채 북한을 찬양하고 대통령을 모독한 김모씨 |
| 1976년             | 여주지원                     | 찬양,고무 등 | 징역2년 자격정지2년 | | 1976년 4월 10일 음주상태에서 같은 마을주민 8명이 있는데서 명동사건관련 국가원수 모독한 곽정석(55) |
| 1976년             | 서울고법                     | 찬양,고무 등 | 무죄 | | 1976년 4월 10일 음주상태에서 같은 마을주민 8명이 있는데서 명동사건관련 국가원수 모독한 곽정석(55) |
| 1977년 1월 17일    | 대법원                       | 찬양,고무 등 | 무죄 | | 1976년 4월 10일 음주상태에서 같은 마을주민 8명이 있는데서 명동사건관련 국가원수 모독한 곽정석(55) |
| 1976년 1월 7일     | 서울형사지법                 | 국가보안법 위반 반공법 위반 긴급조치 9호 위반                                                                           | 이부영 징역8년 자격정지8년 성유진 징역4년 자격정지4년 정정봉 징역4년 자격정지4년 | | 동아일보 자유실천선언문 발표 사건 |
| 1976년             | 서울고법                     | 국가보안법 위반 반공법 위반 긴급조치 9호 위반                                                                           | 이부영 징역2년6월 자격정지2년6월 등 | | 동아일보 자유실천선언문 발표 사건 |
| 1976년 4월 30일    | 서울형사지법                 | 국가보안법 위반 반공법 위반                                                                                             | 징역 5년 | 심훈종,조용무, 양승태 | 재일교포 김동휘 간첩사건 |
| 1976년 8월 31일    | 서울고법                     | 국가보안법 위반 반공법 위반                                                                                             | 징역 4년 | | 재일교포 김동휘 간첩사건 |
| 1976년 12월 14일   | 대법원                       | 국가보안법 위반 반공법 위반                                                                                             | 징역 4년 | | 재일교포 김동휘 간첩사건 |
| 1976년 5월 7일     | 서울형사지법                 | 국가보안법 위반 반공법 위반                                                                                             | 징역 3년 6개월 자격정지 3년 6개월 | 심훈종,조용무, 양승태 | 재일교포 장영식 간첩사건 |
| 1976년 9월 6일     | 서울고법                     | 국가보안법 위반 반공법 위반                                                                                             | 징역 2년 자격정지 2년 | | 재일교포 장영식 간첩사건 |
| 1976년 12월 16일   | 대법원                       | 국가보안법 위반 반공법 위반                                                                                             | 파기환송 | | 재일교포 장영식 간첩사건 |
| 1979년 1월 14일    | 서울고법                     | 국가보안법 위반 반공법 위반                                                                                             | 무죄 | | 재일교포 장영식 간첩사건 |
| 1976년 6월 8일     | 서울형사지법                 | 국가보안법 위반 반공법 위반 간첩죄                                                                                      | 징역 10년 자격정지 10년 | 심훈종,조용무, 양승태 | 재일교포 조득훈 간첩사건 |
| 1976년 10월 25일   | 서울고법                     | 국가보안법 위반 반공법 위반 간첩죄                                                                                      | 징역 7년 자격정지 7년 | | 재일교포 조득훈 간첩사건 |
| 1977년 2월 8일     | 대법원                       | 국가보안법 위반 반공법 위반 간첩죄                                                                                      | 징역 7년 자격정지 7년 | | 재일교포 조득훈 간첩사건 |
| 1976년 8월 30일    | 서울형사지법                 | 반공법위반 긴급조치9호위반                                                                                              | 김대중 징역8년 자격정지8년 윤보선 징역8년 자격정지8년 함석헌 징역8년 자격정지8년 문익환 징역8년 자격정지8년 정일형,이태영 등 9명 징역5년 자격정지5년 서남동 징역4년 자격정지4년 이해동 등 2명 징역3년 자격정지3년 김승훈 등 2명 징역2년 자격정지2년 | 전상석 | 3.1민주구국선언 사건 |
| 1976년 12월 29일   | 서울고법                     | 반공법위반 긴급조치9호위반                                                                                              | 김대중 징역5년 자격정지5년 문익환 징역5년 자격정지5년 함세웅 징역3년 자격정지3년 문동환 징역3년 자격정지3년 이문영 징역3년 자격정지3년 신현봉 징역3년 자격정지3년 윤반태 징역3년 자격정지3년 문정현 징역3년 자격정지3년 서남동 징역2년6개월 자격정지 징역2년6개월 안병무 징역2년 자격정지2년 집행유예3년 이해동 징역2년 자격정지2년 집행유예3년 윤보선 징역5년 자격정지5년 함석헌 징역5년 자격정지5년 정일형 징역3년 자격정지3년 이태영 징역3년 자격정지3년 이우정 징역3년 자격정지3년 김승훈 징역2년 자격정지2년 집행유예3년 장덕필 징역1년 자격정지1년 집행유예2년 | 전병연 | 3.1민주구국선언 사건 |
| 1977년             | 대법원                       | 반공법위반 긴급조치9호위반                                                                                              | 김대중 징역5년 자격정지5년 문익환 징역5년 자격정지5년 함세웅 징역3년 자격정지3년 문동환 징역3년 자격정지3년 이문영 징역3년 자격정지3년 신현봉 징역3년 자격정지3년 윤반태 징역3년 자격정지3년 문정현 징역3년 자격정지3년 서남동 징역2년6개월 자격정지 징역2년6개월 안병무 징역2년 자격정지2년 집행유예3년 이해동 징역2년 자격정지2년 집행유예3년 윤보선 징역5년 자격정지5년 함석헌 징역5년 자격정지5년 정일형 징역3년 자격정지3년 이태영 징역3년 자격정지3년 이우정 징역3년 자격정지3년 김승훈 징역2년 자격정지2년 집행유예3년 장덕필 징역1년 자격정지1년 집행유예2년 | | 3.1민주구국선언 사건 |
| 1976년 11월 23일   | 대법원                       | 반공법위반 | 무죄 | | 일기장에 불온한 내용을 써도 남에게 보이지 않으면 처벌 불가 진충달(21) 무죄 확정 |
| 1977년 4월 29일    | 인천지법                     | 국가보안법위반 반공법위반 간첩죄                                                                                        | 징역15년 | | 납북어부 간첩 조작사건, 이근안 고문 피해자 정규용, 모범수로 감형되어 1989년에 가석방됨. |
| 2012년 12월 27일   | 인천지법                     | 국가보안법위반 반공법위반 간첩죄                                                                                        | 무죄 | 송경근 | 납북어부 간첩 조작사건, 이근안 고문 피해자 정규용, 모범수로 감형되어 1989년에 가석방됨. |
| 1977년 6월 24일    | 서울형사지법                 | 국가보안법위반 반공법위반                                                                                               | 강우규(60) 사형 김기오(52) 무기징역 고재원(59) 징역15년 자격정지15년 김추백(42) 징역5년 자격정지5년 김성기(40) 징역4년 자격정지4년 강용규(51) 징역4년 자격정지4년 고원용(41) 징역4년 자격정지4년 이근만(39) 징역3년 자격정지3년 이오생(41) 징역3년 자격정지3년 김문규(58) 징역1년6월 자격정지1년6월 집행유예3년 장봉일(41) 징역1년6월 자격정지1년6월 집행유예3년 | 허정훈 | 재일동포 투자기업체(대영프래스틱 감사) 임원으로 위장 잠입과 이에 편의제공한 9명 |
| 1977년 10월 29일   | 서울형사지법                 | 국가보안법위반 반공법위반 간첩죄 등                                                                                     | 무기징역 | 허정훈 | 재일교포 유학생 간첩사건 재일한국청년동맹의 지령을 받아 유학생으로 위장하여 잠입 1975년9월 한청 조직부장 임계성에게 포섭돼 1976년3월 잠입해서 한청의 지령대로 학생운동의 양상, 사회현상을 파악해 보고하고 북 방송을 듣고 이를 전파한 김정사(21서울대 사회계열) 한민통 반국가단체 인정 |
| 1978년             | 서울고법                     | 국가보안법위반 반공법위반 간첩죄 등                                                                                     | 징역10년 자격정지10년 | | 재일교포 유학생 간첩사건 재일한국청년동맹의 지령을 받아 유학생으로 위장하여 잠입 1975년9월 한청 조직부장 임계성에게 포섭돼 1976년3월 잠입해서 한청의 지령대로 학생운동의 양상, 사회현상을 파악해 보고하고 북 방송을 듣고 이를 전파한 김정사(21서울대 사회계열) 한민통 반국가단체 인정 |
| 1978년 6월 19일    | 대법원                       | 국가보안법위반 반공법위반 간첩죄 등                                                                                     | 징역10년 자격정지10년 | 정태원, 이일규 | 재일교포 유학생 간첩사건 재일한국청년동맹의 지령을 받아 유학생으로 위장하여 잠입 1975년9월 한청 조직부장 임계성에게 포섭돼 1976년3월 잠입해서 한청의 지령대로 학생운동의 양상, 사회현상을 파악해 보고하고 북 방송을 듣고 이를 전파한 김정사(21서울대 사회계열) 한민통 반국가단체 인정 |
| 1977년 12월 19일   | 서울형사지법                 | 국가보안법위반 반공법위반 간첩죄                                                                                        | 징역15년 자격정지15년 | | 박순애 간첩사건 |
| 1978년 5월 9일     | 서울형사지법                 | 반공법위반 긴급조치9호위반 국가모독죄                                                                                   | 징역3년 자격정지3년 | | 양성우 시인 필화 사건 |
| 1978년 7월 14일    | 전주지법                     | 반공법위반 국가보안법위반 간첩죄                                                                                        | 징역3~12년 자격정지3~12년 등 | | 위도 계모임 간첩단 사건 |
| 1978년 10월 3일    | 광주고법                     | 반공법위반 국가보안법위반 간첩죄                                                                                        | 징역3~12년 자격정지3~12년 등 | | 위도 계모임 간첩단 사건 |
| 1978년 12월 9일    | 대법원                       | 반공법위반 국가보안법위반 간첩죄                                                                                        | 징역3~12년 자격정지3~12년 등 | | 위도 계모임 간첩단 사건 |
| 1978년 10월 4일    | 서울형사지법                 | 여권법위반 등 국가보안법위반 반공법위반                                                                                 | 징역15년 자격정지15년 | 한정진 | 여권법위반으로 구속됐다가 추가, 공작금받은 이상희(50여)로부터 사업자금을 받고 사중 따라 최은희를 홍콩으로 초청하여 납치하도록 한 김규화(57 전 신필름 홍콩지사장) |
| 1979년 1월 11일    | 서울고법                     | 여권법위반 등 국가보안법위반 반공법위반                                                                                 | 징역15년 자격정지15년 | 김달식 | 여권법위반으로 구속됐다가 추가, 공작금받은 이상희(50여)로부터 사업자금을 받고 사중 따라 최은희를 홍콩으로 초청하여 납치하도록 한 김규화(57 전 신필름 홍콩지사장) |
| 1979년 3월 27일    | 대법원                       | 여권법위반 등 국가보안법위반 반공법위반                                                                                 | 징역15년 자격정지15년 | | 여권법위반으로 구속됐다가 추가, 공작금받은 이상희(50여)로부터 사업자금을 받고 사중 따라 최은희를 홍콩으로 초청하여 납치하도록 한 김규화(57 전 신필름 홍콩지사장) |
| 1979년 7월 10일    | 전주지법 정읍지원79고합6     | 잠입,탈출 등 반공법위반                                                                                                 | A 징역15년 자격정지10년 B,C 징역3년 자격정지3년 F,D,E 징역3년 자격정지3년 집행유예5년 P 징역2년 자격정지2년 집행유예3년 | | 대덕호 선원 김근배·한철승·노순돌 |
| 1979년 11월 23일   | 전주지법79노325              | 잠입,탈출 등 반공법위반                                                                                                 | A 징역10년 자격정지10년 B,C 징역3년 자격정지3년 집행유예5년 그외 항소기각 | | 대덕호 선원 김근배·한철승·노순돌 |
| 1980년 3월 11일    | 대법원79도3022               | 잠입,탈출 등 반공법위반                                                                                                 | A 징역10년 자격정지10년 B,C 징역3년 자격정지3년 집행유예5년 그외 항소기각 | | 대덕호 선원 김근배·한철승·노순돌 |
| 2008년 4월 11일    | 전주지법 정읍지원2007재고합2 | 잠입,탈출 등 반공법위반                                                                                                 | 재심개시, 무죄 | 송희호,이영호,임창현 / 장찬 | 대덕호 선원 김근배·한철승·노순돌 |
| 1979년 10월 8일    | 서울형사지법                 | 국가보안법위반 간첩죄                                                                                                   | 임동규(45전 고려대 노동문제연구소 총무부장) 무기징역 김재욱(51) 무기징역 지정관(39프랑스감마통신 동경특파원) 임동환(42) 징역2년 자격정지2년 집행유예4년 임동석(45) 징역2년 자격정지2년 집행유예4년 그외3명 징역15년 자격정지15년~징역2년 자격정지2년 집행유예4년 | 주진학 | 통일혁명당 재건 음모 사건 |
| 1980년 2월 9일     | 서울고법                     | 국가보안법위반 간첩죄                                                                                                   | 지정관 징역7년 자격정지7년 박현채(45전 경희대 강사) 징역2년 자격정지2년 집행유예3년 양정규(54한국농업근대화연구회 상무이사) 징역2년6월 자격정지2년6월 집행유예4년 | 김형기 | 임동규 등 4명 항소기각 |
| 1980년 4월 22일    | 대법원                       | 국가보안법위반 간첩죄                                                                                                   | 지정관 징역7년 자격정지7년 박현채(45전 경희대 강사) 징역2년 자격정지2년 집행유예3년 양정규(54한국농업근대화연구회 상무이사) 징역2년6월 자격정지2년6월 집행유예4년 | | |
| 1979년 10월 23일   | 서울형사지법                 | 국가보안법위반 반공법위반                                                                                               | 박문재(57) 사형 이명훈(55) 징역2년 자격정지2년 | 이재화 | 부산과 삼천포를 거점으로 조국통일전선 결사대 조직 |
| 1979년 11월 26일   | 서울형사지법                 | 국가보안법위반 간첩죄 등                                                                                                | 김삼연(45) 사형 권환성(44과외교사) 징역15년 자격정지15년 강성도(46) 징역7년 자격정지7년 조근우(55건축업) 징역7년 자격정지7년 김봉연(38농업) 징역3년6월 자격정지3년6월 강정두(42) 징역3년 자격정지3년 권진길(38영남사료 영업부장) 징역2년 자격정지2년 집행유예3년 | 이재화 | 부산과 삼천포를 거점으로 국가변란 등 간첩활동 고정 간첩단 김삼연 외 피고인 간첩방조죄 |
| 1979년 11월 27일   | 서울형사지법                 | 국가보안법위반 반공법위반                                                                                               | 징역10년 자격정지10년 추징금105만7천원 | 주진학 | 1978년12월 서룡물산 개발부장으로 이란에 파견돼 주재 북한대사관으로부터 8차례 100여만원 체재비를 받고 교민 실정과 한국근로자 동태 등을 파악해 보고한 뒤 일본을 통해 입북하려다 실패하자 지령받고 잠입 최현칠(34) |
| 1979년 12월        | 춘천지법                     | 국가보안법위반 반공법위반                                                                                               | 진항식, 김상회 2명 사형 나머지 2명 무기징역 나머지 징역 5~10년 자격정지 5~10년 | | 삼척 고정 간첩단 사건 |
| 1980년 5월         | 서울고법                     | 국가보안법위반 반공법위반                                                                                               | 진항식, 김상회 2명 사형 나머지 2명 무기징역 나머지 징역 5~10년 자격정지 5~10년 | | 삼척 고정 간첩단 사건 |
| 1980년 9월         | 대법원                       | 국가보안법위반 반공법위반                                                                                               | 진항식, 김상회 2명 사형 나머지 2명 무기징역 나머지 징역 5~10년 자격정지 5~10년 | | 삼척 고정 간첩단 사건 |
| 1979년 12월        | 서울형사지법                 | 국가보안법위반 반공법위반                                                                                               | 한명숙, 이우재, 신인령 등 징역 5년~10년 선고 | | 크리스챤아카데미 사건 |
| 1980년             | 서울고법                     | 국가보안법위반 반공법위반                                                                                               | 무죄 | | 크리스챤아카데미 사건 |
| 1980년             | 대법원                       | 국가보안법위반 반공법위반                                                                                               | 무죄 | | 크리스챤아카데미 사건 |
| 1980년 5월 2일     | 서울형사지법                 | 국가보안법위반 반공법위반                                                                                               | 이재문 사형 안재구 사형 신향식 사형 최석진 사형 차성환 무기징역 임동규 무기징역 이학경 무기징역 | 문영택 | 남민전 |
| 1980년 5월 2일     | 서울형사지법                 | 국가보안법위반 반공법위반                                                                                               | 이재문 사형 신향식 사형 안재구 무기징역 최석진 무기징역 이학(해)경 무기징역 임동규 무기징역 등 | | |
| 1980년 12월 23일   | 대법원                       | 국가보안법위반 반공법위반                                                                                               | 이재문 사형 신향식 사형 안재구 무기징역 최석진 무기징역 이학(해)경 무기징역 임동규 무기징역 등 | 이일규 | 79명중 김세원 등 6명 상고포기, 김승규 등 9명 상고이유서 미제출 확정, 이재문 등 57명 상고기각, 신동규 파기환송 |

### 전두환 정부
1981년부터 1987년까지 5공화국 시기에 국가보안법위반 1512명 집시법위반 3316명(1986년 1245명 1987년 714명  1985년 540명)이 재판에 회부되었는데 이중에서 국가보안법위반자는 1987년 432명으로 가장 많았고 1986년 318명, 1985년 176명 1981년 169명순이었다. 이 기간 사형선고는 13명, 무기징역은 28명이다.
| 연월일           | 사건번호                            | 사건명                                                                                       | 주문 | 판사                                                     | 비고 |
| ---------------- | ----------------------------------- | -------------------------------------------------------------------------------------------- | --- | -------------------------------------------------------- | --- |
| 1980년 9월 17일  | 육군계엄보통군법회의                | 내란음모 국가보안법위반 반공법위반 계엄법위반 외국환관리법위반                               | 김대중 사형 문익환등12명 징역20년~5년 서남동 등11명 징역4년~2년 | 문응식,박명철,이재흥,여운건,양신기                       | 전두환의 김대중 내란음모 조작 사건 문익환 등은 내란음모, 계엄법위반, 서남동 등은 계엄법 위반죄만 적용 |
| 1980년 11월 3일  | 육군계엄고등군법회의80고군형항제176 | 내란음모 국가보안법위반 반공법위반 계엄법위반 외국환관리법위반                               | 김대중 사형 문익환등12명 징역20년~5년 서남동 등11명 징역4년~2년 | 유근환,백영기,장동완,김진흥,김익하                       | 유기징역 선고된 피고인 4명 감경. 3명 집행유예 |
| 1981년 1월 23일  | 대법원                              | 내란음모 국가보안법위반 반공법위반 계엄법위반 외국환관리법위반                               | 김대중 사형 문익환등12명 징역20년~5년 서남동 등11명 징역4년~2년 |                                                          | 김대중 1981년 1월 27일 무기징역 감형 |
| 2009년           | 대법원                              | 내란음모 국가보안법위반 반공법위반 계엄법위반 외국환관리법위반                               | 무죄 | 신영철                                                   | |
| 1980년           | 부산지법                            | 국가보안법 위반 반공법 위반                                                                  | 신귀영, 서성철 징역 15년 신춘석 징역 10년 신복영 징역 3년 집행유예 5년 |                                                          | 신귀영 납북어부 간첩 사건 |
| 1981년           | 대구고법                            | 국가보안법 위반 반공법 위반                                                                  | 신귀영, 서성철 징역 15년 신춘석 징역 10년 신복영 징역 3년 집행유예 5년 |                                                          | 신귀영 납북어부 간첩 사건 |
| 1981년 6월       | 대법원                              | 국가보안법 위반 반공법 위반                                                                  | 신귀영, 서성철 징역 15년 신춘석 징역 10년 신복영 징역 3년 집행유예 5년 |                                                          | 신귀영 납북어부 간첩 사건 |
| 1980년           | 서울형사지법                        | 국가보안법위반 반공법위반 간첩방조죄                                                         | 무기징역 | 여상규                                                   | 진도 가족간첩단 사건의 피고인 석달윤 |
| 1981년           | 서울고법                            | 국가보안법위반 반공법위반 간첩방조죄                                                         | 무기징역 | 최종영                                                   | 진도 가족간첩단 사건의 피고인 석달윤 |
| 1981년           | 대법원                              | 국가보안법위반 반공법위반 간첩방조죄                                                         | 파기환송 |                                                          | 진도 가족간첩단 사건의 피고인 석달윤 |
| 1981년 7월       | 서울고법                            | 국가보안법위반 반공법위반 간첩방조죄                                                         | 사형 |                                                          | 진도 가족간첩단 사건의 피고인 석달윤 |
| 1981년 9월       | 대법원                              | 국가보안법위반 반공법위반 간첩방조죄                                                         | 사형 |                                                          | 진도 가족간첩단 사건의 피고인 석달윤 |
| 1981년 6월       | 서울형사지법                        | 국가보안법위반 반공법위반 집시법위반                                                         | 김명인 징역12년 자격정지12년 박용훈 징역10년 자격정지10년 현무환 징역9년 자격정지9년 허헌중 징역8년 자격정지8년 고세현 징역7년 자격정지7년 남충희 징역6년 자격정지6년 남명수 징역5년 자격정지5년 김희경 징역4년 자격정지4년 윤형기 징역3년 자격정지3년 최영선 징역2년 자격정지2년 등 |                                                          | 무림 사건 |
| 1981년 9월       | 서울고법                            | 국가보안법위반 반공법위반 집시법위반                                                         | 김명인 징역12년 자격정지12년 박용훈 징역10년 자격정지10년 현무환 징역9년 자격정지9년 허헌중 징역8년 자격정지8년 고세현 징역7년 자격정지7년 남충희 징역6년 자격정지6년 남명수 징역5년 자격정지5년 김희경 징역4년 자격정지4년 윤형기 징역3년 자격정지3년 최영선 징역2년 자격정지2년 등 |                                                          | 무림 사건 |
| 1981년 12월      | 대법원                              | 국가보안법위반 반공법위반 집시법위반                                                         | 김명인 징역12년 자격정지12년 박용훈 징역10년 자격정지10년 현무환 징역9년 자격정지9년 허헌중 징역8년 자격정지8년 고세현 징역7년 자격정지7년 남충희 징역6년 자격정지6년 남명수 징역5년 자격정지5년 김희경 징역4년 자격정지4년 윤형기 징역3년 자격정지3년 최영선 징역2년 자격정지2년 등 |                                                          | 무림 사건 |
| 1981년 8월       | 서울형사지법                        | 국가보안법위반 반공법위반 간첩죄                                                             | 나진(48) 징역15년 자격정지15년 나수연(53) 징역7년 자격정지7년 |                                                          | 나씨 남매 간첩 사건 |
| 1981년 11월      | 서울고법                            | 국가보안법위반 반공법위반 간첩죄                                                             | 나진(48) 징역15년 자격정지15년 나수연(53) 징역7년 자격정지7년 |                                                          | 나씨 남매 간첩 사건 |
| 1982년           | 대법원                              | 국가보안법위반 반공법위반 간첩죄                                                             | 나진(48) 징역15년 자격정지15년 나수연(53) 징역7년 자격정지7년 |                                                          | 나씨 남매 간첩 사건 |
| 1981년 10월 10일 | 대전지법                            | 국가보안법위반 등                                                                            | 징역7년 자격정지7년~집행유예 |                                                          | 한울회 사건 |
| 1982년 2월 13일  | 서울고법                            | 국가보안법위반 등                                                                            | 징역7년 자격정지7년~집행유예 |                                                          | 한울회 사건 |
| 1982년 6월 8일   | 대법원                              | 국가보안법위반 등                                                                            | 파기환송 | 이회창                                                   | 한울회 사건 |
| 1982년 11월 1일  | 서울고법                            | 국가보안법위반 등                                                                            | 이규호 징역4년 자격정지4년 박재순(23) 징역4년 자격정지4년 홍성환(22) 징역2년6월 자격정지2년6월 집행유예4년 이충근(28) 징역1년6월 자격정지1년6월 이건종(28) 징역1년6월 자격정지1년6월 | 천경송                                                   | '수괴'에서 '지도적 임무 종사자' 공소장변경으로 감경 |
| 1983년 2월 11일  | 대법원                              | 국가보안법위반 등                                                                            | 이규호 징역4년 자격정지4년 박재순(23) 징역4년 자격정지4년 홍성환(22) 징역2년6월 자격정지2년6월 집행유예4년 이충근(28) 징역1년6월 자격정지1년6월 이건종(28) 징역1년6월 자격정지1년6월 |                                                          | |
| 1981년 11월 10일 | 서울형사지법                        | 간첩죄 국가보안법위반 반공법위반                                                             | 징역7년 자격정지7년 | 김헌무                                                   | 재일교포 모국 유학생 위장 전 서울대 재외국민 교육원 학생 진이칙(23) |
| 1981년 11월 10일 | 서울형사지법                        | 국가보안법위반 집시법위반                                                                    | 김창중(한국카톨릭농민회 저남연합회 광주분회 총무) 징역3년 자격정지3년 황일봉(전남대 지역개발과1) 징역1년 자격정지1년 모영주(한국카톨릭농민회 전남연합회 간사) 징역1년 자격정지1년 정규철(전남대 사대부중 교사) 징역1년 자격정지1년 김대영(서강대 인문1) 징역1년 자격정지1년 정준걸(서강대 수학과4) 징역8월 | 김헌무                                                   | 1981년5월18일 서강대 유인물 살포 사건 |
| 1981년 11월 3일  | 서울형사지법                        | 간첩 국가보안법위반 반공법위반                                                               | 박동운(36) 사형 작은아버지 박경준(48) 징역10년 어머니 이수례(57살) 징역5년 공무원인 동생 박근홍(34살) 징역5년 고모부 허현(43살) 징역1년 집행유예3년 | 김헌무                                                   | 박동운 가족 간첩단 |
| 1982년 3월 6일   | 서울고법                            | 간첩 국가보안법위반 반공법위반                                                               | 박동운 무기징역 등 | 이정락                                                   | 박동운 가족 간첩단 |
| 1982년 6월 22일  | 대법원                              | 간첩 국가보안법위반 반공법위반                                                               | 박동운 무기징역 등 | 정태균                                                   | 박동운 1998년 특별사면 석방 |
| 2009년 11월 13일 | 서울고법                            | 간첩 국가보안법위반 반공법위반                                                               | 무죄 |                                                          | 박동운 1998년 특별사면 석방 |
| 1981년 11월 26일 | 대전지법 논산지원                   | 국가보안법위반 반공법위반 집시법위반                                                         | 정선원 징역6년 자격정지6년 이영복 징역5년 자격정지5년 이상헌 징역4년 자격정지4년 이완규 징역4년 자격정지4년 등 |                                                          | 금강회 사건 |
| 1982년 2월       | 대전지법                            | 국가보안법위반 반공법위반 집시법위반                                                         | 정선원 징역6년 자격정지6년 이영복 징역5년 자격정지5년 이상헌 징역4년 자격정지4년 이완규 징역4년 자격정지4년 등 |                                                          | 금강회 사건 |
| 1982년 6월       | 대법원                              | 국가보안법위반 반공법위반 집시법위반                                                         | 정선원 징역6년 자격정지6년 이영복 징역5년 자격정지5년 이상헌 징역4년 자격정지4년 이완규 징역4년 자격정지4년 등 |                                                          | 금강회 사건 |
| 1981년           | 서울형사지법                        | 간첩죄 국가보안법위반 반공법위반                                                             | 사형 |                                                          | 재일교포 손유형 간첩 사건 |
| 1982년           | 서울고법                            | 간첩죄 국가보안법위반 반공법위반                                                             | 사형 |                                                          | 재일교포 손유형 간첩 사건 |
| 1982년           | 대법원                              | 간첩죄 국가보안법위반 반공법위반                                                             | 파기환송 | 장기구금 앞에서의 검사에게의 자백은 의심되는 구석이 많음 | 재일교포 손유형 간첩 사건 |
| 1982년           | 서울고등법원                        | 간첩죄 국가보안법위반 반공법위반                                                             | 사형 |                                                          | 재일교포 손유형 간첩 사건 |
| 1983년           | 대법원                              | 간첩죄 국가보안법위반 반공법위반                                                             | 사형 |                                                          | 재일교포 손유형 간첩 사건 |
| 1981년           | 서울형사지법                        | 국가보안법위반 반공법위반 간첩죄                                                             | 무기징역 |                                                          | 재미교포 홍선길 간첩사건 |
| 1981년           | 서울고법                            | 국가보안법위반 반공법위반 간첩죄                                                             | 무기징역 |                                                          | 재미교포 홍선길 간첩사건 |
| 1982년           | 대법원                              | 국가보안법위반 반공법위반 간첩죄                                                             | 무죄 | 이일규                                                   | 재미교포 홍선길 간첩사건 |
| 1981년           | 대법원                              | 간첩 등                                                                                      | 무기징역 |                                                          | 81년 체포후 1987년10월까지 남영동 치안본부 대공수사단에 구금됐던 손성모, 1999년 12월30일 특별사면 |
| 1981년 12월 17일 | 대전지방법원 홍성지원81고합126      | 국가보안법 위반(기타)                                                                        | 무기징역 |                                                          | 납북 어부 |
| 1982년 5월 10일  | 대전지법82노325                     | 국가보안법 위반(기타)                                                                        | 이성국 징역 10년 자격정지10년 강경하 징역7년 자격정지 7년 |                                                          | 사실오인 배척, 양형부당 인정 |
| 1982년 7월 27일  | 대법원82도1418                      | 국가보안법 위반(기타)                                                                        | 이성국 상소기각 강경하 공소기각(재판중 사망) |                                                          | |
| 2011년 6월 3일   | 서울고법2010재노46                  | 국가보안법 위반(기타)                                                                        | 무죄 | 조해현                                                   | |
| 2013년 6월 27일  | 대법원2011도7931                    | 국가보안법 위반(기타)                                                                        | 무죄 | 김소영                                                   | |
| 1982년 1월 22일  | 서울형사지법                        | 국가보안법위반 등                                                                            | 이태복 무기징역 | 허정훈                                                   | 학림 사건 |
| 1982년 5월 22일  | 서울고법                            | 국가보안법위반 등                                                                            | 24명 파기 감경 | 최종영, 황우여                                           | 법률적용 잘못했거나 형량이 과중, 사실관계 판단착오 |
| 1982년 9월 14일  | 대법원                              | 국가보안법위반 등                                                                            | |                                                          | |
| 2010년 12월      | 서울고법                            | 국가보안법위반 등                                                                            | 무죄 |                                                          | |
| 1982년 2월 11일  | 대전지방법원81고합393               | 국가보안법 위반 반공법 위반 집시법 위반 등                                                   | 박해전(숭전대 철학4) 징역10년 자격정지10년 등 |                                                          | 아람회 사건 |
| 1982년 6월 19일  | 서울고법82노910                     | 국가보안법 위반 반공법 위반 집시법 위반 등                                                   | 박해전(숭전대 철학4) 징역6년 자격정지6년 등 | 이정락                                                   | 국가보안법위반 무죄 |
| 1982년 9월 28일  | 대법원82도2016                      | 국가보안법 위반 반공법 위반 집시법 위반 등                                                   | 무죄 부분 파기환송 |                                                          | 검찰에서의 피고인 자백 임의성과 신빙성을 인정하여 정부전복목적과 그 방법및 임무 분담내용을 정하고 활동하기로 결정하여 국가변란목적의 불법비밀결사를 계 형식으로 위장한 사실이 인정 |
| 1983년 2월 16일  | 서울고법82노2725                    | 국가보안법 위반 반공법 위반 집시법 위반 등                                                   | 1,2,3 항소기각 4,5: 징역1년6월 자격정지1년6월 집행유예3년 6:징역1년6월 자격정지1년6월 | 이영모                                                   | 4,5 판결 확정 |
| 1983년 6월 14일  | 대법원83도647                       | 국가보안법 위반 반공법 위반 집시법 위반 등                                                   | 1,2,3,6 상고기각 |                                                          | |
| 2009년 5월 21일  | 서울고법2000재노6                   | 국가보안법 위반 반공법 위반 집시법 위반 등                                                   | 1~5 무죄 다만 집시법 위반 면소 | 이성호,강상덕,이언학                                     | |
| 1982년 3월 15일  | 광주지법                            | 국가보안법위반 반공법위반 집시법위반                                                         | 김철 징역4년 자격정지4년 나머지 4명 징역3년 자격정지3년 집행유예 5년 |                                                          | 횃불회 사건 |
| 1982년 7월 3일   | 광주고법                            | 국가보안법위반 반공법위반 집시법위반                                                         | 1 징역3년 자격정지3년 집행유예5년 2,3,4,5 징역2년 자격정지2년 집행유예4년 |                                                          | 횃불회 사건 |
| 1982년 10월      | 대법원                              | 국가보안법위반 반공법위반 집시법위반                                                         | 1 징역3년 자격정지3년 집행유예5년 2,3,4,5 징역2년 자격정지2년 집행유예4년 |                                                          | 횃불회 사건 |
| 1982년 2월 13일  | 서울형사지법                        | 반공법위반 국가보안법위반 계엄법위반                                                         | 박영창(22연세대 신학과4) 징역3년 | 최병학                                                   | 1981년8월 무림소설 '무림파천황'을 집필하면서 공산주의론을 삽입하여 2000권 제작,반포하고 1980년3월 연세대 신학회 회원2명과 반정부 대자보 작성하여 교내에 게시 |
| 1982년 2월 17일  | 서울형사지법                        | 반공법위반 국가보안법위반 등                                                                 | 이헌치(29) 사형 박정숙(이헌치의 처) 징역2년 자격정지2년 집행유예3년 | 신성택                                                   | 재일교포 전자기술자 위장 간첩사건.1974년 재일 지도원 김모씨에 포섭돼 같은해 공작선편으로 평양에서 간첩교육받고 노동당 입당, 지령에 따라 일본 뉴호프실업 한국지사 사원으로 잠입 4수출공단 업체현황 등 산업정보 탐지,보호, 1979년8월 삼성전자에 입사 회사기밀과 각종 군사기밀 수집하고 보고 노사분규 조장하며 지하당 구축시도 |
| 1982년 3월 4일   | 서울형사지법                        | 국가보안법위반 반공법위반                                                                    | 징역1년 자격정지1년 | 민세홍                                                   | 서울대 동양사학과 3학년 재학중이던 1980년2월 한울출판사 설립하고 프랑스의 마르크스주의 경제학자 사미르 아민이 저술한 '불균형 발전' 등 종속이론이 담긴 서적 7종을 번역하여 1200권 반포한 편집장 김종수(26) |
| 1982년 6월 26일  | 서울형사지법                        | 국가보안법위반 반공법위반                                                                    | 징역10월 자격정지1년 | 주재우                                                   | 서울대 동양사학과 3학년 재학중이던 1980년2월 한울출판사 설립하고 프랑스의 마르크스주의 경제학자 사미르 아민이 저술한 '불균형 발전' 등 종속이론이 담긴 서적 7종을 번역하여 1200권 반포한 편집장 김종수(26) |
| 1982년 4월 13일  | 서울형사지법                        | 국가보안법위반 간첩죄 등                                                                     | 김태홍(25연세대 경제학4) 무기징역 우대형(24연세대 경제학4) 징역2년 자격정지2년 박성우(21) 징역2년 자격정지2년 | 김헌무                                                   | 재일교포 유학생 위장간첩 김태홍과 그에 포섭된 대학생 |
| 1982년 5월       | 대전지법                            | 국가보안법위반                                                                               | 1 징역3년 자격정지3년 2 징역1년 자격정지1년 |                                                          | |
| 1982년 6월 5일   | 서울형사지법                        | 반국가행위자의처벌에관한특별조치법위반 국가보안법위반 반공법위반 공무상기밀누설죄 국가모독죄 | 징역7년 자격정지7년 |                                                          | 김형욱 (궐석재판) |
| 1982년 6월 9일   | 대법원                              | 국가보안법위반 등                                                                            | 장신환(연세대 제적) 징역7년 자격정지7년 이성하(연세대 신학과 졸업) 징역7년 자격정지7년 김치걸(연세대 법학 제적) 징역5년 자격정지5년 |                                                          | 남민전 산하 민주구국학생연맹에 가입 연세대에서 학생시위를 수 차례 선동하는 등 공산계열 노선에 따라 활동하여 구속 백낙준, 유진오, 김정례 등 사회 지도층 인사들이 관대한 처벌을 바라는 진정서 제출, 원심확정 |
| 1982년 7월 2일   | 서울형사지법                        | 국가보안법위반                                                                               | 김호성(동국대 인도철학4) 징역3년 자격정지3년 최연(중앙대 국문4) 징역2년 자격정지2년 신상진(서울대 의대2) 징역1년 자격정지1년 | 노원욱                                                   | 불교학생의 현실참여를 선동, 사회주의활동 벌인 전국 사원화 사건 이들은 통제기구인 '문화총림열애사'를 구성하고 1981년8월부터 공산주의계통 서적 40여권 독서 등 30여회 모임 개최 |
| 1982년 7월 6일   | 부산지법                            | 국가보안법위반 집시법위반 계엄법위반                                                         | 이호철 징역1년 정귀순(부산공대3) 징역8월 집행유예2년 설경혜(감전국교 교사) 선고유예 | 서석구                                                   | 부림사건 3차 기소자 |
| 1982년 7월 12일  | 춘천지법                            | 국가보안법위반 집시법위반                                                                    | 정재웅(경영3) 징역2년 자격정지2년 이재영(경영3) 징역2년 자격정지2년 송민석 징역2년 자격정지2년 곽인균(병리곤충학3) 징역1년6월 자격정지1년6월 이헌수(교육학4) 징역1년6월 자격정지1년6월 김내용(자연공학3) 징역1년6월 자격정지1년6월 황기연(역사교육4) 징역1년 자격정지1년 김을용(국어교육3) 징역1년 자격정지1년 |                                                          | 강원대학교 불온 유인물 살포사건 |
| 1982년 8월 11일  | 부산지법                            | 국가보안법위반 계엄령위반 현주건조물방화치사상 집시법위반                                    | 김현장 사형 문부식 사형 김은숙 무기징역 이미옥 무기징역 | 안문태                                                   | 부산 미국문화원 방화사건 16명 |
| 1982년           | 대구고법                            | 국가보안법위반 계엄령위반 현주건조물방화치사상 집시법위반                                    | 김현장 사형 문부식 사형 김은숙 징역10년 자격정지7년 이미옥 징역10년 자격정지7년 |                                                          | 박정미(23)등 4명 집행유예 석방 |
| 1983년 3월 8일   | 부산지법                            | 국가보안법위반 계엄령위반 현주건조물방화치사상 집시법위반                                    | 김현장 사형 문부식 사형 김은숙 징역10년 자격정지7년 이미옥 징역10년 자격정지7년 | 이일규, 전상석                                           | |
| 1982년 9월 27일  | 광주지법                            | 국가보안법위반 내란예비음모 계엄법위반                                                       | 징역5년 |                                                          | 전남대 총학생회장 박관현(30) 광주교도소 입소후 7월부터 10월사이 일곱번에 걸쳐 33끼니 금식하면서 부식개선, 도서열람제한 완화, 공안사범과 같은 방에서 수용 등을 요구하며 단식하다가 10월 12일 울혈성 심부전증으로 사망 |
| 1982년 10월 27일 | 대법원                              | 국가보안법위반 반공법위반 등                                                                 | 이상록(27)등 16명 징역6년 자격정지6년~집행유예2년 |                                                          | 부림사건 16명 |
| 1982년 10월 7일  | 서울형사지법                        | 국가보안법위반 등                                                                            | 사형 | 이영범                                                   | 전직 국민학교 교사로서 1974년 서독 광부로 나갔다가 공작원에 포섭돼 평양에서 밀봉교육받고 1977년 서독으로 위장귀 망명하고 터키 주재한국대사관에 가서 "대한민국을 위해 봉사하겠다"며 귀순하여 간첩활동 김진모(43) |
| 1982년 11월 17일 | 서울형사지법                        | 국가보안법위반 등                                                                            | 이순희(33) 징역15년 자격정지15년 박영조(39) 징역1년 집행유예2년 |                                                          | 호스티스 여 간첩 이순희가 일본으로 출국할 수 있게 상용여권발급을 도와준 가나기업 대표 여권법위반죄 적용 |
| 1982년 12월 8일  | 서울형사지법                        | 국가보안법위반                                                                               | 징역15년 |                                                          | 최양준 간첩사건 |
| 1982년 12월      | 서울형사지법                        | 국가보안법 위반 등                                                                           | 징역10년 자격정지10년 |                                                          | 차풍길 간첩 사건 |
| 1983년           | 서울고법                            | 국가보안법 위반 등                                                                           | 무기징역 |                                                          | 차풍길 간첩 사건 |
| 1983년           | 대법원                              | 국가보안법 위반 등                                                                           | 무기징역 |                                                          | 차풍길 간첩 사건 |
| 1982년 12월 27일 | 서울형사지법                        | 국가보안법위반 등                                                                            | 송지섭(59헌병출신 덕명산업 전무) 사형 송기준(54대진화학 대표) 사형 송기섭(58전 서울시공무원) 무기징역 한광수(69전 이대교수) 징역15년 자격정지15년 송기복(40여 신광여중 교사) 징역10년 자격정지10년 송기홍(37신림미술학원장) 징역5년6월 자격정지5년6월 송기수(35척추교정시술사) 징역5년6월 자격정지5년6월 한용수(45선경 경공업부상무) 징역3년 자격정지3년 집행유예5년 송오섭(53운전사) 징역1년6월 자격정지1년6월 집행유예3년 송흥섭(47) 징역1년 자격정지1년 집행유예2년 한영희(51새마을동부녀회장) 징역1년 자격정지1년 집행유예2년 김춘순(51주부) 징역1년 자격정지1년 집행유예2년       | 이영범                                                   | 혈연 중심의 11명이 서울충북거점으로 25년간 공화당 중앙상임위원, 대학교수, 회사중역 등 사회적 신분을 이용해 정치경제군사학원및 국가기관 등에 침투해 유언비어 유포하고 학생등을 선동하는 동 조직적인 간첩활동 |
| 1983년 4월 26일  | 서울고법                            | 국가보안법위반 등                                                                            | 송지섭(59헌병출신 덕명산업 전무) 징역25년 자격정지25년 송기준(54대진화학 대표) 징역25년 자격정지25년 5명 원심파기 3명 항소기각 | 이영모                                                   | |
| 1983년 8월       | 대법원                              | 국가보안법위반 등                                                                            | 파기환송 | 이일규                                                   | 장기구금 상태에서 검사앞에서 자백은 임의성 의심 |
| 1983년 12월 23일 | 서울고법                            | 국가보안법위반 등                                                                            | 송지섭 징역10년6월 자격정지10년6월 송기준 징역10년 자격정지10년 송기섭 징역7년 자격정지7년 한광수 징역5년 자격정지5년 송기복 징역1년6월 집행유예3년 송기홍 징역1년 집행유예3년 송기수 징역4년 자격정지4년 한용수 징역1년6월 집행유예3년 | 오병선                                                   | |
| 1984년           | 대법원                              | 국가보안법위반 등                                                                            | 파기환송 |                                                          | |
| 1984년           | 서울고법                            | 국가보안법위반 등                                                                            | 송지섭 징역7년6월 자격정지7년6월 등 |                                                          | |
| 1984년 11월 27일 | 대법원                              | 국가보안법위반 등                                                                            | 송지섭 징역7년6월 자격정지7년6월 등 | 김형기                                                   | |
| 1982년           | 서울형사지법                        | 국가보안법위반 간첩죄                                                                        | 사형 |                                                          | 재일교포 박영식 간첩 사건 |
| 1983년           | 서울고법                            | 국가보안법위반 간첩죄                                                                        | 무기징역 |                                                          | 재일교포 박영식 간첩 사건 |
| 1983년           | 대법원                              | 국가보안법위반 간첩죄                                                                        | 무기징역 |                                                          | 재일교포 박영식 간첩 사건 |
| 1983년           | 서울형사지법                        | 국가보안법위반 간첩죄                                                                        | 사형 |                                                          | 재일교포 유학생 이종수 간첩 사건 |
| 1983년           | 서울고법                            | 국가보안법위반 간첩죄                                                                        | 사형 |                                                          | 재일교포 유학생 이종수 간첩 사건 |
| 1983년           | 대법원                              | 국가보안법위반 간첩죄                                                                        | 사형 |                                                          | 재일교포 유학생 이종수 간첩 사건 |
| 1983년 1월 14일  | 서울형사지법                        | 국가보안법위반 집시법위반                                                                    | 하승창 징역1년 자격정지1년 박순정(22철학과) 징역10월 김은주(22천문기상) 징역8월 | 심명수                                                   | 1982년 3월8일 반정부 유인물 150여장을 연세대 강의실 등에 살포하는 등 4차례에 걸쳐 1000여장 살포 |
| 1983년 2월 23일  | 서울형사지법                        | 국가보안법위반 등                                                                            | 김영희(여26) 사형 무기징역 징역3년 자격정지3년 | 이영범                                                   | 일본에서 조총련 공작원에 포섭돼 입북후 간첩교육받고 잠입 교회,학원,노조 등에 침투해 간첩활동 김영희(26) 등 4명 |
| 1983년 3월 16일  | 서울형사지법                        | 국가보안법위반                                                                               | 최을호(60농업) 사형 최낙전(44농업) 징역15년 자격정지15년 | 이영범                                                   | 전북 김제 일원 간첩활동 |
| 1983년 3월 29일  | 서울형사지법                        | 국가보안법위반                                                                               | 징역10월 자격정지10월 | 오윤덕                                                   | 전 총신대 신학대학원생 성백의(30) |
| 1983년 5월 3일   | 서울형사지법                        | 국가보안법위반 등                                                                            | 사형 | 김성만                                                   | 재일교포 김장호(42) 북한에서 간첩교육받고 잠입 |
| 1983년 5월 24일  | 서울형사지법                        | 국가보안법위반 집시법위반                                                                    | 징역3년 자격정지2년 |                                                          | 연세대 교내에서 시위를 선동 지태홍(사학3학년) |
| 1983년 5월 24일  | 광주지법                            | 국가보안법위반 반공법위반 집시법위반                                                         | 이광웅(42) 징역4년 자격정지4년 박정석(37) 징역3년 자격정지3년 전성원(27) 징역1년 자격정지1년 이옥렬(28) 선고유예 황윤태(30) 선고유예 강상기(35) 선고유예 채규구(30) 선고유예 | 이보환                                                   | 오송회 사건 |
| 1983년 7월 28일  | 광주고법                            | 국가보안법위반 반공법위반 집시법위반                                                         | 이광웅 등 3명 2~3년 가중 이옥렬 등 6명 징역1년~2년6월 | 이재화                                                   | 오송회 사건 |
| 1983년 12월      | 대법원                              | 국가보안법위반 반공법위반 집시법위반                                                         | 이광웅 등 3명 2~3년 가중 이옥렬 등 6명 징역1년~2년6월 |                                                          | 오송회 사건 |
| 1983년 6월 17일  | 대법원                              | 국가보안법위반 군사기밀누설                                                                  | 징역8년 자격정지8년 | 신정철                                                   | 군사기밀이란 순수한 군사상 기밀 뿐만 아니라 적국에 밝힘으로 군사상 불이익이 되는 정치경제사회문화 등 일체의 기밀을 포함 재일 조총련에 국내정세 누설 김양수(47 범아해운 무역부장) 1981년10월 오사카에 가서 자신의 고모부이자 조총련 오사카 상공회 간부인 강호경(81)과 재일 공작원 김모 등에 광주사태 등 국내정세를 날조해서 전한후 지령받고 입국                                                                                |
| 1985년 7월 24일  | 서울형사지법                        | 국가보안법위반                                                                               | 장진영 등5명 구류7일,그림19점몰수 |                                                          | 민중문화협의회 부장 등 화가5명 삼민투 혐의점없어 공소기각, 유언비어유포 혐의로 구류 처분 |
| 1983년 5월 18일  | 서울형사지법83고합531               | 국가보안법위반 반공법위반                                                                    | 무기징역 |                                                          | 이근안 고문 피해자 함주명 |
| 1984년 1월 30일  | 서울고법83노2652                    | 국가보안법위반 반공법위반                                                                    | 무기징역 |                                                          | 이근안 고문 피해자 함주명 |
| 1984년           | 대법원                              | 국가보안법위반 반공법위반                                                                    | 무기징역 |                                                          | 이근안 고문 피해자 함주명 |
| 2005년 7월 15일  | 서울고법2000재노16                  | 국가보안법위반 반공법위반                                                                    | 무죄 | 이호원,김관중,엄상필                                     | 이근안 고문 피해자 함주명 |
| 1983년 5월       | 서울형사지법                        | 국가보안법위반 간첩 등                                                                       | 사형 |                                                          | 반국가단체 활동을 하고 국내에 잠입 재일교포 |
| 1983년           | 서울고법                            | 국가보안법위반 간첩 등                                                                       | 무기징역 |                                                          | 반국가단체 활동을 하고 국내에 잠입 재일교포 |
| 1983년           | 대법원                              | 국가보안법위반 간첩 등                                                                       | 무기징역 |                                                          | 반국가단체 활동을 하고 국내에 잠입 재일교포 |
| 2017년 9월 22일  | 서울고법                            | 국가보안법위반 간첩 등                                                                       | 무죄 | 윤준                                                     | 반국가단체 활동을 하고 국내에 잠입 재일교포 |
| 1983년 6월       | 대구지법                            | 국가보안법위반 간첩죄                                                                        | 김상순 징역12년 자격정지12년 이창하 징역5년 자격정지5년 |                                                          | 김상순 간첩사건 |
| 1983년 9월       | 서울형사지법                        | 국가보안법위반 간첩죄                                                                        | 오주석 무기징역 김성규 징역15년 자격정지15년 송석민 징역12년 자격정지12년 안교도 징역10년 자격정지10년 |                                                          | 조총련 거점 간첩단 사건 |
| 1983년 12월      | 서울고법                            | 국가보안법위반 간첩죄                                                                        | 오주석 징역15년 자격정지15년 김성규 징역12년 자격정지12년 송석민 징역10년 자격정지10년 안교도 징역7년 자격정지7년 |                                                          | 조총련 거점 간첩단 사건 |
| 1984년           | 대법원                              | 국가보안법위반 간첩죄                                                                        | 오주석 징역15년 자격정지15년 김성규 징역12년 자격정지12년 송석민 징역10년 자격정지10년 안교도 징역7년 자격정지7년 |                                                          | 조총련 거점 간첩단 사건 |
| 1984년 3월       | 대구지법                            | 국가보안법위반 폭처법위반                                                                    | 1 징역3년 자격정지3년 2,3,4,5 징역1년6개월 |                                                          | 대구 미국문화원 폭발사건 |
| 1984년 5월 2일   | 마산지법84고합4                     | 간첩 반공법위반 국가보안법위반                                                               | 징역17년 자격정지17년 |                                                          | 1971년 9월 강원도 강릉 주문진항을 출발한 오징어잡이 어선을 타고 동해상에서 조업을 하다가 북한 경비정에 의해 동료 18명과 함께 납북 |
| 1984년 10월 12일 | 대구고법84노804                     | 간첩 반공법위반 국가보안법위반                                                               | 징역17년 자격정지17년 |                                                          | 1971년 9월 강원도 강릉 주문진항을 출발한 오징어잡이 어선을 타고 동해상에서 조업을 하다가 북한 경비정에 의해 동료 18명과 함께 납북 |
| 1985년 1월 22일  | 대법원84도2476                      | 간첩 반공법위반 국가보안법위반                                                               | 징역17년 자격정지17년 |                                                          | 1971년 9월 강원도 강릉 주문진항을 출발한 오징어잡이 어선을 타고 동해상에서 조업을 하다가 북한 경비정에 의해 동료 18명과 함께 납북 |
| 2011년 10월 20일 | 창원지법2010재고합2                 | 간첩 반공법위반 국가보안법위반                                                               | 무죄 | 김경환                                                   | 1971년 9월 강원도 강릉 주문진항을 출발한 오징어잡이 어선을 타고 동해상에서 조업을 하다가 북한 경비정에 의해 동료 18명과 함께 납북 |
| 1984년 1월 27일  | 서울형사지법83고합1083              | 국가기밀탐지등 잠입.탈출 회합.통신 편의제공                                                  | 박박 징역10년 자격정지10년 윤용진 징역3년 자격정지3년 이정후 징역3년 자격정지3년 |                                                          | 재일교포 간첩 사건 |
| 1984년 7월       | 서울고법                            | 국가기밀탐지등 잠입.탈출 회합.통신 편의제공                                                  | 박박 징역10년 자격정지10년 윤용진 징역3년 자격정지3년 이정후 징역3년 자격정지3년 |                                                          | 재일교포 간첩 사건 |
| 1984년 10월      | 대법원                              | 국가기밀탐지등 잠입.탈출 회합.통신 편의제공                                                  | 박박 징역10년 자격정지10년 윤용진 징역3년 자격정지3년 이정후 징역3년 자격정지3년 |                                                          | 재일교포 간첩 사건 |
| 2012년           | 서울고법                            | 국가기밀탐지등 잠입.탈출 회합.통신 편의제공                                                  | 무죄 |                                                          | 재일교포 간첩 사건 |
| 2012년 6월 12일  | 대법원                              | 국가기밀탐지등 잠입.탈출 회합.통신 편의제공                                                  | 무죄 | 이인복                                                   | 재일교포 간첩 사건 |
| 1984년 11월 11일 | 서울형사지법                        | 국가보안법위반 간첩죄                                                                        | 무기징역 |                                                          | 이장형 간첩사건 |
| 1985년 2월       | 서울고법                            | 국가보안법위반 간첩죄                                                                        | 무기징역 |                                                          | 이장형 간첩사건 |
| 1985년 6월       | 대법원                              | 국가보안법위반 간첩죄                                                                        | 무기징역 |                                                          | 이장형 간첩사건 |
| 1984년 12월      | 서울형사지법                        | 국가보안법위반 간첩죄                                                                        | 징역10년 자격정지10년 |                                                          | 재일교포 유학생 윤정현 간첩사건 |
| 1984년 11월 15일 | 전주지법 군산지원84고합109          | 간첩 등                                                                                      | 징역10년 |                                                          | 군산 승룡호 납북어부 서창덕 |
| 2008년 10월 31일 | 전주지법 군산지원2008재고합1        | 간첩 등                                                                                      | 무죄 | 정재규,한종환,우인선                                     | 군산 승룡호 납북어부 서창덕 |
| 1985년 4월       | 서울형사지법                        | 국가보안법위반 간첩죄                                                                        | 사형 |                                                          | 직파간첩 정해권 |
| 1985년 7월       | 서울형사지법                        | 찬양,고무 등                                                                                 | 징역3년 자격정지3년 |                                                          | '깃발'사건(김원치 검사) |
| 1985년           | 서울형사지법                        | 찬양,고무 등                                                                                 | 징역2년 집행유예3년 |                                                          | 이흥구 제32회 사법시험 합격 |
| 1986년           | 대법원                              | 간첩 등                                                                                      | 사형 |                                                          | 1988년 무기징역 감형, 1999년 12월30일 특별사면된 신광수 |
| 1985년 7월 23일  | 서울형사지법                        | 국가보안법위반                                                                               | 이준호 징역10년 배병희 징역4년 | 안문태,이동영, 권순일                                    | 이준호 가족간첩 사건 |
| 1985년 12월 18일 | 서울고법85노2504                    | 국가보안법위반                                                                               | 이준호 징역7년 배병희 징역3년6월 | 이원배,곽동효,박장우                                     | 이준호 가족간첩 사건 |
| 1988년 3월 25일  | 대법원                              | 국가보안법위반                                                                               | 이준호 징역7년 배병희 징역3년6월 | 김형시,정태균,이정우,신정철                              | 이준호 가족간첩 사건 |
| 2009년 7월 10일  | 서울고법2007재노28                  | 국가보안법위반                                                                               | 무죄 | 이광범                                                   | 이준호 가족간첩 사건 |
| 1985년 10월 2일  | 서울형사지법                        | 국가보안법위반 집시법위반 특수공무집행방해 폭처법위반 등                                     | 함운경 징역7년 자격정지3년 김민석 징역5년 이정훈 징역5년 홍성영 등9명 징역4년 윤영상 등7명 징역3년 전진숙 징역2년 집행유예3년 | 이재훈                                                   | 미국 문화원 농성사건이 사건의 동기라고 주장하는 광주사태는 국군통수권자의 상황판단에 따른 통치권행사로서 심판대상 아니고 국가보안법은 용공분자이거나 좌경화된 사람이냐 여부가 판단의 대상이 아니라 북을 이롭게 하는 주장이나 행동하면 처벌대상 |
| 1986년 2월 4일   | 서울고법                            | 국가보안법위반 집시법위반 특수공무집행방해 폭처법위반 등                                     | 함운경 징역5년 자격정지3년 김민석 징역4년 이정훈 징역3년6월 홍성영 등7명 징역3년 김영수 등5명 징역2년 윤영상 등4명 징역2년 집행유예3년 | 김주상                                                   | 기물파손 않고 자진해산 참작, 1심과 달리 법정태도 온건 등 감경, 윤영상 등 단순가담자 석방 |
| 1986년 6월 24일  | 대법원                              | 국가보안법위반 집시법위반 특수공무집행방해 폭처법위반 등                                     | 함운경 징역5년 자격정지3년 김민석 징역4년 이정훈 징역3년6월 홍성영 등7명 징역3년 김영수 등5명 징역2년 윤영상 등4명 징역2년 집행유예3년 |                                                          | |
| 1985년 10월 24일 | 서울형사지법                        | 국가보안법위반                                                                               | 징역7년,치료감호 | 안문태                                                   | 1985년 6월 18일 서울발 제주행 KAL기에서 "기내에 폭발물이 장치돼 있다 북으로 가자"라고 한 정종철(39)을 격투 끝에 체포 납치미수범 |
| 1985년 10월 28일 | 광주지법                            | 국가보안법위반 집시법위반                                                                    | 강기정(전 전기공학4 삼민투위원장) 징역7년 자격정지5년 한경(전 영어교육4, 광주사태 진상규명위원장) 징역7년 자격정지5년 김기성(전 무역학4, 민주제도분과장) 징역5년 자격정지3년 유은숙(전 국사교육4 민중생활조사분과장) 징역3년 자격정지2년 | 맹천호                                                   | 전남대 삼민투 |
| 1985년           | 광주고법                            | 국가보안법위반 집시법위반                                                                    | 강기정 징역7년 자격정지5년 한경 징역7년 자격정지5년 김기성 징역5년 자격정지3년 유은숙 징역3년 자격정지3년 |                                                          | 전남대 삼민투 |
| 1986년 6월 2일   | 대법원                              | 국가보안법위반 집시법위반                                                                    | 강기정 징역7년 자격정지5년 한경 징역7년 자격정지5년 김기성 징역5년 자격정지3년 유은숙 징역3년 자격정지3년 | 황선당                                                   | 전남대 삼민투 |
| 1985년 11월 2일  | 서울형사지법                        | 국가보안법위반                                                                               | 징역2년 자격정지2년 집행유예4년 | 문윤길                                                   | 서울대 사대 학생회장 이병우(영어교육학과4학년) |
| 1985년 11월 12일 | 서울형사지법                        | 국가보안법위반 등                                                                            | 징역2년 자격정지2년 집행유예4년 | 오세빈                                                   | 덕성여대 총학생회장 이정민(불문과4) 1985년 총학생회 부활식에서 반미구호가 담긴 총학생회 출범선언문 낭독하고 시위주동, 이념서적 탐독이나 민중정부수립 주장 등으로 볼때 좌경화되었다는점은 인정할 수 있으나 학업에 전념의 뜻 |
| 1985년 11월 14일 | 서울형사지법                        | 국가보안법위반 등                                                                            | 징역2년 자격정지2년 집행유예3년 | 손평업                                                   | 서울대 국민윤리교육 3년제적 김경희(21) 1985년 6월 인천 주안공단지역에 폭력에 의한 노동운동탄압규탄대회라는 제목의 유인물 200여장 배포 |
| 1985년 12월 16일 | 서울형사지법                        | 국가보안법위반 간첩죄                                                                        | 유지길, 김병진 징역3~5년형 선고 |                                                          | 민단와해공작 간첩사건 |
| 1985년 12월 19일 | 전주지법                            | 국가보안법위반                                                                               | 징역7년 자격정지7년 |                                                          | 정삼근 납북어부 간첩사건 |
| 1986년 2월       | 광주고법                            | 국가보안법위반                                                                               | 징역7년 자격정지7년 |                                                          | 정삼근 납북어부 간첩사건 |
| 1986년 8월       | 대법원                              | 국가보안법위반                                                                               | 징역7년 자격정지7년 |                                                          | 정삼근 납북어부 간첩사건 |
| 1986년 1월 7일   | 서울형사지법                        | 국가보안법위반 등                                                                            | 징역1년6월 자격정지1년 | 오세빈                                                   | 최연희검사가 처음 징역5년 자격정지5년 구형했다가 1년씩 낮춰 구형 서강대 삼민투위원장 유성(21 영문과4년) |
| 1986년 1월 15일  | 서울형사지법                        | 국가보안법위반 집시법위반 폭처법위반 현주건조물방화미수 공문서위조 등                        | 문용식(국사3) 징역7년 자격정지7년 안병룡(국사4) 징역7년 자격졍지7년 황인상(무역졸업) 징역5년 자격정지5년 윤성주(동양사3) 징역3년 자격정지3년 민병렬(사회4) 징역5년 자격정지3년 민관홍(인류4) 징역5년 자격정지5년 이종원(지리4) 징역4년 자격정지4년 김찬(국사4) 징역2년 김재광(영어교육4) 징역3년 자격정지3년 이흥구(공법4) 징역3년 자격정지3년 김희갑(동양사3) 징역3년 자격정지3년 장혜경(중문4) 징역2년 자격정지2년 집행유예3년 박충렬(법학졸업) 징역2년 자격정지2년 집행유예3년 | 안문태                                                   | 지하 유인물 '깃발' 제작 배포하고 민족민주혁명이념(NDR)을 내세운 민주화추진위원회 결성, NDR이념 북의 혁명적화이론에 동조, 민추위와 노투(노동문제투쟁위원회) 실존과 이적성, 깃발1,2호 이적표현물 인정 |
| 1986년 5월 12일  | 서울고법                            | 국가보안법위반 집시법위반 폭처법위반 현주건조물방화미수 공문서위조 등                        | 문용식 징역7년 자격정지5년 안병룡 징역5년 자격졍지4년 황인상 징역5년 자격정지4년 윤성주 징역2년 자격정지3년 민병렬 징역4년 자격정지3년 민관홍 징역4년 자격정지3년 이종원 징역3년 자격정지3년 김찬 징역2년 김재광 징역2년6월 자격정지2년 이흥구 징역2년 자격정지2년 집행유예3년 김희갑 징역3년 자격정지2년 | 정만조                                                   | 지하 유인물 '깃발' 제작 배포하고 민족민주혁명이념(NDR)을 내세운 민주화추진위원회 결성, NDR이념 북의 혁명적화이론에 동조, 민추위와 노투(노동문제투쟁위원회) 실존과 이적성, 깃발1,2호 이적표현물 인정 |
| 1986년 1월 20일  | 서울형사지법                        | 국가보안법위반 간첩죄 간첩방조                                                               | 양동화(조선대2년제적) 사형 김성만 사형 황대권(서울대졸업)등2명 무기징역 정금택(국민대학원1) 징역15년 자격정지15년~징역3년 이원중(동국대3)등4명 집행유예 | 박만호                                                   | 학원침투 유학생 간첩단 사건 이후 재심서 무죄 확정 |
| 1986년           | 서울고법                            | 국가보안법위반 간첩죄 간첩방조                                                               | 양동화(조선대2년제적) 사형 김성만 사형 황대권(서울대졸업)등2명 무기징역 정금택(국민대학원1) 징역15년 자격정지15년~징역3년 이원중(동국대3)등4명 집행유예 |                                                          | 학원침투 유학생 간첩단 사건 이후 재심서 무죄 확정 |
| 1986년 12월 3일  | 대법원                              | 국가보안법위반 간첩죄 간첩방조                                                               | 양동화(조선대2년제적) 사형 김성만 사형 황대권(서울대졸업)등2명 무기징역 정금택(국민대학원1) 징역15년 자격정지15년~징역3년 이원중(동국대3)등4명 집행유예 |                                                          | 학원침투 유학생 간첩단 사건 이후 재심서 무죄 확정 |
| 1986년 1월 26일  | 서울형사지법                        | 국가보안법위반 집시법위반                                                                    | 신동수(서울대국사4) 징역1년6월 강준현(한성대사학4) 징역1년 집행유예2년 김봉환(성균관대 교육4) 징역1년6월 최석우(서울대종교4) 징역1년6월 자격정지1년 집행유예3년 | 송창영                                                   | 명동성당 앞 학원안정법 반대 시위주동 신동수, 강준현과 김봉환 성균관대 교내시위주도 집시법, 최석우 대우빌딩 점거농성 모의 국가보안법 적용 |
| 1986년 2월 1일   | 서울형사지법                        | 국가보안법위반                                                                               | 징역1년6월 자격정지2년 | 손평업                                                   | 이념서적 탐독 김형섭(서울대 축산학과 졸업) |
| 1986년 2월 13일  | 서울형사지법                        | 국가보안법위반                                                                               | 김진경(양정고 교사) 징역1년6월 자격정지1년6월 송기원(실천문학사 주간) 징역1년 자격정지1년 윤재철(전 성동고 교사) 징역1년 자격정지1년 | 문윤길                                                   | 무크지 '민중교육' 1985년8월 창간호에 해방후 지배집단의 성격과 학교교육 등의 글 게재, 검찰이 제출한 증거에 의해 범죄사실이 인정되므로 판결이유 밝힐 필요없다며 생략 |
| 1986년 6월 13일  | 서울형사지법                        | 국가보안법위반                                                                               | 김진경 징역1년 자격정지1년 송기원 징역10월 자격정지1년 윤재철 징역1년 자격정지1년 집행유예2년 | 김종배                                                   | 한국이 정치경제적으로 미국일본에 예속돼 이으며 신식민지적 상황에 처해있다는 주장은 북 공산집단에 동조 |
| 1986년 2월 25일  | 전주지법                            | 국가보안법위반                                                                               | 전북대생 김용균 징역1년6월 자격정지1년6월 전북대생 이광재 징역1년6월 자격정지1년6월 인쇄업자 류한웅 징역10월 자격정지10월 집행유예2년 | 홍성무                                                   | 지하신문 발행 |
| 1986년 3월 4일   | 서울형사지법                        | 이적단체 구성 등 집시법위반                                                                  | 징역7년 자격정지6년 | 문윤길                                                   | 서울대 민추위 사건 민청련 의장 김근태 |
| 1986년 7월 4일   | 서울고법                            | 이적단체 구성 등 집시법위반                                                                  | 징역5년 자격정지5년 | 한대현                                                   | 민족민주주의이념(NDR)은 북의 통일전선전술과 비슷한 것으로 자유민주주의와 자본주의를 표명한 우리 헌법질서에서 불가능 |
| 1986년 9월 23일  | 대법원                              | 이적단체 구성 등 집시법위반                                                                  | 징역5년 자격정지5년 | 이병후                                                   | |
| 1986년 2월 26일  | 전주지법                            | 국가보안법위반 반공법위반 간첩죄                                                             | 나종인 무기징역 나종갑 징역15년 자격정지15년 이곤 무기징역 이호숙 징역15년 자격정지15년 김윤수 징역15년 자격정지15년 정향숙 징역12년 자격정지12년 이병규 징역12년 자격정지12년 정삼근 징역10년 자격정지10년 |                                                          | 개야도 간첩단 사건 |
| 1986년 3월 6일   | 서울형사지법                        | 국가보안법위반 등                                                                            | 성명섭(공법학 졸업) 징역2년6월 자격정지2년6월 조경애(의류학과 졸업) 징역2년 자격정지2년 집행유예4년 유경완(국제경제4) 징역1년6월 자격정지1년6월 집행유예3년 | 서성                                                     | 가혹행위 문제는 증거능력에 관한 문제일뿐 공소의 적법여부 문제 아니다 관계인 진술밖에 없는 확신범에 대한 재판의 한계상 민청년 간부들의 검찰 법원에서의 진술로 판단해 볼때 유죄인정, 민청련 규약에는 없지만 용공적인 이론인 민족민주주의를 지도이념으로 삼은 것은 여러 증거로 입증, 남북 대치 현실에서 민족민주주의이론은 우리의 생존권과 직결                                                                                   |
| 1986년 3월 10일  | 서울형사지법                        | 국가보안법위반                                                                               | 징역7년 자격정지7년 | 이재훈                                                   | 유학생으로 들어와 북 도서 유포한 이나바 유타카(25) |
| 1986년 3월 17일  | 서울형사지법                        | 이적동조                                                                                     | 징역5년 자격정지4년 | 안문태                                                   | 서울대 민추위 사건 배후조종 박문식(28서울대 경제학과4 제적) |
| 1986년 3월 19일  | 서울형사지법                        | 이적단체 구성 등 집시법위반                                                                  | 허인회(고려대 총학생회장, 전학련 삼민투위원장) 징역7년 자격정지5년 이정훈(사학4 고려대 삼민투위원장)등4명 징역3년6월 자격정지2년6월~징역2년6월 자격정지2년6월 | 박만호                                                   | 전학련 삼민투, 고려대 삼민투 사건, 전국34개 대학에 관련된 삼민투 가운데 전학련 삼민투, 서울대 연세대 고려대 성균관대 전남대 조선대 등 6개 대학 삼민투가 마르크스 계급구분 방식에 따른 사회분석하는 등 이적단체 인정 |
| 1986년 7월 14일  | 서울고법                            | 이적단체 구성 등 집시법위반                                                                  | 허인회 징역5년 자격정지5년 이정훈 징역2년 자격정지2년 박능출 징역2년6월 자격정지2년6월 석영철 징역1년 자격정지1년 이춘 징역1년 자격정지1년 | 김헌무                                                   | |
| 1986년 3월 20일  | 서울형사지법                        | 이적단체 구성 등                                                                             | 김민석(전학련의장) 징역3년6월 자격정지3년6월 함운경(공동위원장) 징역2년6월 자격정지2년6월 김연형(공동위원장)등2명 징역5년 자격정지5년 정광호 등2명 징역3년 자격정지3년 유호찬 징역2년 자격정지2년 | 서성                                                     | 서울대 삼민투 사건 |
| 1986년 7월 21일  | 서울고법                            | 이적단체 구성 등                                                                             | 김민석 징역1년6월 자격정지1년6월 함운경 징역1년6월 자격정지1년6월 | 김헌무                                                   | |
| 1986년 3월 21일  | 서울형사지법                        | 국가보안법위반                                                                               | 정태근(경제4제적) 징역5년 자격정지5년 박선원(경영4) 징역4년 자격정지4년 이규철(지질4) 징역3년 자격정지3년 서원희(심리3) 징역2년 자격정지2년 장경진(응용통계2) 징역1년6월 집행유예2년 | 이건웅                                                   | 연세대 삼민투 사건, 장경진 집시법만 적용 |
| 1986년 3월 25일  | 서울형사지법                        | 국가보안법위반                                                                               | 고진화(사학4) 징역5년 자격정지5년 김현주(사학4) 징역4년 자격정지4년 김명욱(경제4) 징역2년6월 자격정지2년 김경협(사학4) 징역2년 자격정지2년 이원식(정외4) 징역1년6월 자격정지1년 | 안문태                                                   | 성균관대 삼민투 사건 |
| 1986년 6월 20일  | 서울형사지법                        | 국가보안법위반 집시법위반 범인은닉                                                           | 징역10월 자격정지6월 집행유예2년 | 김기수                                                   | 서일봉(24성균관대 도서관학3년) |
| 1986년 7월 7일   | 서울형사지법                        | 국가보안법위반                                                                               | 징역1년 자격정지1년 | 정덕흥                                                   | 대학가 지하 유인물 '깃발' 제작에 참여 서울대생 손병흠(25수학교육4) |
| 1986년 7월 8일   | 서울형사지법                        | 국가보안법위반                                                                               | 징역1년6월 자격정지2년 집행유예2년 | 정덕흥                                                   | 불온서적 번역하고 교내시위 벌인 서울대생 김남근(22공법학과4년) |
| 1986년 6월 26일  | 광주지법                            | 국가보안법위반                                                                               | 징역7년 |                                                          | 김양기 간첩사건 |
| 1986년 7월 28일  | 서울형사지법                        | 국가보안법위반 등                                                                            | 김익흥(경제4) 징역3년 자격정지3년 | 이원구                                                   | |
| 1986년 7월 28일  | 서울형사지법                        | 국가보안법위반 등                                                                            | 서정철(23연세대 국문4) 징역2년6월 자격정지2년 | 김효종                                                   | |
| 1986년 8월 19일  | 서울형사지법                        | 국가보안법위반 등                                                                            | 징역7년 자격정지7년 | 박영무                                                   | 1985년말 전학련의 내외신 기자회견, 1986년 2월 4일 서울대연합시위 등을 주도한 전 전학련 의장 오수진(24성균관대 행정4) 재판거부하고 퇴정 |
| 1986년 8월 22일  | 서울형사지법                        | 국가보안법위반 등                                                                            | 징역1년6월 자격정지1년6월 | 송동원                                                   | 국민대 유왕의(국사4) |
| 1986년 9월 27일  | 서울형사지법                        | 이적표현물 소지 등                                                                           | 김상복 징역4년 자격정지4년 고성국(다산기획 대표) 징역3년 자격정지3년 고경대(보임기획 대표) 징역3년 자격정지3년 이범(28백산서당 대표) 징역3년 자격정지3년 박성인(27다산기획 총무부장) 징역2년 자격정지2년 곽탁성(23다산기획 자료부장, 연세대 경제3) 징역1년6월 자격정지1년6월 김진순(29여 구로지역탈출연구소 책임자) 징역1년6월 자격정지1년6월 강우근(23보임기획디자이너) 징역1년6월 자격정지1년6월 김희준(28치과의사) 징역1년 자격정지1년 전수호(25연세대 경제4) 징역1년 자격정지1년 김해중(25서울대 원예3) 징역1년 자격정지1년 이창우 징역1년 자격정지1년 집행유예2년 고경미 선고유예 |                                                          | 일본 등지로부터 좌경이념서적을 반입 이를 바탕으로 운동권 학생과 근로자들을 대상으로 의식화 학습시킨 김상복(30전 기독교청년연합 교육문화분과위원장) 등 |
| 1986년 11월 5일  | 서울형사지법                        | 국가보안법위반                                                                               | 징역4년 자격정지4년 | 김효종                                                   | 1986년4월 전방 입소거부시위 주도 성균관대 민민투위원장 조유묵(22사회4) |
| 1986년 11월 11일 | 서울형사지법                        | 국가보안법위반                                                                               | 징역2년 자격정지2년 집행유예3년 | 박영무                                                   | 5·3 인천 사태 오희숙(22연세대 교육4) 시위에 부화뇌동하여 참가했고 유인물 소지 경위 등에 참작 사유 |
| 1986년 11월 17일 | 서울형사지법                        | 이적단체구성 예비 공문서위조 위조 공문서 행사 등                                             | 징역7년 자격정지3년 | 김효종                                                   | 인천 사태 민통련정책연구 실장 장기표 자신의 입장을 담은 원고지 2000여매 분량 자술서가 재판부에 전달되지 않은 사실로 선고기일을 늦춰달라고 했으나 받아들여지지 않자 "군부독재타도" 등의 구호 제청하고 퇴정 |
| 1987년 3월 17일  | 서울고법                            | 이적단체구성 예비 공문서위조 위조 공문서 행사 등                                             | 징역7년 자격정지3년 | 김헌무                                                   | 4차공판에서 재판부의 제지를 무시한 채 반정부 발언을 하다 강제 퇴정하고 양측의 항소기각 |
| 1987년 6월 24일  | 대법원                              | 이적단체구성 예비 공문서위조 위조 공문서 행사 등                                             | 징역7년 자격정지3년 | 정기승                                                   | |
| 1987년           | 해군보통군법회의                    | 간첩 군사기밀탐지 등                                                                         | 무기징역 |                                                          | 일본에 밀항했다가 조총련에 포섭되고 1978년1월 귀국 1981년6월까지 23차례에 걸쳐 제주도 예비군 훈련상황, 해안경비실태 등 군사기밀 탐지,수집 |
| 1987년 12월 28일 | 해군고등군법회의                    | 간첩 군사기밀탐지 등                                                                         | 무기징역 |                                                          | 불법연행 33일만에 구속 27개월 지나 파기환송 18개월만에 무죄확정 김철준 구속기간 837일 |
| 1986년           | 대법원                              | 간첩 군사기밀탐지 등                                                                         | 파기환송 무죄 |                                                          | 불법구금 상태에서 가혹행위에 의한 허위자백 |
| 1986년 11월 18일 | 서울형사지법                        | 국가보안법위반                                                                               | 이세영(독문4 위원장) 징역5년 자격정지5년 김장호(22철학4 부위원장) 징역3년 자격정지3년 김명관(사회복지4년 민주제권리쟁취투쟁위원장) 징역2년6월 자격정지2년 문성철(서양사학3년) 징역2년 자격정지2년 임현묵(스페인어3년) 징역2년 자격정지2년 집행유예3년 | 김효종                                                   | 서울대 민민투 중앙상무위원장 이세영(독문4) 등 |
| 1986년 11월 21일 | 서울형사지법                        | 이적단체 구성 등 특수공무집행방해                                                            | 박종진(조선공학4) 징역6년 자격정지5년 박종석(외교4) 징역6년 자격정지5년 | 박영무                                                   | 부산 미국문화원 방화사건 서울대 자민투 부위원장 박종진 등 |
| 1986년 11월 27일 | 인천지법                            | 국가보안법위반                                                                               | 박흥순(서울대 동양사학4 제적) 징역3년 자격정지3년 박인규(서울대 철학2) 징역1년 자격정지1년 | 윤규한                                                   | 서울대 재학 당시 교내 이념서클에 가입, 의식화 학습을 받고 100여권 사회과학 서적을 탐독한 뒤 북 찬양고무 목적으로 초단파 라디오 구입해 1986년1월부터 평양방송 뉴스를 듣고 그 내용을 요약하는 등 자신들의 자취방을 돌며 수시로 평양방송 청취한 7명 |
| 1986년 12월 4일  | 제주지법86고합131                   | 간첩 반공법위반                                                                              | 무기징역 |                                                          | 강희철 |
| 2005년 6월 23일  | 제주지법2005재고합2                 | 간첩 반공법위반                                                                              | 무죄 | 박평균,차진석,김현곤                                     | 강희철 |
| 1986년 12월 9일  | 서울형사지법                        | 국가보안법위반                                                                               | 징역1년 자격정지1년 집행유예2년 | 이원구                                                   | 불온서적 판매 이대앞 다락방 서점 주인 김태문(31) |
| 1986년 12월 17일 | 서울형사지법                        | 소요죄 이적단체 구성 예비 등                                                                 | 징역2년 자격정지2년 | 김효종                                                   | 5·3 인천 사태 민통련 부의장 이창복 |
| 1987년 4월 15일  | 서울고법                            | 소요죄 이적단체 구성 예비 등                                                                 | 징역2년 자격정지2년 | 정귀호                                                   | 5·3 인천 사태 민통련 부의장 이창복 |
| 1986년 12월 18일 | 서울형사지법                        | 국가보안법위반 간첩죄                                                                        | 징역7년 자격정지7년 |                                                          | 구명우 간첩사건 |
| 1987년 2월 27일  | 서울고법                            | 국가보안법위반 간첩죄                                                                        | 징역7년 자격정지7년 |                                                          | 구명우 간첩사건 |
| 1987년 6월 4일   | 대법원                              | 국가보안법위반 간첩죄                                                                        | 징역7년 자격정지7년 |                                                          | 구명우 간첩사건 |
| 1986년 12월 29일 | 서울형사지법                        | 이적단체 구성 등                                                                             | 조유식 징역5년 자격정지5년 이종주(경제4) 징역4년 자격정지4년 이명재(22경제3, 자민투위원장) 징역3년6월 자격정지3년 박성근(22경영3) 징역3년 자격정지3년 정춘식(22정치3) 징역2년 자격정지2년 이병호(22국문4) 징역2년 자격정지2년 집행유예3년 박석봉(22전산3) 징역2년 자격정지2년 집행유예3년 김정희(21음대4) 징역2년 자격정지2년 집행유예3년 정미숙(22가정관리4) 징역1년 자격정지1년 집행유예2년 | 김효종                                                   | 서울대 자민투, 구국학생연맹 사건 구학련 중앙위원 조유식(22정치학4) 등 9명 |
| 1986년 12월 30일 | 서울형사지법                        | 이적단체 구성 등                                                                             | 강성구(21물리교육1 제적 민민투 중앙상무위원) 징역3년 자격정지3년 조형제(21일어교육3)등4명 집행유예 | 김오섭                                                   | 서울대 민민투 사건 |
| 1987년 1월 7일   | 서울형사지법                        | 이적단체 구성 등                                                                             | 징역4년 자격정지4년 | 김효종                                                   | 1986년 4월 8일 고려대 민주광장에서 동료학생 500명과 함께 민민투를 결성, 위원장이 된후 교내외 시위 주도 |
| 1987년 1월 12일  | 서울형사지법                        | 국가보안법위반                                                                               | 징역2년 자격정지2년 집행유예3년 | 정연욱                                                   | 구국학생연맹 배후 총책겸 전국노동자연맹추진위원회 소속 박요한(25서울대 물리학과4년) |
| 1987년 1월 30일  | 서울형사지법                        | 국가보안법위반 특수공무집행방해치상 폭처법상 주거침입 폭처법상 재물손괴 등                   | 김판태(21서울대 체육교육2) 징역2년6월 자격정지2년 오창근(22연세대 사회3) 징역2년 최기영(21한국외대 영어2) 징역2년 김영철(20연세대 생물3제적) 징역1년6월 권용훈 징역1년6월 집행유예3년 안미현(22한국외대 아랍어2) 징역1년6월 집행유예3년 이석호(22한국외대 철학3) 징역1년6월 집행유예3년 정호근(22연세대 경제2제적) 징역1년6월 집행유예3년 | 박태영                                                   | 10·28 건국대학교 사건 피고인 대부분 사전에 건국대 건물을 점거농성한다는 계획을 세우고 실행에 옮긴 것이 아닌 경찰의 진압작전에 밀려 부득이하게 들어간 사실인정되지만 그렇더라도 죄는 인정 |
| 1987년 1월 30일  | 서울형사지법                        | 국가보안법위반 등                                                                            | 정진만(22 고려대 신방과3) 징역3년 자격정지3년 강민수(20 심리학3)등2명 징역2년 이종헌(20 경제3) 징역2년 이상수(21 화공3) 징역2년 집행유예3년 신창년(20 중문1) 징역2년 집행유예3년 김기성(21 사학3) 징역2년 집행유예3년 김한주(19 신방2) 징역2년 집행유예3년 | 김오섭                                                   | 10·28 건국대학교 사건 고려대생 7명 |
| 1987년 2월 3일   | 서울형사지법                        | 국가보안법위반 등                                                                            | 유필수(22서울대 정치2) 징역3년 자격정지2년 김병주(21 연세대 생화학3) 징역1년6월 임희정 징역1년6월 집행유예3년 김장전 징역1년 집행유예2년 김일환 징역1년 집행유예2년 김용두 징역1년6월 집행유예3년 오세광 징역1년6월 집행유예3년 이태학 징역2년 | 박태영                                                   | 10·28 건국대학교 사건 |
| 1987년 2월 5일   | 수원지법                            | 찬양,고무 등                                                                                 | 선고유예 | 윤승진                                                   | 한양대 안산캠퍼스 총학생회 간부 김주남(21 경영3), 이상민(23 경영3) 대의원 회의 의장실 간판에 '인민해방 남조선 투쟁위원회'라는 표기를 한 것은 사실이나 이들의 행위가 총학생회와 대의원회 간의 알력에서 상대방을 골탕먹이고자 하는 의도에서 비롯된 것으로 보이며 재판과정에서의 진술이나 반성문을 볼때 용공좌경학생으로 인정하기 곤란하며 공산집단을 이롭게 하거나 동조의사가 있었다고 보기에 어렵다, 1980년이후 최초로 선고유예 |
| 1987년 2월 9일   | 서울형사지법                        | 편의제공                                                                                     | 징역8월 자격정지1년 | 정연욱                                                   | 민통련 사무처장 이부영 숨겨준 천주교 정의평화위원장 이돈명을 고영주 검사가 기소 |
| 1987년 2월 23일  | 서울형사지법                        | 국가보안법위반                                                                               | 징역1년6월 자격정지1년6월 | 김효종                                                   | 전 민통련 총무국장 장영달 |
| 1987년 2월 25일  | 전주지법                            | 이적표현물 소지 등                                                                           | 징역1년 자격정지1년 집행유예2년 | 홍성무                                                   | 불온유인물 소지 해직근로자 김희전 |
| 1987년 3월 13일  | 서울형사지법                        | 이적단체 구성 등                                                                             | 징역6년 자격정지6년 | 김효종                                                   | 마르크스-레닌주의당 결성 기도한 김선태(25 서울대 독어교육과 4학년 제적) 법정에서 재판부가 다른 피고인들과의 병합심리요청을 거부해 공정한 심리 기대할 수 없어 재판거부한다며 "반파쇼 민주화투쟁만세" 등의 구호 제창하며 퇴정 |
| 1987년 3월 17일  | 서울형사지법                        | 국가보안법위반                                                                               | 배진호(서울대 독어교육과 졸업) 징역5년 자격정지5년 황찬호(서울대 의대 본과1) 징역3년 자격정지3년 김암(서울대 인류학4 제적) 징역3년 자격정지3년 | 박영무                                                   | 마르크스-레닌주의당 결성 기도 |
| 1987년 3월 21일  | 서울형사지법                        | 국가보안법위반 등                                                                            | 징역5년 자격정지5년 | 김효종                                                   | 10·28 건국대학교 사건 서울대구학련 인천지역책 은재형 |
| 1987년 3월 23일  | 서울형사지법                        | 국가보안법위반                                                                               | 윤병선(28 전 관악고 영어교사) 징역1년6월 자격정지1년6월 노현설(29 전 양화중 체육교사) 징역1년 자격정지1년 이상대(29전 당산여중 생물교사) 징역1년 자격정지1년 이장원(26 전 봉화중 국어교사) 징역1년 자격정지1년 송원재(29 전 난곡중 역사교사) 징역1년 자격정지1년 집행유예2년 | 김대휘                                                   | 민족민주교육쟁취투쟁위원회 1986년 9월 10일 서울 대방동 윤병선 집에 모여 민교투 결성, 좌경서적을 교재로 10여차례 세미나 개최 중고생과 노동자들을 대상으로 의식화 교육 |
| 1987년 7월 11일  | 서울형사지법                        | 국가보안법위반                                                                               | 윤병선 징역1년6월 자격정지1년6월 집행유예3년 노현설 징역1년 자격정지1년 집행유예3년 이상대 징역10월 징역1년 자격정지1년 집행유예2년 송원재 징역1년 자격정지1년 집행유예2년 | 손진곤                                                   | 시위전과가 있어 집행유예 안한 피고인 제외 전원 석방 |
| 1987년 3월 25일  | 서울형사지법                        | 국가보안법위반                                                                               | 정현곤(서울대 지구과학교육4년제적,자민투위원장) 징역6년 자격정지6년 임동식(공법학4) 징역3년6월 자격정지3년6월 고재현(전산2) 징역2년 자격정지2년 | 김효종                                                   | 10·28 건국대학교 사건 서울대 자민투, 선고가 있자 "국가보안법 철폐하라". "사법부는 각성하라" 구호제창 |
| 1987년 3월 28일  | 인천지법                            | 이적표현물 소지,탐독 등                                                                      | 징역1년6월 자격정지1년6월 | 안철규                                                   | 성균관대 사학과 졸업 해고 근로자 조기영(26) |
| 1987년 4월 4일   | 전주지법                            | 찬양,고무 등                                                                                 | 징역3년 자격정지3년 | 김환,김동환                                              | 1986년 11월 전북대 인문대에서「민주화운동과 좌경용공조작」이란 제목의 연설한 金堤 난산교회 강재우(강희남) 목사 |
| 1987년 7월 25일  | 전주지법                            | 찬양,고무 등                                                                                 | 징역1년6월 자격정지1년6월 집행유예2년 | 조용무                                                   | 1986년 11월 전북대 인문대에서「민주화운동과 좌경용공조작」이란 제목의 연설한 金堤 난산교회 강재우(강희남) 목사 |
| 1987년 4월 13일  | 광주지법                            | 국가보안법위반 집시법위반                                                                    | 징역3년6월 자격정지3년6월 징역2년6월 자격정지2년6월 | 맹천호                                                   | 전남대생 강성욱(회계4) 등 7명 1986년 광복절 오후 광주지방보훈청 앞에서 시위를 하고 충장로파출소에 돌과 화염병 던지는 등의 시도 주도 |
| 1987년 4월 13일  | 서울형사지법                        | 찬양,고무 등                                                                                 | 징역1년 자격정지1년 | 박영무                                                   | 신민당 유성환 7월 14일 보석 |
| 1991년 11월 14일 | 서울고법                            | 찬양,고무 등                                                                                 | 공소기각 | 권광중                                                   | 1987년 7월 13일 정지형 판사 보석금100만원 주거제한 석방, 질문자료 사전배포는 면책특권 대상 |
| 1992년 9월 23일  | 대법원                              | 찬양,고무 등                                                                                 | 공소기각 | 윤관                                                     | 1987년 7월 13일 정지형 판사 보석금100만원 주거제한 석방, 질문자료 사전배포는 면책특권 대상 |
| 1987년 4월 23일  | 서울형사지법                        | 국가보안법위반 등                                                                            | 징역2년 자격정지1년6월 | 김효종                                                   | 5·3 인천 사태 전 민통련 사무처장 이부영 |
| 1987년 4월 29일  | 서울형사지법                        | 국가보안법위반                                                                               | 황인욱(서양사학3) 징역5년 자격정지5년 최형석(철학2) 집행유예 박동선(미학2) 집행유예 | 박영무                                                   | 서울대 민주조선 대자보 사건 |
| 1987년 5월 7일   | 인천지법                            | 국가보안법위반                                                                               | 박충렬(서울대 법대졸업) 징역7년 여영학(자연식물3제적) 징역2년 자격정지2년 집행유예3년 이동엽(심리4) 징역2년 자격정지2년 집행유예3년 김원재(서울대 법대졸업) 징역1년6월 자격정지1년6월 집행유예3년 | 윤규한                                                   | 반제동맹당(AILG) 결성 기도 사건 19명 중에서 16명 징역7년 자격정지7년~징역2년 자격정지2년 |
| 1987년 5월 14일  | 서울형사지법                        | 국가보안법위반                                                                               | 조정환(호서대 국문과 강사) 징역2년 자격정지2년 집행유예3년 신두원(서울대 국문 대학원생) 징역2년 자격정지2년 집행유예3년 이병훈 징역2년 자격정지2년 집행유예3년 정남영(경원대 영문과 전임강사) 징역1년 자격정지1년 집행유예2년 이재현(시대외국어학원 영어강사) 징역1년 자격정지1년 집행유예2년 | 유철균                                                   | 민중미학연구회 |
| 1987년 5월 22일  | 서울형사지법                        | 국가보안법위반                                                                               | 정승연(성신여대 경영4제적) 징역3년 자격정지3년 | 박태영                                                   | 10·28 건국대학교 사건 이로써 401명 1심재판 완료 89명 실형 312명 집행유예 |
| 1987년 6월 3일   | 서울형사지법                        | 기밀누설죄 국가보안법 위반 국가모독죄 집시법위반                                             | 민언협 사무국장 김태홍 징역10월 집행유예2년 민언협 실행위원 신홍범 선고유예 한국일보 김주언 기자 징역8월 자격정지1년에 집행유예1년 | 박태범                                                   | 민주언론운동협의회 기관지 '말' 특집호「보도지침」 |
| 1994년 7월 5일   | 서울형사지법                        | 기밀누설죄 국가보안법 위반 국가모독죄 집시법위반                                             | 무죄,면소 | 성기창                                                   | 민주언론운동협의회 기관지 '말' 특집호「보도지침」 |
| 1995년 12월 11일 | 대법원                              | 기밀누설죄 국가보안법 위반 국가모독죄 집시법위반                                             | 무죄,면소 | 신성택                                                   | 민주언론운동협의회 기관지 '말' 특집호「보도지침」 |
| 1987년 6월 30일  | 서울형사지법                        | 국가보안법위반                                                                               | 징역1년 자격정지1년 집행유예2년 | 권오곤                                                   | 1986년 12월 30일 독일공산당 창시자이며 국제공산당 여성서기로 활약한 클라라 체트킨의 연설문 잡지기고문 편지 여성 공산주의자의 연설문 편지 등을 모은 '클라라 체트킨 선집' 1000여부 출판 도서출판 동녘 대표 이건복(34) |
| 1987년 7월 3일   | 서울형사지법                        | 국가보안법위반 등                                                                            | 징역1년6월 자격정지2년 집행유예2년 | 이재홍                                                   | 연세대 민민투 연락담당 이선영(심리학4년) 반성문 제출 안했는데 구속자 석방과 발 맞추어서 집행유예 석방 |
| 1987년 7월 13일  | 서울형사지법                        | 국가보안법위반 등                                                                            | 공계진(고려대 사학4제적) 징역2년 자격정지2년 박태연(탁아소원장) 징역1년6월 자격정지1년 집행유예2년 김진형(고려대 사학4) 징역1년 자격정지1년 집행유예2년 | 박영무                                                   | 노동자해방사상연구회 |
| 1987년 7월 13일  | 서울형사지법                        | 국가보안법위반 등                                                                            | 징역1년6월 자격정지3년 집행유예3년 | 박병휴                                                   | 러시아 농민운동을 계급투쟁론적 관점에서 서술한 <농민과 혁명> 번역서 재출판 도서출판 미래사 김준묵(30) |
| 1987년 7월 14일  | 서울형사지법                        | 국가보안법위반 등                                                                            | 징역2년 자격정지2년 집행유예3년 | 정연욱                                                   | 사회주의혁명 선전선동하는 내용의 <일하는 자의 철학>을 출판한 사계절출판사 대표 김영종(31) |
| 1987년 7월 20일  | 서울형사지법                        | 국가보안법위반 등                                                                            | 최민(서울대 국사졸업) 징역7년 자격정지7년 등 12명 실형 김찬(성균관대 경제4년제적) 징역2년6월 자격정지2년6월 집행유예3년 등3명 집행유예 | 박태영,박영무,김효종                                     | 제헌의회그룹 사건 |
| 1987년 8월 5일   | 마산지법 충무지원                   | 국가보안법위반 노동법위반                                                                    | 징역1년 자격정지1년 | 윤병각                                                   | 전 통일노조위원장 문성현 |
| 1987년 8월 12일  | 서울형사지법                        | 찬양,고무 등                                                                                 | 징역2년 자격정지2년 집행유예3년 | 정연욱                                                   | 고대부터 5.18까지의 한국사 개설서인 <한국민중사1,2>출판한 풀빛출판사 대표 나병식 "현사회 신식민지 규정" 등 15개항 유죄, "역사의 주체는 대중이다"는 등 18개항 무죄 |
| 1987년           | 서울형사지법                        | 국가보안법위반 집시법위반                                                                    | 징역2년 자격정지2년 집행유예4년 |                                                          | 1986년 7안산지역 노동자해방투쟁위원회 결성에 참여하고 10월에 반월공단에서 "노동3권 쟁취하자"라는 구호 외치며 시위한 유상선(27 전남대 화공과3년, 전 이신금속 근로자) |
| 1987년 9월 25일  | 서울고법                            | 국가보안법위반 집시법위반                                                                    | 징역1년 자격정지1년6월 | 정상학                                                   | 1심에서 분단현실을 무시하고 과격행동한점 반성문 제출했으나 석방이후 더 강력하고 효과적인 투쟁을 위해 거짓으로 반성문 제출했다고 주장 |
| 1987년 2월 14일  | 서울고등법원                        | 국가보안법위반 등                                                                            | 간첩 무죄 찬양,고무 집행유예 | 김헌무                                                   | 재일교포 심한식(68) 가혹행위에 의한 진술은 임의성 부정 |
| 1987년 9월 30일  | 대법원                              | 국가보안법위반 등                                                                            | 간첩 무죄 찬양,고무 집행유예 | 황선당                                                   | 재일교포 심한식(68) 가혹행위에 의한 진술은 임의성 부정하며 원심확정 |
| 1987년 10월 12일 | 서울형사지법                        | 국가보안법위반 등                                                                            | 징역5년 자격정지5년 | 박영무                                                   | 10·28 건국대학교 사건 주도하고 민족해방, 민중민주주의 혁명이론을 내용으로 하는 불온서적 학습한 애국학생투쟁연합 의장 김신 |
| 1987년 10월 19일 | 서울형사지법                        | 국가보안법위반                                                                               | 김영호(대표) 징역3년 자격정지3년 집행유예3년 신형식(전무) 징역2년 자격정지2년 집행유예3년 | 박병휴                                                   | <세계 철학사><녹두서평> 등 이념서적 출판 녹두출판사 |
| 1987년 11월 16일 | 서울형사지법                        | 국가보안법위반                                                                               | 징역8년 |                                                          | 학원 및 정치권에 침투하여 간첩활동을 한 장의균, 장의균 간첩사건 |
| 2017년 11월 30일 | 서울고법                            | 국가보안법위반                                                                               | 무죄 |                                                          | 학원 및 정치권에 침투하여 간첩활동을 한 장의균, 장의균 간첩사건 |
| 1987년 12월 24일 | 서울형사지법                        | 국가보안법위반                                                                               | 징역2년 자격정지2년 집행유예3년 | 정연욱                                                   | 전 서울대 총학생회장 이남주 전방입소교육거부투쟁 등 각종 교내의 시위를 주도하고 이념서적을 소지,탐독 |
| 1988년 2월 17일  | 서울형사지법                        | 이적표현물 소지 집시법위반                                                                   | 징역1년6월 자격정지2년 | 박병휴                                                   | 전대협의장 이인영 |
| 1988년 4월 4일   | 서울형사지법                        | 국가보안법위반 등                                                                            | 징역1년6월 자격정지1년 |                                                          | 역사가 '제주43무장폭동'으로 부르며 남한만의 단독정부수립을 위한 5.10선거를 무산시키려고 남로당의 무장투쟁으로 규정하는 1948년 4.3사건을 재외학자, 증인들의 기록에 입각해 시화한 '한라산'(1987년3월 무크지 '녹두서평'1부 200매) 발표한 시인 이산하(본명 이상백) |
| 1988년 3월 26일  | 서울고법                            | 국가보안법위반 등                                                                            | 징역1년6월 자격정지1년 | 조열래                                                   | 역사가 '제주43무장폭동'으로 부르며 남한만의 단독정부수립을 위한 5.10선거를 무산시키려고 남로당의 무장투쟁으로 규정하는 1948년 4.3사건을 재외학자, 증인들의 기록에 입각해 시화한 '한라산'(1987년3월 무크지 '녹두서평'1부 200매) 발표한 시인 이산하(본명 이상백) |

### 노태우 정부
- 6공화국 출범하면서 2년 7개월 동안 도서출판과 관련한 국가보안법상 이적표현물 제작, 반국가단체 찬양 고무 등의 혐의가 적용되어 구속된 출판인이 5공화국7년의 79명보다 2배이상 증가한 88명이며 구속자 중에서 90%정도가 집행유예로 석방되었다.
- 1991년 8월까지 국가보안법위반 구속영장 청구 289명으로 기각된 사람은 없고 무죄판결은 2명이다.

| 연월일           | 사건번호               | 사건명                                                                             | 주문 | 판사 | 비고 |
| ---------------- | ---------------------- | ---------------------------------------------------------------------------------- | --- | --- | --- |
| 1987년 10월 19일 | 서울형사지법87고단3707 | 이적표현물 제작,반포                                                               | 김영호(대표) 징역3년 자격정지3년 집행유예3년 신형식(전무) 징역2년 자격정지2년 집행유예3년 | 박병휴 | 세계철학사, 녹두서평 출판 녹두출판사 |
| 1987년           | 서울형사지법87노66943  | 이적표현물 제작,반포                                                               | 김영호(대표) 징역3년 자격정지3년 집행유예3년 신형식(전무) 징역2년 자격정지2년 집행유예3년 | | 세계철학사, 녹두서평 출판 녹두출판사 |
| 1988년 5월 16일  | 서울형사지법           | 이적표현물 제작 등                                                                 | 징역1년 자격정지1년 집행유예2년 | 박병휴 | 1986년 7월부터 레닌의 저술 <무엇을 할 것인가> 등 마르크스주의 서적 20여종을 기초로 원전 해제라는 제목으로 마르크스와 레닌, 엥겔스의 원전 20여종에 대해 설명한 <마르크스주의철학사전> 3500권을 출판해서 전국서점에 판매한 친구출판사 대표 이상경 |
| 1988년 10월 5일  | 서울형사지법           | 국가보안법위반 등                                                                  | 징역1년 자격정지1년 집행유예2년 | 김득환 | 8월 1일 한남대에서 열린 시민학생 통일강좌에서 <북한사회 바로알기>라는 강연을 통해 "북한에서는 교육사업에 가장 큰 비중을 두고 철저한 8시간 노동제를 실시하면서 종교도 인정하고 있다"는 발언을 한 한남대 조국통일특별위원장 정순영 |
| 1988년 10월 14일 | 서울형사지법           | 국가보안법위반 등                                                                  | 송운학(전 안양노동상담소장) 징역2년 자격정지2년 배금주 징역1년6월 자격정지1년6월 집행유예3년 김점진 등2명 징역1년 자격정지1년 집행유예2년 | 김종식 | 한국민중전선 사건 |
| 1988년 11월 30일 | 서울형사지법           | 이적표현물 제작 등                                                                 | 징역1년 자격정지1년 집행유예2년 | 이성보 | 전진출판사 대표 김종식 |
| 1988년 12월 13일 | 서울지법 남부지원      | 국가보안법위반                                                                     | 징역10월 자격정지10월 집행유예2년 | 홍성무 | 8월24일자 서울대 대학신문에 '유물변증법과 주체사상'이라는 논문을 통해 주체사상 소개한 서울대생 최연구 주체사상의 긍정적인 면만을 부각해 대부분 학생들인 독자들로 하여금 사상에 대해 그릇된 생각을 가지게 했다. |
| 1988년 12월 26일 | 서울형사지법           | 국가보안법위반                                                                     | 징역1년 자격정지1년 집행유예2년 | 노영보 | 남북학생회담 추진 전대협 의장 오영식 |
| 1989년 4월 6일   | 서울형사지법           | 국가보안법위반                                                                     | 징역1년 자격정지1년 집행유예1년 | 강용현 | 김일성 선집 등 북한관계서적 출판 전 대동출판사 대표 배정규 |
| 1989년           | 수원지법 성남지원      | 찬양,고무 등                                                                       | 무죄 | 장용국 | 1971년 오징어잡이배 납북 1972년 귀환하고 남북고향방문단의 TV를 보며 "북한에도 좋은 건물 등 시설이 있다"는 발언, 1985년12월2일 영장없이 경기도경에 연행72일만에 구속수감되어 이근안에게 가혹행위 당한 김성학 장기구금 등을 이유 |
| 1989년 4월 24일  | 수원지법               | 찬양,고무 등                                                                       | 무죄 | 이영복 | 1971년 오징어잡이배 납북 1972년 귀환하고 남북고향방문단의 TV를 보며 "북한에도 좋은 건물 등 시설이 있다"는 발언, 1985년12월2일 영장없이 경기도경에 연행72일만에 구속수감되어 이근안에게 가혹행위 당한 김성학 장기구금 등을 이유 |
| 1989년 9월 29일  | 대법원                 | 찬양,고무 등                                                                       | 무죄 | 이재성 | 1971년 오징어잡이배 납북 1972년 귀환하고 남북고향방문단의 TV를 보며 "북한에도 좋은 건물 등 시설이 있다"는 발언, 1985년12월2일 영장없이 경기도경에 연행72일만에 구속수감되어 이근안에게 가혹행위 당한 김성학 장기구금 등을 이유 |
| 1989년 4월 25일  | 서울형사지법           | 목적수행 살인 잠입,탈출 등                                                         | 사형 | 정상학 | KAL 858편 폭파 사건 김현희 |
| 1989년 7월 22일  | 서울고법               | 목적수행 살인 잠입,탈출 등                                                         | 사형 | 이일영 | KAL 858편 폭파 사건 김현희 |
| 1990년 3월 27일  | 대법원                 | 목적수행 살인 잠입,탈출 등                                                         | 사형 | 김주한,이회창,김상원 | 4월 12일 김현희 특별사면 |
| 1989년 6월 16일  | 서울형사지법           | 국가보안법위반                                                                     | 징역1년 자격정지1년 집행유예2년 | 장경삼 | 북한관계 서적 제작,판매한 도서출판 백두 대표 정지석(28) |
| 1989년 7월 25일  | 서울형사지법           | 이적단체 구성 등                                                                   | 손형민 등4명 징역2년~징역1년6월 자격정지2년 정귀옥 징역1년6월 집행유예3년 | 황상현 | 1988년 6월 인노회 결성 인천,부천지역에서 위장폐업분쇄대회 등 각종 노동운동을 주도 이적표현물 제작,배포 |
| 1989년 8월 17일  | 서울형사지법           | 국가보안법위반                                                                     | 징역1년 자격정지1년 | 이태운 | 평양축전 선전하는 내용 게재 월간 대학의 소리 편집기자 정지환 |
| 1989년 9월 9일   | 서울형사지법           | 이적표현물 제작,소지 등                                                            | 이광석(25) 징역1년6월 자격정지1년6월 최동(29) 징역1년6월 자격정지1년6월 집행유예2년 | 홍석제 | 인천,부천민주노동자회 |
| 1989년 9월 12일  | 서울형사지법           | 회합,통신 미수                                                                     | 징역1년 | 장경삼 | 범민족대회 예비회담 추진 전민련 이재오 |
| 1989년 9월 20일  | 서울형사지법           | 국가보안법위반                                                                     | 징역1년6월 자격정지1년6월 | 민경식 | 창립 당시 결성선언문 작성하고 현대중공업 노사분규에 개입 전민련 공동의장 이창복 |
| 1989년 9월 25일  | 서울형사지법           | 탈출,예비 등                                                                       | 징역1년6월 자격정지1년 집행유예2년 | 이태운 | 한겨레신문 방북취재계획사건 논설고문리영희 |
| 1993년 2월 2일   | 서울형사지법           | 탈출,예비 등                                                                       | 징역1년6월 자격정지1년 집행유예2년 | 곽동효 | 한겨레신문 방북취재계획사건 논설고문리영희 |
| 1989년 9월 28일  | 서울형사지법           | 국가보안법위반                                                                     | 조성우 징역1년6월 자격정지2년 김창수 징역10월 집행유예2년 | 여상규 | 평화연구소장 조성우 등2명 |
| 1989년 10월 5일  | 서울형사지법           | 국가보안법위반                                                                     | 문익환 징역10년 자격정지10년 유원호 징역10년 자격정지10년 | 정상학 | 문익환이 "존경하는 김일성 주석"운운하고 "김일성, 김정일 동지의 만수무강을 위해 축배하자"는 제의에 동참한 것은 의례적이고 상징적, 읮언적 언어에 불과하다는점 인정하여 무죄, 정부 승인없이 입북해 연방제 통일안, 국가보안법폐지, 주한미군철수, 팀스피리트 훈련반대 등 북한주장에 동조한 것은 반국가활동이나 고향이 신의주라서 그리움과 민족을 사랑한 마음에서 입북한 동기 참작, 유원호 공소사실중 지령목적 수행을 위한 간첩혐의를 자진지원 국가기밀누설로 적용법조 변경해서 인정 |
| 1990년 2월 10일  | 서울고법               | 국가보안법위반                                                                     | 문익환 징역7년 자격정지7년 유원호 징역7년 자격정지7년 | 안문태 | 필요적 국선변호 사건에서 변호인 사임에도 재판진행은 위법, 문익환이 만수당 의사당에서의 1차회담에서 북측 발언에 동조했다는점 증거불충분, 유원호 지령수수 잠입죄는 어떤 지령을 받았는지 몰라 단순 잠입죄에 해당되어 일부 무죄 |
| 1990년 6월 8일   | 대법원                 | 국가보안법위반                                                                     | 김용준 | 문익환 10월 20일 고령, 심장질환 이유로 형집행정지 | 필요적 국선변호 사건에서 변호인 사임에도 재판진행은 위법, 문익환이 만수당 의사당에서의 1차회담에서 북측 발언에 동조했다는점 증거불충분, 유원호 지령수수 잠입죄는 어떤 지령을 받았는지 몰라 단순 잠입죄에 해당되어 일부 무죄 |
| 1989년 10월 4일  | 서울형사지법           | 이적표현물 제작 등                                                                 | 징역1년 자격정지1년 집행유예2년 | 서기석 | 한국전쟁에 관한 눈문을 한국외대 외대학보에 기고한 고려대 대학원생 한찬수(24정외과) |
| 1989년 10월 7일  | 서울형사지법           | 통신,연락 등 노동쟁의조정법위반                                                    | 징역2년 자격정지1년 | 이태운 | 범민족대회 예비회담추진 전민련공동의장 이부영 |
| 1990년 2월 1일   | 서울형사지법           | 통신,연락 등 노동쟁의조정법위반                                                    | 징역1년 자격정지1년 | 제차룡 | 구속취소신청 인용 |
| 1989년 10월 7일  | 청주지법 제천지원      | 찬양,고무 등                                                                       | 징역1년 | 김기수 | 6.25 북침설 가르친 제천고 교사 강성호 1999년 9월 복직 |
| 1989년 1월 25일  | 청주지법               | 찬양,고무 등                                                                       | 징역1년 자격정지7월 집행유예2년 | 이국주 | 6.25 북침설 가르친 제천고 교사 강성호 1999년 9월 복직 |
| 1989년 10월 11일 | 서울형사지법           | 이적표현물 제작,배포 등                                                            | 징역1년 자격정지1년 집행유예2년 | 민경식 | 도서출판 돌베게 대표 임승남 |
| 1989년 10월 17일 | 서울형사지법           | 이적표현물 제작,배포 등                                                            | 징역1년 집행유예2년 | 여상규 | 김일성의 연설문을 모아 <북한의 통일정책 변천사> 등을 펴낸 도서출판 온누리 대표 김용항 |
| 1989년 10월 26일 | 서울형사지법           | 이적표현물 제작,반포 등                                                            | 징역1년6월 자격정지2년 집행유예3년 | 윤석종 | 빨치산 활동을 소재로 장편 연작시집 <지리산>, 북한소설 <꽃파는 처녀> 출판한 민주언론운동협의회 정동익 동녘출판사 대표와 <지리산>의 저자 이기형 |
| 1990년 12월 5일  | 서울형사지법           | 이적표현물 제작,반포 등                                                            | 징역1년 자격정지1년 집행유예2년 | 이순영 | 빨치산 활동을 소재로 장편 연작시집 <지리산>, 북한소설 <꽃파는 처녀> 출판한 민주언론운동협의회 정동익 동녘출판사 대표와 <지리산>의 저자 이기형 |
| 1989년 10월 30일 | 서울형사지법           | 국가보안법위반                                                                     | 징역10년 자격정지10년 | 홍석제 | 1984년 이민간뒤 조총련 간부인 정춘식의 딸과 컴퓨터칩 생산업체를 동업하며 장인인 정씨로부터 3600만엔 받고 1986년 국내에 잠입 전방 군부대 촬영, 고위 군장성 명단과 보직 파악해 북에 보낸재미교포 김철(58 무역업) 군사시설 현황표와 주요 장성보직 및 명단 등을 직접 탐지,수집해 북한에 보도한 증거불충분, 다른사람으로부터 전달받아 보관해온 사실만 인정 |
| 1989년 11월 2일  | 서울형사지법           | 이적표현물 제작,배포 등                                                            | 징역1년6월 자격정지2년 집행유예2년 | 이태운 | 1989년3월 한겨레사회연구소가 집필한 원고를 얻어 평양축전이란 제목의 책자 3000부를 만들어 대학가 서점에서 판매한 도서출판 죽산 대표 조남일(32) |
| 1989년 11월 3일  | 서울형사지법           | 잠입,탈출 등                                                                       | 징역3년 자격정지3년 | 홍석제 | 인도네시아를 경유 입북시도한 전 KBS 프로듀서 황송주 |
| 1989년 11월 3일  | 서울형사지법           | 이적표현물 제작,반포 등                                                            | 징역1년 자격정지1년 집행유예2년 | 임채균 | 이철규 사건을 소재로 한 문예작품 집단창작에 관한 창작보고서 문학평론가 백진기 |
| 1989년 11월 18일 | 서울형사지법           | 편의제공 찬양,고무 등                                                              | 징역1년 자격정지1년 집행유예2년 | 권진웅 | 평양축전 참가를 위해 일본 체류중이던 임수경에게 미화 3720달러(250만원) 송금한 한양대 총여학생회장 신현경, 유소정, 김지선 등 한양대생 공개된 장소에서 송금자를 물색하고 송금을 한 구체적 사실에 대한 증거가 없어 편의제공은 무죄 |
| 1989년 11월 21일 | 서울형사지법           | 이적단체 구성 등 노동쟁의조정법위반                                                | 징역2년6월 자격정지2년 | 황상현 | 인천부천민주노동자회 의장 안재환(32) |
| 1989년 11월 22일 | 서울형사지법           | 국가보안법위반                                                                     | 징역1년6월 자격정지1년6월 집행유예3년 | 송정훈 | 8월 19일 문익환 방북때 정당성 주장이 담긴 유인물 제작 배포 인천지역 대학생 대표자협의회 의장 안영환(인천대 총학생회장) |
| 1989년 11월 22일 | 육군보통군법회의       | 국가보안법위반                                                                     | 징역6년 자격정지6년 | 김치욱 | 군 근무지를 이탈해서 1988년 6월과 89년 1월 공동올림픽 개최와 반공이데올로기 강요하는 정신교육 철폐 등 주장한뒤민주군대쟁취투쟁위원회 결성해서 유인물 애국군인 통해 군의 정치적 중립보장, 핵무기 철수, 국가보안법 철폐 등을 요구 정광민 일병, 박길남 |
| 1989년           | 인천지법               | 이적단체 구성 등                                                                   | 징역1년6월 자격정지2년 | | 인천부천민주노동자회 유봉린, 송명진 |
| 1989년 11월 24일 | 인천지법               | 이적단체 구성 등                                                                   | 징역1년 자격정지1년 집행유예2년 | 안문태 | 별다른 특이한 활동 없고 초범인점 참작 |
| 1989년 11월 29일 | 서울지법 남부지원      | 국가보안법위반                                                                     | 징역1년6월 | 송구헌 | 전 서울대 평화축전 준비위원장 유재흠(고고학4) 평화축전 관련 유인물 제작하고 화염병 시위를 주도 |
| 1989년 12월 1일  | 서울형사지법           | 국가보안법위반                                                                     | 박종규(대표) 징역1년 자격정지1년 집행유예2년 이상돈(편집부장) 징역8월 자격정지1년 | 임채균 | 도서출판 백의 북한원전 및 마르크스-레닌주의 관련서적 12종 출판 |
| 1989년 12월 2일  | 서울형사지법           | 이적단체 구성 등                                                                   | 이현수(62중앙상임위원장) 징역3년 자격정지3년 이종린(66대의원회 의장) 징역3년 자격정지3년 이천재(57대외협력위원장) 징역3년 자격정지3년 박창균(63중앙회의장) 징역2년 자격정지2년 집행유예3년 이규영(53조직국장) 징역2년 자격정지2년 집행유예3년                                                             | 황상현 | 이적단체 구성하고 북한의 혁명전략에 동조한 혐의의 민족자주통일중앙협의회 재건사건 |
| 1989년 12월 4일  | 서울형사지법           | 국가보안법위반                                                                     | 징역2년 자격정지2년 집행유예3년 | 이태운 | 문규현신부의 파북 결정을 주도 천주교정의구현전국사제단 신부 남국현(40) 종교적 차원에서 이뤄졌고 이에 참여한 대부분의 신부들이 사법처리 않은 점 참작 |
| 1989년 12월 5일  | 서울형사지법           | 이적단체 구성 등                                                                   | 서동석(35의장) 징역3년 자격정지3년 여익구(43 전 민불련 의장)등4명 징역2년6월~2년 자격정지2년 집행유예3년 | 황상현 | 민중불교운동연합 3기 결성 |
| 1989년 12월 5일  | 서울형사지법           | 잠입,탈출 등                                                                       | 징역2년 자격정지2년 집행유예3년 | 장경삼 | 문규현신부 북한에 파견한 천주교정의구현전국사제단 박병준(37전주 평화동 성당) 신부 |
| 1989년 12월 13일 | 수원지법               | 폭처법 등 국가보안법위반                                                           | 이광준(34청년부장) 징역2년 | 이수형 | 시흥 한울타리 노동자 기숙사 집단테러사건 승리제단 국가보안법철폐반대 운동본부 |
| 1989년 12월 20일 | 서울형사지법           | 간첩 지령수수 잠입,탈출 외국환관리법위반                                           | 서경원 징역15년 자격정지15년 추징금3324만9천원 방양균(비서관) 징역7년 자격정지7년 이건우(57) 징역1년 자격정지1년 집행유예2년 이길재(49) 징역1년 자격정지1년 집행유예2년 김용래(37) 징역1년 자격정지1년 집행유예2년 고금숙(38)등3명 징역10월 자격정지1년 집행유예1년 방제명(61원일레벨 회장)등3명 선고유예 | 홍석제 | 서경원 밀입북 사건 |
| 1990년 4월 25일  | 서울고법               | 간첩 지령수수 잠입,탈출 외국환관리법위반                                           | 서경원 징역10년 자격정지10년 추징금3500만원 비서관 방양균 징역7년 자격정지7년 추징금673만원 이길재 등 6명 징역1년 자격정지1년 집행유예2년∼선고유예 | 윤재식 | |
| 1990년 8월 24일  | 대법원                 | 간첩 지령수수 잠입,탈출 외국환관리법위반                                           | 서경원 징역10년 자격정지10년 추징금3500만원 비서관 방양균 징역7년 자격정지7년 추징금673만원 이길재 등 6명 징역1년 자격정지1년 집행유예2년∼선고유예 | 이재성 | 1998년3월13일 사면 |
| 1989년           | 서울형사지법           | 국가보안법위반                                                                     | 징역1년 자격정지1년 | | 전민련 조국통일위원장 이재오 강흥주 판사가 12월 20일 보석 석방 |
| 1989년 12월 22일 | 서울형사지법           | 회합미수                                                                           | 징역8월 자격정지1년 집행유예1년 | 강용현 | 남북작가예비회담 추진하려 판문점 가다가 체포된 고은 |
| 1989년 12월 28일 | 광주지법               | 국가보안법위반 특수공무집행방해 특수공무집행방해치상                               | 징역2년6월 자격정지1년 집행유예4년 | 채영수 | 민주쟁취국민운동 전남본부 공동의장 겸 민족자주통일 불교운동협의회 의장 지선(42본명 최형술 문빈정사 주지) |
| 1989년 12월 29일 | 서울형사지법           | 국가보안법위반                                                                     | 징역1년6월 자격정지2년 집행유예3년 | 윤석종 | 대형 걸개그림인 민족해방운동사 제작한 민족민중미술운동전국연합 서울지역대표 차일환(30) 초범인점 정상참작 |
| 1989년 12월 29일 | 서울형사지법           | 국가보안법위반 등                                                                  | 징역3년 자격정지1년 | | 전민련 공동의장 배종렬(55) |
| 1990년 1월 22일  | 서울형사지법           | 이적표현물 제작 등 전투경찰대설치법위반                                            | 징역2년 자격정지2년 | 김중곤 | 양심선언한 경기도 이천경찰서 소속 전투경찰 상경 양승균(26 전투경찰해체투쟁위원장) 1987년 3월 탈영해 전투경찰 해체 등을 주장하는 양심선언 |
| 1990년 5월 25일  | 서울고법               | 이적표현물 제작 등 전투경찰대설치법위반                                            | 징역1년6월 자격정지2년 | 송재헌 | 1988년11월 '전두환 이순자를 체포하라'라는 성명서는 이적표현물 등 무죄 |
| 1990년 1월 24일  | 서울형사지법           | 이적단체 구성 예비 등                                                              | 고현주(전민련 국제협력국 간사) 징역2년 자격정지2년 문부식 등 3명 징역1년6월 자격정지1년6월 | 홍석제 | 한미문제연구소 결성 |
| 1990년 5월 17일  | 서울고법               | 이적단체 구성 예비 등                                                              | 고현주(전민련 국제협력국 간사) 징역1년6월 자격정지1년6월 문부식 등 3명 징역1년6월 자격정지1년6월 | 정용인 | 한미문제연구소 결성 |
| 1990년 1월 25일  | 서울형사지법           | 이적표현물제작 등                                                                  | 징역1년6월 자격정지1년6월 집행유예2년 | 권진웅 | <사회과학사전> 등을 출판한 도서출판 사계절 대표 김영종 |
| 1990년 1월 30일  | 서울형사지법           | 간첩 찬양ㆍ고무 등 회합,통신 등                                                    | 징역7년 자격정지7년 | 황상현 | 변호인 접견제한된 상태에서 신문조서는 증거부인 평양축전에 「민족해방운동사」라는 대형 걸개그림 슬라이드를 보낸 민족민중미술운동전국연합 공동의장 홍성담 |
| 1990년 6월 1일   | 서울고법               | 간첩 찬양ㆍ고무 등 회합,통신 등                                                    | 징역7년 자격정지7년 | 송재헌 | 변호인 접견제한된 상태에서 신문조서는 증거부인 평양축전에 「민족해방운동사」라는 대형 걸개그림 슬라이드를 보낸 민족민중미술운동전국연합 공동의장 홍성담 |
| 1990년 9월 25일  | 대법원                 | 간첩 찬양ㆍ고무 등 회합,통신 등                                                    | 회합,통신 등 일부 파기환송 | 이회창 | 북의 지령을 받은 성낙영 목사와 접촉한 사실에 대해 기록상 피고인은 지령받은 사람인지 여부를 알지못했다는 이유 |
| 1991년 1월 31일  | 서울고법               | 간첩 찬양ㆍ고무 등 회합,통신 등                                                    | 징역3년 자격정지3년 | 박준서 | 간첩죄 무죄 |
| 1989년           | 대구지법               | 국가보안법위반                                                                     | 징역6월 자격정지6월 | | 진보정치연합 대구지부 조직부장 최윤영 |
| 1990년 2월 2일   | 대구지법               | 국가보안법위반                                                                     | 징역10월 자격정지1년 | 손제희 | 헌법상 자유민주주의 체제를 전복하는 학문의 자유가 없다고 전제하고 피고인이 소지했던 서적의 내용과 피고인 전력 등을 종합할 때 학문연구용보다 근로자들에게 공산이념등을 알리기위한 목적 |
| 1989년           | 서울형사지법           | 이적표현물제작,소지                                                                | 징역1년 자격정지1년 | | 함운경 |
| 1990년 2월 7일   | 서울형사지법           | 이적표현물제작,소지                                                                | 징역10월 자격정지10월 | 김중곤 | 함운경 |
| 1990년           | 서울형사지법           | 불고지                                                                             | 공소취소 | | 김대중 |
| 1989년           | 서울지법               | 국가보안법위반                                                                     | 징역10년 자격정지10년 | 정상학 | 변호인 사임.피고인 퇴정에도 단서조항을 들어 재판진행 |
| 1990년 2월 10일  | 서울고법               | 국가보안법위반                                                                     | 징역7년 자격정지7년 | 안문태 | 필요적 변호사건 절차위법, 문익환 평양 만수대의사당에서 북한측에 동조한 발언을 했다는 증거가 없고 유원호 대한민국으로 잠입할 때 북한으로부터 어떤 지령을 받았는지 알 수 없어 단순잠입죄에 해당 |
| 1990년 6월 8일   | 대법원                 | 국가보안법위반                                                                     | 징역7년 자격정지7년 | 김용준 | 10월20일 심장질환, 형집행정지 1991년 6월 6일 재수감 |
| 1990년 2월 14일  | 서울형사지법           | 이적단체 구성 등 전투경찰대설치법위반                                              | 징역2년 자격정지2년 | 홍석제 | 전경해체를 주장하는 내용의 양심선언 연성흠(26)ㆍ노재학(26) |
| 1990년 2월 14일  | 서울형사지법           | 목적수행 기밀누설 회합,통신 등                                                     | 징역7년 자격정지7년 | 홍석제 | 어수갑, 성낙영 등의 행위와 유인물을 볼 때 반국가단체인 유럽민협과 팩시밀리를 통해 연락하며 국내 출판물을 보낸 전민련 김현장과 김영애(33ㆍ여ㆍ전국청년운동단체협의회 원주지부장) |
| 1990년 6월 18일  | 서울고법               | 목적수행 기밀누설 회합,통신 등                                                     | 징역7년 자격정지7년 | 윤재식 | 유럽민협이 반국가단체라는 사실을 알고 있었다는 증거가 없어 기밀누설 무죄, 김영애 보석(박영식 판사) |
| 1990년 10월 12일 | 대법원                 | 목적수행 기밀누설 회합,통신 등                                                     | 징역7년 자격정지7년 | 이재선 | 유럽민협이 반국가단체라는 사실을 알고 있었다는 증거가 없어 기밀누설 무죄, 김영애 보석(박영식 판사) |
| 1990년 2월 16일  | 서울형사지법           | 이적표현물 제작                                                                    | 무죄 | 강용현 | '모내기' 도안으로 부채 제작한 단국대 중퇴생 이상욱, 직권보석 |
| 1990년 2월 19일  | 서울형사지법           | 이적표현물 소지,탐독                                                               | 징역1년 자격정지1년 | 이순영 | 「평화연구소」소장 조성우 |
| 1990년 2월 20일  | 서울형사지법           | 편의제공                                                                           | 징역2년 자격정지2년 | 장경삼 | 임수경 방북 경로를 위해 전대협 간부들에게 유럽민협을 소개한 부산 일신기독병원 의사 김진엽 |
| 1990년 6월 15일  | 서울형사지법           | 편의제공                                                                           | 징역1년6월 자격정지1년6월 | 정상학 | |
| 1990년 9월 14일  | 대법원                 | 편의제공                                                                           | 징역1년6월 자격정지1년6월 | 빅우동 | 1991년2월25일 만기2개월 앞두고 가석방 강제출국(호주행) |
| 1989년           | 서울형사지법           | 이적표현물 제작,반포                                                               | 징역6월 | | 성남지역노동자민주투쟁연합 의장 연성만 |
| 1990년           | 서울형사지법           | 이적표현물 제작,반포                                                               | | 제차룡 | 보석금100만원 |
| 1989년           | 서울형사지법           | 찬양,고무 등                                                                       | 징역1년6월 자격정지1년6월 | | 1989년 1월 「전민련」결성식에서 『외세와 군사독재가 추방되지 않고는 자주민주통일이 이룩될 수 없으며 핵무기철수 및 주한미군철수를 위해 거족적으로 투쟁하자』는 등의 발언을 한 상임공동의장 이창복 |
| 1990년 2월 28일  | 서울형사지법           | 찬양,고무 등                                                                       | 징역10월 자격정지1년 | 이순영 | 1989년 1월 「전민련」결성식에서 『외세와 군사독재가 추방되지 않고는 자주민주통일이 이룩될 수 없으며 핵무기철수 및 주한미군철수를 위해 거족적으로 투쟁하자』는 등의 발언을 한 상임공동의장 이창복 |
| 1990년 3월 19일  | 대법원                 | 국가보안법위반 노동쟁의조정법위반                                                  | 징역1년6월 자격정지2년 | 김상원 | 인천ㆍ부천지역민주노동자회(인노회)사건 손형민, "반국가단체에 이익 미필적 인식만 있어도 성립" |
| 1990년 4월 4일   | 서울형사지법           | 찬양,고무 등                                                                       | 징역10월 자격정지10월 집행유예2년 | 박희수 | 인천지역민주노동자연맹 기관지‘노동자의 길’을 교재로 학습한 김혜인(26 여) 열악한 노동환경 개선을 위한 목적이라는 정상참작 |
| 1990년 4월 14일  | 서울형사지법           | 이적단체 구성 등                                                                   | 징역3년 자격정지3년~ 징역1년6월 자격정지2년 | 김권택,박재윤 | 민중민주주의론에 입각해 자유민주주의 체제를 전복하고 계급주의 국가건설 목표로 정권타도투쟁 벌인 인천지역 민주노동자연맹 중앙상위 집행위원장 오동렬(30)등 10명이 1987년 인천 부천지역 공장근로자 대상으로 사회주의 의식화 교육 실시, 인천 경동산업 노사분규 배후조종 등 공장근로자 노조결성 및 파업주도 |
| 1990년           | 서울형사지법           | 국가보안법위반                                                                     | 징역2년 자격정지2년 | | 「민족자주평화통일 중앙협의회」재건 신구전문대교수 김준기 |
| 1990년 4월 19일  | 서울고법               | 국가보안법위반                                                                     | 징역1년6월 자격정지2년 | 정용인 | 「민족자주평화통일 중앙협의회」재건 신구전문대교수 김준기 |
| 1990년 4월 24일  | 서울형사지법           | 이적표현물 반포 등                                                                 | 징역1년 자격정지1년 집행유예2년 | 최춘근 | 남한사회주의노동자동맹 출범선언문 400부를 시위현장에 배포할려다가 불심검문 적발 최인규(20ㆍ성균관대 사회2) |
| 1990년 4월 26일  | 서울고법               | 이적단체 구성 등                                                                   | 중앙상임위원장 이현수(63)등 3명 징역1년6월 자격정지2년 중앙회의장 박창균(64)등 2명 징역1년6월 자격정지2년 집행유예3년 | 윤재식 | 민족자주통일중앙협의회 재건 |
| 1990년 5월 1일   | 서울형사지법           | 이적표현물 제작,반포 등                                                            | 징역1년6월 자격정지 1년6월 집행유예3년 | 최춘근 | <노동해방문학> 편집위원 임규찬(32) |
| 1990년 5월 10일  | 서울형사지법           | 찬양,고무 등                                                                       | 징역10월 자격정지10월 집행유예1년 | 백창훈 | 연극 「피바다」공연에 출연한 동국대생 노동우(22ㆍ정보관리4) |
| 1990년 1월 9일   | 서울형사지법           | 이적단체 구성 등                                                                   | 전대협 전 의장 오영식(23) 징역3년 자격정지3년 서총련 전 선전국장 진병도 징역1년 자격정지1년 | | 반미청년회 및 한미문제연구소 설립 전 전대협의장 오영식 |
| 1990년 5월 10일  | 서울고법               | 이적단체 구성 등                                                                   | 징역2년 자격정지3년 서총련 전 선전국장 진병도 징역1년 자격정지1년 집행유예2년 | 정용인 | 진병도는 이적표현물 소지만 인정 |
| 1999년           | 서울형사지법           | 불고지                                                                             | 고금숙(39ㆍ주부) 징역10월 자격정지1년 집행유예1년 정성헌(44ㆍ가농사무국장) 징역10월 자격정지1년 집행유예1년 김상덕(53ㆍ가농회장) 선고유예 | | 서경원의원 밀입북사건 |
| 1990년 5월 15일  | 서울고법               | 불고지                                                                             | 고금숙(39ㆍ주부) 징역10월 자격정지1년 집행유예1년 정성헌(44ㆍ가농사무국장) 징역10월 자격정지1년 집행유예1년 김상덕(53ㆍ가농회장) 선고유예 | 윤재식 | 서경원의원 밀입북사건 |
| 1990년 5월 16일  | 부산지법               | 이적표현물 반포 등                                                                 | 징역2년 자격정지2년 | 박성철 | 「일꾼도서원」에서 「반미민족통일전선론」등 16종 26권을 비치 학생들을 상대로 대여한 이정희(28), 이미경(27) |
| 1990년 5월 24일  | 서울형사지법           | 특수잠입탈출 집시법위반 등                                                         | 징역10년 자격정지10년 | 정상학 | 전대협 의장 임종석, 방청을 마친 대학생67명은 서울교대 앞길에서 『임의장 석방하고 국가보안법 철폐하라』 등의 구호를 외치며 시위하다 경찰에 모두 연행 |
| 1990년 9월 17일  | 서울고법               | 특수잠입탈출 집시법위반 등                                                         | 징역5년 자격정지5년 | 박영식 | 2회재판거부 궐석재판 |
| 1990년 12월 26일 | 대법원                 | 특수잠입탈출 집시법위반 등                                                         | 징역5년 자격정지5년 | 윤관 | |
| 1990년 2월 5일   | 서울형사지법           | 지령수수 잠입탈출 금품수수 찬양고무 회합통신 자진지원 군사상 이익공여 이적단체가입 | 임수경 징역10년 자격정지10년 문규현 징역8년 자격정지8년 | 황상현 | 1989년 평양축전 |
| 1990년 6월 11일  | 서울고법               | 지령수수 잠입탈출 금품수수 찬양고무 회합통신 자진지원 군사상 이익공여 이적단체가입 | 임수경 징역5년 자격정지5년 문규현 징역5년 자격정지5년 | 송재헌 | 임수경 조직차원의 계획 문규현 보조적 입장 |
| 1990년 9월 25일  | 대법원                 | 지령수수 잠입탈출 금품수수 찬양고무 회합통신 자진지원 군사상 이익공여 이적단체가입 | 임수경 징역5년 자격정지5년 문규현 징역5년 자격정지5년 | 배만운 | 임수경 조직차원의 계획 문규현 보조적 입장 |
| 1990년 4월 20일  | 서울형사지법           | 이적표현물 제작 배포 등                                                            | 징역1년6월 자격정지1년6월 집행유예2년 | 이창학 | 1989년 9월 7일 총학생회 문화부 주최로 북한 가극 <피바다> 교내 공연을 주도한 동국대 총학생회장 김성규 |
| 1990년 5월 30일  | 서울형사지법           | 이적표현물 제작 배포                                                               | 실천문학사 주간 송기원 징역6월 자격정지1년 시인 오봉옥 징역8월 자격정지1년 집행유예2년 | 이창학 | 시집 <붉은 산 검은 피> 출판 |
| 1990년           | 서울형사지법           | 이적표현물 제작ㆍ반포                                                              | 징역6월 자격정지1년 | | 「월간 노동자」에 「6월항쟁이 노동자에게 남겨준 의미」게재「성남민주 노동자연합」의장 연성만 |
| 1990년 5월 31일  | 서울형사지법           | 이적표현물 제작ㆍ반포                                                              | 징역6월 자격정지1년 | 제차룡 | 「월간 노동자」에 「6월항쟁이 노동자에게 남겨준 의미」게재「성남민주 노동자연합」의장 연성만 |
| 1990년 6월 1일   | 서울형사지법           | 이적표현물 반포 등                                                                 | 징역1년6월 자격정지2년 집행유예2년 | 황찬현 | 「조선전사」「실학파와 정다산」 등 북한원전을 출판 도서출판 「청년사」대표 정성현 |
| 1990년 6월 1일   | 서울형사지법           | 이적표현물 반포 등                                                                 | 징역1년 자격정지1년 집행유예2년 | 서기석 | 김일성 연설문. 「로동신문」논설 등을 실은 「종파주의 연구」도서출판 「두리」대표 유창선 |
| 1990년 6월 5일   | 서울형사지법           | 이적표현물 제작 등                                                                 | 징역1년 자격정지1년 | 황찬현 | 월간 <노동해방문학>에 노동자의 계급투쟁을 고취하는 내용의 글 게재 <노동문학사> 편집국장 김태종 |
| 1990년 7월 14일  | 서울형사지법           | 이적단체 구성 등                                                                   | 징역2년 | 김홍주 | ‘노동계급’ 결성 박태호(27ㆍ필명 이진경ㆍ서울대 대학원 사회학과) 안민규(26ㆍ세종대 대학원 역사학과)씨 등 2명 |
| 1990년 7월 18일  | 부산지법 울산지원      | 이적표현물 소지, 탐독 및 제작 반포                                                 | 징역3년 자격정지3년 | 장우건 | 서울대 구국학생연맹 정대화(27ㆍ일명 ‘민기’ㆍ서울대 공법학과 3년 휴학) |
| 1990년 8월 2일   | 서울형사지법           | 이적표현물 반포 등                                                                 | 징역1년6월 자격정지2년 집행유예2년 | 백창훈 | <중소대립과 북한> 도서출판 나라사랑 대표 박일태 |
| 1990년           | 대구지법               | 찬양,고무 등                                                                       | 징역8월 집행유예2년 | | 1989년 5월 25일 동산여중에서 담임으로 있던 3학년6반 교실 벽보판 낙서란에 "김일성 아버지 북한에서 살고 싶어요"라는 등의 내용의 글을 학생들이 게재한 것에 대해 묵인한 영주시 통산여중 교사 이수찬 |
| 1990년 8월 3일   | 대구지법               | 찬양,고무 등                                                                       | 무죄 | 김성한 | 북한찬양하는 낙서를 미리 제거하지 않은 것은 교사의 비판적 입장으로 이해되며 학생들의 글은 단순한 장난기로 보여짐 |
| 1991년 5월 15일  | 대법원                 | 찬양,고무 등                                                                       | 무죄 | 이회창 | 『이 교사가 학생들에게 남북분단의 원인,월남전 및 미군기지 등에 관해 부정적으로 말한 사실이 인정되나 그러한 정도의 내용은 국가보안법 제7조 1항의 요건인 「북한을 이롭게 하는 행위」라 할 수 없고 「우리나라도 진정한 민주주의 국가가 아니다」는 등의 학생들이 적은 낙서를 이 교사가 그대로 방치한 것도 역시 북한을 이롭게 한 행위로는 볼 수 없다』 |
| 1990년           | 서울형사지법           | 이적단체구성 등                                                                    | 노병직 징역3년 자격정지3년 이면재 징역2년 자격정지2년 최건섭 징역2년 자격정지2년 김용숙 징역1년6월 자격정지2년 오동렬 등6명 징역3년 자격정지2년∼징역1년6월 자격정지2년 | | 인천지역민주노동자연맹 회원 10명 |
| 1990년 8월 16일  | 서울고법               | 이적단체구성 등                                                                    | 노병직 징역2년6월 자격정지2년6월 이면재 징역1년6월 자격정지2년 최건섭 징역1년6월 자격정지2년 김용숙 징역1년6월 집행유예3년 오동렬 등6명 항소기각 | 정용인 | 인천지역민주노동자연맹 회원 10명 |
| 1990년           | 서울형사지법           | 찬양,고무 등                                                                       | 징역1년 자격정지1년 | | 성균관대생 신형록(23) |
| 1990년 8월 22일  | 서울형사지법           | 찬양,고무 등                                                                       | 징역2년 자격정지 2년 | 유현 | 『피고인이 공산폭력혁명을 굳게 신봉하는 등 자유민주적 기본질서에 직접적인 위해를 가하고 있다』 |
| 1990년 8월 17일  | 서울형사지법           | 국가보안법위반                                                                     | 징역3년 자격정지3년 | 정극수 | 평양축전 발대식 개최 전 전대협 부의장 문광명(21 서울대 4년제적) |
| 1990년 9월 27일  | 서울지법 남부지원      | 이적표현물 제작,배포 등                                                            | 공병훈(편집장대행) 징역1년6개월 자격정지1년6개월 집행유예3년 오세란(편집원) 징역1년 자격정지1년 집행유예2년 | 백현기 | 북한원전 <대지는 푸르다> 등 김일성의 항일무장투쟁 찬양하는 내용의 책자 발간한 도서출판 힘. 발간한 책자와 유인물이 폭력혁명을 유도하고 계급투쟁 고취한 점은 인정되나 책자발간에 주도적으로 참여하지 않은 점 참작 |
| 1990년 9월 29일  | 서울형사지법           | 국가보안법위반 집시법위반                                                          | 징역3년 자격정지1년 | 서기석 | 5ㆍ9민자당창당 반대시위 주도,1989년 2월 전민련 결성 당시 정책실장으로 미군철수 등 주장하는 내용의 창립선언문을 작성·배포 김근태 |
| 1991년 1월 11일  | 서울형사지법           | 국가보안법위반 집시법위반                                                          | 징역2년 자격정지1년 | 신명균 | 5ㆍ9민자당창당 반대시위 주도,1989년 2월 전민련 결성 당시 정책실장으로 미군철수 등 주장하는 내용의 창립선언문을 작성·배포 김근태 |
| 1990년           | 서울형사지법           | 이적표현물제작ㆍ배포                                                               | 징역2년 자격정지2년 | | 「한국민중사」 제작,출판한 도서출판 「풀빛」대표 나병식 |
| 1990년 10월 18일 | 서울형사지법           | 이적표현물제작ㆍ배포                                                               | 징역2년 자격정지2년 집행유예3년 | 제차룡 | 「한국민중사」 제작,출판한 도서출판 「풀빛」대표 나병식 |
| 1990년 10월 24일 | 서울형사지법           | 이적단체구성죄 등                                                                  | 징역 4년ㆍ자격정지 4년∼징역 1년6월ㆍ자격정지 1년6월 | 박재윤 | 「민족통일 민주주의 노동자동맹」 결성해 민중민주주의혁명을 통한 민중정권수립을 주장 동맹 집행위원장 신남희 등 9명 |
| 1990년 10월 24일 | 서울형사지법           | 이적단체구성죄 등                                                                  | 징역 2년 자격정지2년∼징역 1년6월ㆍ자격정지 1년6월 | 박재윤 | 「민족통일 민주주의 노동자동맹」(삼민동맹) 결성해 민중민주주의혁명을 통한 민중정권수립을 주장한 신준수(30 서울대 역사교육졸업) 등 3명 |
| 1990년           | 서울형사지법           | 간첩 등                                                                            | 서순택(61한국캐라모스 대표) 사형 서순은(67전 관악컨트리클럽 대표) 징역8년 | | 재일동포가 형 서순은을 포섭해서 지하당 구축 |
| 1990년 11월 23일 | 서울고법               | 간첩 등                                                                            | 서순택 무기징역 서순은 징역7년 자격정지7년 | 박영식 | 서순택 반국가단체 가입 공소시효 도과 면소판결 |
| 1990년 11월 23릴 | 서울형사지법           | 이적표현물 반포 등                                                                 | 김명식 징역1년6월 자격정지1년6월 유재현 징역1년 자격정지1년 집행유예2년 | 박희수 | <제주민중항쟁>출판한 전민련 국제협력위원장 김명식과 소나무출판사 대표 유재현 |
| 1990년 12월 7일  | 서울형사지법           | 찬양,고무 등 제3자 개입금지                                                        | 징역2년 자격정지2년 | 손태호 | 노동전문잡지 「새벽」 「무엇을 할 것인가」,한국사회 성격과 7·8월 노동자 대투쟁’ 등의 논문 석탑노동연구원장 장명국 자신의 논문에서 군부쿠데타가 일어날 경우 민중봉기를 통해 저항해야 한다고 주장하나 논문내용 전체적으로 의회주의를 부정하고 무력항쟁에 의한 사회변혁을 꾀하고 있어 유죄인정 |
| 1991년 4월 9일   | 서울형사지법           | 찬양,고무 등 제3자 개입금지                                                        | 징역1년6월 자격정지1년6월 | 박재윤 | 노동전문잡지 「새벽」 「무엇을 할 것인가」,한국사회 성격과 7·8월 노동자 대투쟁’ 등의 논문 석탑노동연구원장 장명국 자신의 논문에서 군부쿠데타가 일어날 경우 민중봉기를 통해 저항해야 한다고 주장하나 논문내용 전체적으로 의회주의를 부정하고 무력항쟁에 의한 사회변혁을 꾀하고 있어 유죄인정 |
| 1991년 1월 7일   | 전주지법               | 이적표현물 제작 및 소지 화염병 사용 등 처벌                                        | 유연호 징역2년 집행유예3년 최귀환 징역1년6월 집행유예3년 | 나종훈 | 전주대생, 1989년 3월 '민중승리'라는 글자를 배경으로 머리에 수건을 두르고 오른손을 높이 쳐든 젊은이 묘사한 판화1점하여 다른 학생에게 전달 이적표현물 소지 등 무죄 |
| 1991년 1월 30일  | 부산지법               | 이적표현물 탐독,소지 등                                                            | 징역2년 집행유예3년 | 조정래 | 교내도서관 등지에서 이념서적인 사회과학도서 100여권을 탐독, 소지한 동아대생 박경미,박지연 |
| 1991년 2월 6일   | 서울형사지법           | 반국가단체 구성 등                                                                 | 징역2년 자격정지2년 집행유예3년 | 박재윤 | 사노맹 가입 이덕기(24 경남대 신방2) 사노맹 관련자에 대한 1호 선고, 6공화국 들어서 사노맹 처음으로 반국가단체 인정 |
| 1991년 2월 8일   | 서울형사지법           | 이적단체 구성 등                                                                   | 징역3년·자격정지3년 | 정극수 | 1988년 8월 시흥군 소래읍에서 노성철 등 노동운동가 10여명과 함께‘혁명적 노동자계급 투쟁동맹’결성 중앙위원 박대호 혁노맹 산하에 군사위원회 존재, 관여한 들불준비위의 이적성 등 유죄인정 |
| 1991년 2월 13일  | 부산지법 동부지원      | 국가보안법위반 화염병 사용등위반                                                   | 박성현(부울총협 전 의장) 징역2년 자격정지1년 황재호(부산대 총학 사회부장) 징역1년6월 집행유예2년 | 신영길 | |
| 1991년 5월 23일  | 부산고법               | 국가보안법위반 화염병 사용등위반                                                   | 박성현(부울총협 전 의장) 징역2년 자격정지1년 황재호(부산대 총학 사회부장) 징역1년6월 집행유예2년 | 신명균 | |
| 1991년 3월 15일  | 서울형사지법           | 반국가단체 구성 등                                                                 | 사로맹 연락국장 현정덕 징역8년 자격정지8년 조직원 장오영 징역3년 자격정지3년 조직원 이명애 징역1년6월 자격정지1년6월 | 강완구 | 남한사회주의노동자동맹 |
| 1991년           | 서울고법               | 반국가단체 구성 등                                                                 | 사로맹 연락국장 현정덕 징역8년 자격정지8년 조직원 장오영 징역3년 자격정지3년 조직원 이명애 징역1년6월 자격정지1년6월 | | 남한사회주의노동자동맹 |
| 1991년 10월 22일 | 대법원                 | 반국가단체 구성 등                                                                 | 사로맹 연락국장 현정덕 징역8년 자격정지8년 조직원 장오영 징역3년 자격정지3년 조직원 이명애 징역1년6월 자격정지1년6월 | 김용준 | 남한사회주의노동자동맹 |
| 1991년 3월 22일  | 서울형사지법           | 반국가단체 구성 등                                                                 | 징역12년 자격정지12년 | 정호영 | 남한사회주의 노동자동맹 중앙위원 남진현 |
| 1991년 7월 30일  | 서울고법               | 반국가단체 구성 등                                                                 | 징역12년 자격정지12년 | 이용우 | 남한사회주의 노동자동맹 중앙위원 남진현 |
| 1991년 11월 26일 | 대법원                 | 반국가단체 구성 등                                                                 | 징역12년 자격정지12년 | 이재성 | 남한사회주의 노동자동맹 중앙위원 남진현 |
| 1991년 4월 15일  | 서울형사지법           | 이적단체 구성 등 이적표현물소지 탐독 등                                            | 송갑석 징역6년 자격정지6년 의장 경호원 손종국 징역1년 자격정지1년 | 이철환 | 「자민통」사건 전 전대협의장 송갑석, 경호원 손종국 |
| 1991년 8월 17일  | 서울고법               | 이적단체 구성 등 이적표현물소지 탐독 등                                            | 송갑석 징역5년 자격정지5년 의장 경호원 손종국 징역1년 자격정지1년 | 이보헌 | 궐석재판 |
| 1991년 11월 22일 | 대법원                 | 이적단체 구성 등 이적표현물소지 탐독 등                                            | 송갑석 징역5년 자격정지5년 의장 경호원 손종국 징역1년 자격정지1년 | 김상원 | |
| 1991년 4월 19일  | 부산지법               | 이적표현물 반포 등                                                                 | 안정주 징역2년 자격정지2년 최기호 징역1년6월 자격정지1년 | 황익 | 선거운동기간 중 북한의 대남혁명노선에 동조하는 내용이 담긴 선거 홍보유인물 2천 장을 제작, 배포한 91년도부산공대 총학생회장 당선자 안형주, 부회장 당선자 최기호 |
| 1991년 5월 4일   | 서울형사지법           | 반국가단체 구성 등                                                                 | 징역3년 자격정지3년 | 이근웅 | 「자민통」, 박창수 한진중공업 노조위원장의 투신사건 이후 애도하기 위해 단 검은 리본을 구치소측이 「불법부착」이라며 떼어버리자 이에 항의,법정에 출석거부한 송소연, 구속기간6개월 만기일에 구치소에서 선고재판 |
| 1991년 5월 7일   | 서울형사지법           | 반국가단체 구성 등                                                                 | 징역8년 자격정지8년 | 정호영 | 자주민주통일그룹 중앙위원 최원극 |
| 1991년 5월 13일  | 서울형사지법           | 회합,통신                                                                          | 징역1년6월 자격정지2년 집행유예2년 | 나채규 | 1990년11월 범민련 베를린 3자 회담에 참가 조용술 목사(71) |
| 1991년 5월 22일  | 서울형사지법           | 회합,통신 등                                                                       | 징역8월 집행유예1년 | | 1989년 남북작가회담을 추진 민족문학작가회의 회장 고은 |
| 1991년 5월 22일  | 서울형사지법           | 회합,통신 등                                                                       | 징역8월 집행유예1년 | 김권택 | 1989년 남북작가회담을 추진 민족문학작가회의 회장 고은 |
| 1991년 5월 30일  | 서울지법 남부지원      | 이적표현물 반포 등                                                                 | 징역3년 자격정지3년·집행유예5년 | 이영구 | 북한원전을 출판·판매 이태학 |
| 1991년 6월 22일  | 서울형사지법           | 국가보안법위반                                                                     | 징역4년 자격정지4년 | 노원욱 | 임수경 밀입북사건 배후조종 전 전대협 평양축전준비위원장 전문환 |
| 1991년 11월 8일  | 서울고법               | 국가보안법위반                                                                     | 징역4년 자격정지4년 | 이용우 | 궐석재판 |
| 1991년 6월 24일  | 부산지법               | 국가보안법위반                                                                     | 징역 2년6월 | 황익 | 학내외시위를 주도하고 경찰관을 납치, 폭행한 부산외대 총학생회부회장 정승호 |
| 1991년 6월 25일  | 서울형사지법           | 편의제공                                                                           | 치과의사 전동균 징역1년6월 자격정지1년6월 가리봉치과 원장 김옥희 징역1년6월 집행유예3년 | 이진성 | 남한사회주의노동자동맹 중앙위원인 시인 박노해에게 활동과 도피자금(9회 1455만원)을 제공 |
| 1991년 7월 16일  | 서울형사지법           | 이적단체 구성 등                                                                   | 집행위원장 이창복 징역2년6월 자격정지3년 준비위원 김희택 징역2년6월 자격정지3년 | 강완구 | 1990년 8월 전민련 산하에 범민족대회추진본부를 결성하고 11월 정부의 승인없이 조용술 목사등 3명을 독일 베를린으로 보내 북한의 조국평화통일위원회 전금철부위원장과 만나 범민련 결성을 합의 |
| 1991년 7월       | 서울형사지법           | 국가보안법위반                                                                     | 공소취소 | | 문동환 김영진 양성우 노무현 |
| 1991년 7월 25일  | 서울형사지법           | 이적표현물 제작,배포                                                               | 징역1년 자격정지1년 | 공재한 | 녹두출판사 대표 신형식 |
| 1991년 8월 16일  | 서울형사지법           | 이적단체 구성 등                                                                   | 징역2년 자격정지2년 | 정호영 | 1991년 1월 23일 범민련 남측본부 준비위원회 결성식에 집행위원으로 참석한 향린교회 목사 홍근수 1988년 9월 KBS 심야토론에 초청연사로 참석해 "공산주의는 인도적이다 통일에 사상이 무슨 상관인가"등의 발언하고 고려연방제통일방안 찬양하는 발언 |
| 1991년 8월 21일  | 서울형사지법           | 이적단체 구성 등                                                                   | 의장 정선희 징역2년 자격정지2년 회원 유진희 징역1년6월 자격정지1년6월 집행유예3년 | 강완구 | 서울민족미술운동연합 |
| 1991년 8월 27일  | 서울형사지법           | 반국가단체구성 등                                                                  | 징역6년 자격정지6년 | 정호영 | 남한사회주의노동자동맹 편집위원 김진주 |
| 1991년 12월 20일 | 서울고법               | 반국가단체구성 등                                                                  | 징역4년 자격정지4년 | 이보헌 | 남한사회주의노동자동맹 편집위원 김진주 |
| 1991년 8월 28일  | 서울형사지법           | 이적단체 구성 등                                                                   | 징역1년6월 자격정지2년 | 강완구 | 조국통일 범민족대회 추진본부 사무차장 권형택 |
| 1991년 8월 30일  | 서울형사지법           | 이적단체 구성 등                                                                   | 징역1년6월 자격정지1년6월 | 정호영 | 「서울민족민중미술운동연합」 가입한 미술평론가 최열 |
| 1991년 9월 9일   | 서울형사지법           | 반국가단체 구성                                                                    | 무기징역 | 김동건 | 남한사회주의노동자동맹 중앙위원 박노해(본명 박기평) 사회주의를 주장하는 해방후 남로당 이래 최대 조직으로 사유재산과 자유민주주의 질서를 부정, 선거를 통한 정권교체 가능성 부인, 무장봉기노선추구 |
| 1991년 12월 30일 | 서울고법               | 반국가단체 구성                                                                    | 무기징역 | 임대화 | 남한사회주의노동자동맹 중앙위원 박노해(본명 박기평) 사회주의를 주장하는 해방후 남로당 이래 최대 조직으로 사유재산과 자유민주주의 질서를 부정, 선거를 통한 정권교체 가능성 부인, 무장봉기노선추구 |
| 1992년 4월 24일  | 대법원                 | 반국가단체 구성                                                                    | 무기징역 | 윤영철 | 남한사회주의노동자동맹 중앙위원 박노해(본명 박기평) 사회주의를 주장하는 해방후 남로당 이래 최대 조직으로 사유재산과 자유민주주의 질서를 부정, 선거를 통한 정권교체 가능성 부인, 무장봉기노선추구 |
| 1991년 9월 17일  | 부산지법               | 국가보안법위반                                                                     | 징역1년6월 자격정지1년6월 | 김문수 | 부산노동단체협의회 사무직원 김기식, 위장취업과 세계철학사 등 이념서적을 탐독 |
| 1991년 9월 25일  | 서울형사지법           | 이적단체 구성 등                                                                   | 징역1년6월 자격정지2년 집행유예3년 | 강완구 | 범민련 남쪽본부 결성에 참여한 실행위원장 직무대리 김쾌상 |
| 1991년           | 부산지법               | 국가보안법위반 집시법위반                                                          | 징역2년 자격정지2년 집행유예3년 | | 사노맹 유인물 습득 및 가입 민중당 마산갑지구당원 김영재 |
| 1991년 10월 16일 | 부산고법               | 국가보안법위반 집시법위반                                                          | 징역2년 자격정지2년 집행유예3년 | 김적승 | 국가보안법위반 무죄파기 |
| 1991년 10월 29일 | 부산지법               | 국가보안법위반                                                                     | 징역1년6월 자격정지1년 | 윤인태 | 전민학련 투쟁국장 최영민 |
| 1989년 11월 21   | 서울형사지법           | 찬양,고무 등                                                                       | 징역1년 자격정지1년 집행유예2년 | 민경식 | 1988년 6월 경기도 산정호수에서 열린 교사 극기훈련에서 동료교사들에게 “6·25는 북침이다”“미군은 점령군이다”등의 발언 인덕공고 교사 조태훈 |
| 1991년           | 서울형사지법           | 찬양,고무 등                                                                       | 무죄 | | 1988년 6월 경기도 산정호수에서 열린 교사 극기훈련에서 동료교사들에게 “6·25는 북침이다”“미군은 점령군이다”등의 발언 인덕공고 교사 조태훈 |
| 1992년 5월 12일  | 대법원                 | 찬양,고무 등                                                                       | 최재호 | | 1988년 6월 경기도 산정호수에서 열린 교사 극기훈련에서 동료교사들에게 “6·25는 북침이다”“미군은 점령군이다”등의 발언 인덕공고 교사 조태훈 |
| 1991년 11월 1일  | 서울형사지법           | 국가보안법위반                                                                     | 무죄 | 이문재 | 증거불충분 |
| 1991년           | 서울형사지법           | 이적단체 구성 등                                                                   | 징역2년 자격정지2년 | | 남한 사회주의 노동자동맹 편집부원 이중섭 |
| 1991년 11월 16일 | 서울형사지법           | 찬양,고무 등                                                                       | 징역2년 자격정지2년 | | 전 범민련 실행위원장 이창복 |
| 1991년           | 서울형사지법           | 찬양,고무 등                                                                       | 징역1년6월 | | 동아대 문화패 "한두레"에서 활동하던 선배 3명과 함께 "정치군인의 정치개입 근절"등 군의 민주화를 촉구하는 5종의 유인물 수백장을 사회단체와 장병에게 배포하다 국군기무사에 검거된 방위병 서재호 |
| 1991년 11월 22일 | 서울형사지법           | 이적단체 구성 등 찬양,고무 등                                                      | 징역1년6월 집행유예2년 자격정지1년6월 | 정호영 | 범민련 남측본부 결성을 주도, 1991년 7월 일본 동경에서 북한의 주체사상을 찬양하는 내용의 강연 목원대 초빙교수 박순경 |
| 1991년 11월 30일 | 부산지법               | 이적단체 구성 등 집시법위반 영화법위반 등                                          | 징역1년 자격정지1년 집행유예2년 | 김문수 | 범민련 결성, 부민련 의장 배다지 |
| 1992년 2월 19일  | 부산고법               | 이적단체 구성 등 집시법위반 영화법위반 등                                          | 징역1년 자격정지1년 집행유예2년 | 김적승 | 범민련 결성, 부민련 의장 배다지 |
| 1991년 12월 9일  | 청주지법               | 이적단체 구성 등                                                                   | 국가보안법위반 | 백상진 징역2년 자격정지1년6월 정준태 징역1년6월 자격정지1년 유정원 징역1년6월 자격정지1년 집행유예 3년 송은아 징역1년6월 자격정지1년 집행유예 3년M 박선영 징역1년6월 자격정지1년 집행유예 3년 정순배 징역1년 자격정지1년 집행유예2년 | 청주대 자주대오 |
| 1991년 12월 10일 | 보통군사법원           | 국가보안법위반                                                                     | 이창휘 상병 징역8월 자격정지1년 송주명 이병 징역8월 자격정지1년 | | 서울 사회과학연구소 |
| 1991년           | 서울형사지법           | 국가보안법위반                                                                     | 징역1년 | | 범민족대회 예비회담에 참가 시도, 보석 불구속 민중당 사무총장 이재오 |
| 1991년 12월 18일 | 서울형사지법           | 국가보안법위반                                                                     | 징역1년 집행유예2년 | 유현 | 범민족대회 예비회담에 참가 시도, 보석 불구속 민중당 사무총장 이재오 |
| 1991년           | 서울형사지법           | 이적단체 구성 등                                                                   | 징역2년 자격정지2년 | | 범민련 남측본부준비위원회 결성에 참여한 향린교회 당회장 홍성근 목사 |
| 1991년 12월 18일 | 서울고법               | 이적단체 구성 등                                                                   | 징역1년6월 자격정지1년6월 | 권광중 | 범민련 남측본부준비위원회 결성에 참여한 향린교회 당회장 홍성근 목사 |
| 1991년 12월 20일 | 서울형사지법           | 자살방조 이적단체 구성 등 이적표현물 소지 등                                       | 징역3년 자격정지1년6월 | 노원욱 | 김기설의 유서를 대필 전민련 사회부장 강기훈 |
| 1992년 4월 20일  | 서울고법               | 자살방조 이적단체 구성 등 이적표현물 소지 등                                       | 징역3년 자격정지1년6월 | 임대화 | 김기설의 유서를 대필 전민련 사회부장 강기훈 |
| 1992년 7월 24일  | 대법원                 | 자살방조 이적단체 구성 등 이적표현물 소지 등                                       | 징역3년 자격정지1년6월 | 박만호 | 김기설의 유서를 대필 전민련 사회부장 강기훈 |
| 1991년 12월 26일 | 부산고법               | 국가보안법위반                                                                     | 징역1년6월 자격정지1년6월 집행유예3년 | 신명균 | 마산창원 민주주의학생연맹 의장 손건혁 |
| 1991년 12월 26일 | 서울형사지법           | 이적표현물 제작,배포 등                                                            | 징역1년 자격정지1년 집행유예2년 | 신명균 | 1991년 3월 <사회주의 이론 역사현실>이라는 책자 공동출판하며 한국사회를 신식민지국가독점자본주의로 규정하고 민족해방민중민주주의혁명을 주장하고 '한국사회의 성격과 노동자계급의 변혁운동' 등 이적유인물 소지 서울사회과학연구소 사건 연구원 신현준(29서울대 경제학과 박사과정)이 쓴 논문과 유인물 등은 객관적으로 사히주의 혁명과 계급투쟁 등 북한의 대남선전과 궤가 동일, 전과없고 학문연구의 결과라고 주장하는점 참작                                                         |
| 1991년 12월 27일 | 서울형사지법           | 이적표현을 제작·배포                                                               | 징역8월 자격정지1년 집행유예2년 | 윤재윤 | 폭력혁명을 선동하는 내용의 책자를 발간 서울 사회과학연구소 연구원 권현정 |
| 1992년 1월 7일   | 서울형사지법           | 이적단체 구성 등                                                                   | 징역6년 자격정지4년 | 이근웅 | 1991년 6월 건국대학추위 위원장 성용승군(22)과 경희대생 박성희양(21.작곡 4) 등 2 명을 해외여행에 나선 배낭족으로 위장, 베를린을 거쳐 북한에 밀입국시키고 각종 시위를 주도한 전대협 의장 김종근 |
| 1992년 1월 28일  | 마산지법               | 이적표현물 반포 등 집시법위반                                                      | 징역1년 자격정지1년 | 이원규 | 1990년 10월 「애국 군인」 제작, 배포하고 각종 집회를 주도한 방위병 신용원 |
| 1992년 1월 28일  | 서울형사지법           | 이적단체 구성 등                                                                   | 이창우 징역3년 자격정지3년 이근화 등3명 징역2년~징역1년6월 | 이근웅 | 반제반파쇼 민중민주주의 혁명그룹 |
| 1992년 1월 28일  | 서울형사지법           | 이적단체 구성 등                                                                   | 고민택 징역3년 자격정지3년 강우근 등 3명 징역1년6월 자격정지1년6월 | 김동건 | 반제반파쇼 민중민주주의 혁명그룹 |
| 1992년 1월 28일  | 대전지법               | 국가보안법위반                                                                     | 징역1년6월 자격정지1년 | 김용덕 | 전 한남대 총학생회장 정순곤 |
| 1992년 1월 30일  | 서울형사지법           | 이적단체 구성 등 화염병 사용 등 위반                                               | 징역3년 자격정지2년 집행유예4년 | 노원욱 | 전대협 정책위원회 중앙위원 전 서강대 총학생회장 최정봉에 대해 재판부는『 앞으로 학업정진에만 전념하겠다는 피고인의 결심을 믿고 한번 더 사회발전에 참여할 기회를 주기로 했습니다』박홍 탄원서 제출 |
| 1992년 2월 24일  | 서울형사지법           | 국가보안법위반                                                                     | 징역3년·자격정지3년 | 정호영 | 임수경 밀입북 전 전대협 정책실장 박종열 |
| 1992년 2월 24일  | 서울형사지법           | 이적단체 구성 등                                                                   | 고춘완 등 3명 징역1년6월∼징역3년 | 정호영 | 제파피디그룹 |
| 1992년 3월 31일  | 대법원                 | 이적표현물 소지,배포 등                                                            | 징역1년 집행유예2년 | 이회창 | 「임금과 기초이론」 구입,탐독한 혐의 등 현대정공 노조 홍보부장 김상명, 미필적 인식으로 충분 |
| 1992년 1월 7일   | 서울형사지법           | 국가보안법위반                                                                     | 징역6년 | 이근웅 | 대학생2명 밀입북시킨 , 명지대생 강경대 사망사건이후 일련의 시위 주도 전 전대협의장 김종식 |
| 1992년 5월 1일   | 서울고법               | 국가보안법위반                                                                     | 징역4년 자격정지3년 | 강봉수 | 궐석재판 |
| 1992년 6월 23일  | 서울형사지법           | 이적단체 구성 등                                                                   | 무죄 | 김연태 | 국제사회주의자그룹 조현정 |
| 1992년 7월 3일   | 서울형사지법           | 이적단체 구성 등                                                                   | 징역3년 자격정지2년 집행유예4년 | 정호영 | 한국노동당 창당준비위원장 주대환 |
| 1992년 7월 6일   | 서울형사지법           | 잠입,탈출 등                                                                       | 징역15년 | 양삼승 | 입북하여 로동당 가입한 시인 박영희 |
| 1992년 8월 25일  | 서울형사지법           | 이적단체 구성 등                                                                   | 징역1년 집행유예 2∼3년 | 김동건 | 남한사회주의 노동자동맹에 가입,반정부 유인물 배포 황창호, 김미정 |
| 1992년 9월 8일   | 서울형사지법           | 이적표현물 반포 등                                                                 | 징역10월 자격정지1년 집행유예2년 | 서상규 | 황석영 북한 기행문을「창작과 비평?에 게재 이시영 |
| 1992년 9월 14일  | 대구지법               | 이적단체 구성 등                                                                   | 징역1년6월 자격정지1년 | 차한성 | 대구·경북총학생회연합회 의장 최종원 |
| 1992년 9월 28일  | 대구지법               | 반국가 단체 구성 등                                                                | 강준현 징역5년 자격정지5년 정책국장 하현기 징역4년 자격정지4년 사무국장 장기영 징역3년 자격정지3년 사무국 총무1부장 박경미 징역2년6월 자격정지2년6월 정책국 차장 배경렬 징역2년 자격정지2년 총무2부장 박정아 징역2년 자격정지2년 판매부장 신주희 징역2년 자격정지2년 집행유예4년                          | [[차한성 | 사노맹 영남위원회 |
| 1992년 10월 26일 | 대전지법               | 반국가 단체 구성 등                                                                | 위원장 김태수 징역5년 중부위정책국장 이귀섭 등 5명 징역4년~2년 | 박병휴 | 사로맹 중부지방위원회 |
| 1992년 10월 30일 | 서울형사지법           | 반국가 단체 구성 등                                                                | 중앙조직국장 정명변 등 5명 징역8년 자격정지8년 ~ 징역1년6월 자격정지1년 6월 | 김명길 | 사노맹 |
| 1992년 11월 2일  | 광주지법               | 찬양,고무 등                                                                       | 3년6월 자격정지4년 | 이일빈 | 집회에서「인공기」게양 남총련 조국통일위원장 여인두 |
| 1992년 11월 12일 | 서울형사지법           | 이적표현물 제작 등                                                                 | 무죄 | 석호철 | 민중미술협의회 화가 신학철 |
| 1992년 11월 16일 | 서울지법 동부지원      | 찬양,고무 등                                                                       | 징역2년6월 자격정지3년 | 김완섭 | 인공기게양 전 건국대 총학생회장 이상현 |
| 1992년 12월 1일  | 부산지법               | 찬양,고무 등                                                                       | 징역2년6월 자격정지3년 | 박용수 | 인공기 게양 부산 경성대 총학생회장 김도근 |
| 1992년 12월 9일  | 서울형사지법           | 회합,통신 편의제공                                                                 | 징역1년6월 자격정지 2년 집행유예3년 | 이준범 | 남한조선노동당사건 전송임 |

### 김영삼 정부
| 연월일           | 사건번호               | 사건명                                                                                 | 주문 | 판사                          | 비고 |  |
| ---------------- | ---------------------- | -------------------------------------------------------------------------------------- | --- | ----------------------------- | --- |  |
| 1993년 1월 12일  | 서울형사지법           | 불고지죄                                                                               | 징역1년6월 자격정지1년 집행유예2년 | 김희태                        | 북한공작원과 접촉한 사실을 당국에 신고하지 않은 전 민중당 정책위원장 장기표 부인 조무하                                                                     |  |
| 1994년           | 대전지법               | 찬양,고무 등                                                                           | 징역형 |                               | 송무희 |  |
| 1994년           | 대전지법               | 찬양,고무 등                                                                           | 무죄 |                               | 송무희 |  |
| 1994년 8월 10일  | 대법원                 | 찬양,고무 등                                                                           | 1심 범죄자백 증거동의했다면 증거능력인정해야 | 천경송                        | 송무희 |  |
| 1993년 1월 14일  | 서울형사지법           | 잠입,탈출 등 간첩                                                                      | 징역8년 자격정지8년 | 양삼승                        | 「김일성 신년사」등 유인물을 대구 울산등지에 배포 김효섭 |  |
| 1993년 1월 15일  | 서울형사지법           | 간첩 등                                                                                | 징역3년 자격정지3년 | 조병현                        | 「92년도 국방예산안 개요」를 남한조선노동당사건으로 구속된 황인욱에게 넘겨준 김대중 대표 비서 이근희                                                        |  |
| 1993년           | 서울고법               | 간첩 등                                                                                | 징역3년 자격정지3년 |                               | 「92년도 국방예산안 개요」를 남한조선노동당사건으로 구속된 황인욱에게 넘겨준 김대중 대표 비서 이근희                                                        |  |
| 1993년 7월 13일  | 대법원                 | 간첩 등                                                                                | 징역3년 자격정지3년 | 김주한                        | 「92년도 국방예산안 개요」를 남한조선노동당사건으로 구속된 황인욱에게 넘겨준 김대중 대표 비서 이근희                                                        |  |
| 1993년 1월 15일  | 서울형사지법           | 간첩 등                                                                                | 공소기각 |                               | 김낙중 간첩단 사건 전민중당 고문 권두영 1월 14일 자살 |  |
| 1992년           | 서울형사지법           | 이적표현물제작 및 반포 등                                                              | 징역10월 집행유예2년 |                               | 황석영 황석영의 북한방문기 89년 겨울호에 게재한「창작과 비평」주간 이시영                                                                                   |  |
| 1993년 1월 20일  | 서울형사지법           | 이적표현물제작 및 반포 등                                                              | 징역8월 집행유예2년 자격정지1년 | 유현                          | 이적표현물 소지무죄 |  |
| 1995년 6월 5일   | 대법원                 | 이적표현물제작 및 반포 등                                                              | 징역8월 집행유예2년 자격정지1년 | 정귀호                        | |  |
| 1989년 10월      | 서울형사지법           | 이적표현물 제작,반포 노동쟁의조정법 3자 개입금지 위반 집시법 위반 정기간행물등록법위반 | 징역2년 자격정지1년 |                               | 이부영 89년 3월 전민련 상임의장 범민족대회 |  |
| 1990년           | 서울형사지법           | 이적표현물 제작,반포 노동쟁의조정법 3자 개입금지 위반 집시법 위반 정기간행물등록법위반 | 징역1년 자격정지1년 |                               | 이부영 89년 3월 전민련 상임의장 범민족대회 |  |
| 1993년 1월 29일  | 대법원                 | 이적표현물 제작,반포 노동쟁의조정법 3자 개입금지 위반 집시법 위반 정기간행물등록법위반 | 파기환송 | 박우동,박만호                 | 이부영 89년 3월 전민련 상임의장 범민족대회 |  |
| 1995년 11월 3일  | 서울지법               | 이적표현물 제작,반포 노동쟁의조정법 3자 개입금지 위반 집시법 위반 정기간행물등록법위반 | 징역1년 집행유예2년 | 이우근                        | 1996년2월23일 특별사면 |  |
| 1993년 2월 2일   | 광주고법               | 이적단체 구성 등                                                                       | 호남 총책 고원 징역3년6월 자격정지4년 김기천, 조종율, 이병일 징역2년6월 자격정지3년 | 박재윤                        | 사노맹 호남지역당 사건 |  |
| 1993년 2월 8일   | 서울형사지법           | 회합,통신 찬양,고무 등                                                                 | 징역4년 자격정지4년 | 정호영                        | 전대협 태재준 의장 |  |
| 1993년 6월 3일   | 서울고법               | 회합,통신 찬양,고무 등                                                                 | 징역4년 자격정지4년 | 박용상                        | 전대협 태재준 의장 |  |
| 1991년 12월 26일 | 서울형사지법           | 이적표현물 제작·배포 등                                                                | 징역1년 자격정지1년 집행유예2년 | 이현승                        | 서울사회과학연구소사건 〈사회주의 이론·역사·현실〉저자 신현준                                                                                               |  |
| 1992년           | 서울형사지법           | 이적표현물 제작·배포 등                                                                | 징역1년 자격정지1년 집행유예2년 | 이현승                        | 서울사회과학연구소사건 〈사회주의 이론·역사·현실〉저자 신현준                                                                                               |  |
| 1993년 2월 9일   | 대법원                 | 이적표현물 제작·배포 등                                                                | 징역1년 자격정지1년 집행유예2년 | 배만운                        | 서울사회과학연구소사건 〈사회주의 이론·역사·현실〉저자 신현준                                                                                               |  |
| 1993년 2월 9일   | 대법원                 | 잠입·탈출                                                                              | 징역8년 확정 | 이회창                        | 1989년 문규현 신부를 밀입북시킨 남국현 신부 |  |
| 1992년 10월 27일 | 서울형사지법           | 반국가단체 구성 등                                                                     | 무기징역 | 김명길                        | 사노맹중앙위원장 백태웅 |  |
| 1993년 2월 20일  | 서울고법               | 반국가단체 구성 등                                                                     | 징역15년 자격정지15년 | 염봉수,강봉수                 | 사노맹중앙위원장 백태웅 |  |
| 1993년 5월 14일  | 대법원                 | 반국가단체 구성 등                                                                     | 징역15년 자격정지15년 | 김상원                        | 사노맹중앙위원장 백태웅 |  |
| 1993년 2월 20일  | 서울형사지법           | 통신연락 탈출미수                                                                      | 징역7년 자격정지7년 | 이영범                        | 남한조선노동당 중부지역당 사건, 손병선의 딸 손민영 |  |
| 1993년 2월 22일  | 서울형사지법           | 국가기밀 탐지 수집 잠입 탈출 등                                                        | 무기징역 추징금7억7천만원 | 양삼승, 채삼승                | 전 민중당 공동대표 김락중 |  |
| 1993년 2월 22일  | 서울형사지법           | 회합·불고지                                                                            | 징역1년 자격정지1년 집행유예2년 | 이혜광                        | 이선실 불고지한 김부겸 |  |
| 1993년 2월 23일  | 서울형사지법           | 국가기밀탐지수집누설전달등                                                             | 무기징역,추징금1억7천2백여만원 | 정호영                        | 남조선 로동당 사건 전 민중당조국평화통일위원장 손병선 |  |
| 1993년 2월 24일  | 서울형사지법           | 국가기밀탐지 누설등                                                                    | 징역15년 자격정지15년 추징금6780만원 | 김명길                        | 김낙중 간첩단 사건 전 청해실업 대표 심금섭 |  |
| 1993년 2월 24일  | 서울형사지법           | 국가보안법위반                                                                         | 징역10년 자격정지10년 | 양삼승                        | 남한조선노동당 사건 황인욱 |  |
| 1993년 7월 8일   | 서울고법               | 국가보안법위반                                                                         | 징역13년 자격정지10년 | 박용상                        | 중부지역당 사건 황인욱 |  |
| 1993년 2월 24일  | 서울형사지법           | 간첩 기밀누설 등                                                                       | 무기징역 | 김명길                        | 중부지역당 사건 전 민중당 성남을지구당 사무국장 최호경 |  |
| 1993년 2월 25일  | 서울형사지법           | 불고지 기밀누설 등                                                                     | 징역3년 자격정지3년 집행유예5년 | 김연태                        | 남한조선노동당 사건 전 평화통일연구회 사무총장 노중선 |  |
| 1993년 10월 15일 | 서울고법               | 불고지 기밀누설 간첩방조죄 등                                                          | 징역3년6월 자격정지3년 | 이상현                        | 법정구속 |  |
| 1994년 3월 12일  | 대법원                 | 불고지 기밀누설 간첩방조죄 등                                                          | 파기환송 | 김상원                        | 간첩방조죄 무죄 |  |
| 1986년 2월       | 대전지법               | 찬양,고무 등                                                                           | 선고유예 |                               | 백령도 근해에서 조업중 나포되었다가 돌아와 북한의 실상("평양 경기장 크더라") 전파한 안무희                                                                  |  |
| 1993년 2월 26일  | 대전지법               | 찬양,고무 등                                                                           | 무죄 | 김영훈                        | 범행자백 부인 |  |
| 1994년 8월 10일  | 대법원                 | 찬양,고무 등                                                                           | 파기환송 | 천경송                        | 1심 자백 증거인정 |  |
| 1993년 2월 26일  | 서울형사지법           | 회합,통신 불고지                                                                       | 회합 무죄 불고지 징역1년 자격정지1년 | 김명길                        | 남한조선노동당 사건 민중당 정책위원장 장기표 |  |
| 1993년 6월 17일  | 서울고법               | 회합,통신 불고지                                                                       | 회합 무죄 불고지 징역1년 자격정지1년 | 김명길                        | 남한조선노동당 사건 민중당 정책위원장 장기표 |  |
| 1993년 2월 26일  | 서울형사지법92고합1996 | 반국가단체 구성 등 간첩                                                                | 무기징역 | 김연태                        | 남한조선노동당 중부지역당 사건 황인오 |  |
| 1993년 7월 5일   | 서울고법93노948        | 반국가단체 구성 등 간첩                                                                | 무기징역 |                               | 남파간첩 이선화의 실체는 북한노동당 정치국 후보위원인 이선실 인점                                                                                           |  |
| 1993년 7월 26일  | 대법원93도2158         | 반국가단체 구성 등 간첩                                                                | 무기징역 |                               | |  |
| 1990년 7월       | 전주지법               | 이적표현물 반포 등                                                                     | 징역8월 자격정지8월 집행유예2년 |                               | 「북한의 사상」「민중의 바다」「김일성 선집」「항일 무장투쟁사」등 10여 종 판매한 김형근                                                                    |  |
| 1991년           | 전주지법               | 이적표현물 반포 등                                                                     | 무죄 |                               | 「북한의 사상」「민중의 바다」「김일성 선집」「항일 무장투쟁사」등 10여 종 판매한 김형근                                                                    |  |
| 1993년 3월 14일  | 대법원                 | 이적표현물 반포 등                                                                     | 무죄 | 윤영철                        | 「북한의 사상」「민중의 바다」「김일성 선집」「항일 무장투쟁사」등 10여 종 판매한 김형근                                                                    |  |
| 1993년 4월 2일   | 창원지법               | 찬양,고무 등                                                                           | 징역2년 | 이재철                        | 부경총련 출범식에서 인공기를 게양한 최동환 |  |
| 1993년 6월 17일  | 서울형사지법           | 간첩 등                                                                                | 무기징역 | 이후홍                        | 김낙중 |  |
| 1993년 6월 17일  | 서울고법               | 간첩 등                                                                                | 무기징역 | 이후홍                        | 김낙중 |  |
| 1993년 10월 11일 | 대법원                 | 간첩 등                                                                                | 무기징역 | 윤영철                        | 김낙중 |  |
| 1993년 3월       | 서울지법92고합1996     | 반국가단체 가입 회합·통신 이적표현물 운반,편의 제공 국가기밀 수집탐지 방조             | 징역5년 자격정지5년 |                               | 민족해방애국전선 춘천지역 지도책 이철우 |  |
| 1993년 7월 8일   | 서울고법93도1281       | 반국가단체 가입 회합·통신 이적표현물 운반,편의 제공 국가기밀 수집탐지 방조             | 징역4년 자격정지4년 |                               | 민족해방애국전선 춘천지역 지도책 이철우 |  |
| 1993년 10월      | 대법원93도2197         | 반국가단체 가입 회합·통신 이적표현물 운반,편의 제공 국가기밀 수집탐지 방조             | 징역4년 자격정지4년 |                               | 1999년2월 사면복권 |  |
| 1993년 10월 6일  | 서울형사지법           | 탈출예비 등                                                                            | 박동수 징역2년 자격정지2년 정인근 징역1년6월 | 이장호                        | 서노협, 독일 베를린을 경유해 입북 시도 |  |
| 1993년 10월 20일 | 서울형사지법           | 이적표현물 소지                                                                        | 징역1년 집행유예2년 | 주경진                        | 장기수들의 회보 소지한 전 양심수후원회 간사 노태훈 |  |
| 1993년 10월 25일 | 서울형사지법           | 이적단체 구성 등 잠입,탈출 금품수수 기밀누설                                           | 국내운동권의 동향 및 신원정보 등 기밀누설 무죄, 징역8년 자격정지8년 | 양삼승                        | 황석영 |  |
| 1994년 2월 21일  | 서울고법               | 이적단체 구성 등 잠입,탈출 금품수수 기밀누설                                           | 징역6년 자격정지 6년 | 신정치                        | 핵 관련 정보 누설 혐의 무죄 |  |
| 1994년 5월 24일  | 대법원                 | 이적단체 구성 등 잠입,탈출 금품수수 기밀누설                                           | 파기환송 | 천경송                        | 기밀누설 무죄 파기 |  |
| 1994년 9월 27일  | 서울고법               | 이적단체 구성 등 잠입,탈출 금품수수 기밀누설                                           | 징역7년 자격정지7년 | 유현                          | 공지사항도 불이익땐 기밀 |  |
| 1993년 11월 26일 | 서울형사지법           | 이적단체 구성 등                                                                       | 징역2년6월 자격정지2년6월 집행유예3년 | 김황식                        | 사노맹결성 울산대교수 조국 |  |
| 1993년 11월 26일 | 서울형사지법           | 이적단체 구성 등                                                                       | 징역2년6월 자격정지2년6월 집행유예3년 | 김황식                        | 사노맹결성 사과원 사건 울산대교수 조국 |  |
| 1994년 6월 1일   | 서울고법               | 이적단체 구성 등                                                                       | 징역1년 자격정지1년 집행유예2년 | 신정치                        | 남한사회주의과학원은 사회주의 이론의 연구와 사회주의 사상의 교육 정도에 그치고 있고 국가를 전복하려는 직접적이고 구체적인 활동이 없었다                     |  |
| 1994년 1월 27일  | 춘천지법               | 이적단체의 구성 등                                                                     | 징역1년 자격정지1년 집행유예2년 | 곽현수                        | 사노맹 강원위원회 재정기획담당 成洛允 |  |
| 1994년 3월 1일   | 서울형사지법           | 간첩 회합,통신 등 금품수수 등                                                          | 김삼석 징역7년 자격정지7년 김은주 징역3년 자격정지3년 집행유예5년 | 김황식                        | 일본에서 재일간첩에게 포섭 |  |
| 1994             | 서울고법               | 간첩 회합,통신 등 금품수수 등                                                          | 김삼석 징역4년 자격정지4년 김은주 징역2년 자격정지2년 집행유예3년 | 고현철                        | 정치경제사회문화 등 모든분야에서 이미 보도된 내용이라고 해도 국가기밀                                                                                       |  |
| 1994년 10월 26일 | 대법원                 | 간첩 회합,통신 등 금품수수 등                                                          | 김삼석 징역4년 자격정지4년 김은주 징역2년 자격정지2년 집행유예3년 | 이돈희                        | |  |
| 2015년           | 서울고법               | 간첩 회합,통신 등 금품수수 등                                                          | 김삼석 징역2년 집행유예3년 김은주 징역1년 집행유예2년 |                               | 재심 |  |
| 2017년 3월 30일  | 대법원                 | 간첩 회합,통신 등 금품수수 등                                                          | 김삼석 징역2년 집행유예3년 김은주 징역1년 집행유예2년 | 김용덕                        | |  |
| 1994년           | 춘천지법               | 회합,통신 금품수수 등                                                                  | 징역1년6월 집행유예3년 |                               | 지재근 |  |
| 1994년 4월 21일  | 춘천지법               | 회합,통신 금품수수 등                                                                  | 선고유예 | 나종태                        | 회합,금품제공 혐의 부정 |  |
| 1994년 4월 21일  | 대법원                 | 잠입,탈출 금품수수 국가기밀누설 등                                                     | 징역7년 | 윤영철                        | 김천태 |  |
| 1994년 5월 10일  | 서울형사지법           | 이적표현물소지 배포 등                                                                 | 징역1년 집행유예2년 | 이길수                        | 컴퓨터통신망에 남한사회주의노동자동맹 관련문건을 게시한 현대철학동호회 회장 김형렬                                                                          |  |
| 1994년 6월 15일  | 부산지법               | 찬양,고무 등                                                                           | 허명순 징역8월 자격정지1년 안성혜, 최경아 징역10월 자격정지1년 집행유예2년 | 유수열                        | 오봉옥 시인의 시 〈붉은 산 검은 피〉를 각색해 만든 노래극 〈아침은 빛나라〉 공연한 '희망새' 단원                                                            |  |
| 1994년 6월 29일  | 서울형사지법           | 이적표현물 제작 및 배포 등                                                             | 징역2년 자격정지2년∼징역1년 자격정지1년 | 부구욱                        | 극단 희망새 대표 김태일, 연출기획담당 조재현, 사무국부장 이윤정, 기획부장 이창렬                                                                            |  |
| 1994년 7월 1일   | 부산지법               | 이적단체 구성 등                                                                       | 징역1년6월 집행유예3년 | 박태범                        | 사노맹에 가입한 부산공대 환경공학과 최영민 |  |
| 1994년 7월 15일  | 서울형사지법           | 찬양,고무 등                                                                           | 징역2년 자격정지2년 | 우의형                        | 범청학련 결성식에서 인공기를 게양한 전 중앙대 총학생회장 김영하                                                                                             |  |
| 1994년 7월 27일  | 서울형사지법           | 반국가단체 구성 등                                                                     | 징역2년 집행유예3년 | 김황식                        | 「노동자계급해방을 위해 투쟁하는 사회주의자들」 |  |
| 1994년 8월 9일   | 춘천지법               | 반국가단체 구성 등 금품수수 등                                                         | 징역1년 자격정지1년 집행유예2년 | 최규홍                        | 사노맹 대북 자금송금 등 연락책 |  |
| 1994년 8월 12일  | 춘천지법               | 반국가단체 구성 등 이적표현물 반포 공문서 위조                                         | 징역1년 자격정지1년 집행유예2년 | 나종태                        | 사노맹 |  |
| 1994년 9월 14일  | 대법원                 | 이적표현물 소지 등                                                                     | 무죄 | 천경송                        | 1991년 1월 변증법적 유물론 세계철학사 사적유물론 등 10여권의 사회과학 서적과 마르크스의 계급론 및 전략전술론 등을 요약한 의식화 학습교재를 소지.탐독        |  |
| 1994년 9월 13일  | 춘천지법 원주지원      | 국가보안법위반                                                                         | 징역1년6월 집행유예3년 | 정대훈                        | 93년 강총련의장 김창환 |  |
| 1994년 9월 15일  | 부산지법               | 찬양,고무 등                                                                           | 징역6월 집행유예1년 | 신창수                        | 노동자문예창작단 대표 |  |
| 1994년 9월 24일  | 전주지법               | 찬양,고무 등 집시법 위반                                                               | 징역1년 집행유예3년 | 정종관                        | |  |
| 1994년 10월 8일  | 수원지법               | 찬양,고무 등                                                                           | 방성진(자주화추진위원장) 징역1년6월 집행유예3년 김진숙(총여학생회장) 징역1년 집행유예2년 | 조인호                        | 한양대 안산캠퍼스 내에 김일성 사망 관련 대자보 부착 |  |
| 1994년 11월 1일  | 서울지법               | 이적표현물 제작 등                                                                     | 법타(부회장) 징역10월 집행유예2년 이지범(전 총무) 징역8월 집행유예2년 | 이길수                        | 평불협 |  |
| 1994년 11월 1일  | 서울형사지법           | 찬양,고무 이적표현물 반포 잠입,탈출                                                    | 징역10월 집행유예2년 | 이길수                        | 기관지「하나로」 제11호에 「6·25는 북침」게재한 조국평화통일추진 불교인협의회 부회장 신광수                                                                 |  |
| 1994년 11월 10일 | 서울형사지법           | 찬양,고무 등                                                                           | 징역1년6월 집행유예2년 | 홍경호                        | 93년8월 5차 범민족대회 황인성 집행위원장 |  |
| 1994년 10월      | 서울형사지법           | 반국가단체 구성 등                                                                     | 무기징역, 추징금2억7600만원 | 이홍훈                        | 구국전위 사건 안재구 |  |
| 1995년 4월 12일  | 서울고법95노74         | 반국가단체 구성 등                                                                     | 무기징역, 추징금2억7600만원 | 유현                          | 구국전위 사건 안재구 |  |
| 1995년 7월 25일  | 대법원95도1148         | 반국가단체 구성 등                                                                     | 무기징역, 추징금2억7600만원 | 정귀호.김석수, 이돈희, 이임수 | 구국전위 사건 안재구 |  |
| 1994년 12월 6일  | 서울지법94고합1385     | 반국가단체 구성 등                                                                     | 징역4년 |                               | 구국전위(박래군 등) |  |
| 1995년 4월 11일  | 서울고법94노4032       | 반국가단체 구성 등                                                                     | 징역4년 |                               | |  |
| 1994년 12월 9일  | 서울형사지법           | 찬양,고무 등 이적표현물 소지 등 집시법위반                                             | 징역10월 | 변진장                        | 범민족대회,전국연합 상임의장 이창복 |  |
| 1995년 4월 6일   | 서울형사지법           | 찬양,고무 등 이적표현물 소지 등 집시법위반                                             | 찬양,고무 무죄 집시법위반 100만원 | 이신섭                        | 범민족대회,전국연합 상임의장 이창복 |  |
| 1996년 12월 23일 | 대법원                 | 찬양,고무 등 이적표현물 소지 등 집시법위반                                             | 무죄 파기환송 | 이돈희                        | 범민족대회,전국연합 상임의장 이창복 |  |
| 1994년 12월 27일 | 서울형사지법           | 이적단체 구성 등                                                                       | 징역3년 | 김주형                        | 한총련 전의장 김재용 |  |
| 1995년 1월 17일  | 부산지법               | 이적단체 구성 등 이적표현물 소지 등 찬양,고무 등                                       | 위헌제청 | 박태범                        | 국제사회주의그룹 |  |
| 1995년 1월 24일  | 춘천지법               | 이적표현물 반포 등                                                                     | 징역1년 자격정지1년 집행유예2년 | 최규홍                        | 전 원주민주청년회장 김진희 |  |
| 1994년           | 광주지법               | 국가보안법위반 집시법위반                                                              | 징역2년 |                               | 남총련 「투신국」간부 김재구, 전 목포대총학생회장 김대우 |  |
| 1995년 2월 8일   | 광주고법               | 국가보안법위반 집시법위반                                                              | 징역3년 | 박송하                        | 개전의 정이 없다 |  |
| 1995년 2월 9일   | 광주지법               | 금품수수 등                                                                            | 징역3년6월 자격정지3월 | 권진웅                        | 한통련 간부에게서 자금지원 광주시의원 이윤정 |  |
| 1995년 2월 20일  | 전주지법               | 반국가단체 구성 등                                                                     | 징역7년 자격정지7년 | 백영엽                        | 사로맹 |  |
| 1995년 4월 3일   | 서울지법               | 회합,통신 등                                                                           | 징역2년 자격정지2년 | 이광렬                        | 독일유학중 북한공작원에게 포섭돼 지령을 받고 귀국 이상우 |  |
| 1995년 4월 4일   | 서울지법               | 회합,통신 등                                                                           | 징역3년6월 | 전봉진                        | 독일유학중 북한공작원과 접촉한 안육정 |  |
| 1995년           | 서울지법               | 이적표현물제작,판매 등                                                                 | 징역1년 집행유예3년 |                               | 도서출판 일터('용해공들') 편집부장 박치관 |  |
| 1995년 4월 21일  | 서울지법               | 이적표현물제작,판매 등                                                                 | 무죄 | 이우근                        | 도서출판 일터('용해공들') 편집부장 박치관 |  |
| 1995년           | 서울형사지법           | 이적표현물 반포 등                                                                     | 징역8월 집행유예2년 자격정지8월 |                               | 컴퓨터통신 천리안에 ‘공산당선언문’게재 |  |
| 1995년 5월 17일  | 서울형사지법           | 이적표현물 반포 등                                                                     | 무죄 | 김영기                        | 컴퓨터통신 천리안에 ‘공산당선언문’게재 |  |
| 1995년 5월 19일  | 서울형사지법           | 이적표현물제작,반포 등                                                                 | 징역3년 자격정지3년 | 전봉진                        | 「한총련」 전의장 김현준 |  |
| 1995년 5월 30일  | 서울형사지법           | 이적표현물제작,반포 등                                                                 | 징역1년 집행유예2년 |                               | 김무용 |  |
| 1995년 5월 31일  | 광주지법               | 이적표현물제작,반포 등                                                                 | 징역2년 자격정지2년 | 장광환                        | 비전향 장기수를 애국투사로 묘사한 기세문 |  |
| 1995년 6월 1일   | 광주지법               | 이적표현물제작,반포 등                                                                 | 오종렬 징역3년10월 김병균 등3명 집행유예 |                               | |  |
| 1995년 10월 18일 | 춘천지법               | 찬양,고무 등                                                                           | 징역1년 자격정지1년 집행유예2년 | 오완준                        | 강원지역대학 총학생회연합 조국 통일위원장 정영위 |  |
| 1995년 6월 29일  | 서울지법95고합382      | 찬양,고무 등                                                                           | |                               | 1995년 3월 17일 구속된 경기대 자주대오 성명규 등 13명 |  |
| 1995년 6월 29일  | 서울지법95고합389      | 찬양,고무 등                                                                           | |                               | 1995년 3월 17일 구속된 경기대 자주대오 |  |
| 1995년 6월 29일  | 서울지법95고합402      | 찬양,고무 등                                                                           | |                               | 1995년 3월 17일 구속된 경기대 자주대오 |  |
| 1995년 10월 20일 | 서울지법               | 기밀탐지,수집 등                                                                       | 징역7년 자격정지7년 | 서재헌                        | 한국외국어대 교수 박창희 |  |
| 1996년 2월 23일  | 서울고법               | 기밀탐지,수집 등                                                                       | 징역3년6월 자격정지3년6월 | 최병학                        | 독도문제 등 일제찌꺼기 청산에 기여한 학문적 공로참작, 1998년 3월 형집행정지, 2004년6월 보안관찰 신청하자 취소소송 승소                                      |  |
| 1995년 11월 10일 | 서울지법95고합674      | 이적단체 구성 등                                                                       | |                               | 남한프롤레타리아계급투쟁동맹(최재천 등) |  |
| 1995년 11월 10일 | 서울지법95고합687      | 이적단체 구성 등                                                                       | |                               | 남한프롤레타리아계급투쟁동맹(최재천, 김성식 등 15명) |  |
| 1996년 2월 2일   | 서울고법95노3125       | 이적단체 구성 등                                                                       | |                               | 남한프롤레타리아계급투쟁동맹(최재천, 김성식 등 15명) |  |
| 1996년 5월 14일  | 대법원96도561          | 이적단체 구성 등                                                                       | 이돈희, 김석수, 정귀호, 이임수 |                               | 남한프롤레타리아계급투쟁동맹(최재천, 김성식 등 15명) |  |
| 1994년 11월 16일 | 서울형사지법93노7620   |                                                                                        | |                               | |  |
| 1998년 3월 13일  | 대법원95도117          | 파기환송                                                                               | 송진훈,천경송,지창권,신성택 |                               | |  |
| 1995년 11월 30일 | 서울지법               | 회합,동조 등                                                                           | 징역2년 집행유예3년 | 조승곤                        | 박용길 |  |
| 1996년 1월 11일  | 부산지법               | 회합,통신 등                                                                           | 무죄, 화염병 사용 징역1년6월 집행유예2년 | 정희장                        | 북한 학생과 팩스 서신 교환한 주우렬 |  |
| 1996년 6월 7일   | 부산지법               | 회합,통신 등                                                                           | 징역2년 자격정지2년 집행유예3년 | 김종대                        | 무죄파기 |  |
| 1996년 2월 27일  | 대구지법               | 이적단체 구성 등                                                                       | 대구경북연합 의장 유근삼 징역2년 집행유예4년 중앙위원 이태환 징역2년6월 집행유예4년 중앙위원 권오봉 징역2년6월 집행유예4년 김일성 추모행사 주도한 김병길 징역4년 자격정지4년 나경일 징역1년6월 집행유예3년 김동순 징역1년6월 집행유예3년 한기명 징역1년6월 집행유예3년 전 대구경북총련 의장 이정호 징역3년 집행유예4년 대구경북총련 부의장 김종문 징역2년 집행유예3년 |                               | 범민련 |  |
| 1996년 3월 25일  | 춘천지법               | 찬양,고무 등                                                                           | 징역1년6월 집행유예2년 | 금선중                        | 북한측 서신을 캠퍼스 내에 게재하고 학내에서 불법 시위를 주도한 금태원                                                                                       |  |
| 1996년 3월 29일  | 서울지법               | 잠입,탈출 찬양,고무 등                                                                 | 징역3년 자격정지3년 | 최정수                        | 범청학련 남측 대표 자격으로 1995년 8월 판문점 통일대축전 참가한 정민주,이혜정                                                                               |  |
| 1996년 7월 30일  | 서울고법               | 잠입,탈출 찬양,고무 등                                                                 | 징역3년 자격정지3년 | 최병학                        | 범청학련 남측 대표 자격으로 1995년 8월 판문점 통일대축전 참가한 정민주,이혜정                                                                               |  |
| 1996년 4월 15일  | 춘천지법               | 국가보안법위반                                                                         | 강원도 전농 정책실장 이용인 징역1년 집행유예2년 전 관동대 총학생회장 김동규 징역1년 집행유예2년 | 김선중                        | |  |
| 1996년 5월 8일   | 서울지법               | 이적단체 구성 등                                                                       | 징역2년 집행유예2년 | 민형기                        | 사로맹 인천지역 총책 강희원 등 3명 |  |
| 1996년 5월 9일   | 서울고법               | 이적단체 구성 등 찬양,고무 등                                                          | 징역1년6월 자격정지1년6월 집행유예2년 | 권성                          | 남한프롤레타리아 계급투쟁동맹준비위원회 김미옥, 조직원끼리 토론은 찬양,고무 무죄                                                                            |  |
| 1996년 5월 22일  | 서울지법               | 잠입,탈출 등(예비) 남북교류협력법                                                      | 무죄 징역8월 집행유예2년, 1만4천7백달러 직권 몰수형 | 박시환                        | 밀입북시도 귀순자 김형덕 |  |
| 1996년 11월 29일 | 서울지법               | 잠입,탈출 등(예비) 남북교류협력법                                                      | 징역8월 집행유예2년 | 정덕홍                        | 무죄파기, 몰수 취소 |  |
| 1996년 5월 22일  | 서울지법               | 회합,통신 등                                                                           | 징역1년 | 최정수                        | 범민련남측본부 의장 강희만 등 9명 |  |
| 1996년 5월 31일  | 서울지법               | 이적단체 구성 등                                                                       | 징역1년 자격정지1년 집행유예2년 | 최정수                        | 사노맹 대학원생 권순미 |  |
| 1996년 7월 12일  | 서울지법               | 찬양,고무 등 이적표현물 반포                                                           | 무죄 | 유원석                        | 박충렬 전국연합 사무차장 |  |
| 1996년 8월 6일   | 서울지법               | 이적표현물 소지 집시법 위반 선거법 위반                                                | 징역1년 집행유예2년 | 전봉진                        | 생포간첩의 진술로 구속했다가 입증실패 김태년 |  |
| 1996년 8월 14일  | 대구지법               | 이적단체 구성 등 이적표현물 제작                                                       | 김영복 등 4명 징역2년 자격정지2년 집행유예3년 김영덕 징역1년 자격정지1년 집행유예2년 | 석호철                        | 해방노동자통일전선 사건 |  |
| 1996년 8월 21일  | 서울지법               | 이적단체 구성 등                                                                       | 징역2년 집행유예3년~징역1년 집행유예2년 | 최정말                        | 전국 학생정치연합 전의장 손영우 등 9명 |  |
| 1996년 8월 28일  | 대구지법               | 이적표현물 제작,반포 등                                                                | 징역2년 | 석호철                        | 영남대 총학생회장겸 한총련 중앙위원 권택흥 |  |
| 1996년 9월 11일  | 서울고법               | 이적단체 구성 등 이적표현물 반포 등                                                    | 징역1년 집행유예2년 | 최정수                        | 주체사상 전파 목적 반미불패 결성 박치현 |  |
| 1996년 9월 25일  | 서울지법               | 잠입,탈출 등(교사)                                                                     | 징역2년6월 | 최정수                        | 전 한총련 조국통일위원장 이원구 |  |
| 1996년           | 서울지법               | 국가보안법위반 공무집행방해                                                            | 징역1년 |                               | 범민련 남측본부 정책위원장 김영제 |  |
| 1996년 9월 25일  | 서울고법               | 국가보안법위반 공무집행방해                                                            | 징역10월 | 김인수                        | 공무집행방해 무죄 |  |
| 1996년 10월 14일 | 춘천지법               | 국가보안법위반                                                                         | 징역1년6월 | 김선중                        | 강원지역 총학생회연합의장 윤도현 |  |
| 1996년 11월 1일  | 서울지법               | 국가보안법위반 등                                                                      | 징역2년6월 | 전봉진                        | 한총련 사건 윤화중 등 40명 |  |
| 1996년 11월 4일  | 춘천지법 강릉지원      | 찬양,고무 등                                                                           | 징역3년 집행유예4년 | 김치중                        | 반정부활동한 한총련 대의원 권충환 |  |
| 1996년 11월 8일  | 서울지법               | 불고지                                                                                 | 무죄 | 유원석                        | 남파간첩 김동식, 국민회의 당무위원 허인회 |  |
| 1997년 5월 23일  | 서울지법               | 불고지                                                                                 | 징역8월 집행유예2년 자격정지1년 | 정덕흥                        | 남파간첩 김동식, 국민회의 당무위원 허인회 |  |
| 1998년 2월 28일  | 대법원                 | 불고지                                                                                 | 징역8월 집행유예2년 자격정지1년 | 김형선                        | 남파간첩 김동식, 국민회의 당무위원 허인회 |  |
| 1996년 11월 9일  | 춘천지법원주지원       | 국가보안법위반                                                                         | 징역10월 집행유예2년 | 조연호(지원장)                | 무장공비 조작설 대학신문에 게재 상지대학 장용근, 박모 |  |
| 1996년 11월 20일 | 대구지법               | 국가보안법위반 특수공부집행방해                                                        | 징역2년 집행유예3년 | 석호철                        | 계명대 총학생회장 이준식 |  |
| 1996년 11월 25일 | 춘천지법               | 이적표현물 소지 등                                                                     | 징역1년 집행유예2년 | 김선중                        | 불온서적 탐독, 대학가 불법집회 및 시위에 참가한 이수진,감영석,윤영준                                                                                        |  |
| 1996년 12월 12일 | 서울지법               | 간첩 잠입,탈출 금품수수 등 국가기밀 탐지수집전달                                       | 징역15년 자격정지15년 | 전봉진                        | 아랍계 교수 무하마드 깐수로 위장한 정수일 |  |
| 1997년 5월 1일   | 서울고법               | 간첩 잠입,탈출 금품수수 등 국가기밀 탐지수집전달                                       | 징역15년 자격정지15년 | 안성회                        | 아랍계 교수 무하마드 깐수로 위장한 정수일 |  |
| 1997년 7월 25일  | 대법원                 | 간첩 잠입,탈출 금품수수 등 국가기밀 탐지수집전달                                       | 파기환송 | 김형선                        | 국가기밀 부인 |  |
| 1997년 12월 26일 | 서울고법               | 간첩 잠입,탈출 금품수수 등 국가기밀 탐지수집전달                                       | 징역12년 | 김상기                        | |  |
| 1998년 4월 10일  | 대법원                 | 간첩 잠입,탈출 금품수수 등 국가기밀 탐지수집전달                                       | 징역12년 |                               | 천경송 |  |
| 1997년 7월 22일  | 서울고법97노629        | 잠입,탈출 등 이적표현물 반포 등                                                        | |                               | |  |
| 1997년 11월 20일 | 대법원97도2021         | 잠입,탈출 등 이적표현물 반포 등                                                        | 파기환송 | 전원합의체                    | 원심판결의 유죄 부분과 무죄 부분 중 1995. 5. 13.자 및 1996. 9. 14.자 반국가단체지배지역으로 탈출한 국가보안법위반 부분을 파기                               |  |
| 1997년 7월 31일  | 서울고법97노821        | 잠입,탈출 등 이적표현물 반포 등                                                        | |                               | |  |
| 1997년 11월 25일 | 대법원97도2084         | 잠입,탈출 등 이적표현물 반포 등                                                        | 파기환송 | 이임수 최종영 이돈희 서성     | 북한에서 제작한 영화를 녹화한 비디오테이프라고 하여 그 영화의 내용을 살펴보지 아니하고 곧바로 그 비디오테이프를 이적표현물이라고 단정한 위법                |  |
| 1996년 12월 27일 | 부산지법               | 국가보안법위반 등                                                                      | 징역3년 자격정지3년 집행유예5년 | 신우철                        | 전 부경총련 간부 안준용 |  |
| 1996년 12월 23일 | 춘천지법 원주지원      | 이적단체구성 등 이적표현물 소지 등                                                     | 징역1년6월 집행유예3년 |                               | '자주대오' 상지대학교 은상현,이지현,김재현 |  |
| 1997년 1월 13일  | 서울지법 북부지원      | 이적표현물 소지 등                                                                     | 이청우 징역2년 집행유예3년 장애인시설과 양로시설에서 각각 50시간씩 봉사하라 김상기, 홍희자 징역 1년6월 집행유예2년 장애인·양로시설 1백시간 | 송흥섭                        | 민중민주주의혁명 관련 서적 소지 |  |
| 1997년 2월 11일  | 서울지법               | 잠입,탈출 등                                                                           | 징역3년6월 자격정지3년 | 민형기                        | 밀입북 소설가 김하기(김영) |  |
| 1997년           | 서울고법               | 잠입,탈출 등                                                                           | 징역3년6월 자격정지3년 |                               | 밀입북 소설가 김하기(김영) |  |
| 1997년 9월 9일   | 대법원                 | 잠입,탈출 등                                                                           | 징역3년6월 자격정지3년 | 형사1부                       | 밀입북 소설가 김하기(김영) |  |
| 1997년 2월 17일  | 춘천지법               | 국가보안법위반                                                                         | 징역1년 집행유예2년 | 金齊中                        | 諦성순 등 대학생 4명 |  |
| 1996년           | 서울지법               | 반국가단체 구성 등 기밀누설 등                                                         | 징역3년6월 |                               | 구국전위. 이광철 |  |
| 1997년 2월 21일  | 서울고법               | 반국가단체 구성 등 기밀누설 등                                                         | 무죄 | 김인수                        | 구국전위. 이광철 |  |
| 1997년 3월 10일  | 춘천지법               | 이적표현물 반포 등                                                                     | 전 한림대 총학생회장 이광철 징역1년6월 강원대 김태희 징역1년 | 김진수                        | 시위참가 |  |
| 1997년 3월 28일  | 부산지법               | 국가보안법위반                                                                         | 부경총련 전 의장 김화섭 징역3년 집행유예5년 부경총련 투쟁국장 김성일 징역2년6월 자격정지2년6월 집행유예4년 노동자중심의 진보정당 추진위 청년학생위 의장 진기종 징역 2년 | 박삼봉                        | |  |
| 1997년 6월 25일  | 부산고법               | 국가보안법위반                                                                         | 부경총련 전 의장 김화섭 징역3년 집행유예5년 부경총련 투쟁국장 김성일 징역2년6월 자격정지2년6월 노동자중심의 진보정당 추진위 청년학생위 의장 진기종 징역 2년 | 김진기                        | |  |
| 1997년 4월 25일  | 서울지법               | 찬양,고무 등                                                                           | 무죄 | 박찬                          | 북한 잠수함 단순 표류 주장 윤석진 |  |
| 1997년 5월 20일  | 서울지법               | 회합,통신 등                                                                           | 징역3년6월 자격정지3년 | 최세모                        | 재야단체의 동향을 범민련 해외대표 강병연 전달한 불교인권위원회 공동의장 진관(박용모)                                                                        |  |
| 1997년 9월 11일  | 서울고법               | 회합,통신 등                                                                           | 징역3년6월 자격정지3년 | 김재진                        | 1998년 3월 특별사면 |  |
| 1996년 5월 9일   | 서울고법95노2800       | 국가보안법위반                                                                         | |                               | |  |
| 1997년 10월 24일 | 대법원대법원96도1327   | 국가보안법위반                                                                         | 신성택 천경송 지창권 송진훈 |                               | |  |
| 1997년 5월 13일  | 서울고법97노408        | 이적단체 구성 등                                                                       | 유죄 |                               | 노동자 중심의 진보정당 추진위원회 |  |
| 1997년 7월 25일  | 대법원97도1386         | 이적단체 구성 등                                                                       | 유죄 | 천경송 지창권 신성택 송진훈   | 노동자 중심의 진보정당 추진위원회 |  |
| 1997년 5월 23일  | 서울지법96노8623       | 국가보안법위반                                                                         | |                               | |  |
| 1998년 2월 27일  | 대법원97도1770         | 국가보안법위반                                                                         | 정귀호 박준서 김형선 이용훈 |                               | |  |
| 1997년 6월 17일  | 대법원                 | 이적표현물 소지 등                                                                     | 징역1년6월 집행유예3년 보호관찰3년 | 신성택                        | 형벌이 아니어서 형벌 불소급 대상 아님 |  |
| 1997년 6월 18일  | 부산지법               | 찬양,고무 등                                                                           | 징역10월 자격정지1년 | 박창현                        | 범민련 남측본부 부의장 서상권 |  |
| 1997년           | 서울지법               | 이적표현물 반포 등                                                                     | 징역1년 |                               | 「노동의 새벽」 등을 소지·판매한 이남영 |  |
| 1997년 6월 26일  | 서울지법               | 이적표현물 반포 등                                                                     | 징역2년 자격정지2년 | 구충서                        | 「노동의 새벽」 등을 소지·판매한 이남영 |  |
| 1997년 7월 1일   | 대법원                 | 이적단체 구성 등 찬양,고무 등                                                          | 찬양,고무 무죄파기 | 이용훈                        | ‘노동자정치활동센터’변은영 |  |
| 1997년 7월 7일   | 춘천지법               | 국가보안법위반                                                                         | 징역2년 자격정지2년 |                               | 강원총련 의장 김남중 |  |
| 1997년           | 서울고법               | 기밀누설 등                                                                            | 징역4년6월 |                               | 범민련 남측본부 중앙위원 강순정 92년 1월부터 12차례에 걸쳐 범민련 캐나다 본부 중앙위원 강병연씨에게 국내 정세와 재야 운동단체들의 동향을 수집한 편지를 전달 |  |
| 1997년 7월 17일  | 대법원                 | 기밀누설 등                                                                            | 파기환송 | 전원합의체                    | 범민련 남측본부 중앙위원 강순정 92년 1월부터 12차례에 걸쳐 범민련 캐나다 본부 중앙위원 강병연씨에게 국내 정세와 재야 운동단체들의 동향을 수집한 편지를 전달 |  |
| 1997년 7월 25일  | 서울고법               | 간첩 금품수수 잠입,탈출 회합,통신 기밀누설 등                                          | 기밀누설만 인정 징역5년 | 김상기                        | 국내 재야단체의 동향 등을 입수한 뒤 북한에 알린 강병연 |  |
| 1997년 11월 21일 | 대법원                 | 파기환송                                                                               | 전원합의체 | 입북 외국인도 잠입탈출 성립   | |  |
| 1997년 8월 13일  | 서울지법 북부지원      | 국가보안법위반 집시법위반                                                              | 징역 2년6월∼1년 | 김용균                        | 한총련 출범식 주도한 광운대 총학생회장 직무대리 홍수영 등 8명                                                                                               |  |
| 1997년 8월 19일  | 대구지법               | 국가보안법위반 화염병사용등위반                                                        | 징역2년6월 자격정지2년 | 하종대                        | 경북대 총학생회 조국통일위원장 이정찬 |  |
| 1997년 8월 26일  | 대구지법               | 이적표현물 반포 등 화염병사용등위반                                                    | 징역3년 자격정지3년 | 하종대                        | 대경총련 조직위원장 오택진 |  |
| 1997년 9월 3일   | 부산지법               | 국가보안법위반                                                                         | 징역3년 자격정지3년 | 박창현                        | 부경총련 임시의장 최지훈 |  |
| 1997년 9월 12일  | 대구지법               | 국가보안법위반 특수공무집행방해 등                                                     | 징역2년 자격정지2년 | 김학윤                        | 대경총련 투쟁국장 정호식 |  |
| 1997년 9월 25일  | 서울지법               | 불고지                                                                                 | 징역8월 집행유예2년 | 양승국                        | 남파 무장간첩 김동식, 전 서울대 삼민투위원장 함운경 |  |
| 2001년           | 서울지법               | 불고지                                                                                 | 무죄 |                               | 증거불충분 |  |
| 2001년 11월 4일  | 대법원                 | 불고지                                                                                 | 파기환송 | 조무제                        | 일부진술이 신빙성 없어도 전체 정황 인정 |  |
| 1997년 9월 25일  | 창원지법               | 이적단체 구성 등 이적표현물 소지,배포 등                                               | 징역2년6월 자격정지2년6월 | 안영율                        | 한총련 탈퇴시한을 지키지 않아 이적단체 구성혐의로 추가 기소된 인제대 총학생회장 김진영                                                                      |  |
| 1997년 9월 29일  | 춘천지법               | 찬양,고무 등 이적표현물 반포                                                           | 징역1년6월 자격정지1년 | 김진수                        | 1996년 8월 연세대에서 열린 범청학련통일축전에 참석하고 강총련 조통위 정책실장으로 있으면서 이적표현물을 제작, 반포한 김나영                                 |  |
| 1997년 10월 1일  | 대구지법               | 국가보안법위반 집시법위반                                                              | 최진수 징역2년6월 자격정지2년 장정숙 징역2년 자격정지2년 | 오세율                        | 한총련의 시위 주도와 불온 유인물 배포한 금오공대 조통위 위원장 최진수, 대경총련 문화국장 장정숙                                                             |  |
| 1997년 10월 2일  |                        | 국가보안법위반(찬양·고무등)                                                            | 징역 1년, 집행유예2년 |                               | 양원영 |  |
| 1997년 10월 15일 | 제주지법               | 국가보안법위반                                                                         | 제주대 총학생회장 겸 제총협상임의장 강호진 징역3년 제총협 사무국장 강보라 징역2년 제주대 총학생회 최문기부회장 징역 1년6월 집행유예 3년 제총협 이상훈 투쟁국장 징역1년6월 집행유예 3년 | 김용호                        | |  |
| 1997년 10월 15일 | 대구지법               | 국가보안법위반                                                                         | 징역2년 집행유예3년 | 이선우                        | 민주주의 민족통일 대구ㆍ경북지역연합 상임의장 함종호 |  |
| 1997년 10월 15일 | 대구지법               | 이적표현물 반포 등 집시법위반                                                          | 징역2년 자격정지2년 집행유예3년 200시간 사회봉사 | 최종한                        | 대경총련 대의원 차정훈 |  |
| 1997년 10월 28일 | 서울지법               | 이적단체 구성 등 이적표현물 소지 등                                                    | 징역2년6월 | 민형기                        | 한총련 조직위원 김광수 |  |
| 1997년 11월 6일  | 전주지법               | 국가보안법위반                                                                         | 징역1년 집행유예2년 |                               | 당국의 허가 없이 한총련 이적단체 규정철회와 공안탄압 종지촉구결의대회를 개최한 정성석                                                                       |  |
| 1997년 11월 25일 | 광주지법               | 국가보안법위반 등                                                                      | 징역6년 자격정지3년 벌금3백만원 | 윤우진                        | 한총련 사태, 이종권 상해치사사건 등을 주도한 5기 한총련 의장 강위원                                                                                         |  |
| 1997년           | 광주고법               | 국가보안법위반 등                                                                      | 징역5년 자격정지4년 벌금3백만원 |                               | 한총련 사태, 이종권 상해치사사건 등을 주도한 5기 한총련 의장 강위원                                                                                         |  |
| 1998년 7월 30일  | 대법원                 | 국가보안법위반 등                                                                      | 징역5년 자격정지4년 벌금3백만원 | 이임수                        | 한총련 이적단체 확정 |  |
| 1997년 11월 26일 | 제주지법               | 국가보안법위반                                                                         | 이상봉 징역2년 자격정지2년 박현우 징역1년6월 | 김용호                        | |  |
| 1997년 11월 26일 | 춘천지법               | 찬양,고무 등                                                                           | 징역1년6월 자격정지1년6월 | 이재성                        | 前강원지역 대학총학생회연합 중앙집행위원회 조직위원장 윤영준                                                                                                |  |
| 1997년 12월 12일 | 서울지법 동부지원      | 국가보안법위반 등                                                                      | 징역4년 자격정지3년 | 서현석                        | 한양대에서 개최된 한총련 출범식 및 시민 이석씨 폭행치사사건 이준구 건국대 총학생회장                                                                        |  |
| 1997년 12월 21일 | 서울지법               | 이적단체 구성 등                                                                       | 무죄 |                               | 한총련이 규약으로 동아리회장을 당연직 대의원으로 규정하기 전에 선출된 한림대 동아리연합회장 유용혁                                                          |  |
| 1997년 12월 29일 | 대구지법               | 국가보안법위반 집시법위반                                                              | 징역3년 자격정지3년 집행유예4년 3백시간 사회봉사명령 | 최종한                        | 전 대경총련 정책위원장 오인권 |  |
| 1998년 1월 16일  | 청주지법               | 이적표현물 반포 등 집시법위반                                                          | 징역2년6월 집행유예4년 사회봉사 4백시간 | 함상훈                        | 한총련 시위에 참가한 청주대 총학생회장 양준석 |  |
| 1998년 1월 20일  | 서울지법               | 회합통신 간첩                                                                          | 간첩 무죄, 징역2년6월 | 민형기                        | 국내 경제동향과 관련한 전문잡지를 북한 공작원에게 전달한 송유진                                                                                             |  |
| 1997년 1월 22일  | 서울지법               | 찬양,고무 등 편의제공 회합통신 국가기밀탐지·수집 남북교류협력법위반                    | 편의제공 무죄, 민경우 징역 3년6월 자격정지3년 이종인 징역1년 자격정지1년 | 민형기                        | 북한동포돕기운동성금을 북한에 전달하려한 범민련 남측본부 서울지부 사무처장 민경우, 의장직무대행 이종인                                                      |  |
| 1998년 2월 11일  | 서울지법               | 회합,통신 등                                                                           | 징역2년 자격정지2년 집행유예3년 | 강현                          | 한총련 대표로 쿠바 청년학생 축전에 참가, 북한대표와 접촉한 조응주                                                                                           |  |
| 1998년 2월 16일  | 부산지법97고합616      | 간첩 등 이적단체 가입 이적표현물 소지 등                                               | 서봉만 등4명 징역3년6월 자격정지3년6월 도경훈 징역2년 자격정지2년 | 박삼봉                        | 부산 동아대 "자주대오" |  |
| 1998년 7월 2일   | 부산고법98노156        | 간첩 등 이적단체 가입 이적표현물 소지 등                                               | 지은주 징역10월 집행유예2년 배윤주 무죄 엄주영 징역3년6월 자격정지3년6월 서봉만 징역 2년6월 집행유예4년 도경훈 징역6월 자격정지2년 | 박용수,황진효,이균부          | 간첩 무죄 |  |
| 1999년 1월 26일  | 대법원98도2320         | 간첩 등 이적단체 가입 이적표현물 소지 등                                               | 지은주 징역10월 집행유예2년 배윤주 무죄 엄주영 징역3년6월 자격정지3년6월 서봉만 징역 2년6월 집행유예4년 도경훈 징역6월 자격정지2년 |                               | 간첩 무죄 |  |
| 1998년 3월 18일  | 대법원                 | 이적표현물 반포 찬양,고무 등                                                           | 무죄파기환송 | 지창권                        | 1987년「모내기」 작가 신학철 1,2심 무죄 |  |
| 1999년 8월 13일  | 서울지법               | 이적표현물 반포 찬양,고무 등                                                           | 징역10월 선고유예,그림3점 몰수 | 김건흥                        | 유엔, 그림 폐기중지요청 |  |
| 1999년 1월 26일  | 서울지법98고합1370     | 찬양.고무 등 이적표현물 제작,반포                                                      | 징역형 | 책갈피출판사 대표 홍교선      | |  |
| 1999년 4월 20일  | 서울고법99노576        | 찬양.고무 등 이적표현물 제작,반포                                                      | | 책갈피출판사 대표 홍교선      | |  |

### 김대중 정부
| 연월일           | 사건번호                 | 사건명                                                  | 주문 | 판사                           | 비고 |
| ---------------- | ------------------------ | ------------------------------------------------------- | --- | ------------------------------ | --- |
| 1998년           | 대구지법                 | 이적단체 구성 등                                        | 징역2년6월~2년 |                                | 김혜경 등 3명 |
| 1998년 4월 7일   | 대구고법                 | 이적단체 구성 등                                        | 징역1년6월 집행유예3년 | 장윤기                         | 한총련 항소심에서 첫 이적단체 인정 |
| 1998년 4월 9일   | 서울지법                 | 간첩방조 국가기밀누설 회합통신 등                       | 기밀누설 무죄, 징역7년 | 최세모                         | 30년 북한의 고정간첩으로 활동한 서울대 고영복 명예교수                                                                                             |
| 1998년 7월 23일  | 서울고법                 | 간첩방조 국가기밀누설 회합통신 등                       | 간첩방조 무죄, 징역2년 | 김창구                         | 30년 북한의 고정간첩으로 활동한 서울대 고영복 명예교수                                                                                             |
| 1998년 11월 13일 | 대법원                   | 간첩방조 국가기밀누설 회합통신 등                       | 간첩방조 무죄, 징역2년 | 송진훈                         | 30년 북한의 고정간첩으로 활동한 서울대 고영복 명예교수                                                                                             |
| 1998년 4월 17일  | 부산지법                 | 이적표현물 반포 등                                      | 유하영 징역2년6월 집행유예4년 이성예 징역3년 집행유예4년 한성화 징역2년6월 집행유예3년 | 권오봉                         | 한총련 출범식 |
| 1998년 4월 17일  | 서울지법97고합1336       | 간첩 등                                                 | 심정웅 징역10년 자격정지10년 심재훈 징역5년 숙모 김유숙 징역3년 | 이호원                         | 유사시 지하철마비 지령받고 39년 암약하며 6촌동생, 숙모와 지하 가족당 구성                                                                          |
| 1998년           | 서울고법98노1199         | 간첩 등                                                 | 심정웅 징역10년 자격정지10년 심재훈 징역3년 집행유예5년 김유숙 무죄 | 이호원                         | "친북활동 중단 충고한 점으로 이적성 없다" |
| 1998년 12월 23일 | 대법원98도2973           | 간첩 등                                                 | 심정웅 징역10년 자격정지10년 심재훈 징역3년 집행유예5년 김유숙 무죄 | 조무제                         | "친북활동 중단 충고한 점으로 이적성 없다" |
| 1998년 4월 29일  | 춘천지법                 | 찬양,고무 등                                            | 징역2년 자격정지2년 집행유예4년 사회봉사40시간 | 김조출                         | 강원지역 총학생회 연합 5기 중앙집행위원장 김창환                                                                                                   |
| 1998년 5월       | 서울고법                 | 찬양,고무 등 이적단체 구성 등                           | 선고유예 | 형사5부                        | 한총련 산하 노래패 ‘천리마’의 김아무개(24)씨 등 6명                                                                                                |
| 1998년 5월 28일  | 서울지법98고합291        | 찬양.고무 등 이적단체 구성 등 이적표현물 소지           | 윤순재 징역2년 자격정지2년 윤수근 징역1년6월 자격정지 1년6월 김경진 등 6명 징역10월-1년6월 집행유예 | 이윤승                         | 관악노동청년회(윤순재 등 7명) |
| 1998년 8월 19일  | 서울고법98노1448         | 찬양.고무 등 이적단체 구성 등 이적표현물 소지           | 윤순재 징역2년 집행유예3년 윤수근 징역1년6월 집행유예2년 , 나종일 등 3명 선고유예</ref></ref> |                                | |
| 1998년 12월 11일 | 대법원98도2935           | 찬양.고무 등 이적단체 구성 등 이적표현물 소지           | 윤순재 징역2년 집행유예3년 윤수근 징역1년6월 집행유예2년 , 나종일 등 3명 선고유예</ref></ref> |                                | |
| 1998년 2월 16일  | 부산지법97고합616        | 이적단체 구성 등                                        | |                                | 동아대 자주대오(서봉만 등 5명) |
| 1998년 7월 2일   | 부산고법98노156          | 이적단체 구성 등                                        | 무죄 |                                | |
| 1998년 7월 2일   | 대법원98도2320           | 이적단체 구성 등                                        | 무죄 |                                | |
| 1998년 7월 8일   | 춘천지법                 | 찬양,고무 등                                            | 징역1년6월 집행유예3년 자격정지1 사회봉사160시간 | 金周澤                         | 前 강총련 중앙집행위 선전국장 이해진 |
| 1998년 8월 26일  | 춘천지법                 | 국가보안법위반                                          | 징역1년 자격정지1년 집행유예2년 농촌지역 사회봉사160시간 | 金圄澤                         | 金형 前한림대 인문대 학생회장) |
| 1998년 10월      | 대구지법                 | 이적단체 구성 등 집시법위반                             | 징역1년 집행유예2년 벌금 50만원 |                                | 6기 한총련 대의원 경산대동아리연합회장 |
| 1999년 4월 13일  | 대구고법                 | 이적단체 구성 등 집시법위반                             | 징역1년 집행유예2년 벌금 50만원 |                                | 6기 한총련 대의원 경산대동아리연합회장 |
| 1998년 10월      | 서울지법                 | 이적단체 구성 등 이적표현물 반포 등                     | 징역1년 집행유예2년 |                                | '대중 활동가론'을 후배2명에게 전달 무죄 |
| 1999년 8월 18일  | 서울고법                 | 이적단체 구성 등 이적표현물 반포 등                     | 징역1년 집행유예2년 | 권남혁                         | |
| 1998년 10월 28일 | 제주지법                 | 이적단체 구성 등                                        | 징역8월 집행유예2년 | 김상균                         | 한총련대의원으로 한총련을 위장탈퇴, 이적단체에 가입하고 1998년 8월의 탐라순례대행진을 주도                                                         |
| 1998년 12월 18일 | 부산지법                 | 찬양,고무 등                                            | 무죄 |                                | 1998년 4월 제주 4.3양민학살을 다룬 "레드헌트"를 상영한 전 창원대 사회과학대 학생회장 송익근                                                        |
| 1999년 4월 7일   | 부산고법                 | 찬양,고무 등                                            | 무죄 | 손기식                         | 항소기각 |
| 2001년 3월 15일  | 대법원                   | 찬양,고무 등                                            | 무죄 | 손지열                         | 상고기각 |
| 1999년 1월 8일   | 서울지법                 | 찬양,고무 등                                            | 징역1년6월 집행유예3년 | 이호원                         | 북한 찬양 홈페이지를 개설한 만19세 구속기소 |
| 1999년 1월 15일  | 부산지법98고합691        | 반국가단체 구성 등 이적단체 구성 찬양,고무 등 회합,통신 | 총책 박경순 징역15년 김명호 징역7년 임동식 등 13명 징역3년~9년 | 권오봉,이진수,김미리           | 늘푸른서점 사건 반제청년동맹 영남위원회(일명 동창회) 사건                                                                                          |
| 1999년 5월 12일  | 부산고법99노897          | 반국가단체 구성 등 이적단체 구성 찬양,고무 등 회합,통신 | 총책 박경순 징역7년 자격정지7년 김명호 징역4년 자격정지4년 방석수 징역3년 자격정지 3년 울산 동구청장 김창현 징역2년 박경순의 아내 김이경 징역3년 자격정지 3년 집행유예5 여성단체 대표 이은미 징역1년 자격정지1년 집행유예2년 현대중공업노동자가족협의회장 홍정련 징역1년 자격정지1년 집행유예2년 | 손기식                         | 반국가단체 무죄 |
| 1999년 9월 3일   | 대법원2000도486          | 반국가단체 구성 등 이적단체 구성 찬양,고무 등 회합,통신 | 박경순,방석수,김창현 상고기각 김명호, 그외 3명 증거불충분 파기 | 정귀호                         | 컴퓨터 디스켓 작성자 확인불능 |
| 2000년 1월 10일  | 부산고법                 | 반국가단체 구성 등 이적단체 구성 찬양,고무 등 회합,통신 | 이철현,김용규,천병태 등 8명 무죄 임동식, 이정희, 김성란, 이희 이적표현물 소지죄 징역1년 집행유예2년 정대현 징역1년6월 임동식 징역1년 | 김능환                         | |
| 2000년 1월 13일  | 부산고법                 | 반국가단체 구성 등 이적단체 구성 찬양,고무 등 회합,통신 | 김이경,김명호 등 4명 무죄 | 정덕흥                         | |
| 1999년 1월 26일  | 서울지법                 | 찬양,고무 등                                            | 징역1년6월 집행유예3년 |                                | 「동성애자 억압의 사회사」「동성애자 해방운동과 마르크스주의」등 사회주의 혁명을 주장한 사회과학 서적 12종, 1만2,000여권을 시중에 유통             |
| 1999년 2월 2일   | 서울중앙지법98고합1298   | 찬양,고무죄 이적단체구성가입죄 이적표현물제작소지죄 등  | 징역1년6월 집행유예3년 자격정지1년 |                                | 민족통일애국청년회 한대웅 |
| 2000년 2월 2일   | 서울고법99노723          | 찬양,고무죄 이적단체구성가입죄 이적표현물제작소지죄 등  | 징역1년6월 집행유예3년 자격정지1년 |                                | 민족통일애국청년회 한대웅 |
| 2004년 7월 9일   | 대법원2000도987          | 찬양,고무죄 이적단체구성가입죄 이적표현물제작소지죄 등  | 이적단체가입, '변증법적 유물론 입문' 소지 유죄 파기 | 배기원, 유지담, 이강국, 김용담 | 민족통일애국청년회 한대웅 |
| 2006년 4월 18일  | 서울고법2004노1886       | 찬양,고무죄 이적단체구성가입죄 이적표현물제작소지죄 등  | |                                | 민족통일애국청년회 한대웅 |
| 2005년           | 서울중앙지법             | 찬양,고무죄 이적단체구성가입죄 이적표현물제작소지죄 등  | 징역1년6월 자격정지3년 집행유예3년 |                                | 민족통일애국청년회 강효식 |
| 2005년 4월 26일  | 서울고법                 | 찬양,고무죄 이적단체구성가입죄 이적표현물제작소지죄 등  | 무죄 | 전수안                         | 민족통일애국청년회 강효식 |
| 2005년           | 서울중앙지법             | 찬양,고무죄 이적단체구성가입죄 이적표현물제작소지죄 등  | 징역1년 집행유예2년 |                                | 한국청년단체협의회 전상봉 의장 |
| 2005년           | 서울고법                 | 찬양,고무죄 이적단체구성가입죄 이적표현물제작소지죄 등  | |                                | 한국청년단체협의회 전상봉 의장 |
| 1999년 2월 18일  | 제주지법                 | 찬양,고무 등                                            | 징역10월 집행유예2년 | 권오창                         | '잠들 수 없는 함성, 4·3항쟁' 비디오제작, 소지, 배포한 김동만                                                                                       |
| 1999년 9월 29일  | 제주지법                 | 찬양,고무 등                                            | 무죄 | 김상균                         | '잠들 수 없는 함성, 4·3항쟁' 비디오제작, 소지, 배포한 김동만                                                                                       |
| 2001년 5월 16일  | 대법원                   | 찬양,고무 등                                            | 무죄 | 윤재식                         | '잠들 수 없는 함성, 4·3항쟁' 비디오제작, 소지, 배포한 김동만                                                                                       |
| 1996년 12월 6일  | 수원지법96고합729        | 국가보안법위반 집시법위반                               | 이적단체 무죄, 징역8월 집행유예1년 |                                | 대학생 연합동아리 '천리마노래단' |
| 1998년 5월 14일  | 서울고법97노147          | 국가보안법위반 집시법위반                               | 김대성 징역10월 집행유예2년 권영준 징역8월 집행유예1년 조은경 등4명 선고유예 | 우의형,안영길,김용석           | 대학생 연합동아리 '천리마노래단' |
| 1998년 12월 23일 | 대법원98도1726           | 국가보안법위반 집시법위반                               | 김대성 징역10월 집행유예2년 권영준 징역8월 집행유예1년 조은경 등4명 선고유예 |                                | 대학생 연합동아리 '천리마노래단' |
| 1999년 3월 17일  | 서울고법                 | 이적단체 구성 등 찬양,고무 등                           | 이적단체 무죄, 징역8월 집행유예1년 | 형사5부                        | 대학생 연합동아리 '천리마노래단'에 가입하여 찬양하는 노래 부름                                                                                     |
| 1999년 3월 19일  | 서울지법                 | 잠입,탈출                                               | 김모씨 징역1년6월 집행유예3년 이모씨 징역10월 집행유예2년 | 형사9단독                      | 채권자를 피해 해외로 달아난 뒤 밀입북을 시도 |
| 1999년 4월 3일   | 대전지법                 | 찬양,고무 등                                            | 무죄 | 한상곤                         | 6기 한총련 대의원 김종철 조칠상 |
| 1999년 4월 12일  | 서울지법                 | 이적단체 구성 등                                        | 징역1년 자격정지1년 집행유예2년 | 이호원                         | 7기 한총련 의장 출마 99학년 고려대 총학생회장 이강헌                                                                                               |
| 1999년 4월 22일  | 서울지법                 | 잠입,탈출 회합,통신 찬양,고무                           | 징역2년 자격정지2년 | 김대휘                         | 황선,지령받은 증거없어 잠입,탈춞 무죄 |
| 1999년 5월 14일  | 육군보통군사법원         | 회합통신 금품수수 잠입,탈출 무단이탈죄 명령위반죄       | 징역2년 집행유예3년 | 오준수(대령)                   | 공동경비구역 JSA |
| 1999년 6월 14일  | 서울고법                 | 국가기밀누설 등                                         | 징역2년6월 자격정지2년 집행유예3년 | 김시수                         | 독일 유학 중 북한간첩으로부터 넘겨받은 북한영화를 보고 국가기밀유출 무죄, "꽃파는 처녀" 등을 관람한 혐의 무죄                                      |
| 1999년 8월       | 대전지법                 | 이적단체 구성 등 이적표현물 반포 등                     | 문모씨 징역2년 양모씨 징역1년6월 곽모씨 등 3명 징역1년6월 집행유예4년 전 한남대 사범대 학생회장 정모씨 징역1년 집행유예2년 |                                | 「민족과기대 자주대오」 |
| 2000년 1월 18일  | 대전고법                 | 이적단체 구성 등 이적표현물 반포 등                     | 문모씨 징역3년 양모씨 징역2년6월 곽모씨 등 3명 징역2년 집행유예5년(보호관찰) 전 한남대 사범대 학생회장 정모씨 징역2년 집행유예4년(보호관찰) | 조대현                         | 한총련 단순가입 유죄 |
| 2000년           | 대법원                   | 이적단체 구성 등 이적표현물 반포 등                     | 파기환송 |                                | |
| 2000년 9월 22일  | 대전고법                 | 이적단체 구성 등 이적표현물 반포 등                     | 문경환 징역3년 집행유예5년 양정은 2년6개월 집행유예5년 양종석 징역2년 집행유예5년 임현준 징역2년 집행유예5년 | 이성룡                         | 보호관찰파기 |
| 1999년 8월 13일  | 부산지법                 | 이적단체 구성 등 이적표현물 반포 등                     | 징역2년 집행유예3년 | 류수열                         | 8기 부경총련 의장 |
| 1999년 8월 27일  | 서울지법                 | 이적단체 구성 등 이적표현물 반포                        | 징역1년 자격정지1년 집행유예2년 「우리는 민중항쟁을 꿈꾼다」 무죄 | 김대휘                         | 한총련 당연직 D여대 사회대학생회장 |
| 1999년 9월 7일   | 서울지법 서부지원        | 찬양,고무 등 폭력행위처벌법 보안관찰법위반              | 징역6월 집행유예1년 | 오석준                         | 1997년 홍익대 인권영화제에서 영화 `레드헌트' 상영, 박노해 시집 `참된시작' 소지한 서준식                                                            |
| 2001년 2월 6일   | 서울지법                 | 찬양,고무 등 폭력행위처벌법 보안관찰법위반              | 국가보안법위반 무죄 징역1년 집행유예2년 | 길기봉                         | 1997년 홍익대 인권영화제에서 영화 `레드헌트' 상영, 박노해 시집 `참된시작' 소지한 서준식                                                            |
| 2003년 6월 3일   | 대법원                   | 찬양,고무 등 폭력행위처벌법 보안관찰법위반              | 국가보안법위반 무죄 징역1년 집행유예2년 | 배기원                         | 1997년 홍익대 인권영화제에서 영화 `레드헌트' 상영, 박노해 시집 `참된시작' 소지한 서준식                                                            |
| 1999년 10월 7일  | 춘천지법99노379          | 찬양,고무 등                                            | 무죄 |                                | 레드헌터 |
| 2001년 3월 9일   | 대법원99도4777           | 찬양,고무 등                                            | 무죄 | 조무제 이용우 강신욱 이강국    | 레드헌터 |
| 1999년           | 광주고법                 | 이적표현물 소지 등 집시법위반                           | 징역1년6월 |                                | 한총련 출범식과 범민족대회 등 집회에 참가하고 `청년이 서야 조국이 산다'(백산서당) 소지                                                             |
| 1999년 10월 13일 | 대법원                   | 이적표현물 소지 등 집시법위반                           | 파기환송 | 이돈희                         | 한총련 출범식과 범민족대회 등 집회에 참가하고 `청년이 서야 조국이 산다'(백산서당) 소지                                                             |
| 1999년 12월 1일  | 부산지법                 | 찬양,고무 등                                            | 징역1년6월 자격정지1년6월 집행유예2년 |                                | 전 부경대 동아리연합회장 |
| 1999년 12월 5일  | 서울지법                 | 잠입,탈출 회합,통신                                     | 징역1년 자격정지1년 | 길기봉                         | 금강산 관광도중 월북 의사전달 |
| 1999년 12월 8일  | 제주지법                 | 찬양,고무 등 이적단체 구성 등                           | 징역8월 집행유예1년 | 김상균                         | 구속기소,한총련 탙퇴,보석 제주대 단과대 학생회장                                                                                                   |
| 1999년 12월 28일 | 서울지법                 | 회합,통신 등                                            | 징역1년 자격정지1년 | 유승남                         | 1999년 8.15 범민족대회 추진과정에서 북한측과 팩스 교신하고 서울대에서 열린 범민족대회 주도한 진관(박용모). 누범                                    |
| 2000년 2월 3일   | 서울지법                 | 반국가단체 구성 등 간첩방조 등 편의제공                 | 간첩방조 무죄 징역4년6월 자격정지4년6월 | 김대휘                         | 민혁당 사건 전 "말"지 기자 김경환 |
| 2000년 2월 11일  | 서울지법                 | 반국가단체 구성 등 간첩 간첩방조 편의제공               | 징역10년 자격정지10년 | 김대휘                         | 민혁당 사건 하영옥 |
| 2000년 6월 16일  | 서울고법                 | 반국가단체 구성 등 간첩 간첩방조 편의제공               | 징역8년 자격정지8년 | 오세립                         | 간첩방조 무죄 |
| 2000년 10월 12일 | 대법원                   | 반국가단체 구성 등 간첩 간첩방조 편의제공               | 징역8년 자격정지8년 | 조무제                         | 간첩방조 무죄 |
| 2000년 2월 11일  | 서울지법                 | 회합,통신 등                                            | 징역1년 자격정지1년 | 최병덕                         | 범민족대회 주도한 범민련 남측본부 전의장 강희남 불구속                                                                                             |
| 2000년 2월 15일  | 서울지법                 | 잠입탈출 등 찬양,고무 등                                | 1998년 ‘8·15 범민족 통일대축전’에 참석한 범민련 남측본부 고문 나창순 등 2명 징역2년6월 자격정지2년 한총련 대표로 밀입북한 황혜로 등 2명 징역2년6월 전국연합 부대변인 강형구 등 2명 징역2년6월 집행유예3년                                                                                        | 김이수                         | |
| 2000년 3월 31일  | 서울지법99노10843        | 찬양,고무 등                                            | 무죄 |                                | '힘찬 우리 역사 제2권' |
| 2002년 2월 22일  | 대법원2000도1632         | 찬양,고무 등                                            | 무죄 | 조무제 유지담 강신욱 손지열    | '힘찬 우리 역사 제2권' |
| 2000년 4월 6일   | 서울지법                 | 간첩 등 회합,통신                                       | 간첩무죄, 징역3년 집행유예4년 | 김대휘                         | 재일 한국민주통일연합 부의장 곽모씨에게 딸과 함께 포섭돼 8년간 간첩활동                                                                            |
| 2000년 4월 19일  | 서울고법                 | 이적표현물 제작,반포 등                                 | 무죄 | 박국수                         | 97년 봄 유한회사 미래사회문화사를 인수한 뒤 `희망의 타전 우리통신 제1-3호', `희망의 네트워크를 향하여 미래통신 제4-5호 ' 등을 발행한 백성기 등 4명 |
| 2000년 5월 17일  | 서울지법                 | 찬양,고무 등                                            | 징역1년 자격정지1년 집행유예2년 | 신일수                         | 범민련 남측본부 대변인 통일대축전 참가 박해전 |
| 2000년 5월 26일  | 서울지법                 | 찬양,고무 등                                            | 징역2년 자격정지2년 집행유예3년 |                                | 1998년 8월 평양 장충성당 축성 10돌 기념미사 집전을 위해 정부의 승인을 받고 북한을 방문했으나 8·15 통일대축전에 참가하는 등 방북 목적과 다른 활동   |
| 2000년           | 서울지법                 | 찬양,고무 등                                            | 징역2년6월 |                                | 민주주의민족통일전국연합 간부 이모씨 |
| 2000년 6월 22일  | 서울고법                 | 찬양,고무 등                                            | 징역2년6월 | 이상경                         | 민주주의민족통일전국연합 간부 이모씨 |
| 2000년 7월 20일  | 서울지법                 | 편의제공                                                | 징역1년 선고유예 | 김대휘                         | 2000년 5~6월 전 한총련 간부들의 농성소식을 컴퓨터통신에 올린 대학생 황아무개(19.ㅅ대 2년 휴학)                                                     |
| 2000년 7월 24일  | 창원지법94고합502        | 찬양,고무 등                                            | 무죄 | 이재철                         | "한국사회의 이해" 집필교수 장상환(경제학과)정진상(사회학과)                                                                                        |
| 2002년 7월 24일  | 부산고법2000노764        | 찬양,고무 등                                            | 무죄 | 김재형                         | "한국사회의 이해" 집필교수 장상환(경제학과)정진상(사회학과)                                                                                        |
| 2005년 3월 11일  | 대법원2002도4278         | 찬양,고무 등                                            | 무죄 | 김용담                         | "한국사회의 이해" 집필교수 장상환(경제학과)정진상(사회학과)                                                                                        |
| 2000년 7월 28일  | 서울지법                 | 회합,통신 등                                            | 징역1년2월 자격정지2년 | 고영한                         | 조총련 소속 중학교 은사로부터 주체사상 관련 서적24권을 넘겨받아 보관 전 전북대 철학과 한단석 교수                                                  |
| 2000년 11월 14일 | 서울지법                 | 회합,통신 등                                            | 징역1년 자격정지1년 집행유예2년 | 고영한                         | 변종춘 |
| 2000년 9월 1일   | 부산지법                 | 찬양,고무 등                                            | 징역2년 자격정지2년 집행유예3년 | 박성철                         | 경성대 법정대 학생회장 겸 한총련 대의원 김준영 |
| 2000년 9월 5일   | 부산지법                 | 국가보안법위반                                          | 징역1년 자격정지1년 집행유예2년 | 김진영                         | 경성대 동아리연합회장 권영수 |
| 2000년           | 울산지법                 | 이적단체 구성 찬양,고무 등                              | 징역1년 |                                | '울산대 혁신위' 총회 참석한 울산대 전 총학생회장 허모씨                                                                                            |
| 2000년           | 부산고법                 | 이적단체 구성 찬양,고무 등                              | 징역1년 집행유예2년 |                                | 결성식후 총회참석만으론 이적단체구성 무죄 |
| 2000년 9월 20일  | 대법원                   | 이적단체 구성 찬양,고무 등                              | 징역1년 집행유예2년 | 손지열                         | 결성식후 총회참석만으론 이적단체구성 무죄 |
| 2000년 10월 14일 | 서울지법                 | 잠입,탈출 등                                            | 징역3년 집행유예4년 | 김대휘                         | 중국 여행중 밀입북했다가 "영관급 장교하다가 군수업체 근무중인 사람 포섭" 지시를 받고 귀국                                                          |
| 2000년 12월 11일 | 서울지법                 | 회합,통신 등 국가공무원법위반                           | 전 청와대 행정관 오정은 징역5년 자격정지3년 전 진로그룹 고문 한성기 징역3년 자격정지2년 대북사업가 장석중 징역3년 자격정지2년 | 박용규                         | 총풍 사건 법정구속 |
| 2000년 4월 10일  | 서울고법                 | 회합,통신 등 국가공무원법위반                           | 오정은 징역2년 자격정지2년 집행유예4년 한성기 징역3년 자격정지2년 집행유예5년 장석중 징역2년 자격정지2년 집행유예3년 | 박국수                         | 3명 모의 부인 |
| 2003년 9월 26일  | 대법원                   | 회합,통신 등 국가공무원법위반                           | 오정은 징역2년 자격정지2년 집행유예4년 한성기 징역3년 자격정지2년 집행유예5년 장석중 징역2년 자격정지2년 집행유예3년 | 이규홍                         | 3명 모의 부인 |
| 2000년 12월 11일 | 서울지법                 | 특수 직무유기                                           | 무죄 | 박용규                         | 권영해 |
| 2001년 4월 10일  | 서울고법                 | 특수 직무유기                                           | 무죄 | 박국수                         | 권영해 |
| 2003년 9월 26일  | 대법원                   | 특수 직무유기                                           | 무죄 | 이규홍                         | 권영해 |
| 2000년 10월 24일 | 서울고법2000노1021       | 간첩 잠입·탈출 찬양·고무 등 회합·통신등                 | |                                | |
| 2013년 6월 24일  | 대법원2000도5442         | 간첩 잠입·탈출 찬양·고무 등 회합·통신등                 | | 이용우,서성,배기원,박재윤      | |
| 2001년 1월 18일  | 대구지법                 | 이적표현물 소지 등 공무집행방해                         | 이적표현물 소지 무죄 징역8월 집행유예2년 | 서경희                         | 2000년 5월 효가대 대경총련출범식에 참석해 경찰과 투석전을 벌이고 북한의 주장과 일치하는 내용의 표현물을 소지한 전 경일대 총학생회 간부 장모씨      |
| 2001년 1월 26일  | 서울지법                 | 잠입,탈출 등                                            | 징역4년 자격정지4년 | 최병덕                         | ‘8.15 통일대축전’ 참가한 김대원 |
| 2001년 2월 8일   | 서울지법                 | 반국가단체 구성 등                                      | 최진수 등3명 징역3년 집행유예2년6월 한용진 징역2년 집행유예3년 이화외고 교사 박정훈 이적표현물 소지만 인정해 선고유예 | 김대휘                         | 민혁당 사건 |
| 2001년 9월 7일   | 대법원                   | 반국가단체 구성 등                                      | 최진수 징역2년6월 | 손지열                         | 민혁당 영남지역위원장 |
| 2001년 2월 23일  | 서울중앙지법97고단10838  | 찬양,고무 등                                            | 무죄 | 박용규                         | 초등학생용 통일교육 교재 `나는야 통일1세대' 저자 이장희, 천재출판사 전 직원 김지화                                                                 |
| 2001년 6월 26일  | 서울중앙지법2001노2125   | 찬양,고무 등                                            | 무죄 | 변종춘                         | 초등학생용 통일교육 교재 `나는야 통일1세대' 저자 이장희, 천재출판사 전 직원 김지화                                                                 |
| 2003년 10월 10일 | 대법원2001도3936         | 찬양,고무 등                                            | 무죄 | 김용담,유지담,배기원           | 초등학생용 통일교육 교재 `나는야 통일1세대' 저자 이장희, 천재출판사 전 직원 김지화                                                                 |
| 2001년 4월 10일  | 부산지법                 | 국가보안법위반                                          | 징역1년6월 자격정지2년 집행유예2년 | 서복현                         | 부경총련 제10기 의장 김창모 |
| 2001년 7월 19일  | 서울지법                 | 찬양,고무 등 회합통신                                   | 징역2년6월 집행유예3년 | 김용헌                         | 북한 찬양 서적판매, 북한에서 서적 출판문제 등을 논의한 재미동포 송학삼                                                                             |
| 2001년 7월 26일  | 대구지법2000노3676       | 찬양,고무 등                                            | 징역형 |                                | |
| 2003년 9월 23일  | 대법원2001도4328         | 찬양,고무 등                                            | 징역형 | 박재윤,이용우,배기원           | |
| 2001년 8월 30일  | 서울지법 서부지원        | 이적단체 구성 등                                        | 징역2년 집행유예3년 | 한강현                         | 제9기 한총련 대의원 경기대생 이모씨, 연방제 강령 바꿔도 이적                                                                                       |
| 2001년 9월 21일  | 서울중앙지법2001고합781  | 이적단체 가입 등 집시법위반                             | 대표 최석희 징역1년6월 자격정지1년 정책국장 문재훈 징역1년6월 자격정지1년 회원 김봉님 징역1년 자격정지1년 김소연 등 6명 징역1년∼8월 집행유예2년 자격정지 1년 | 최병덕                         | '진보와 통일로 가는 서울민주노동자회' |
| 2002년 1월 11일  | 서울고법2001노2642       | 이적단체 가입 등 집시법위반                             | |                                | '진보와 통일로 가는 서울민주노동자회' |
| 2004년 7월 22일  | 대법원2002도539          | 이적단체 가입 등 집시법위반                             | 유지담, 배기원, 이강국, 김용담 |                                | '진보와 통일로 가는 서울민주노동자회' |
| 2001년 9월 23일  | 서울지법                 | 이적단체 구성 등                                        | 대표, 정책국장 징역1년6월 자격정지1년 회원 7명 징역1년~8월 집행유예2년 | 최병덕                         | ‘진보와 통일로 가는 서울민주노동자회’ |
| 2001년 10월 17일 | 대구지법                 | 이적단체 구성 등                                        | 징역4년 자격정지4년 | 조창학                         | 한총련 6기 의장 손준혁 |
| 2001년 12월 11일 | 대구고법                 | 이적단체 구성 등                                        | 징역3년 자격정지3년 | 황영목                         | 한총련 6기 의장 손준혁 |
| 2001년           | 서울지법                 | 회합,통신 등 남북교류협력법위반                         | 징역10월 집행유예2년 |                                | 북풍 사건 정재문 |
| 2001년 11월 9일  | 서울지법                 | 회합,통신 등 남북교류협력법위반                         | 회합,통신 무죄 벌금1000만원 | 김건일                         | 북풍 사건 정재문 |
| 2001년 11월 30일 | 전주지법 군산지원        | 회합,통신 등 폭처법위반                                 | 징역2년6월 집행유예3년 | 유연만(지원장)                 | 폴란드에서 북 인사 접촉하고 1999년 군산 미군기지 앞 집회 미군 사병을 폭행한 문정현 신부                                                            |
| 2001년 11월 30일 | 전주지법                 | 회합,통신 등 폭처법위반                                 | 징역2년6월 집행유예3년 |                                | 폴란드에서 북 인사 접촉하고 1999년 군산 미군기지 앞 집회 미군 사병을 폭행한 문정현 신부                                                            |
| 2001년 11월 30일 | 대법원                   | 회합,통신 등 폭처법위반                                 | 징역2년6월 집행유예3년 | 강신욱                         | 폴란드에서 북 인사 접촉하고 1999년 군산 미군기지 앞 집회 미군 사병을 폭행한 문정현 신부                                                            |
| 2001년 12월 14일 | 창원지법                 | 이적단체 구성 등                                        | 징역8월 집행유예2년 | 최호근                         | 창원대 총학생회장 성상영 |
| 2002년 1월 4일   | 서울고법                 | 반국가단체 구성 등 회합,통신                            | 징역1년 집행유예2년 | 이흥복                         | 민혁당 사건 한모씨.영장없이 촬영증거 회합통신 무죄                                                                                                 |
| 2002년 1월 22일  | 부산지법                 | 이적단체 구성 찬양,고무 이적표현물 반포 등              | 징역8월 집행유예2년 | 서복현                         | 한총련 제8기 대의원 겸 P대 동아리연합회장 |
| 2002년 2월 7일   | 서울지법                 | 찬양,고무 등                                            | 징역2년6월 집행유예3년 | 김용헌                         | 2001년 8월 평양축전 범민련 부의장 김규철 등 6명 |
| 2002년 2월 7일   | 서울중앙지법2001고합1045 | 잠입,탈출 등<nt/>회합,통신 등 이적단체 구성 등          | 징역2년6월 자격정지2년6월 |                                | 범민련 광주전남 전 의장 임동규 등 3명 |
| 2003년 1월 17일  | 서울고법2002노645        | 잠입,탈출 등<nt/>회합,통신 등 이적단체 구성 등          | 징역2년6월 자격정지2년6월 |                                | 범민련 광주전남 전 의장 임동규 등 3명 |
| 2008년 4월 17일  | 대법원2003도758          | 잠입,탈출 등<nt/>회합,통신 등 이적단체 구성 등          | 탈출·동조 혐의 무죄취지 파기환송 | 전원합의체                     | 대법관 3명의 소수의견 이적단체 규정 부인 |
| 2008년 7월 4일   | 서울고법 2008노1028      | 잠입,탈출 등<nt/>회합,통신 등 이적단체 구성 등          | 징역1년6월 자격정지1년6월 집행유예3년 | 박형남                         | 남북해외 3자협의회' 개최를 이적단체라고 판단 회합통신 이적단체 구성 인정                                                                           |
| 2002년 4월 23일  | 부산지법                 | 국가보안법위반                                          | 징역2년 집행유예3년 | 윤인태                         | 동아대 '자주대오' 전 의장 최모(32) |
| 2002년           | 광주지법                 | 국가보안법위반                                          | 광주지부 대의원 등 7명 집행유예 김모씨 징역8월 |                                | 민중정치연합 |
| 2002년 5월 10일  | 광주고법                 | 국가보안법위반                                          | 7명 선고유예 김모씨 징역6월 집행유예1년 | 박삼봉                         | 민중정치연합 |
| 2002년           | 서울중앙지법             | 찬양,고무 등                                            | 징역2년 자격정지2년 집행유예3년 |                                | 1998년 8·15 통일대축전에 참가한 문규현 |
| 2002년 5월 10일  | 서울고법                 | 찬양,고무 등                                            | 징역8월 집행유예2년 | 이성룡                         | 1998년 8·15 통일대축전에 참가한 문규현 |
| 2003년 1월 16일  | 광주고법2002노724        | 찬양,고무 등                                            | |                                | 한총련 |
| 2003년 5월 13일  | 대법원2003도604          | 찬양,고무 등                                            | |                                | 한총련 |
| 2002년 6월 19일  | 대구지법                 | 이적표현물 반포 등                                      | 징역1년6월 집행유예2년 |                                | 대경총련 전 의장 김모(29) |
| 2002년 7월 24일  | 대구지법                 | 국가보안법위반                                          | 징역1년6월 자격정지1년6월 집행유예2년 | 이내주                         | 경북대 총학생회 간부인 김모씨(여.25) |
| 2002년 9월 30일  | 광주지법                 | 국가보안법위반                                          | 윤모씨 징역2년 이모씨 징역1년6월 |                                | |
| 2002년 9월 25일  | 서울지법                 | 찬양,고무 등                                            | 징역1년 |                                | 김강필 |
| 2002년 10월 4일  | 서울지법                 | 찬양,고무 등                                            | 징역1년6월 집행유예3년 | 김상균                         | 9기 한총련,고려대 총학생회장 출신 김지은 |
| 2002년 11월 18일 | 광주지법                 | 국가보안법위반 특수공무집행방해 공직선거법위반          | 징역2년 자격정지3년 벌금200만원 | 선재성                         | 10기 한총련 의장 김형주 |
| 2003년           | 광주고법                 | 국가보안법위반 특수공무집행방해 공직선거법위반          | 징역2년 자격정지2년 벌금200만원 | 박삼봉                         | 10기 한총련 의장 김형주 |
| 2003년 5월 13일  | 대법원                   | 국가보안법위반 특수공무집행방해 공직선거법위반          | 징역2년 자격정지2년 벌금200만원 | 배기원                         | 10기 한총련 의장 김형주 |
| 2002년 12월      | 광주고법                 | 국가보안법위반 등                                       | 징역2년 집행유예4년 |                                | 8기 한총련 중앙집행위원장 윤민호 |
| 2003년 2월 14일  | 춘천지법                 | 집시법위반 일반교통방해 국가보안법위반                  | 징역1년 집행유예2년 | 김용섭                         | 반전시위 |

### 노무현 정부
| 연월일           | 사건번호                    | 사건명 | 주문 | 판사                           | 비고 |
| ---------------- | --------------------------- | --- | --- | ------------------------------ | --- |
| 2002년 2월 7일   | 서울중앙지법2001고합1060    | 잠입.탈출 등 찬양.고무 등 | 전상봉(의장) 징역2년 자격정지2년 집행유예3년 박장홍(부의장) 등3명 징역1년5월 자격정지1년 집행유예3년 |                                | 한국청년단체협의회 |
| 2004년 7월 20일  | 서울중앙지법2002고합1100    | 잠입.탈출 등 찬양.고무 등 | 전상봉(의장) 징역2년 자격정지2년 집행유예3년 박장홍 부의장 등2명 징역1년6월 자격정지1년 집행유예3년 | 이대경                         | |
| 2008년 9월 25일  | 서울고법2002노650           | 잠입.탈출 등 찬양.고무 등 | 전상봉(의장) 징역3년 자격정지3년 집행유예4년 박장홍(부의장)등3명 징역1년6월 자격정지1년 집행유예3년 |                                | 서울고법2004노1982병합 |
| 2009년 1월 30일  | 대법원2008도9163            | 잠입.탈출 등 찬양.고무 등 | 전상봉(의장) 징역3년 자격정지3년 집행유예4년 박장홍(부의장)등3명 징역1년6월 자격정지1년 집행유예3년 | 박일환                         | |
| 2003년 3월 13일  | 광주고법                    | 국가보안법위반 | 징역1년6월 집행유예3년 | 박삼봉                         | 한총련 대의원들 김형주(전남대 국문과 4), 윤영일 (전남대 산림자원과 4), 김홍기(조선대 경제과 4)                                               |
| 2003년 3월 26일  | 창원지법                    | 이적단체 구성 이적표현물 반포 등                                                                                                   | 징역1년 집행유예2년 | 최인석                         | 경남대 총학생회장 |
| 2003년 3월       | 광주지법                    | 국가보안법위반 등 | 징역2년 집행유예3년 |                                | 9기 한총련 조국통일위원장 이용헌 |
| 2003년 5월 2일   | 부산지방법원 동부지원       | 국가보안법위반 등 | 징역1년6개월 자격정지1년6개월 | 신창수                         | 10기 한총련 대의원 |
| 2003년 5월 15일  | 서울지법                    | 국가보안법위반 등 | 징역1년6월 자격정지1년6월 | 김병운                         | 10기 한총련 의장대행 윤모씨 |
| 2003년 6월 4일   | 서울중앙지법2002고합94      | 찬양,고무 등 | 권정기 징역10월 자격정지1년 집행유예2년 이상이 징역10월 자격정지1년 집행유예2년 | 황찬현                         | 진보의련 |
| 2003년 12월 9일  | 서울고법2003노1570          | 찬양,고무 등 | 선고유예 | 전봉진                         | 진보의련 |
| 2007년 3월 30일  | 대법원2003도8165]           | 찬양,고무 등 | 파기환송 | 박일환, 김용담, 박시환, 김능환 | 진보의련 |
| 2007년 8월 10일  | 서울고법2007노780           | 찬양,고무 등 | 권정기: 선고유예,증거 제5호를 몰수, 이적단체 구성의 점과 일부 무죄 이상이: 무죄 | 최성준,윤태호,안상원           | 진보의련 |
| 2009년 8월 20일  | 대법원2007도7042            | 찬양,고무 등 | 상고기각 | 김능환, 김영란, 이홍훈, 차한성 | 진보의련 |
| 2004년 5월 14일  | 서울고법2004노295           | 찬양,고무 등 | 징역2년6월 |                                | 한총련 대의원 이모씨 |
| 2004년 8월 30일  | 대법원2004도3212            | 찬양,고무 등 | 징역2년6월 | 박재윤, 조무제, 이용우, 이규홍 | 한총련 대의원 이모씨 |
| 2003년 6월 8일   | 서울지법                    | 이적단체 구성 등 | 의대교수 징역10월 자격정지1년 집행유예2년 경기ㅈ보건소 전 소장 권씨 징역1년 자격정지1년 집행유예2년 | 황찬현                         | ‘진보와 연대를 위한 보건의료연합’ |
| 2003년 6월 22일  | 서울지법 동부지원           | 국가보안법위반 | 징역1년 집행유예2년 자격정지1년 | 이기택                         | 전 한양대 법대 학생회장 이모씨 |
| 2003년 7월 22일  | 춘천지법 강릉지원           | 이적단체 구성 등 | 징역1년 | 정종관                         | 관동대 야간 총학생회장 10기 한총련 대의원 |
| 2003년 7월 24일  | 서울지법 서부지원           | 이적단체 구성 등 | 징역2년 자격정지2년 집행유예3년 |                                | 2000년 경기대 총학생회장,서총련 의장,8기 한총련 대변인 박제민                                                                                |
| 2003년 7월 29일  | 대구지법                    | 국가보안법위반 | 징역1년6월 집행유예3년 사회봉사80시간 | 김필곤                         | 전 대구교대 총학생회장 황의신 |
| 2003년 8월 27일  | 광주지법98고단16            | 찬양,고무 등 | 무죄 | 전대규                         | 1996년 '진실인식과 논술방법' 1000부를 발행,강의한 박지동                                                                                     |
| 2003년 12월 24일 | 광주지법2003노1782          | 찬양,고무 등 | 무죄 | 이민영                         | 1996년 '진실인식과 논술방법' 1000부를 발행,강의한 박지동                                                                                     |
| 2007년 5월 31일  | 대법원2004도254             | 찬양,고무 등 | 무죄 | 김황식, 김영란, 이홍훈, 안대희 | 1996년 '진실인식과 논술방법' 1000부를 발행,강의한 박지동                                                                                     |
| 2003년           | 서울지법                    | 국가보안법위반 | 징역1년6월 자격정지1년6월 벌금200만원 |                                | 10기 한총련 대변인 겸 의장권한대행 윤경회 |
| 2003년 9월 2일   | 서울고법                    | 국가보안법위반 | 징역1년6월 자격정지1년6월 집행유예3년 | 오세립                         | 10기 한총련 대변인 겸 의장권한대행 윤경회 |
| 2003년 11월 6일  | 창원지법                    | 국가보안법위반 | 징역8월 집행유예2년 | 최인석                         | 전 경남대 총학생회 부회장 소모(26)씨 |
| 2003년 11월 12일 | 춘천지법                    | 국가보안법위반 | 징역1년6월 자격정지1년 집행유예2년 | 이응세                         | 모 대학 전 총학생회장 허모씨(27) |
| 2003년 12월 28일 | 대구지법                    | 국가보안법위반 | 징역2년6월 자격정지1년 집행유예4년 | 김필곤                         | 11기 한총련 대의원,계명대 총학생회장 최용석(24)                                                                                              |
| 2003년 12월 24일 | 대구지법                    | 국가보안법위반 | 징역1년6월 자격정지1년 집행유예3년 | 이내주                         | ·경북대 총학생회장 한총련 대의원 최모씨(25)                                                                                                  |
| 2004년 4월 2일   | 서울고법                    | 잠입탈출 반국가단체 구성 등 | 징역2년 자격정지2년 | 노영보                         | 탈북자 남수 |
| 2004년 4월 16일  | 대구지법                    | 국가보안법위반 등 | 징역1년6월 자격정지1년 집행유예3년 | 김종필                         | 전 경북대 총학생회 부회장 김모씨(25) |
| 2004년 4월 27일  | 서울고법                    | 회합통신 금품수수 등 기밀누설 | 징역6년 자격정지4년 추징금2790만원 | 이홍권                         | 3국에서 조총련과 북측요원 등에 민노당 관련 정보제공하고 활동자금 수수한 강태운(72) 전 민주노동당 고문                                        |
| 2004년           | 서울중앙지법                | 회합,통신 등 금품수수 등 기밀누설                                                                                                  | 징역1년6월 |                                | 전직강사 안덕영 |
| 2004년 5월 13일  | 서울중앙지법                | 회합,통신 등 금품수수 등 기밀누설                                                                                                  | 무죄 | 김선흠                         | 전직강사 안덕영 |
| 2004년 5월 24일  | 서울중앙지법                | 간첩 등 금품수수 찬양,고무 등 | 징역4년 자격정지3년 | 이현승                         | 민경우(39) 통일연대 사무처장, 인터넷자료도 국가기밀                                                                                          |
| 2004년 9월 15일  | 서울고법                    | 간첩 등 금품수수 찬양,고무 등 | 징역3년6월 자격정지3년 | 김치중                         | 2000년 통일대축전 행사와 관련된 국가기밀수집 및 전달, 〈주체사상연구〉 〈조선의 력대국호〉 등 이적표현물 소지 무죄                           |
| 2004년 7월 29일  | 서울서부지법                | 이적단체 구성 등 집시법위반 등 | 징역3년 집행유예5년 | 이원일                         | 한총련 제11기 의장 정재욱(23) |
| 2004년 9월 14일  | 서울고법                    | 이적단체 구성 등 집시법위반 등 | 징역3년 집행유예5년 | 신영철                         | 검사만 항소 첫 공판에서 선고 |
| 2004년 7월 29일  | 서울고법                    | 잠입,탈출 회합,통신 찬양,고무 등 이적표현물 소지 등                                                                                | 찬양,고무와 이적표현물 무죄 징역2년6월 집행유예3년 자격정지1년 | 김용균                         | 재일한국민주통일연합 간부 곽모씨와 접촉하고,‘조국통일론’소지                                                                                 |
| 2004년 8월 30일  | 대법원                      | 찬양,고무 등 | 징역2년6월 | 이용우                         | 전 한총련 대의원 이모씨 등 2명 |
| 2004년 9월 15일  | 대구지법                    | 이적표현물 소지 등 | 징역1년6월 집행유예3년 사회봉사160시간 | 김각연                         | 전 대경총련의장 여모(28`대학원생)씨 집행유예기간중 재범                                                                                      |
| 2004년 9월 23일  | 광주지법                    | 국가보안법위반 등 | 징역1년6월 | 변현철                         | 전 남총련 의장 윤영일(25) |
| 2004년 9월 30일  | 서울북부지법                | 이적단체 구성 등 찬양,고무 등 | 징역6월 선고유예 | 박철                           | 서울산업대 부총학생회장 한총련 대의원,본인이 교직을 희망                                                                                     |
| 2004년 12월 14일 | 서울고법                    | 이적단체 구성 등 찬양,고무 등 | 징역8월 선고유예 | 이홍권                         | 서울 ㅇ대학 총학생회장 한총련 대의원 유모(26)씨 이적표현물 소지                                                                              |
| 2004년 12월 29일 | 서울고법                    | 이적단체 구성 이적표현물 소지 등 집시법위반                                                                                        | 이적단체가입 무죄 그외 선고유예 | 이호원                         | 아주대 자주대오 최석진(26.전 아주대 부총학생회장)                                                                                            |
| 2005년 3월 29일  | 부산고법                    | 이적단체 구성 등 | 징역3년 | 박성철                         | 7기 한총련 조국통일위원장 이동진(28·전 경상대 총학생회장)                                                                                    |
| 2005년 4월 8일   | 부산지법                    | 이적단체 구성 등 | 징역2년 집행유예3년 | 최윤성                         | 전 부산대 총학생회장인 최승환(27) |
| 2005년 4월 21일  | 서울중앙지법                | 국가보안법위반 | 징역10년 | 이기택                         | 김동식 목사와 탈북자 15명을 납치해 북한에 넘긴 조선족 류모씨                                                                                 |
| 2005년           | 서울중앙지법                | 이적단체구성 등 찬양,고무 등 | 징역1년6월 집행유예3년 자격정지1년 |                                | 민족통일애국청년회 강모씨 |
| 2005년 4월 26일  | 서울고법                    | 이적단체구성 등 찬양,고무 등 | 무죄 | 전수안                         | 민족통일애국청년회 강모씨 |
| 2005년 6월 17일  | 춘천지법                    | 이적단체 구성 등 | 징역1년 집행유예2년 | 임범석                         | 강원지역대학총학생회연합 정기대의원 대회를 개최 김재연                                                                                       |
| 2005년 7월 5일   | 대법원                      | 이적표현물 반포 등 | 징역1년 집행유예2년 | 강신욱                         | ‘노동자의 날’ 자료집을 제작, 배부하고 시위에서 화염병을 사용                                                                                 |
| 2005년           | 서울지법                    | 이적단체 구성 등 | 징역3년 집행유예5년 |                                | 한총련 12기 의장 백종호 |
| 2005년 8월 10일  | 서울고법                    | 이적단체 구성 등 | 징역3년 집행유예5년 | 허만                           | 한총련 12기 의장 백종호 |
| 2006년 4월 1일   | 서울중앙지법                | 국가보안법위반 | 징역5년 | 김득환                         | 중국동포 김모(39)씨 |
| 2006년 9월 15일  | 춘천지법                    | 국가보안법위반 등 | 징역1년 집행유예2년 | 김정원                         | 강원대 총학생회장으로 활동하면서 미군기지 철수 시위 등을 주도                                                                                |
| 2006년 12월 8일  | 서울중앙지법                | 간첩 등 | 징역10년 자격정지10년 | 이종석                         | 직파간첩 정경학 |
| 2007년 4월 19일  | 서울고법                    | 간첩 등 | 징역10년 자격정지10년 | 한위수                         | 직파간첩 정경학 |
| 2007년           | 대법원                      | 간첩 등 | 징역10년 자격정지10년 |                                | 직파간첩 정경학 |
| 2007년 2월 9일   | 청주지법2005고단1882        | 챤양,고무 등 | | 황순현                         | 윤기하 |
| 2014년 1월 23일  | 청주지법2007노280           | 챤양,고무 등 | | 이관용                         | 윤기하 |
| 2014년 8월 26일  | 대법원2014도2008            | 챤양,고무 등 | | 박보영                         | 윤기하 |
| 2007년 4월 16일  | 서울중앙지법2006고합1365    | 간첩 잠입·탈출 잠입·탈출교사 찬양·고무 등 회합·통신 등 회합·통신 교사 자진지원·금품수수                                            | 징역6년 자격정지6년 등 | 김동오                         | 일심회 2006고합1363,1364, 1366,1367(병합) |
| 2007년 8월 16일  | 2007노929                   | 간첩 잠입·탈출 잠입·탈출교사 찬양·고무 등 회합·통신 등 회합·통신 교사 자진지원·금품수수                                            | 장민호 징역7년 자격정지7년 추징금1900만원 이정훈 징역3년 자격정지3년 추징금1900만원 손정목 징역4년 자격정지4년 추징금1900만원 이진강 징역3년 자격정지3년 추징금1900만원 최기영 징역3년6월 자격정지3년6월 추징금1900만원 | 심상철,반정우,나상용           | 디지털 저장매체에서 출력한 53건만 유죄 |
| 2007년 12월 13일 | 대법원2007도7257            | 간첩 잠입·탈출 잠입·탈출교사 찬양·고무 등 회합·통신 등 회합·통신 교사 자진지원·금품수수                                            | 장민호 징역7년 자격정지7년 추징금1900만원 이정훈 징역3년 자격정지3년 추징금1900만원 손정목 징역4년 자격정지4년 추징금1900만원 이진강 징역3년 자격정지3년 추징금1900만원 최기영 징역3년6월 자격정지3년6월 추징금1900만원 | 이홍훈, 김영란, 김황식, 안대희 | |
| 2007년 11월 2일  | 서울중앙지법2006고합789     | 찬양,고무 등 공무집행방해 집시법위반 집시법위반 교사 특수공무집행방해치상 군사시설보호법위반 공용물건손상                          | 무죄 |                                | 민주노동당 전 학생위원장 이주희, 이적표현물 소지해도 실제로 읽었다는 증거가 없으면 무죄                                                      |
| 2009년 10월 16일 | 서울고법2007노2651          | 찬양,고무 등 공무집행방해 집시법위반 집시법위반 교사 특수공무집행방해치상 군사시설보호법위반 공용물건손상                          | 무죄 | 조병현                         | 민주노동당 전 학생위원장 이주희, 이적표현물 소지해도 실제로 읽었다는 증거가 없으면 무죄                                                      |
| 2011년 3월 10일  | 대법원2009도12235           | 찬양,고무 등 공무집행방해 집시법위반 집시법위반 교사 특수공무집행방해치상 군사시설보호법위반 공용물건손상                          | 무죄 | 이인복,이홍훈,민일영           | 민주노동당 전 학생위원장 이주희, 이적표현물 소지해도 실제로 읽었다는 증거가 없으면 무죄                                                      |
| 2007년 11월 20일 | 서울중앙지법2007고단3789    | 찬양,고무 등 이적표현물 반포 등 일반교통방해 집시법 위반                                                                           | |                                | 민주노동당 학생위원회 정책국장 |
| 2008년 8월 27일  | 서울중앙지법2007노4048      | 찬양,고무 등 이적표현물 반포 등 일반교통방해 집시법 위반                                                                           | 징역1년 자격정지1년 집행유예3년 | 조용준,서여정,송병훈           | 원심판결 중 유죄부분 전부 및 별지 공소사실 제1의 가., 아.항 부분의 이적표현물 취득·소지로 인한 국가보안법위반의 각 점에 대한 무죄부분을 파기 |
| 2013년 12월 27일 | 대전지법 논산지원2013고단24 | 찬양,고무 등 | 무죄 | 강지웅                         | 32년 공무원 블로그84건 게시 |
| 2014년 7월 24일  | 대전지법2014노190           | 찬양,고무 등 | 무죄 | 권희,박우근,김선화             | 32년 공무원 블로그84건 게시 |
| 2015년 5월 28일  | 대법원2014도10683           | 찬양,고무 등 | 무죄 | 김용덕,이인복,고영한,김소영    | 32년 공무원 블로그84건 게시 |
| 2007년 3월 23일  | 대구지법2007고합47          | 잠입탈출 등 | 징역2년 집행유예3년 징역1년6월 집행유예3년 | 강윤구, 안종열, 윤원묵         | |
| 2004년 3월 30일  | 서울중앙지법2003고합1205    | 반국가단체구성 잠입탈출 회합통신 사기미수                                                                                          | 징역7년 | 이대경                         | 송두율 |
| 2004년 7월 21일  | 서울고법2004노827           | 반국가단체구성 잠입탈출 회합통신 사기미수                                                                                          | 징역 3년 집행유예 5년 | 김용균                         | 송두율 |
| 2008년 4월 17일  | 대법원2004도4899            | 반국가단체구성 잠입탈출 회합통신 사기미수                                                                                          | 파기환송 | 전원재판부                     | 송두율 |
| 2008년 7월 24일  | 서울고법2008노1029          | 반국가단체구성 잠입탈출 회합통신 사기미수                                                                                          | 징역 2년6월 집행유예 5년 | 박홍우                         | 송두율 |
| 2006년 9월 21일  | 서울중앙지법2006고합768     | 찬양,고무 등 회합,통신 등 | 징역1년6월 집행유예2년 자격정지1년 |                                | |
| 2006년 12월 28일 | 서울고법2006노2194          | 찬양,고무 등 회합,통신 등 | 징역2년 자격정지2년 집행유예3년, 보호관찰 | 김용호,박우종,김상채           | 양형부당 인정 |
| 2007년           | 대법원2007                  | 찬양,고무 등 회합,통신 등 | |                                | |
| 2006년 5월 26일  | 서울중앙지법2001고단9724    | 찬양,고무 등 | 징역2년 집행유예3년 자격정지2년 | 김진동                         | 강정구 만경대 방명록, 논문 2005고단7068(병합)                                                                                                |
| 2007년 11월 13일 | 서울중앙지법2006노1503      | 찬양,고무 등 | 징역2년 집행유예3년 자격정지2년 | 김한용,유재광,송인경           | 강정구 만경대 방명록, 논문 2005고단7068(병합)                                                                                                |
| 2010년 12월 9일  | 대법원2007도10121           | 찬양,고무 등 | 징역2년 집행유예3년 자격정지2년 | 신영철, 박시환, 안대희, 차한성 | 강정구 만경대 방명록, 논문 2005고단7068(병합)                                                                                                |
| 2007년 월 일     | 서울중앙지법                | 간첩 회합통신 자진지원/금품수수 | 징역 1년6월 자격정지 1년 |                                | 범민련 |
| 2007년 5월 31일  | 서울고법2006노2317          | 간첩 회합통신 자진지원/금품수수 | 징역 1년 및 자격정지 1년 | 심상철                         | 범민련 |
| 2007년 9월 20일  | 대법원2007도5070            | 간첩 회합통신 자진지원/금품수수 | 상고기각 | 김황식, 김영란, 이홍훈, 안대희 | 범민련 |
| 2008년 1월 31일  | 서울중앙지법2007고합558     | 자진지원, 금품수수 등 | 무죄 | 한양석                         | 사진가 이시우(이승구) |
| 2008년 12월 30일 | 서울중앙지법2008노417       | 자진지원, 금품수수 등 | 무죄 | 박홍우                         | 사진가 이시우(이승구) |
| 2011년 10월 13일 | 대법원2009도320             | 자진지원, 금품수수 등 | 무죄 | 전수안,김지형,양창수,이상훈    | 사진가 이시우(이승구) |
| 2008년 8월       | 서울중앙지법                | 찬양고무 일반교통방해 집시법위반                                                                                                   | |                                | |
| 2008년 8월 27일  | 서울중앙지법2007노4048      | 찬양고무 일반교통방해 집시법위반                                                                                                   | |                                | |
| 2009년 8월 20일  | 대법원2008도8213            | 찬양고무 일반교통방해 집시법위반                                                                                                   | | 김영란, 이홍훈, 김능환, 차한성 | |
| 2003년 1월 17일  | 서울고등법원2002노645       | | |                                | |
| 2008년 4월 27일  | 대법원2003도758             | 잠입탈출 찬양고무 회합통신 | 파기환송 | 전원재판부                     | |
| 2007년 9월 14일  | 광주지법2007고합258         | 특수공무집행방해치상 집단․흉기등상해 찬양,고무 등 회합,통신 등 일반교통방해 공용물건손상 건조물 침입 군사시설보호법위반 집시법위반 | 장송회 의장 징역3년 자격정지3년 집행유예5년 남총련 투쟁국장 이준상 징역2년 집행유예3년 | 강신중                         | 2006년 14기 한총련 의장 장송회, 한미 FTA반대 총궐기 집회와 순천하이스코 비정규직 투쟁, 각종 반미 시위 등을 주도하거나 가담                   |
| 2008년 3월 20일  | 광주고법2007노313           | 특수공무집행방해치상 집단․흉기등상해 찬양,고무 등 회합,통신 등 일반교통방해 공용물건손상 건조물 침입 군사시설보호법위반 집시법위반 | 장송회 의장 징역3년 자격정지3년 집행유예5년 남총련 투쟁국장 이준상 징역2년 집행유예3년 | 이한주                         | 2006년 14기 한총련 의장 장송회, 한미 FTA반대 총궐기 집회와 순천하이스코 비정규직 투쟁, 각종 반미 시위 등을 주도하거나 가담                   |

### 이명박 정부
| 연월일           | 사건번호                                                                                  | 사건명                                                                       | 주문 | 판사                        | 비고 |
| ---------------- | ----------------------------------------------------------------------------------------- | ---------------------------------------------------------------------------- | --- | --------------------------- | --- |
| 2008년 7월 3일   | 서울고법                                                                                  | 찬양,고무 등                                                                 | 징역10월 집행유예2년 |                             | 정설교 |
| 2008년 7월 23일  | 인천지법2008고합16                                                                        | 잠입,탈출 등                                                                 | 무죄 | 함상훈                      | 탈북 이후 미국망명을 고심하다 미국측 제의에 북한 정보수집과 탈북 돕기위한 목적으로 입북 2017고합648 사건 일부 |
| 2008년 8월 27일  | 서울중앙지법2008고합327                                                                   | 잠입·탈출 회합·통신 등 찬양·고무 등 정보통신망법                             | 징역 3년 자격정지 3년 | 이광만                      | 범청학련의장 윤기진 |
| 2008년 12월 19일 | 서울고법2008노2275                                                                        | 잠입·탈출 회합·통신 등 찬양·고무 등 정보통신망법                             | 징역 3년 자격정지 3년 | 최성준                      | 범청학련의장 윤기진 |
| 2009년 5월 14일  | 대법원2009도329                                                                           | 잠입·탈출 회합·통신 등 찬양·고무 등 정보통신망법                             | 징역 3년 자격정지 3년 | 안대희,박시환,박일환,신영철 | 범청학련의장 윤기진 |
| 2008년           | 대전지방법원                                                                              | 찬양고무 집시법위반                                                          | 무죄 선고유예 |                             | 노동자해방 당건설 투쟁단에 서울대 이모씨가 참관인으로 발언 |
| 2013년 9월 25일  | 대전지방법원2013노447                                                                     | 찬양고무 집시법위반                                                          | 무죄 선고유예 | 송인혁                      | 노동자해방 당건설 투쟁단에 서울대 이모씨가 참관인으로 발언 |
| 2014년 5월 29일  | 대법원2013도12520                                                                         | 찬양고무 집시법위반                                                          | 무죄 선고유예 | 김용덕,신영철,이상훈,김소영 | 노동자해방 당건설 투쟁단에 서울대 이모씨가 참관인으로 발언 |
| 2008년 10월 15일 | 서울중앙지법                                                                              | 간첩, 목적수행 등                                                            | 징역5년 | 신용석                      | 원정화 |
| 2009년 1월 21일  | 서울중앙지법                                                                              | 이적단체 구성 찬양,고무 등 이적표현물 반포 등 일반교통방해                   | 무죄 | 최병선                      | 전교조 김 모씨(54)와 최 모씨(49) |
| 2010년 1월 14일  | 서울중앙지법2009노411                                                                     | 이적단체 구성 찬양,고무 등 이적표현물 반포 등 일반교통방해                   | 무죄 | 김필곤                      | 전교조 김 모씨(54)와 최 모씨(49) |
| 2012년 12월 27일 | 대법원2010도1554                                                                          | 이적단체 구성 찬양,고무 등 이적표현물 반포 등 일반교통방해                   | 무죄 | 고영한,양창수,박병대,김창석 | 전교조 김 모씨(54)와 최 모씨(49) |
| 2009년 2월 5일   | 서울중앙지법2008고단6320                                                                  | 찬양,고무 등 협박죄 미수 이적표현물 소지 등 일반교통방해 집시법위반          | 국가보안법위반 무죄 징역10월 자격정지1년 벌금50만원 | 이현종                      | 황장엽 협박 청학연대 김복기 집행위원장 |
| 2009년 6월 18일  | 서울중앙지법2009노627                                                                     | 찬양,고무 등 협박죄 미수 이적표현물 소지 등 일반교통방해 집시법위반          | 국가보안법위반 유죄 징역10월 자격정지1년 벌금50만원 | 김필곤                      | 황장엽 협박 청학연대 김복기 집행위원장 |
| 2009년 9월 10일  | 대법원2009도6440                                                                          | 찬양,고무 등 협박죄 미수 이적표현물 소지 등 일반교통방해 집시법위반          | 국가보안법위반 유죄 징역10월 자격정지1년 벌금50만원 | 김지형                      | 황장엽 협박 청학연대 김복기 집행위원장 |
| 2009년 2월 13일  | 부산지법2007고단3770                                                                      | 이적 표현물 제작,반포 등 반국가단체 활동 동조                                | 징역10월 집행유예2년 | 김한성                      | 통일학교 교재, 2007고단3769 |
| 2010년 2월 17일  | 부산지법2009노707                                                                         | 이적 표현물 제작,반포 등 반국가단체 활동 동조                                | 한경숙,정지영 징역8월 집행유예2년 양혜정 징역6월 집행유예1년 | 이정일                      | 2009노708 |
| 2013년 2월 15일  | 대법원2010도3504                                                                          | 이적 표현물 제작,반포 등 반국가단체 활동 동조                                | 한경숙,정지영 징역8월 집행유예2년 양혜정 징역6월 집행유예1년 | 이상훈,신영철,김용덕,김소영 | 2010도3440 |
| 2009년 2월 18일  | 수원지법                                                                                  | 편의제공 잠입,탈출 회합,통신 기밀탐지 이적표현물 소지 등                     | 무죄 | 신용석                      | 원정화 계부 김동순(65) |
| 2010년 7월 15일  | 서울고법                                                                                  | 편의제공 잠입,탈출 회합,통신 기밀탐지 이적표현물 소지 등                     | 무죄 | 안영진                      | 원정화 계부 김동순(65) |
| 2012년 7월 16일  | 대법원                                                                                    | 편의제공 잠입,탈출 회합,통신 기밀탐지 이적표현물 소지 등                     | 무죄 | 박병대                      | 원정화 계부 김동순(65) |
| 2009년 4월 21일  | 서울중앙지법2008고합1165                                                                  | 특수잠입탈출 이적단체구성 찬양고무 회합통신 정보통신망등위반                 | 강진구 조직위원장 징역2년6월 자격정지2년6월 최한욱 집행위원장 징역2년 자격정지2년 문경환 정책위원장 징역1년6월 자격정지1년6월 집행유예3년 곽동기 정책위원 징역1년6월 자격정지1년6월 집행유예3년                         | 홍승면                      | 남북공동선언실천연대 |
| 2009년 10월 22일 | 서울고법2009노1100                                                                        | 특수잠입탈출 이적단체구성 찬양고무 회합통신 정보통신망등위반                 | 강진구 조직위원장 징역2년6월 집행유예4년 자격정지2년6월 최한욱 집행위원장 징역2년 집행유예4년 자격정지2년 문경환 정책위원장 징역1년6월 집행유예3년 자격정지1년6월 곽동기 정책위원 징역1년6월 집행유예3년 자격정지1년6월 | 이강원                      | 남북공동선언실천연대 |
| 2011년 2월 10일  | 대법원2009도11875                                                                         | 특수잠입탈출 이적단체구성 찬양고무 회합통신 정보통신망등위반                 | 강진구 조직위원장 징역2년6월 집행유예4년 자격정지2년6월 최한욱 집행위원장 징역2년 집행유예4년 자격정지2년 문경환 정책위원장 징역1년6월 집행유예3년 자격정지1년6월 곽동기 정책위원 징역1년6월 집행유예3년 자격정지1년6월 | 차한성,박시환,안대희,신영철 | 남북공동선언실천연대 |
| 년 4월 27일      | 의정부지법2009고단2130,2009고단3183(병합) 의정부지법2010고단1021(병합),2010고단1497(병합) | 사기 부동산실권리자명의 찬양,고무 등 남북교류협력법 강제집행면탈             | 징역2년, 강제집행면탈은 무죄 | 김기현                      | |
| 2011년 8월 19일  | 서울중앙지법                                                                              | 찬양,고무 등                                                                 | 징역2년 집행유예3년 자격정지2년 | 김우진                      | 2006년 '새 세대 청년공산주의자 붉은기'라는 이적단체를 결성한 혐의, 자본주의연구회, 대안경제캠프 최호현 김일성 회고록인 '세기와 더불어'와 '주체사상에 대하여' 등 북한의 주체사상과 김일성·김정일 부자를 찬양하는 내용의 이적표현물 90여건 소지 |
| 2009년 6월 4일   | 서울중앙지법                                                                              | 찬양·고무 등                                                                 | 무죄 | 문성관                      | 2001년 8·15 평양 민족통일대축전 남측 대표단으로 조국통일 3대 헌장 기념탑 앞에서 열린 행사 참석한 통일연대 대표 이천재 |
| 2009년 6월 4일   | 서울중앙지법2009고단23                                                                    | 잠입·탈출 등 찬양·고무 등 회합·통신 등                                       | 징역1년6월 자격정지1년6월 | 고은설                      | |
| 2009년 8월 27일  | 서울중앙지법2009노1731                                                                    | 잠입·탈출 등 찬양·고무 등 회합·통신 등                                       | 징역1년 자격정지1년 | 여상원,최지영,김남일        | 탈출 예비·음모와 2005.11.초순경 및 2007.11.16.각 찬양·고무 무죄 |
| 2011년 7월 28일  | 대법원2009도9152                                                                          | 잠입·탈출 등 찬양·고무 등 회합·통신 등                                       | | 이상훈,김지형,전수안,양창수 | |
| 2009년 8월 14일  | 수원지법2008고합664,751                                                                   | 특수공무집행방해치상 일반교통방해 찬양·고무 등 집회및시위에관한법률위반      | 징역3년 압수된 2008년 정기대회 자료집(증 제1호), 우리민족끼리 책자(증 제2호) 각 몰수 | 신용석,김대규,이재찬        | '6·15 남북공동선언 실천연대 집행위원 김모씨, "강령에 반미자주화 등 북한의 대남혁명전략에 동조하는 내용을 포함, 홈페이지에 북한 체제와 김정일의 선군정치 등을 찬양·선전하는 문헌을 게시하는 등 북한의 활동을 찬양·고무·선전 또는 이에 동조, 핵심구성원들 중 대다수가 국가보안법 위반 전력이 있고 한총련의 간부 출신"                                         |
| 2010년 1월 13일  | 서울고법2009노2229                                                                        | 특수공무집행방해치상 일반교통방해 찬양·고무 등 집회및시위에관한법률위반      | 징역 2년 압수된 2008년 정기 대의원대회 자료집 1권(증 제1호), 우리민족끼리 책자 1권(증 제2호) 몰수 / 2005. 9. 11.자 특수공무집행방해치상의 점 무죄.                                                                      | 이기택,이승철,김진성        | '6·15 남북공동선언 실천연대 집행위원 김모씨, "강령에 반미자주화 등 북한의 대남혁명전략에 동조하는 내용을 포함, 홈페이지에 북한 체제와 김정일의 선군정치 등을 찬양·선전하는 문헌을 게시하는 등 북한의 활동을 찬양·고무·선전 또는 이에 동조, 핵심구성원들 중 대다수가 국가보안법 위반 전력이 있고 한총련의 간부 출신"                                         |
| 2010년 7월 23일  | 대법원2010도1189                                                                          | 특수공무집행방해치상 일반교통방해 찬양·고무 등 집회및시위에관한법률위반      | 징역 2년 압수된 2008년 정기 대의원대회 자료집 1권(증 제1호), 우리민족끼리 책자 1권(증 제2호) 몰수 / 2005. 9. 11.자 특수공무집행방해치상의 점 무죄.                                                                      | 전원합의체                  | 박시환·김지형·이홍훈·전수안·김영란은 반대의견 |
| 2009년 8월 26일  | 창원지법2009고합                                                                          | 찬양,고무 등                                                                 | 징역1년6월 집행유예3년 자격정지1년6월 | 박형준                      | 경남도내 일반인이 국가보안법 위반 10년만에 처음, 블로거는 최초 구속기소 2006년 10월부터 2009년 5월까지 2년 7개월 동안 자신의 블로그와 정치 포털사이트에 북한을 찬양하고 미국을 비난하는 내용을 포함한 2000여 건의 글 게재한 ㄱ(42) '나는 스파르타커스이다' '서민정치행동이 네티즌 여러분께 제안합니다'라는 글은 무죄                                        |
| 2009년 11월 27일 | 서울중앙지법2008고합1353                                                                  | 이적단체 구성 등                                                             | 징역2년 집행유예4년 보호관찰 | 김기정                      | 남북공동선언실천연대 김승교 공동대표 |
| 2010년 8월 26일  | 서울고법2009노3565                                                                        | 이적단체 구성 등                                                             | 징역2년 집행유예4년 보호관찰 | 이성호                      | 남북공동선언실천연대 김승교 공동대표 |
| 2012년 10월 11일 | 대법원2010도12162                                                                         | 이적단체 구성 등                                                             | 징역2년 집행유예4년 보호관찰 | 신영철                      | 남북공동선언실천연대 김승교 공동대표 |
| 2009년 12월 10일 | 인천지법2008고단2799                                                                      | 찬양,고무 등                                                                 | 징역1년 집행유예2년 | 권성수                      | 사이버한국방위사령부 개설자 |
| 2010년 6월 10일  | 인천지법2009노4354                                                                        | 찬양,고무 등                                                                 | 징역1년 집행유예2년 | 진창수,우성엽,김영아        | |
| 2012년 1월 27일  | 대법원2010도8336                                                                          | 찬양,고무 등                                                                 | 징역1년 집행유예2년 | 전수안,양창수,이상훈,김용덕 | |
| 2010년           | 인천지법                                                                                  | 이적 표현물 반포 등                                                          | |                             | |
| 2010년 6월 10일  | 인천지법2009노4354                                                                        | 이적 표현물 반포 등                                                          | |                             | |
| 2012년 1월 27일  | 대법원2010도8336                                                                          | 이적 표현물 반포 등                                                          | | 전수안,양창수,이상훈,김용덕 | |
| 2010년 2월 17일  | 전주지법2008고단214                                                                       | 찬양,고무 등                                                                 | 무죄 | 진현민                      | 교사 김형근, 빨치산 추모제 |
| 2010년 9월 3일   | 전주지법2010노224                                                                         | 찬양,고무 등                                                                 | 무죄 | 김병수                      | 교사 김형근, 빨치산 추모제 |
| 2013년 3월 28일  | 2010도12836                                                                               | 찬양,고무 등                                                                 | 파기환송 | 신영철,이상훈,김용덕,김소영 | 교사 김형근, 빨치산 추모제 |
| 2013년 9월 27일  | 전주지법2013노341                                                                         | 찬양,고무 등                                                                 | 징역2년 집행유예3년 자격정지2년 보호관찰3년 | 강상덕                      | 교사 김형근, 빨치산 추모제 |
| 2010년           | 서울중앙지법                                                                              | 찬양,고무 등 회합,통신 편의 제공                                             | 징역2년 집행유예3년 보호관찰 |                             | 1997년 5월 인도네시아 수산업체 이사로 근무하던 중 북한과 합작 자회사가 설립돼 함께 일을 맡으며 자회사를 통해 알게 된 대남공작원 현모씨에게 포섭돼 금품을 받고, 현씨의 후임자인 공작원 장모씨와도 관계를 유지하며 국내 여권, 이메일 계정, 국내 여론 동향 등을 수집해 넘겨준 김모씨                                                                           |
| 2010년 4월 28일  | 서울중앙지법2010노827                                                                     | 찬양,고무 등 회합,통신 편의 제공                                             | 징역2년 집행유예3년 보호관찰 | 성지호                      | 생일축하 편지 무죄 |
| 2012년 10월 25일 | 대법원2010도6310                                                                          | 찬양,고무 등 회합,통신 편의 제공                                             | 유죄 및 찬양의 점 무죄파기 | 신영철,이상훈,김용덕        | |
| 2012년           | 서울중앙지법                                                                              | 찬양,고무 등 회합,통신 편의 제공                                             | |                             | |
| 2010년 9월 30일  | 수원지법                                                                                  | 찬양,고무 등 이적표현물 반포 등                                              | 징역1년6월 |                             | 사이버민족방위사령부 황길경 |
| 2011년 6월 30일  | 수원지법                                                                                  | 찬양,고무 등 이적표현물 반포 등                                              | 징역1년 | 김한성                      | 사이버민족방위사령부 황길경 |
| 2012년           | 대법원                                                                                    | 찬양,고무 등 이적표현물 반포 등                                              | 징역1년 |                             | 사이버민족방위사령부 황길경 |
| 2010년 10월 29일 | 수원지방법원2011고단647                                                                   | 찬양,고무 등                                                                 | 징역1년6월 자격정지1년6월 | 이상훈                      | 윤기진 옥중서신 |
| 2013년 5월 30일  | 수원지방법원2012노5118                                                                    | 찬양,고무 등                                                                 | 무죄 | 송인권                      | 윤기진 옥중서신 |
| 2016년 1월 14일  | 대법원2013도7382                                                                          | 찬양,고무 등                                                                 | 무죄 | 권순일,김용덕,박보영,김신   | 윤기진 옥중서신 |
| 2011년 1월 21일  | 서울중앙지법                                                                              | 국가보안법위반                                                               | 한충목 징역1년6월 집행유예3년 자격정지1년6월 정모(52)씨 징역1년6월 집행유예3년 자격정지1년6월 최모(45)씨 징역10월 집행유예2년 자격정지10월                                                                              | 김용대                      | 2004년 12월부터 2007년 11월까지 중국 베이징과 북한 개성 등지에서 북한 통일전선부 소속 공작원들을 만나 ‘국가보안법 철폐 및 주한미군철수투쟁 전면화’맥아더 동상 철거 한미동맹 해체 등의 반미집회를 주최하려한 한충목 진보연대 공동대표 북한 공작원과 접촉해 지령을 받았다고 볼 증거가 부족해 특수잠입ㆍ탈출 혐의 등에 대해서는 무죄 집회를 주도한 혐의만 유죄 |
| 2012년 1월 20일  | 서울고법                                                                                  | 국가보안법위반                                                               | 한충목 징역1년6월 집행유예3년 자격정지1년6월 정모(52)씨 징역1년6월 집행유예3년 자격정지1년6월 최모(45)씨 징역10월 집행유예2년 자격정지10월                                                                              | 강형주                      | 2004년 12월부터 2007년 11월까지 중국 베이징과 북한 개성 등지에서 북한 통일전선부 소속 공작원들을 만나 ‘국가보안법 철폐 및 주한미군철수투쟁 전면화’맥아더 동상 철거 한미동맹 해체 등의 반미집회를 주최하려한 한충목 진보연대 공동대표 북한 공작원과 접촉해 지령을 받았다고 볼 증거가 부족해 특수잠입ㆍ탈출 혐의 등에 대해서는 무죄 집회를 주도한 혐의만 유죄 |
| 2014년 9월 29일  | 대법원                                                                                    | 국가보안법위반                                                               | 한충목 징역1년6월 집행유예3년 자격정지1년6월 정모(52)씨 징역1년6월 집행유예3년 자격정지1년6월 최모(45)씨 징역10월 집행유예2년 자격정지10월                                                                              | 조희대                      | 2004년 12월부터 2007년 11월까지 중국 베이징과 북한 개성 등지에서 북한 통일전선부 소속 공작원들을 만나 ‘국가보안법 철폐 및 주한미군철수투쟁 전면화’맥아더 동상 철거 한미동맹 해체 등의 반미집회를 주최하려한 한충목 진보연대 공동대표 북한 공작원과 접촉해 지령을 받았다고 볼 증거가 부족해 특수잠입ㆍ탈출 혐의 등에 대해서는 무죄 집회를 주도한 혐의만 유죄 |
| 2011년 1월 21일  | 서울중앙지법                                                                              | 잠입,탈출 등 찬양,고무 등                                                    | 징역5년 자격정지5년 | 김용대                      | 2010. 2.경 집시법위반 사건으로 보석중인 상태에서 법원에 선교목적으로 인도를 방문하겠다는 허위신고를 하고 2010년 6월12일 정부 사전 승인 없이 방북해 70일 간 머무르면서 북한을 찬양하고 남한 정부를 비방하고 2005년 9월 '반미, 반전, 주한미군 철수투쟁의 상징적 일환으로 맥아더동상을 철거해야 한다'는 북한의 주장에 동조, 맥아더동상 철거투쟁을 주도 한상렬  |
| 2011년 6월 30일  | 서울중앙지법                                                                              | 잠입,탈출 등 찬양,고무 등                                                    | 징역3년 | 조경란                      | 민간 통일운동을 통해 남북 긴장완화에 기여했고 밀입북이 종교적 신념에 따라 이뤄진 것이라는 점 등을 고려하고 2006년 고려호텔과 만경대 등에서의 일부 행위는 `적극적인 동조ㆍ찬양으로 보기 어렵다'며 무죄 |
| 2011년 11월 24일 | 대법원                                                                                    | 잠입,탈출 등 찬양,고무 등                                                    | 징역3년 | 민일영                      | |
| 2011년 2월 1일   | 창원지법 진주지원2008고단705                                                              | 찬양,고무 등                                                                 | 무죄 | 박재철                      | 간디학교 최보경 |
| 2011년 9월 22일  | 창원지법2011노365                                                                         | 찬양,고무 등                                                                 | 무죄 | 이평근,김구년,김샛별        | 간디학교 최보경 |
| 2015년 3월 26일  | 대법원2011도13066                                                                         | 찬양,고무 등                                                                 | 무죄 | 김신,민일영,박보영,권순일   | 간디학교 최보경 |
| 2011년 2월 23일  | 서울중앙지법                                                                              | 이적단체구성 등                                                              | 3대 상임의장 장모씨 징역2년 집행유예4년 자격정지 2년 2대 의장 김모씨 징역3년 자격정지3년 집행유예5년 고위간부 윤모씨 징역2년6월 자격정지2년6월 집행유예4년 지도위원 박모씨 징역1년6월 자격정지1년6월 집행유예3년        | 김형두                      | 우리민족연방제통일추진위원회 |
| 2011년 9월 22일  | 서울고법                                                                                  | 이적단체구성 등                                                              | 3대 상임의장 장모씨 징역2년 집행유예4년 자격정지 2년 2대 의장 김모씨 징역3년 자격정지3년 집행유예5년 고위간부 윤모씨 징역2년6월 자격정지2년6월 집행유예4년 지도위원 박모씨 징역1년6월 자격정지1년6월 집행유예3년        | 최규홍                      | 지도위원 박모(56)씨 이적단체 가입과 이적표현물 반포 혐의 무죄 |
| 2014년 4월 20일  | 대법원                                                                                    | 이적단체구성 등                                                              | 박모씨 이적단체가입 무죄파기환송 | 김신                        | |
| 2011년 2월 23일  | 서울중앙지법2010고합1102                                                                  | 이적단체 구성 등                                                             | 징역2년6월 자격정지2년6월 집행유예4년 | 김형두                      | 연방통추 윤기하 등 3명 |
| 2011년 9월 22일  | 서울고법2011노772                                                                         | 이적단체 구성 등                                                             | 징역2년6월 자격정지2년6월 집행유예4년 | 최규홍                      | 연방통추 윤기하 등 3명 |
| 2014년 4월 10일  | 대법원2011도13280                                                                         | 이적단체 구성 등                                                             | 징역2년6월 자격정지2년6월 집행유예4년 |                             | 연방통추 윤기하 등 3명 |
| 2011년 2월 24일  | 서울중앙지법2009고합929                                                                   | 이적단체의 구성 등 집시법 위반 일반교통방해                                  | 징역1년6월 집행유예3년 벌금50만원 | 김형두                      | 사회주의노동자연합 오세철 위원장 |
| 2011년 12월 16일 | 서울고법2011노846 판결                                                                    | 이적단체의 구성 등 집시법 위반 일반교통방해                                  | 징역2년 집행유예3년 자격정지2년 벌금50만원 공범4명 징역1년6월 집행유예3년 자격정지1년6월 벌금50만원 | 황한식                      | 발행책자 이적성 인정 |
| 2014년 8월 20일  | 대법원2012도214                                                                           | 이적단체의 구성 등 집시법 위반 일반교통방해                                  | 파기환송 | 김소영,신영철,이상훈,김용덕 | 야간옥외시위 헌법재판소 판단 |
| 2014년 10월 2일  | 서울고법2014노2448                                                                        | 이적단체의 구성 등 집시법 위반 일반교통방해                                  | 무죄 |                             | |
| 2011년 3월 30일  | 수원지법2007고단4827                                                                      | 찬양,고무 등                                                                 | 무죄 | 최규일                      | 인터넷중고서점 대학원생 김명수 |
| 2012년 2월 22일  | 수원지법2011노1962                                                                        | 찬양,고무 등                                                                 | 징역6월 집행유예2년 | 안호봉                      | 인터넷중고서점 대학원생 김명수 |
| 2013년 9월 12일  | 대법원2012도3529                                                                          | 찬양,고무 등                                                                 | 파기환송 | 이상훈                      | 인터넷중고서점 대학원생 김명수 |
| 2013년 12월 12일 | 수원지법2013노4379                                                                        | 찬양,고무 등                                                                 | 무죄 | 고연금                      | 인터넷중고서점 대학원생 김명수 |
| 2011년 4월 15일  | 서울중앙지법2011고단83                                                                    | 찬양,고무 등                                                                 | 징역2년 집행유예4년 | 이종언                      | 국가보안법 피해자 모임 대표 조종원 |
| 2012년 3월 22일  | 서울중앙지법2011노1353                                                                    | 찬양,고무 등                                                                 | 징역2년 집행유예4년 | 이원형                      | 국가보안법 피해자 모임 대표 조종원 |
| 2012년 5월 21일  | 대법원2012도4036                                                                          | 찬양,고무 등                                                                 | 징역2년 집행유예4년 | 이인복                      | 국가보안법 피해자 모임 대표 조종원 |
| 2011년 4월 19일  | 수원지법                                                                                  | 찬양,고무 등                                                                 | 징역1년6월 | 이상훈                      | 북한이 연평도를 포격하자 NLL에 대한 분명한 입장을 무력으로 확인해주는 사건, 김정은 대장님이 하고 계십니다'라는 글을 올리는 등 북한 체제를 찬양하는 이적표현물 380여건과 동영상 6편을 인터넷까페에 올린 사이버민족방위사령부 운영자 황길경 인천지법에서 징역1년 집행유예2년 선고받고 상고심 진행중에 재범하여 2010년 12월 13일 구속                          |
| 2011년 6월 30일  | 수원지법                                                                                  | 찬양,고무 등                                                                 | 징역1년 | 김한성                      | 선고 직후 두 팔을 들어올려 "위대한 김정일 장군님 만세" 제창 |
| 2011년 6월 28일  | 청주지법2011고단948                                                                       | 찬양,고무 등                                                                 | 징역8월 | 최민호                      | 2009년 7월 인터넷 토론방에 '미제의 목덜미를 물고 흔드는 북한'이라는 제목의 글을 시작으로 2011년 3월까지 북한의 핵실험을 '가공할 파괴력의 새로운 무기 탄생'으로, 천안함 피격사건을 '반북 대결이 부른 인과응보'로 표현한 23건의 게시물을 포털과 언론 사이트 등에 올린 강영준                                                                                  |
| 2011년 9월 8일   | 청주지법2011노663                                                                         | 찬양,고무 등                                                                 | 징역8월 | 박병태                      | 선고 직후 법정에서 '조선민주주의인민공화국 만세' 제창 |
| 2011년 9월 6일   | 창원지법2011고단                                                                          | 찬양,고무 등                                                                 | 징역1년 집행유예2년 | 심형섭                      | 2010년 6월부터 2011년 4월까지 ‘사이버 민족방위사령부 별관’이란 카페와‘위대한 당 김일성 조선’등의 블로그를 개설해 북한을 ‘위대한 당 김일성 조선’으로, 김정은을 ‘존경하는 장군님’으로 표현하고 북한의 선군정치와 북한 주도의 무력통일, 부자세습을 찬양하는 내용의 글과 동영상 91편 등을 올린 혐의로 구속기소 이모(42)씨                                       |
| 2011년 9월 30일  | 수원지법                                                                                  | 찬양,고무 등                                                                 | 징역10월 | 이상훈                      | 2011년 6월 30일항소심 선고공판에서 1심보다 감형되자 두 팔을 들어올려 "위대한 김정일 장군님 만세" 제창, 9월 5일 결심공판 최후진술을 통해 "우리 국민의 아버지고 민족의 영웅이신 김정일 장군과 김일성 수령은 이 세상의 영원한 중심이고 제국주의자들이 아무리 뛰어도 넘을 수 없다"며 "위대하신 김정일 장군님 만세" 제창하여 판사로부터 주의받음                 |
| 2011년 12월 22일 | 수원지법                                                                                  | 찬양,고무 등                                                                 | 징역10월 | 이은희                      | 2011년 6월 30일항소심 선고공판에서 1심보다 감형되자 두 팔을 들어올려 "위대한 김정일 장군님 만세" 제창, 9월 5일 결심공판 최후진술을 통해 "우리 국민의 아버지고 민족의 영웅이신 김정일 장군과 김일성 수령은 이 세상의 영원한 중심이고 제국주의자들이 아무리 뛰어도 넘을 수 없다"며 "위대하신 김정일 장군님 만세" 제창하여 판사로부터 주의받음                 |
| 2011년 11월      | 군사법원                                                                                  | 찬양,고무 등 집시법위반                                                      | 징역1년 집행유예2년 |                             | 2009년 작성한 '09학년도 2학기 국사수업 강의노트'에 북한 체제에 대한 중립적 기술이 있는 점, <해방전후사의 인식>, <청년을 위한 한국현대사>, <헤겔법철학비판> <제국주의론>과 같은 서적과 논문을 소지한 김모(31) 중위 |
| 2012년 7월 27일  | 고등군사법원                                                                              | 찬양,고무 등 집시법위반                                                      | 무죄 입대전 촛불집회 참가 벌금 20만원 |                             | 2009년 작성한 '09학년도 2학기 국사수업 강의노트'에 북한 체제에 대한 중립적 기술이 있는 점, <해방전후사의 인식>, <청년을 위한 한국현대사>, <헤겔법철학비판> <제국주의론>과 같은 서적과 논문을 소지한 김모(31) 중위 |
| 2011년 11월 22일 | 청주지법2011고단2118                                                                      | 찬양,고무 등                                                                 | 징역8월 | 이준명                      | 강영준 |
| 2011년 12월 16일 | 의정부지법2011노858                                                                       | 형법 사기죄 부동산실명위반 찬양,고무 등 남북교류협력법위반 강제집행면탈      | |                             | |
| 2012년 5월 9일   | 대법원2012도635                                                                           | 형법 사기죄 부동산실명위반 찬양,고무 등 남북교류협력법위반 강제집행면탈      | 찬양,고무 유죄파기 나머지 죄명 경합범 인정 | 민일영,박일환,신영철,박보영 | |
| 2011년 12월 22일 | 서울중앙지법2009고합731                                                                   | 이적단체의 구성 등 특수잠입·탈출 회합·통신 등 찬양·고무 등 자진지원·금품수수 | 이규재 의장 징역3년6개월 자격정지4년 이경원 전 사무처장 징역4년 자격정지4년 최은아 전 정책위원장 징역2년6월 집행유예4년 자격정지2년6개월                                                                                | 한창훈,김정환,최문수        | 범민련, 법정구속, 고합348(병합) |
| 2012년 6월 8일   | 서울고법2012노82                                                                          | 이적단체의 구성 등 특수잠입·탈출 회합·통신 등 찬양·고무 등 자진지원·금품수수 | 이규재 의장 징역3년6개월 자격정지4년 이경원 전 사무처장 징역4년 자격정지4년 최은아 전 정책위원장 징역2년6월 집행유예4년 자격정지2년6개월                                                                                | 박삼봉,차영민,이유형        | |
| 2012년 10월 11일 | 대법원2012도7455                                                                          | 이적단체의 구성 등 특수잠입·탈출 회합·통신 등 찬양·고무 등 자진지원·금품수수 | 이규재 의장 징역3년6개월 자격정지4년 이경원 전 사무처장 징역4년 자격정지4년 최은아 전 정책위원장 징역2년6월 집행유예4년 자격정지2년6개월                                                                                | 고영한,양창수,박병대,김창석 | |
| 2012년 2월 9일   | 춘천지법2011고단748                                                                       | 찬양,고무 등 이적표현물 반포 등                                              | 징역1년 집행유예2년 | 전상범                      | 농민시인 정설교 |
| 2012년 9월 19일  | 춘천지법2012노197                                                                         | 찬양,고무 등 이적표현물 반포 등                                              | 징역1년 집행유예2년 | 임성철                      | 농민시인 정설교 |
| 2012년 2월 23일  | 서울중앙지법2011고합1131                                                                  | 반국가단체의 구성 등                                                         | 징역9년 자격정지9년 | 염기창                      | 왕재산 사건 총책 김덕용 2011고합1143~6(병합) |
| 2013년 2월 8일   | 서울고법2012노805                                                                         | 반국가단체의 구성 등                                                         | 징역7년 자격정지7년 | 성기문                      | 왕재산 사건 총책 김덕용 2011고합1143~6(병합) |
| 2013년 7월 26일  | 대법원2013도2511                                                                          | 반국가단체의 구성 등                                                         | 징역7년 자격정지7년 | 김신,민일영,이인복,박보영   | 왕재산 사건 총책 김덕용 2011고합1143~6(병합) |
| 2012년 3월 6일   | 서울중앙지법2011고단6782                                                                  | 찬양,고무 등                                                                 | 징역2년 집행유예3년 | 신우정                      | 2010년 5월부터 2011년 10월까지 인터넷 카페 '세계물흙길연맹'을 운영하면서 북한의 주장에 동조하는 내용의 글과 동영상 등 379건의 게시물을 카페에 올린 대학 졸업 후 육군3사관학교에 입교해 소위로 임관한 뒤 7년간 포병장교로 복무하다가 대위로 전역한 방홍섭 |
| 2012년 5월 18일  | 서울중앙지법2012노958                                                                     | 찬양,고무 등                                                                 | 징역2년 집행유예3년 | 안승호                      | 항소취하 |
| 2012년 6월 4일   | 청주지방법원 충주지원2011고단994                                                          | 찬양,고무 등                                                                 | 징역 2년 집행유예 3년 | 정찬우                      | 여성작가 신정모라 |
| 2013년 1월 28일  | 청주지방법원2012노585                                                                     | 찬양,고무 등                                                                 | 징역1년 | 김현석                      | 여성작가 신정모라 |
| 2013년 4월 11일  | 대법원2013도2343                                                                          | 찬양,고무 등                                                                 | | 고영한,양창수,박병대,김창석 | 여성작가 신정모라 |
| 2012년 8월 17일  | 청주지법2012고단1047                                                                      | 찬양,고무 등                                                                 | 징역10월 자격정지10월 | 허선아                      | 직전 선고공판에서 "위대한 조선인민공화국 만세" 제창한 강영준 |
| 2012년 12월 14일 | 청주지법2012노816                                                                         | 찬양,고무 등                                                                 | 징역10월 자격정지10월 | 박성규                      | 직전 선고공판에서 "위대한 조선인민공화국 만세" 제창한 강영준 |
| 2012년 10월 26일 | 수원지법2012고단3296                                                                      | 찬양,고무 등                                                                 | 징역1년 집행유예3년 | 박현이                      | 박창숙 2012고단3984병합 |
| 2013년 10월 30일 | 수원지법2012노4942                                                                        | 찬양,고무 등                                                                 | 징역1년 집행유예3년 |                             | 박창숙 2012고단3984병합 |
| 2014년 2월 13일  | 대법원2013도14420                                                                         | 찬양,고무 등                                                                 | 징역1년 집행유예3년 |                             | 박창숙 2012고단3984병합 |
| 2012년 11월 21일 | 수원지법2012고단324                                                                       | 찬양,고무 등                                                                 | 징역10월 집행유예2년 | 신진우                      | 2010년 12월부터 2011년 12월까지 조국평화통일위원회가 운영하는 우리민족끼리에 실린 글 96건을 리트윗하거나 동영상 등 이적표현물 133건을 작성 박정근 |
| 2013년 8월 22일  | 수원지법2012노5706                                                                        | 찬양,고무 등                                                                 | 무죄 | 장순욱                      | 2010년 12월부터 2011년 12월까지 조국평화통일위원회가 운영하는 우리민족끼리에 실린 글 96건을 리트윗하거나 동영상 등 이적표현물 133건을 작성 박정근 |
| 2014년 8월 28일  | 2013도10680                                                                               | 찬양,고무 등                                                                 | 무죄 | 이상훈                      | 2010년 12월부터 2011년 12월까지 조국평화통일위원회가 운영하는 우리민족끼리에 실린 글 96건을 리트윗하거나 동영상 등 이적표현물 133건을 작성 박정근 |
| 2012년 11월 23일 | 전주지법                                                                                  | 이적단체 구성 등                                                             | 징역10월 집행유예2년 | 이영훈                      | 통일대중당 결성 시도 최모(52)씨 |
| 2012년 12월 6일  | 부산지법2012고단2566                                                                      | 찬양,고무 등                                                                 | 무죄 | 이미정                      | 2009년 12월부터 2010년 11월 '통일을 여는 사람들' 홈페이지에 북한 외무성 성명 15건 게시하고 자택과 사무실에 김일성 회고록 등 북한에서 만든 문건,음악,영화,성명 등을 책자나 컴퓨터파일로 678건 소지 부산지방병무청 8급공무원 강모(39)씨 |
| 2014년 10월 2일  | 부산지법                                                                                  | 찬양,고무 등                                                                 | 무죄 | 김형태                      | 2009년 12월부터 2010년 11월 '통일을 여는 사람들' 홈페이지에 북한 외무성 성명 15건 게시하고 자택과 사무실에 김일성 회고록 등 북한에서 만든 문건,음악,영화,성명 등을 책자나 컴퓨터파일로 678건 소지 부산지방병무청 8급공무원 강모(39)씨 |
| 2012년 12월 6일  | 서울중앙지법                                                                              | 간첩 등                                                                      | 무죄 다만 국적 속여 발급받은 여권사용 징역10월 집행유예2년 | 김상환                      | 북한 대남 공작기구의 지령을 받고 국내 위성항법장치(GPS)를 무력화할 수 있는 전파 교란기술을 빼돌려 북한에 반출시도 2012년 5월 말 군사용 안테나 계측 장비 등을 구입해 북한에 넘기려 한 김모(56)씨와 이모(74) GPS간첩사건 |
| 2014년 5월 20일  | 서울고법                                                                                  | 간첩 등                                                                      | 무죄 다만 국적 속여 발급받은 여권사용 징역10월 집행유예2년 | 김상준                      | 북한 대남 공작기구의 지령을 받고 국내 위성항법장치(GPS)를 무력화할 수 있는 전파 교란기술을 빼돌려 북한에 반출시도 2012년 5월 말 군사용 안테나 계측 장비 등을 구입해 북한에 넘기려 한 김모(56)씨와 이모(74) GPS간첩사건 |
| 2016년 4월 8일   | 대법원                                                                                    | 간첩 등                                                                      | 무죄 다만 국적 속여 발급받은 여권사용 징역10월 집행유예2년 | 조희대                      | 북한 대남 공작기구의 지령을 받고 국내 위성항법장치(GPS)를 무력화할 수 있는 전파 교란기술을 빼돌려 북한에 반출시도 2012년 5월 말 군사용 안테나 계측 장비 등을 구입해 북한에 넘기려 한 김모(56)씨와 이모(74) GPS간첩사건 |
| 2012년 12월 27일 | 서울중앙지법2011고합532                                                                   | 이적단체 구성 등 찬양,고무 등 이적표현물 반포                                | 징역1년6월 집행유예2년 자격정지2년 | 유상재·김도연·민희진        | 전교조 김형근 |
| 2013년 6월 21일  | 서울고법2013노62                                                                          | 이적단체 구성 등 찬양,고무 등 이적표현물 반포                                | 징역1년6월 집행유예2년 자격정지2년 | 정형식                      | 전교조 김형근 |
| 2013년 1월       | 청주지법                                                                                  | 찬양,고무 등                                                                 | |                             | |
| 2013년 1월 28일  | 청주지법2012노585                                                                         | 찬양,고무 등                                                                 | |                             | |
| 2013년 4월 11일  | 대법원2013도2343                                                                          | 찬양,고무 등                                                                 | | 고영한,양창수,박병대,김창석 | |
| 2013년 2월 6일   | 수원지법2011고단6207                                                                      | 찬양,고무 등                                                                 | 징역1년 집행유예2년 | 신진우                      | 통일시인 권말선 |
| 2015년 11월 24일 | 수원지법2013노924                                                                         | 찬양,고무 등                                                                 | 징역1년 집행유예2년 | 임재훈,김영석,홍영진        | 통일시인 권말선 |
| 2016년 2월 19일  | 대법원2015도19660                                                                         | 찬양,고무 등                                                                 | 징역1년 집행유예2년 |                             | 통일시인 권말선 |
| 2013년 2월 8일   | 서울중앙지법2009고합1547                                                                  | 이적단체 구성 등 찬양,고무 등 회합통신 법정모독 정보통신망법위반             | 징역2년 자격정지2년 | 김대웅,양우석,유제민        | 최동진 범민련 편집위원장 2010~2012년 범민련 남측본부 중앙위원회 개최, 실형을 선고하고 보석청구를 기각하자 "이걸 재판이라고 하는 거냐", "법관이 아니라 민족반역자"라고 진술 |
| 2013년 6월 13일  | 서울고법2013노921                                                                         | 이적단체 구성 등 찬양,고무 등 회합통신 법정모독 정보통신망법위반             | 징역2년 자격정지2년 | 민유숙                      | 피고인이 관리한 인터넷 게시물과 노트북에 저장한 일부 글을 이적표현물로 추가 인정 |
| 2013년 11월 14일 | 대법원2013도7476                                                                          | 이적단체 구성 등 찬양,고무 등 회합통신 법정모독 정보통신망법위반             | 징역2년 자격정지2년 |                             | |
| 2013년 2월 8일   | 서울중앙지법                                                                              | 찬양,고무 잠입,탈출 회합통신                                                 | 징역4년 자격정지4년 | 설범식                      | 노수희 무단방북 사건 |
| 2013년 5월 24일  | 서울고법                                                                                  | 찬양,고무 잠입,탈출 회합통신                                                 | 징역4년 자격정지4년 | 정형식                      | 노수희 무단방북 사건 |
| 2013년 9월 26일  | 대법원                                                                                    | 찬양,고무 잠입,탈출 회합통신                                                 | 징역4년 자격정지4년 | 김용덕                      | 노수희 무단방북 사건 |

### 박근혜 정부
| 연월일           | 사건번호                      | 사건명                                                                                            | 주문 | 판사                           | 비고 |
| ---------------- | ----------------------------- | ------------------------------------------------------------------------------------------------- | --- | ------------------------------ | --- |
| 2012년           | 수원지법2011고단              | 회합,통신 등 찬양,고무 등                                                                         | 징역1년6월 집행유예3년 |                                | 2002년 징역1년 집행유예2년 동종전력이 있음에도 2010년 8~11월 북한의 서해 연평도 포격사건과 관련, "연평도 사태는 남측이 조작한 군사도발" "서해안상륙 등으로 볼때 북침 전쟁연습 수준인 듯", "대북 협상력을 상실한 미국이 이명박을 앞세워 제2의 6ㆍ25 전쟁을 일으키려 한다"라는 등 20여 차례에 걸쳐 북한 주장에 동조하는 내용과 북한의 조선중앙통신과 로동신문 보도문을 트위터와 인터넷 홈페이지를 통해 유포하고 북한에서 발간된 도서 구입을 위해 대남 공작부서에서 운영하는 인터넷사이트 '려명' 관계자와 통신 진보당원 김모(43)씨 |
| 2013년 1월 25일  | 수원지법                      | 회합,통신 등 찬양,고무 등                                                                         | 징역1년6월 집행유예3년 | 윤강열                         | 2002년 징역1년 집행유예2년 동종전력이 있음에도 2010년 8~11월 북한의 서해 연평도 포격사건과 관련, "연평도 사태는 남측이 조작한 군사도발" "서해안상륙 등으로 볼때 북침 전쟁연습 수준인 듯", "대북 협상력을 상실한 미국이 이명박을 앞세워 제2의 6ㆍ25 전쟁을 일으키려 한다"라는 등 20여 차례에 걸쳐 북한 주장에 동조하는 내용과 북한의 조선중앙통신과 로동신문 보도문을 트위터와 인터넷 홈페이지를 통해 유포하고 북한에서 발간된 도서 구입을 위해 대남 공작부서에서 운영하는 인터넷사이트 '려명' 관계자와 통신 진보당원 김모(43)씨 |
| 2013년 8월 7일   | 대법원2013도                  | 회합,통신 등 찬양,고무 등                                                                         | 징역1년6월 집행유예3년 | 고영한                         | 2002년 징역1년 집행유예2년 동종전력이 있음에도 2010년 8~11월 북한의 서해 연평도 포격사건과 관련, "연평도 사태는 남측이 조작한 군사도발" "서해안상륙 등으로 볼때 북침 전쟁연습 수준인 듯", "대북 협상력을 상실한 미국이 이명박을 앞세워 제2의 6ㆍ25 전쟁을 일으키려 한다"라는 등 20여 차례에 걸쳐 북한 주장에 동조하는 내용과 북한의 조선중앙통신과 로동신문 보도문을 트위터와 인터넷 홈페이지를 통해 유포하고 북한에서 발간된 도서 구입을 위해 대남 공작부서에서 운영하는 인터넷사이트 '려명' 관계자와 통신 진보당원 김모(43)씨 |
| 2013년 2월 19일  | 제주지법                      | 찬양,고무 등                                                                                      | 징역1년 집행유예3년 사회봉사240시간 | 김인택                         | 제주교육청 7급공무원 |
| 2014년 1월 17일  | 제주지법                      | 찬양,고무 등                                                                                      | 징역1년 집행유예3년 사회봉사240시간 | 최남식                         | 제주교육청 7급공무원 |
| 2014년 7월 13일  | 대법원                        | 찬양,고무 등                                                                                      | 징역1년 집행유예3년 사회봉사240시간 |                                | 제주교육청 7급공무원 |
| 2013년 4월 3일   | 수원지법 안산지원2012고단1859 | 찬양,고무 등                                                                                      | | 최재원                         | 신의수 |
| 2014년 1월 23일  | 수원지법2013노1676            | 찬양,고무 등                                                                                      | 김진동 |                                | 신의수 |
| 2014년 5월 29일  | 대법원2014도2250              | 찬양,고무 등                                                                                      | 김용덕 |                                | 신의수 |
| 2013년 4월 21일  | 수원지법                      | 잠입,탈출 등 간첩 등                                                                              | 징역4년 자격정지4년 | 윤강열                         | 1997년부터 2007년 사이에 3차례 중국 내 친척으로부터 경제적 도움을 받기 위해 중국을 방문했으며 또 다시 중국 방문 신청을 한 뒤 2009년 5월 북한 보위부 간부의 제안에 따라 정보원 활동 맹세를 하고 2010년부터 2011년 2월까지 '중국 내 대한민국 정보기관의 연계망을 파악하라'는 지시를 받고 중국 단동지역에서 북한 내 소식을 파악·전달하던 국가정보원 직원과 연락책들의 신상과 연락처 등을 파악, 북 보위부에 전달한 권모(48 여)씨 |
| 2013년           | 전주지법                      | 찬양,고무 등                                                                                      | 징역8 집행유예2년 자격정지1년 |                                | 2009년 2월부터 1년간 북한과 관련된 인터넷 게시물을 보고 자신의 블로그에 주체사상강좌 18건, 북한을 찬양, 옹호하는 글을 38건 등 79건 올린 전 기간제 교사 이모씨(49) 같은 내용의 글을 메신저 프로그램을 통해 동료교사 55명에게 발송했으며 다른 사람으로부터 받은 북한 관련 동영상을 이메일에 보관 |
| 2013년 6월 18일  | 전주지법                      | 찬양,고무 등                                                                                      | 징역8 집행유예2년 자격정지1년 | 박원규                         | 2009년 2월부터 1년간 북한과 관련된 인터넷 게시물을 보고 자신의 블로그에 주체사상강좌 18건, 북한을 찬양, 옹호하는 글을 38건 등 79건 올린 전 기간제 교사 이모씨(49) 같은 내용의 글을 메신저 프로그램을 통해 동료교사 55명에게 발송했으며 다른 사람으로부터 받은 북한 관련 동영상을 이메일에 보관 |
| 2013년 6월 21일  | 청주지법2012고단2591          | 찬양,고무 등                                                                                      | 징역1년6월 자격정지1년6월 | 김재형                         | 강영준 |
| 2013년 10월 16일 | 청주지법2013노520             | 찬양,고무 등                                                                                      | 징역1년6월 자격정지1년6월 | 김도형,이화송,정혜원           | 강영준 |
| 2013년 7월 11일  | 서울중앙지법2013고단341       | 잠입,탈출 찬양,고무 등                                                                            | 징역2년 집행유예3년 자격정지2년 | 류종명                         | 독일 망명자 조영삼 무단방북 |
| 2013년 9월 25일  | 서울중앙지법2013노2393        | 잠입,탈출 찬양,고무 등                                                                            | 징역1년6월 집행유예3년 자격정지2년 | 박관근                         | 찬양고무 무죄 |
| 2014년 1월 29일  | 대법원2013도12276             | 잠입,탈출 찬양,고무 등                                                                            | 파기환송 | 고영한,양창수,박병대,김창석    | |
| 2014년 4월 29일  | 서울중앙지법2014노470         | 잠입,탈출 찬양,고무 등                                                                            | 징역1년 자격정지1년 | 임동규                         | 법정구속 |
| 2013년 7월 23일  |                               | 찬양,고무 등                                                                                      | 상임대표 조모(41) 징역3년 집행유예4년 자격정지3년 집행위원장 배모(41) 징역2년 집행유예3년 자격정지2년 집행위원 이모(41) 징역1년6월 집행유예3년 학생위원장 유모(29) 징역1년6월 집행유예3년 | 유상재                         | 청학연대에 가입해 2006년부터 선군정치 토론회, 통일학술제전 등을 개최하며 북한 체제를 찬양, 인터넷 카페, 홈페이지, 청년세대 블로그 등을 운영하며 북한을 옹호·찬양하는 등의 글과 자료를 게시 |
| 2016년 1월 22일  | 서울고법                      | 찬양,고무 등                                                                                      | 상임대표 조모(41) 징역3년 집행유예4년 자격정지3년 집행위원장 배모(41) 징역2년 집행유예3년 자격정지2년 집행위원 이모(41) 징역1년6월 집행유예3년 학생위원장 유모(29) 징역1년6월 집행유예3년 | 김상환                         | 청학연대에 가입해 2006년부터 선군정치 토론회, 통일학술제전 등을 개최하며 북한 체제를 찬양, 인터넷 카페, 홈페이지, 청년세대 블로그 등을 운영하며 북한을 옹호·찬양하는 등의 글과 자료를 게시 |
| 2016년           | 대법원                        | 찬양,고무 등                                                                                      | 상임대표 조모(41) 징역3년 집행유예4년 자격정지3년 집행위원장 배모(41) 징역2년 집행유예3년 자격정지2년 집행위원 이모(41) 징역1년6월 집행유예3년 학생위원장 유모(29) 징역1년6월 집행유예3년 |                                | 청학연대에 가입해 2006년부터 선군정치 토론회, 통일학술제전 등을 개최하며 북한 체제를 찬양, 인터넷 카페, 홈페이지, 청년세대 블로그 등을 운영하며 북한을 옹호·찬양하는 등의 글과 자료를 게시 |
| 2013년 8월 22일  | 서울중앙지법2013고합186       | 간첩 특수잠입,탈출 회합,통신 편의제공 등                                                          | 무죄 | 이범균                         | 서울시 공무원 간첩 혐의 사건 |
| 2014년 4월 25일  | 서울고법2013노2728            | 간첩 특수잠입,탈출 회합,통신 편의제공 등                                                          | 무죄 | 김흥준                         | 서울시 공무원 간첩 혐의 사건 |
| 2015년 10월 29일 | 대법원2014도5939              | 간첩 특수잠입,탈출 회합,통신 편의제공 등                                                          | 무죄 | 이인복,고영한,김소영,이기택    | 서울시 공무원 간첩 혐의 사건 |
| 2013년 8월 23일  | 의정부지법2013고합275         | 목적수행 특수잠입·탈출 회합·통신 등                                                               | 징역7년 자격정지7년 | 이재석,김병만,류지미           | 탈북자 등5명 약취유인하여 북송 |
| 2013년 12월 22일 | 서울고법                      | 목적수행 특수잠입·탈출 회합·통신 등                                                               | 징역7년 자격정지7년 | 황병하                         | 탈북자 등5명 약취유인하여 북송 |
| 2013년 9월 12일  | 서울중앙지법                  | 이적단체 구성 등                                                                                  | 무죄 | 김종호                         | 활동이 의회제도를 부정하고 폭력혁명을 주장하고 있다며 국가변란선전선동 혐의 노동해방실천연대 최재풍 대표, 성두현 등 4명 |
| 2015년 1월 28일  | 서울고법                      | 이적단체 구성 등                                                                                  | 무죄 | 김용빈                         | 활동이 의회제도를 부정하고 폭력혁명을 주장하고 있다며 국가변란선전선동 혐의 노동해방실천연대 최재풍 대표, 성두현 등 4명 |
| 2013년 9월 26일  | 춘천지법 원주지원2013고단114  | 편의제공                                                                                          | 징역 10월 집행유예 2년 |                                | 허영수 |
| 2014년 10월 1일  | 춘천지법2013노786             | 편의제공                                                                                          | 무죄 | 최성길                         | 허영수 |
| 2015년 6월 24일  | 대법원2014도13672             | 편의제공                                                                                          | 무죄 | 조희대,이상훈,김창석,박상옥    | 허영수 |
| 2013년 11월 5일  | 서울중앙지법2013고단2560      | 찬양,고무 등                                                                                      | 징역1년 집행유예2년, 몰수 | 강현구                         | 이윤섭 |
| 2014년 1월 24일  | 서울중앙지법2013노3962        | 찬양,고무 등                                                                                      | 징역1년 집행유예2년, 몰수 | 이민영                         | 이윤섭 |
| 2014년 8월 20일  | 대법원2014도2077              | 찬양,고무 등                                                                                      | 징역1년 집행유예2년, 몰수 | 김용덕                         | 이윤섭 |
| 2013년 12월 6일  | 울산지법2013고단2028          | 찬양,고무 등                                                                                      | 징역 6월 집행유예 2년 | 이승엽                         | 박광혁 목사 |
| 2014년 6월 27일  | 울산지법2013노1098            | 찬양,고무 등                                                                                      | 징역 6월 집행유예 2년 | 정계선,장원석,이수주           | 박광혁 목사 |
| 2016년 4월 15일  | 대법원2014도9196              | 찬양,고무 등                                                                                      | 징역 6월 집행유예 2년 | 이인복                         | 박광혁 목사 |
| 2013년           | 서울동부지법2013고단241       | 찬양,고무 등                                                                                      | 무죄 |                                | |
| 2013년 12월 27일 | 대전지법 논산지원2013고단24   | 찬양,고무 등                                                                                      | 무죄 | 이지웅                         | 블로그 펌글 |
| 2014년 7월 24일  | 대전고법2014노190             | 찬양,고무 등                                                                                      | 무죄 | 권희,박우근,김선화             | 블로그 펌글 |
| 2014년           | 대법원                        | 찬양,고무 등                                                                                      | 무죄 |                                | 블로그 펌글 |
| 2014년 1월 7일   | 광주지법 순천지원             | 찬양,고무 등 회합,통신 이적표현물 반포 등                                                         | 징역1년6월 집행유예3년 | 조현호                         | 광양시청 전직 공무원 이모(67)씨 '우리민족끼리' 운영자와 연락을 주고받으며 3부자 '충성맹세문'을 작성 |
| 2014년 1월 17일  | 제주지법 항소부               | 찬양,고무죄                                                                                       | 징역1년 집행유예3년 |                                | |
| 2014년 1월 23일  | 춘천지법                      | 찬양,고무죄                                                                                       | 징역1년 집행유예2년 |                                | 항소기각 |
| 2014년 1월 28일  | 서울서부지법                  | 찬양,고무죄                                                                                       | 징역10월 집행유예2년 |                                | |
| 2014년 1월 28일  | 서울서부지법                  | 찬양,고무 등                                                                                      | 징역10월 집행유예2년 | 김하늘                         | 사이버민족방위사령부 회원으로 2009∼2012년 카페와 블로그 등에 북한의 군사력을 찬양하는 글을 게시하고 다른 사람에게 이메일로 이적표현물을 발송 최모(48)씨 국민참여재판(1호) |
| 2014년 2월 11일  | 서울중앙지법                  | 회합,통신 등                                                                                      | 징역2년2월 자격정지2년2월 집행유예4년 보호관찰4년 | 강현구                         | 범민련 김세창 조직위원 |
| 2014년 2월 17일  | 수원지법2013고합620           | 내란음모 내란선동 찬양,고무 등                                                                    | 징역12년 자격정지10년 | 김정운                         | 이석기 내란선동 사건 |
| 2014년 8월 11일  | 서울고법2014노762             | 내란음모 내란선동 찬양,고무 등                                                                    | 징역9년 자격정지7년 | 이민걸                         | 이석기 내란선동 사건 |
| 2015년 1월 22일  | 대법원2014도10978             | 내란음모 내란선동 찬양,고무 등                                                                    | 징역9년 자격정지7년 | 전원합의체                     | 이석기 내란선동 사건 |
| 2014년 2월 19일  | 의정부지법2013고합160         | 찬양,고무 등                                                                                      | 징역10월 집행유예 2년 | 한정훈                         | 영화감독 심승보 |
| 2014년 5월 30일  | 서울고법2014노847             | 찬양,고무 등                                                                                      | 징역10월 집행유예 2년 | 김종근                         | 영화감독 심승보 |
| 2014년 2월 20일  | 울산지법2012고단2048          | 찬양,고무 등                                                                                      | 이노형 징역1년 집행유예2년 자격정지1년 서현필 징역4월 집행유예2년 자격정지4월 | 함윤식                         | 울산대 교수, 소설가 김일성 회고록 감상문 |
| 2015년 10월 16일 | 2014노245                     | 찬양,고무 등                                                                                      | 이노형 징역6월 집행유예1년 자격정지6월 서현필 징역4월 집행유예1년 자격정지4월 | 김연화                         | 울산대 교수, 소설가 김일성 회고록 감상문 |
| 2016년 1월 28일  | 대법원2015도17223             | 찬양,고무 등                                                                                      | 이노형 징역6월 집행유예1년 자격정지6월 서현필 징역4월 집행유예1년 자격정지4월 | 김창석                         | 울산대 교수, 소설가 김일성 회고록 감상문 |
| 2014년 2월 21일  | 서울중앙지법                  | 찬양,고무죄                                                                                       | 징역1년 자격정지1년 집행유예2년 |                                | 615청학연대 활동가 유모씨 |
| 2014년 2월 21일  | 서울중앙지법                  | 이적단체 구성 찬양,고무죄 이적표현물 소지 일반교통방해                                            | 징역1년6개월 집행유예2년 자격정지1년 벌금100만원 | 조용현                         | 15기 한총련 의장, 청학연대 대표 유선민 찬양고무와 이적표현물 무죄 |
| 2014년 3월 17일  | 수원지법2012고단6419          | 찬양,고무 등 이적표현물 반포 등                                                                   | 징역1년 자격정지1년 집행유예2년, 보호관찰 | 지귀연                         | '자주독립통일민중연대'라는 인터넷카페 만들어 김정일 추모 분향소 등 윤영일(48) |
| 2014년 10월 23일 | 수원지법2014노1707            | 찬양,고무 등 이적표현물 반포 등                                                                   | 징역1년 자격정지1년 집행유예2년, 보호관찰, 사회봉사160시간 | 송인권,심병직,신민석           | 검사의 양형부당 인정 |
| 2015년 4월 17일  | 대법원2014도14970             | 찬양,고무 등 이적표현물 반포 등                                                                   | 징역1년 자격정지1년 집행유예2년, 보호관찰, 사회봉사160시간 |                                | |
| 2014년 3월 21일  | 대구지법 서부지원2013고단800  | 찬양,고무 등                                                                                      | 징역1년 집행유예2년 | 정윤섭                         | 범민련남측본부 대구경북 의장 한기명 |
| 2014년 11월 14일 | 대구지법2014노1053            | 찬양,고무 등                                                                                      | 징역1년 집행유예2년 | 서경희,김일수,남민영           | 범민련남측본부 대구경북 의장 한기명 |
| 2014년 5월 2일   | 인천지법 부천지원2013고단2370 | 찬양,고무 등                                                                                      | |                                | 조종원 |
| 2015년 2월 6일   | 인천지법2014노1422            | 찬양,고무 등                                                                                      | | 정은영                         | |
| 심리중           | 대법원2015도3393              | 찬양,고무 등                                                                                      | |                                | |
| 2014년 7월 8일   | 서울중앙지법                  | 간첩 특수잠입탈출 편의제공 회합,통신 찬양,고무등 이적표현물 소지 등                               | 징역4년 자격정지4년 | 김종호                         | 진보당 정세상황보고 민족춤패 '출' 전식렬 |
| 2015년 1월 7일   | 서울중앙지법                  | 간첩 특수잠입탈출 편의제공 회합,통신 찬양,고무등 이적표현물 소지 등                               | 징역5년 자격정지5년 | 황병하                         | 2013년 2월 일본에 건너가 반국가단체 구성원 박모씨를 만나 회합한 것에 대해 주변에 박씨의 신분을 숨기려는 논의를 한 점과 신원이 발각되지 않는 휴대전화 애플리케이션을 통해 연락을 시도한 점 등을 고려하면 무죄를 선고한 1심은 법리를 오해해 위법하다 |
| 2015년 5월 6일   | 대법원                        | 간첩 특수잠입탈출 편의제공 회합,통신 찬양,고무등 이적표현물 소지 등                               | 징역5년 자격정지5년 | 김창석                         | |
| 2014년 7월 17일  | 인천지법 부천지원2013고단2507 | 찬양,고무 등 이적표현물 반포                                                                      | 무죄 |                                | 자신의 블로그에 '미국의 전략적 인내, 북측의 마지막 비책' 등의 제목으로 "김정일 위원장의 결심에 따라 핵확산이 실현되고 미국이 군사적 지배력을 잃게 된다"는 내용을 게재하고 '김일성 선집', '주체의 학습론' 등 20권 보관 홀리데이 시나리오 작가 윤재섭 |
| 2015년 2월 12일  | 인천지법2014노2659            | 찬양,고무 등 이적표현물 반포                                                                      | 무죄 | 김수천                         | 자신의 블로그에 '미국의 전략적 인내, 북측의 마지막 비책' 등의 제목으로 "김정일 위원장의 결심에 따라 핵확산이 실현되고 미국이 군사적 지배력을 잃게 된다"는 내용을 게재하고 '김일성 선집', '주체의 학습론' 등 20권 보관 홀리데이 시나리오 작가 윤재섭 |
| 2015년 10월 29일 | 대법원2015도3858              | 찬양,고무 등 이적표현물 반포                                                                      | 무죄 | 고영한                         | 자신의 블로그에 '미국의 전략적 인내, 북측의 마지막 비책' 등의 제목으로 "김정일 위원장의 결심에 따라 핵확산이 실현되고 미국이 군사적 지배력을 잃게 된다"는 내용을 게재하고 '김일성 선집', '주체의 학습론' 등 20권 보관 홀리데이 시나리오 작가 윤재섭 |
| 2014년 7월 24일  | 서울중앙지법                  | 간첩 편의제공 회합,통신 찬양,고무등                                                               | 징역4년 자격정지4년 | 위현석                         | 강모(56)씨 조전 발송, 인사말 작성 등의 찬양,고무 무죄, 경기도 평택에 거주하는 남북이산가족 390여명의 신원 및 가족명단을 비롯해 해군 무선 영상송수신장비인 '카이샷' 관련 자료 등 |
| 2014년 12월 30일 | 서울고법2014노2206            | 간첩 편의제공 회합,통신 찬양,고무등                                                               | 징역3년6월 자격정지3년6월 | 김용빈                         | 대남 공작원에게 넘긴 북한 고속도로 건설 관련 자료, DMZ 평화공원 개발 관련 자료, 2013년 대한민국 정부승인 분양계획 및 표준건축비 자료가 개략적인 정보만 담고 있고 누구나 얻을 수 있는 정보인 점 일부 회합통신, 편의제공 무죄 |
| 2015년 4월 9일   | 대법원2015도1003              | 간첩 편의제공 회합,통신 찬양,고무등                                                               | 징역3년6월 자격정지3년6월 | 조희대,이상훈,김창석           | |
| 2014년 7월 31일  | 서울중앙지법2012고합1828      | 이적단체 구성 등 간첩 기밀누설 찬양,고무 등 이적표현물 소지,반포 자진지원 금품수수                | 징역3년 자격정지3년 집행유예4년 | 조용현                         | 국내 진보단체 동향을 대북보고문 형태로 정리하고 이적표현물 소지하고 '통일대중당' 결성 시도 안재구, 압수목록 교부하지 않고 압수한 이메일 증거능력 부인 간첩 증거불충분, 찬양,고무 무죄 |
| 2015년 6월 25일  | 서울고법2014노2389            | 이적단체 구성 등 간첩 기밀누설 찬양,고무 등 이적표현물 소지,반포 자진지원 금품수수                | 징역3년 자격정지3년 집행유예4년 | 강영수                         | 국내 진보단체 동향을 대북보고문 형태로 정리하고 이적표현물 소지하고 '통일대중당' 결성 시도 안재구, 압수목록 교부하지 않고 압수한 이메일 증거능력 부인 간첩 증거불충분, 찬양,고무 무죄 |
| 2017년 9월 7일   | 대법원2015도10648             | 이적단체 구성 등 간첩 기밀누설 찬양,고무 등 이적표현물 소지,반포 자진지원 금품수수                | 징역3년 자격정지3년 집행유예4년 | 권순일                         | 국내 진보단체 동향을 대북보고문 형태로 정리하고 이적표현물 소지하고 '통일대중당' 결성 시도 안재구, 압수목록 교부하지 않고 압수한 이메일 증거능력 부인 간첩 증거불충분, 찬양,고무 무죄 |
| 2014년 9월 1일   | 대법원2부                     | 찬양,고무죄                                                                                       | 징역10월 |                                | 국가보안법피해자모임 상임대표 이모씨 |
| 2014년 9월 4일   | 서울중앙지법                  | 특수잠입 등 목적수행 간첩 미수                                                                    | 무죄 | 김우수                         | 2012년 5월 북한 보위사령부 공작원으로 뽑혀, 2013년6월부터 북중 접경지대에서 탈북 브로커를 납치하려다 미수에 그친 보위사령부 직파간첩 홍강철 중앙합동신문센터에서 작성한 자필 진술서와 검찰이 작성한 신문조서 등 진술거부권 등 미고지 증거능력을 부인 |
| 2016년 2월 19일  | 서울고법                      | 특수잠입 등 목적수행 간첩 미수                                                                    | 무죄 | 최재형                         | 2012년 5월 북한 보위사령부 공작원으로 뽑혀, 2013년6월부터 북중 접경지대에서 탈북 브로커를 납치하려다 미수에 그친 보위사령부 직파간첩 홍강철 중앙합동신문센터에서 작성한 자필 진술서와 검찰이 작성한 신문조서 등 진술거부권 등 미고지 증거능력을 부인 |
| 2014년 9월 11일  | 춘천지법2013고단910           | 찬양,고무 등 이적표현물 반포 등                                                                   | 징역1년 자격정지1년 | 유기웅                         | 정설교, 이적표현물 취득,소지,반포 등 일부 무죄 /2013고단1069병합 |
| 2015년 3월 11일  | 춘천지법2014노727             | 찬양,고무 등 이적표현물 반포 등                                                                   | 징역6월, 징역6월 자격정지1년, 일부 이적표현물 취득,소지.반포 무죄 | 최성길,이민영,윤아영           | |
| 2015년 9월 24일  | 대법원2015도4322              | 찬양,고무 등 이적표현물 반포 등                                                                   | 징역6월, 징역6월 자격정지1년, 일부 이적표현물 취득,소지.반포 무죄 | 조희대, 이상훈, 김창석, 박상옥 | |
| 2014년 9월 27일  | 서울중앙지법                  | 이적단체 구성 등                                                                                  | 징역1년6월 자격정지1년6월 집행유예3년 | 성수제                         | 반미시위를 주도한 범민련 간부 김모씨 |
| 2014년 10월 2일  | 서울중앙지법2014노919         | 회합,통신등 찬양,고무등 공무집행방해                                                              | |                                | |
| 2016년 1월 14일  | 대법원2014도13643             | 회합,통신등 찬양,고무등 공무집행방해                                                              | | 김신,김용덕,박보영,권순일      | |
| 2014년 10월 10일 | 광주지법                      | 이적단체 구성 등 찬양,고무 등 이적표현물 소지,배포 등                                             | 징역6월 집행유예1년 | 마옥현                         | 청학연대 전남대 경영학부 학생회 간부 조모씨 |
| 2014년 10월 29일 | 청주지법                      | 찬양,고무죄                                                                                       | 징역6월 |                                | 인터넷 논객 |
| 2015년 1월 9일   | 부산지법2013고합898           | 이적단체의 구성 등 찬양,고무 등 집시법                                                            | 징역1년6월 자격정지1년6월 집행유예2년 사회봉사240시간 | 노갑식,김정웅,강윤혜           | 통일시대 젊은벗 대표 진희권 |
| 2015년 7월 9일   | 부산고법2015노69              | 이적단체의 구성 등 찬양,고무 등 집시법                                                            | 징역1년6월 자격정지1년6월 집행유예2년 사회봉사240시간 | 황인성                         | 통일시대 젊은벗 대표 진희권 |
| 심리중           | 대법원2015도11567             |                                                                                                   | |                                | 통일시대 젊은벗 대표 진희권 |
| 2015년 1월 23일  | 서울중앙지법2013고합456       | 이적단체 구성 등 찬양,고무 등                                                                     | 전 대표 이준일(44) 징역2년 집행유예3년 자격정지2년 전 대표 김모(39) 등 8명 징역6월~2년 집행유예1~3년 자격정지1~2년                                                                        | 김용관                         | 소풍 구성원 이준일 등 9명 이적단체 구성 공소시효 만료 |
| 2015년 9월 3일   | 서울고법2015노531             | 이적단체 구성 등 찬양,고무 등                                                                     | 전 대표 이준일(44) 징역2년 집행유예3년 자격정지2년 전 대표 김모(39) 등 8명 징역6월~2년 집행유예1~3년 자격정지1~2년                                                                        | 김용빈                         | 소풍 구성원 이준일 등 9명 이적단체 구성 공소시효 만료 |
| 2017년 7월 2일   | 대법원2015도14234             | 이적단체 구성 등 찬양,고무 등                                                                     | 전 대표 이준일(44) 징역2년 집행유예3년 자격정지2년 전 대표 김모(39) 등 8명 징역6월~2년 집행유예1~3년 자격정지1~2년                                                                        | 김용덕                         | 소풍 구성원 이준일 등 9명 이적단체 구성 공소시효 만료 |
| 2015년 1월 23일  | 서울중앙지법                  | 이적단체 구성 등 찬양,고무 등                                                                     | 이적단체 무죄 이적표현물 소지 유죄 징역1년6개월 집행유예2년 자격정지1년6월 | 조용현                         | 전교조 내부조직 ‘새시대교육운동’박미자(54) 전 수석부위원장 등 전교조 교사 4명 '조선의 력사' 등 북한 원전을 소지하고 김일성 회고록 '세기와 더불어' 발췌본 등을 작성해 내부 학습자료로 배포, 검찰이 증거로 제출한 2500여 건의 이메일에 대해 "기억나지 않는다"고 주장해 이적단체 구성 혐의 무죄 |
| 2016년 1월 19일  | 서울고법                      | 이적단체 구성 등 찬양,고무 등                                                                     | 이적단체 무죄 이적표현물 소지 유죄 징역1년 집행유예2년 | 이원형                         | 1심에서 유죄로 본 박세길의 '다시 쓰는 한국 현대사'를 일부 발췌·요약한 자료와 문서 무죄 |
| 2015년 4월 3일   | 울산지법2014고단3667          | 찬양,고무 등                                                                                      | 징역8월 자격정지8월 집행유예2년 | 정성호                         | |
| 2014년 6월 13일  | 부산지법2013고합959           | 회합,통신 등 찬양,고무 등                                                                         | 징역2년6월 자격정지2년6월 집행유예4년, 보호관찰 | 신종열,이환기,류일건           | 범민련 남측본부 부의장 하성원 |
| 2014년 12월 10일 | 부산고법2014노439             | 회합,통신 등 찬양,고무 등                                                                         | 징역2년6월 자격정지2년6월 집행유예4년, 보호관찰 | 이승련                         | 범민련 남측본부 부의장 하성원 |
| 2015년 5월 28일  | 대법원2014도17781             | 회합,통신 등 찬양,고무 등                                                                         | 징역2년6월 자격정지2년6월 집행유예4년, 보호관찰 | 김소영                         | 범민련 남측본부 부의장 하성원 |
| 2015년 4월 30일  | 인천지법2013고단7862          | 찬양,고무 등                                                                                      | 징역1년 자격정지1년 집행유예2년 | 윤희찬                         | 박미라 |
| 2015년 9월 18일  | 인천지법2015노1648            | 찬양,고무 등                                                                                      | 징역1년 자격정지1년 집행유예2년 | 조미옥,김민철,김은솔           | 박미라 |
| 2016년 1월 28일  | 2015도15864                   | 찬양,고무 등                                                                                      | 징역1년 자격정지1년 집행유예2년 | 김소영, 이인복, 고영한, 이기택 | 박미라 |
| 2015년 1월 16일  | 춘천지법 영월지원2013고단551  | 찬양,고무 등                                                                                      | 징역1년 자격정지1년 집행유예2년 | 박성구                         | 이경선 |
| 2017년 1월 26일  | 춘천지법2015노75              | 찬양,고무 등                                                                                      | 징역6월 자격정지6월 집행유예1년 | 마성영,류영재,유재영           | 찬양,고무 일부 무죄 |
| 2017년 5월 11일  | 대법원2017도2635              | 찬양,고무 등                                                                                      | 징역6월 자격정지6월 집행유예1년 |                                | |
| 2015년 2월 12일  | 인천지법2014노2659            | 찬양,고무 등                                                                                      | |                                | |
| 2015년 10월 29일 | 대법원2015도3858              | 찬양,고무 등                                                                                      | | 이기택,이인복,고영한,김소영    | |
| 2015년 4월 3일   | 울산지법2014고단3667          | 이적표현물 반포 등                                                                                | 징역8월 집행유예2년 자격정지8월 | 정성호                         | 도서2권 몰수 |
| 2015년 6월 15일  | 서울중앙지법2012고단7268      | 회합,통신 찬양,고무 등                                                                            | 징역1년6월 집행유예3년 자격정지1년6월 | 김강산                         | 북한인권문제 제기한 탈북인사들 뒷조사 취재계획서 전달 '민족21' 편집주간 안영민,'행복한 통일이야기' 출판물과 강연 무죄 |
| 2016년 7월 14일  | 서울중앙지법2015노2544        | 회합,통신 찬양,고무 등                                                                            | 징역1년6월 집행유예3년 자격정지1년6월 |                                | 북한인권문제 제기한 탈북인사들 뒷조사 취재계획서 전달 '민족21' 편집주간 안영민,'행복한 통일이야기' 출판물과 강연 무죄 |
| 2018년 7월 11일  | 대법원2016도11597             | 회합,통신 찬양,고무 등                                                                            | 징역1년6월 집행유예3년 자격정지1년6월 | 박상옥                         | 북한인권문제 제기한 탈북인사들 뒷조사 취재계획서 전달 '민족21' 편집주간 안영민,'행복한 통일이야기' 출판물과 강연 무죄 |
| 2015년 7월 20일  | 창원지법2015고단1244          | 찬양,고무 등                                                                                      | 징역1년6월 집행유예3년 | 황중연                         | |
| 2015년 7월 28일  | 서울남부지법2014고합91        | 찬양,고무 등 이적표현물 반포 등                                                                   | 징역1년 집행유예2년 자격정지1년 | 위현석,김동원,이정훈           | 백운성 |
| 2016년 5월 12일  | 서울고법2015노2306            | 찬양,고무 등 이적표현물 반포 등                                                                   | 징역1년 집행유예2년 자격정지1년 | 황한식,신숙희,김종기           | 백운성 |
| 2016년 10월 13일 | 대법원2016도7881              | 찬양,고무 등 이적표현물 반포 등                                                                   | 징역1년 집행유예2년 자격정지1년 | 김창석, 이상훈, 조희대         | 백운성 |
| 2015년 9월 8일   | 대전지법                      | 이적단체 구성 등 찬양,고무 등 군용물품 절도                                                       | 찬양,고무 무죄 징역6월 집행유예2년 | 송경호                         | 2011년 6·15 공동선언실천 청년학생연대에 가입해 통일캠프에 참가하고 이적 표현물을 취득·소지 페이스북에 김정일을 찬양하는 동영상(3분 18초 분량)을 링크하는 등 2012년 5월부터 수차례 북한의 주의·주장에 동조하는 글과 사회주의를 찬양하는 등 투쟁 의지를 표명하는 글을 게재하고 탄창 2개, 훈련용수류탄뇌관 1개, M16소총 덮개 2개, 권총탄입대 3개, 5.56㎜탄포 11개 등을 주워 자신의 관물대 등에 보관했다가 외박이나 특별휴가 때 집으로 반출 박모(24)씨                                                                              |
| 2016년 4월 1일   | 대전고법                      | 이적단체 구성 등 찬양,고무 등 군용물품 절도                                                       | 찬양,고무 무죄 징역6월 집행유예2년 | 윤승은                         | 2011년 6·15 공동선언실천 청년학생연대에 가입해 통일캠프에 참가하고 이적 표현물을 취득·소지 페이스북에 김정일을 찬양하는 동영상(3분 18초 분량)을 링크하는 등 2012년 5월부터 수차례 북한의 주의·주장에 동조하는 글과 사회주의를 찬양하는 등 투쟁 의지를 표명하는 글을 게재하고 탄창 2개, 훈련용수류탄뇌관 1개, M16소총 덮개 2개, 권총탄입대 3개, 5.56㎜탄포 11개 등을 주워 자신의 관물대 등에 보관했다가 외박이나 특별휴가 때 집으로 반출 박모(24)씨                                                                              |
| 2015년 9월 11일  | 서울중앙지법2015고합253       | 살인미수 찬양,고무 등 외국사절 폭행 업무방해                                                      | 징역12년 | 김동아,강성훈,강성영           | 김기종 |
| 2016년 6월 16일  | 서울고법2015노2662            | 살인미수 찬양,고무 등 외국사절 폭행 업무방해                                                      | 찬양,고무 등 무죄 징역12년 | 윤준,이현석,이규영             | 김기종 |
| 2016년 9월 28일  | 대법원2016도10089             | 살인미수 찬양,고무 등 외국사절 폭행 업무방해                                                      | 찬양,고무 등 무죄 징역12년 | 김신, 김용덕, 김소영, 이기택   | 김기종 |
| 2015년 9월 25일  | 서울중앙지법                  | 회합,통신 등                                                                                      | 택배기사 김모씨(62) 징역9년 방모씨(68) 징역7년 황모씨(56) 징역6년 피고인3명 41억7500만원을 추징                                                                                           | 김동아                         | 북한에서 메스암페타민(필로폰) 70㎏ 상당을 제조하고 황장엽 등 반북인사들의 암살을 시도한 김모씨(62) |
| 2016년 2월 3일   | 서울고법                      | 회합,통신 등                                                                                      | 택배기사 김모씨(62) 징역9년 방모씨(68) 징역7년 황모씨(56) 징역6년 피고인3명 41억7500만원을 추징                                                                                           | 김상환                         | 북한에서 메스암페타민(필로폰) 70㎏ 상당을 제조하고 황장엽 등 반북인사들의 암살을 시도한 김모씨(62) |
| 2016년 5월 25일  | 대법원                        | 회합,통신 등                                                                                      | 택배기사 김모씨(62) 징역9년 방모씨(68) 징역7년 황모씨(56) 징역6년 피고인3명 41억7500만원을 추징                                                                                           | 박보영                         | 북한에서 메스암페타민(필로폰) 70㎏ 상당을 제조하고 황장엽 등 반북인사들의 암살을 시도한 김모씨(62) |
| 2015년 11월 5일  | 서울중앙지법                  | 목적 수행                                                                                         | 징역3년 | 최창영                         | 황장엽 강철환을 암살하려는 북한 대남 공작조직에 가담한 자동차서비스센터 직원 박모(55)씨 |
| 2016년 5월 17일  | 서울중앙지법                  | 목적 수행                                                                                         | 징역3년 | 이재영                         | 황장엽 강철환을 암살하려는 북한 대남 공작조직에 가담한 자동차서비스센터 직원 박모(55)씨 |
| 2016년 1월 11일  | 전주지법 군산지원             | 찬양,고무 등 이적표현물 반포 등                                                                   | 무죄 | 이근영                         | 2008년 2월부터 2010년 11월까지 각종 집회와 언론 기고를 통해 키리졸브, 을지프리덤가디언 한미 군사연습 반대, 미국의 대북정책 폐기, 미군 철수, 제주해군기지 건설 반대, 천안함 진실 은폐 등을 주장하고 카페 자료실에 ‘북한 신년공동사설’을 게재하고 통일교실, 인간 김정일ㆍ수령 김정일 등 북한 관련 문서나 책자를 보관 군산평화와통일을여는사람 김판태 사무국장 |
| 2017년 11월 6일  | 전주지법                      | 찬양,고무 등 이적표현물 반포 등                                                                   | 무죄 | 강두례                         | 2008년 2월부터 2010년 11월까지 각종 집회와 언론 기고를 통해 키리졸브, 을지프리덤가디언 한미 군사연습 반대, 미국의 대북정책 폐기, 미군 철수, 제주해군기지 건설 반대, 천안함 진실 은폐 등을 주장하고 카페 자료실에 ‘북한 신년공동사설’을 게재하고 통일교실, 인간 김정일ㆍ수령 김정일 등 북한 관련 문서나 책자를 보관 군산평화와통일을여는사람 김판태 사무국장 |
| 2016년 2월 12일  | 서울동부지법2013고단241       | 찬양,고무 등                                                                                      | 무죄 | 김우현                         | 2011년 3월 입대해 박격포 탄약병, PX 관리병 박0진 |
| 2016년 7월 22일  | 서울동부지법2016노305         | 찬양,고무 등                                                                                      | 무죄 |                                | 2011년 3월 입대해 박격포 탄약병, PX 관리병 박0진 |
| 2016년 1월 29일  | 서울중앙지법2015고합736       | 이적단체의 구성 등 찬양,고무 등 잠입, 탈출                                                        | 징역2년 자격정지 3년 | 이동근                         | 코리아연대 공동대표 이상훈(44) 재정담당 김혜영(42·여), 대외협력국장 이미숙(43·여) 카카오톡 서버에 저장된 대화 내용을 감청 방식으로 확보한 것은 위법한 증거 수집 |
| 2016년 5월 26일  | 서울고법2016노425             | 이적단체의 구성 등 찬양,고무 등 잠입, 탈출                                                        | 징역2년 자격정지 3년 | 이상주,강민성,최두호           | 코리아연대 공동대표 이상훈(44) 재정담당 김혜영(42·여), 대외협력국장 이미숙(43·여) 카카오톡 서버에 저장된 대화 내용을 감청 방식으로 확보한 것은 위법한 증거 수집 |
| 2016년 10월 13일 | 대법원2016도8137              | 이적단체의 구성 등 찬양,고무 등 잠입, 탈출                                                        | 징역2년 자격정지 3년 | 전원합의체                     | 코리아연대 공동대표 이상훈(44) 재정담당 김혜영(42·여), 대외협력국장 이미숙(43·여) 카카오톡 서버에 저장된 대화 내용을 감청 방식으로 확보한 것은 위법한 증거 수집 |
| 2016년 2월 15일  | 서울중앙지법                  | 찬양,고무 등 이적단체 구성 등 이적표현물 반포 등                                                  | 이적단체구성만 유죄 징역6개월 집행유예2년 자격정지6개월 | 엄상필                         | 2010년 이적단체들이 주관한 ‘총진군대회’에 참가해 이들의 주장에 호응·가담한다는 의사를 표시 황선 |
| 2016년 3월 30일  | 인천지법                      | 찬양,고무 등                                                                                      | 징역1년 집행유예2년 | 김성수                         | 한국전쟁 직후 사형선고를 받는 등 35년간 복역한 뒤 조국통일범민족연합(범민련) 남측본부 고문으로 활동한 김규철(81) ‘세기의 령도자 김정일 장군’ 등의 이적표현물 107건을 소지 |
| 2016년 4월 28일  | 서울중앙지법2015고합1028      | 이적단체 구성 등 잠입,탈출 찬양,고무 등                                                           | 공동대표 지영철(40) 징역2년 자격정지3년 이모(40)씨 징역1년6월 자격정지2년 그외 3명 징역1년6월~징역2년 집행유예3년 자격정지2년~3년                                                         | 김도형                         | 코리아연대 지영철 등 5명, 이모씨 법정구속 |
| 2016년 10월 19일 | 서울고법2016노1323            | 이적단체 구성 등 잠입,탈출 찬양,고무 등                                                           | 공동대표 지영철(40) 징역2년 자격정지3년 이모(40)씨 징역1년6월 자격정지2년 그외 3명 징역1년6월~징역2년 집행유예3년 자격정지2년~3년                                                         | 김창보                         | 카카오톡 감청 증거인정안됨 |
| 2017년 1월 25일  | 대법원2016도18102             | 이적단체 구성 등 잠입,탈출 찬양,고무 등                                                           | 공동대표 지영철(40) 징역2년 자격정지3년 이모(40)씨 징역1년6월 자격정지2년 그외 3명 징역1년6월~징역2년 집행유예3년 자격정지2년~3년                                                         | 김소영, 김용덕, 김신, 이기택   | |
| 2016년 5월 20일  | 수원지법                      | 이적단체 구성 등 이적표현물 소지 등 집시법위반 등                                                 | 징역1년6월 자격정지3년 | 성보기                         | 코리아연대 김모씨 USB 타인의 것 대여가 거짓입증 불가 |
| 2016년 5월 24일  | 서울중앙지법                  | 잠입,탈출 등                                                                                      | 징역2년 집행유예3년 |                                | "남한 사회는 희망이 없다"며 2015년 9월 압록강을 거쳐 입북한 이모(49)씨 |
| 2016년 6월       | 대전지법                      | 찬양,고무 등 이적표현물 반포 등 일반교통방해                                                      | 징역1년6월 집행유예2년 자격정지3년 |                                | 코리아연대회원(최,한,김), 이적표현물 반포 일부와 교통방해 무죄 |
| 2017년 1월 20일  | 대전고법                      | 찬양,고무 등 이적표현물 반포 등 일반교통방해                                                      | 징역1년6월 자격정지3년 | 윤승은                         | 단체 초기부터 활동했고, 같은 기간 동안 활동하다 실형을 선고받은 다른 사람들과의 형평성 |
| 2016년           | 청주지법                      | 이적표현물 소지 등 정치자금법위반                                                                 | 징역10월 집행유예2년 자격정지10월 벌금50만원 | 신혁재                         | 충북 괴산군 전국공무원노조 지부장을 역임하며 2010년 12월경 블로그에 이적 표현물을 게재, 북한의 서적이나 이적표현물로 의심되는 자료 26건 소지 2009년 이적단체로 규정된‘청주통일청년회’와 과거 민주노동당에 매월 후원금 납부한 김진홍 |
| 2016년 5월 29일  | 대전고법 청주                 | 이적표현물 소지 등 정치자금법위반                                                                 | 국가보안법위반 무죄 벌금30만원 | 이승한                         | |
| 2016년 6월 22일  | 수원지법2012고단5997          | 찬양,고무 등                                                                                      | | 최우진                         | 김회정 |
| 2016년 10월 28일 | 수원지법2016노4366            | 찬양,고무 등                                                                                      | 이종우 |                                | 김회정 |
| 2016년 6월 28일  | 광주지법                      | 찬양,고무 등                                                                                      | 징역10월 집행유예2년 | 염호준                         | 전남대학교에 김일성 주체사상탑 모형물을 세워 1주일간 전시 14기 한총련 대의원 A(32) |
| 2016년 7월 22일  | 창원지법2015고단2584          | 찬양,고무 등                                                                                      | 징역1년6월 자격정지1년 | 박정훈                         | |
| 2016년 9월 30일  | 창원지법2016노1668            | 찬양,고무 등                                                                                      | 징역1년6월 자격정지1년 | 정재수                         | |
| 2017년 2월 15일  | 대법원2016도16419             | 찬양,고무 등                                                                                      | 징역1년6월 자격정지1년 | 권순일,박병대,박보영,김재형    | |
| 2016년 7월 27일  | 수원지법                      | 잠입,탈출                                                                                         | 징역1년 집행유예2년 | 박판규                         | 고교시절 탈북해 어머니 연락받고 재입북 시도 여성 김모(24) |
| 2016년 8월 11일  | 수원지법                      | 잠입,탈출                                                                                         | 징역1년 | 최우진                         | 마약제조기술 습득위해 재입북 시도 이모(22) |
| 2016년           | 수원지법                      | 잠입,탈출 남북교류협력법위반                                                                      | 무죄 |                                | 가족을 한국에 데려오는 조건으로 돈을 받기로 하고 2011년 6월부터 10월까지 21명의 탈북을 도우면서 5차례에 걸쳐 입북 김모(45)씨 |
| 2016년 10월 4일  | 수원지법                      | 잠입,탈출 남북교류협력법위반                                                                      | 벌금300만원 | 최규일                         | 적용법조 추가 |
| 2016년 9월 1일   | 창원지법2016고단2257          | 찬양,고무 등                                                                                      | 징역1년 자격정지1년 | 서동칠                         | 자주민보 민병수 등 5명 |
| 2017년 5월 10일  | 창원지법2016노2354            | 찬양,고무 등                                                                                      | 징역1년 자격정지1년 | 금덕희                         | 자주민보 민병수 등 5명 |
| 2017년 10월 12일 | 대법원2017도7998              | 찬양,고무 등                                                                                      | 징역1년 자격정지1년 |                                | 자주민보 민병수 등 5명 |
| 2016년 10월 5일  | 서울북부지법                  | 찬양,고무 등 이적단체 구성 등 이적표현물 소지 등                                                  | 찬양,고무 무죄 그외 징역1년 집행유예2년 | 박남천                         | 2008 한국청년학생 통일학술제전 등에서 ‘북한에도 표현의 자유가 있는가’라는 제목으로 북한 문화정책 등을 긍정적으로 평가한 논문을 발표 16기 한총련 대의원 이모씨(30) |
| 2016년 10월 11일 | 서울중앙지법                  | 찬양,고무 등                                                                                      | 징역2년 자격정지1년6월 | 하태한                         | 2015년 5월부터 2016년 3월까지 자신이 개설한 인터넷 카페에 김일성 회고록인 ‘세기와 더불어’ 내용 등 이적표현물 총 1609건을 게시한 윤모(50) 씨 |
| 2016년 10월 28일 | 대구지법2013고단7059          | 찬양·고무 등 이적표현물 반포 집시법위반 일반교통방해 도로교통법위반 상해 업무방해 폭처법 공동상해 | 징역1년6월 자격정지2년 집행유예3년 벌금200만원 | 염경호                         | 대구평통사 백창욱(56.전 대구평통사 상임대표) 대구새민족교회 목사 |
| 2017년 8월 11일  | 대구지법2016노5111            | 찬양·고무 등 이적표현물 반포 집시법위반 일반교통방해 도로교통법위반 상해 업무방해 폭처법 공동상해 | 무죄 | 김경대                         | |
| 2017년 12월 5일  | 대법원2017도13879             | 찬양·고무 등 이적표현물 반포 집시법위반 일반교통방해 도로교통법위반 상해 업무방해 폭처법 공동상해 | 무죄 | 김창석                         | |
| 2016년 11월 7일  | 서울서부지법                  | 찬양,고무 등                                                                                      | 무죄 | 남현                           | 2009년 6월부터 2015년 11월까지 '이글루스'와 '다음'에 카페를 개설해 북한 관련 게시물 207건을 만들거나 복사해 배포 황모(61)씨 |
| 2016년 12월 15일 | 서울중앙지법2016고합538       | 찬양.고무 등 회합,통신 편의제공 자진지원,금품수수                                                 | 징역4년 | 나상용                         | 목자단 김성윤 목사 |
| 2017년 6월 13일  | 서울고법2017고합23            | 찬양.고무 등 회합,통신 편의제공 자진지원,금품수수                                                 | 징역3년 | 홍동기                         | 해외에 서버를 둔 피고인의 이메일 계정에 로그인 하는 방법으로 압수수색을 하는 것은 위법 일부 혐의에 대해 무죄 |
| 2017년 11월 29일 | 대법원2017도9747              | 찬양.고무 등 회합,통신 편의제공 자진지원,금품수수                                                 | 징역3년 | 박상옥 김용덕 김신 박정화      | 해외에 서버를 둔 피고인의 이메일 계정에 로그인 하는 방법으로 압수수색을 하는 것은 위법 일부 혐의에 대해 무죄 |
| 2016년 12월 23일 | 서울중앙지법                  | 찬양,고무 등 회합,통신 등 특수잠입,탈출                                                           | 김모(52)씨 징역4년 자격정지4년 이모(54)씨 징역5년 자격정지5년 | 김진동                         | 정치계 노동계 등 정세 동향 등 담은 대북보고문, 3부자 찬양하고 충성다짐하는 축하문 3회 작성 동작구 PC방에서 체포 |
| 2017년 1월 18일  | 서울중앙지법                  | 찬양,고무 등                                                                                      | 징역1년6월 집행유예3년 | 나상용                         | 전직 대학교수 김모(76)씨 “김일성 주석의 기지와 용기는 그가 평생 한 나라를 이끌어 가게 하는 기틀을 마련했다고 해도 과언이 아니다”는 내용 등이 담긴 이적표현물 30건 |
| 2017년 1월 19일  | 서울중앙지법                  | 회합,통신 등                                                                                      | 한모(60)씨 징역2년6월 자격정지2년6월 김모(48)씨 징역2년6개월 자격정지2년6개월 | 심담                           | 군용 대형타이어를 밀반출, 미군용 탱크도면 입수시도 사업가 |
| 2017년 7월 29일  | 서울고법                      | 회합,통신 등                                                                                      | 한모(60)씨 징역2년 자격정지2년 김모(48)씨 징역2년6개월 자격정지2년6개월 |                                | 군용 대형타이어를 밀반출, 미군용 탱크도면 입수시도 사업가 |
| 2017년 2월 9일   | 부산지법                      | 찬양,고무 등                                                                                      | 징역6월 집행유예1년 ~ 징역2년 집행유예3년 | 엄성환                         | 부산청년한의사회 9명, 한의대생3명 '우리식 학습교재 1~6권' '활동가를 위한 실전운동론' '활동가를 위한 통일론 초안'을 공동 제작 |
| 2017년 7월 20일  | 서울남부지법2017고합113       | 찬양,고무 등 이적표현물 반포 등                                                                   | 무죄 | 심규홍 홍지현 이진규           | '노동자의 책'서점 이진영 |
| 2018년 4월 11일  | 서울고법2017노2318            | 찬양,고무 등 이적표현물 반포 등                                                                   | 무죄 | 김대웅 이완희 위광하           | '노동자의 책'서점 이진영 |
| 2017년 3월 23일  | 서울중앙지법                  | 이적단체 구성 등                                                                                  | 양고은 징역1년6월 집행유예3년 | 최병철                         | 코리아연대 |
| 2017년 9월 15일  | 서울고법                      | 이적단체 구성 등                                                                                  | 양고은 징역1년6월 집행유예3년 | 이영진                         | 총책 조모씨와 북한 사회주의 등을 찬양·미화하고, 주한미군 철수와 연방제 통일 등을 주장하는 팟캐스트 방송16회 진행 2016년 6월에는 미국대사관 부근에서 주한미군 철수와 북미평화협정체결, 연방제 통일 등을 주장하는 집회 2회 개최, 북한 사회주의와 김일성 3부자, 선군정치 등을 찬양·미화하고, 주체사상 및 대남혁명 기초 이론과 그에 따른 북미평화협정체결 등을 주장하는 내용의 책자 7종 286권을 소지한 환수복지당 대변인 |
| 2017년 6월 13일  | 서울고법2017노23              | 찬양,고무 등 회합통신 편의제공 자진지원, 금품수수                                                 | |                                | |
| 2017년 11월 29일 | 대법원2017도9747              | 찬양,고무 등 회합통신 편의제공 자진지원, 금품수수                                                 | | 박상옥, 김용덕, 김신, 박정화   | |
| 2017년 7월 5일   | 서울고법2017노146             | 국가보안법위반                                                                                    | 이씨 징역4년 자격정지4년 김씨 징역5년 자격정지5년 | 강승준                         | 압수수색이 허용되면 전자정보가 해외에 있는 관리 서버에 존재함에도 압수수색을 허용하는 결과가 돼 서버가 소재하는 외국의 형사 사법권을 침해한다는 우려가 제기될 여지도 있다"면서도 "하지만 실제 압수수색 전 과정이 사실상 국내에 있는 수색장소에서 이뤄지므로 외국 사법권의 침해나 국제 관할위반 등의 문제가 생긴다고 보기 어렵다" |
| 2017년 8월 2일   | 서울중앙지법                  | 찬양,고무 등 이적단체 구성 등                                                                     | 징역1년 자격정지1년 집행유예2년 | 성보기                         | 범민련남측본부 사무국장 김모씨 |
| 2017년 9월 30일  | 서울남부지법                  | 찬양,고무 등                                                                                      | 무죄 |                                | 2009년 12월 북한의 주장을 선전하거나 이에 동조하는 내용의 이메일 13건을 이메일 계정에 보관하고, 이적표현물 4건 소지 민주노총 최모 국장 |
| 2017년 10월 29일 | 수원지법                      | 잠입,탈출 목적수행 등                                                                             | 징역3년6월 자격정지3년6월 | 송경호                         | 함경북도의 한 협동농장 작업반장을 하다 2015년 4월 20대 여성 A씨와 함께 탈북했다가 2016년 9월 재입북하여 대남선전방송에 2회 출연하여 한국사회 비판하고 재탈북 강모(40)씨 |
| 2017년 11월 7일  | 춘천지법                      | 잠입,탈출 등                                                                                      | 징역1년 집행유예2년 자격정지1년 | 이다우                         | 양구군 동면 최전방 부대 인근 군사전술도로에서 북한으로 탈출하기 위해 철책을 넘으려고 하는 등 2차례 월북을 시도] |
| 2017년 11월 13일 | 수원지법                      | 이적단체 구성 등 이적표현물 반포 등 병역법위반                                                    | 남모(31)씨 징역1년6월 자격정지1년6월 | 송경호                         | 코리아연대 회원 |
| 2017년           | 서울중앙지법                  | 회합,통신 금품수수 편의제공                                                                       | 징역3년6월 자격정지1년 |                                | 2010년 9월 중국에서 북한 '릉라도정보센터' 소속 인물들과 접촉 인기 온라인 게임에 쓰이는 핵 파일을 판매한 대금 2억4천여만원을 송금 허모(34)씨 |
| 2017년 12월 7일  | 서울중앙지법2017노1091        | 회합,통신 금품수수 편의제공                                                                       | 징역3년 자격정지1년 | 2016노4241에 병합\|            | |
| 2017년 11월 21일 | 수원지법                      | 찬양,고무 등                                                                                      | 안소희 파주시의원 징역2년6월 자격정지2년 집행유예3년 홍성규 징역1년~징역1년6월 자격정지1년 집행유예2년 김양현 전 평택위원장 징역1년~징역1년6월 자격정지1년 집행유예2년 일반당원3명 무죄   | 김정민                         | 2012년 6월21일 출마자 결의대회에서 혁명동지가를 제창하고 이적표현물을 소지 2013년 5월12일 마리스타교육수사회에서 열린 RO 회합에 참석해 이적성 발언 |

### 문재인 정부
| 연월일           | 사건번호                      | 사건명                                                  | 주문                                           | 판사                 | 비고 |
| ---------------- | ----------------------------- | ------------------------------------------------------- | ---------------------------------------------- | -------------------- | --- |
| 2018년 3월 5일   | 광주지법                      | 찬양·고무등                                             | 징역1년 자격정지1년                            | 김호석               | 54차례 북한 체제 우월성을 찬양하고 선전하는 글과 국가보안법 철폐, 주한미군 철수를 주장하고 천안함 사건 등에 대해 북한 주장에 동조하는 글을 게재 |
| 2018년 3월 8일   | 대구지법2015고단6339          | 잠입·탈출 찬양·고무등 군사기지및군사시설보호법 초소침범 | 징역1년6월 자격정지1년6월 집행유예3년,보호관찰 | 이창열               | DMZ 인근 최전방부대 초소에 접근해“국방부서 왔다” 속이고 북한으로 탈출 시도일부 찬양,고무 등 무죄                                                |
| 2018년 3월 21일  | 부산지법                      | 잠입·탈출 회합·통신                                     | 징역3월                                        | 이승훈               | 유전무죄 판결 불만에 밀입북 |
| 심리중           | 대구지법2013고단3179          | 찬양,고무 등                                            |                                                |                      | 시인 정춘희 |
| 심리중           | 광주지법 순천지원2013고단1158 | 찬양,고무 등                                            |                                                |                      | 양기우 |
| 2018년 2월 27일  | 광주지법2013고단5540          | 찬양,고무 등 이적표현물 반포 등                         |                                                |                      | 정상규 |
| 2018년 8월 29일  | 광주지법2018노824             | 찬양,고무 등 이적표현물 반포 등                         |                                                |                      | 정상규 |
| 심리중           | 대법원2018도14346             | 찬양,고무 등 이적표현물 반포 등                         |                                                |                      | 정상규 |
| 2018년 2월 7일   | 전주지법 군산지원2014고단939  | 찬양,고무 등                                            | 징역1년 집행유예2년                            | 김태훈               | 박용 |
| 2018년 5월 18일  | 전주지법2018노249             | 찬양,고무 등                                            | 징역1년 집행유예2년                            | 박정제 황윤정 김주완 | 박용 |
| 2018년 7월 25일  | 대법원2018도9172              | 찬양,고무 등                                            | 징역1년 집행유예2년                            |                      | 박용 |
| 2018년 7월 24일  | 수원지법2018고합60            | 자진지원,금품수수 잠입,탈출 회합,통신 등                | 징역2년6월 자격정지2년6월                      | 김정민 지은희 박영순 | 재입북 목적으로 북한 국가보위성 브로커와 접촉하여 북한에 쌀 130톤을 상납한 탈북민                                                               |
| 2018년 10월 24일 | 광주지법                      | 찬양,고무 등 이적표현물 취득,반포                       | 징역6월 집행유예1년                            | 정재희               | 타인의 이적 표현물을 취득하여 반포한 일부 무죄                                                                                                  |